# ゴッドイーター
『ゴッドイーター』（GOD EATER、中：噬神者）は、日本で2010年2月4日、バンダイナムコゲームス（当時）によって発売されたゲーム、そのシリーズ、またはそのシリーズに登場する架空の特殊部隊を指す言葉。通称は「GE」。
本項ではシリーズをまとめて解説する。

## 概要
2010年2月4日から発売されているシリーズ作品。ゲーム、漫画、小説、アニメ、アプリ、ラジオ、パチスロなどの媒体で展開されている。人類の天敵アラガミが現れ荒廃した世界でアラガミに対抗する特殊部隊ゴッドイーターたちの世界を描いた作品。
シリーズの累計出荷本数400万本を突破。また、『GOD EATER』はPlayStation®Awards 2010 Gold Prize賞、ファミ通 ゴールド殿堂 (2010)を受賞している。『GOD EATER BURST』は2010年ファミ通 プラチナ殿堂、電撃オンラインアワード2010 優秀賞、ファミ通アワード2010 優秀賞を受賞、作中の楽曲『神と人と Vocal ver.』は音楽賞Hollywood Music in Media Awards 2010にノミネートされている。『GOD EATER 2』は電撃PlayStationアワードタイトル部門1位、PlayStation®Awards 2014 Gold Prize賞、日本ゲーム大賞2012フューチャー賞、日本ゲーム大賞2013フューチャー賞を受賞している。『GOD EATER 2 RAGE BURST』は日本ゲーム大賞2014 フューチャー賞を受賞している。『GOD EATER ONLINE』はメディアアワード“ルーキー部門”を受賞している。
IP総合プロデューサーを務めるのはバンダイナムコエンターテインメントの富澤祐介。総合ディレクターはバンダイナムコスタジオの吉村広。シリーズ全体を通して、音楽を椎名豪、アニメーション制作をufotableが主に担当している。

## 歴史
2009年
7月16日 - 『GOD EATER』を2009年秋発売と発表。
9月10日 - 『GOD EATER』発売を2009年冬に延期を発表。
9月27日 - 作中の2065年を舞台としたアニメーション作品が東京ゲームショウ2009でプロモーションアニメとして公開される。
11月 - 『GOD EATER』体験版が配信。
2010年
1月21日 - 『GOD EATER Mini』サイト内で公開。
2月3日 - 『GOD EATER』オープニングテーマを含むシングル「Diamond / Over the clouds」リリース。
2月4日 - 『GOD EATER』発売。『GOD EATER』ダウンロードミッションパック配信。
2月10日 - 『GOD EATER』ダウンロードコンテンツ配信。
2月24日 - 『GOD EATER』目標の国内累計出荷数50万本突破を発表。
2月頃 - コミュニティサービス『フェンリル モバイル支部』開始。
3月3日 - 『ゴッドイーター オリジナル・サウンドトラック』発売。
3月27日 - GOD EATER(1) -the spiral fate-発売。
4月2日 - GOD EATER 救世主の帰還1巻発売。
7月8日 - 『GOD EATER BURST』発売を発表。
10月28日 - 『GOD EATER BURST』が発売。
12月9日 - 『GOD EATER BURST』ダウンロードコンテンツ配信。
12月26日 - 『GOD EATER MOBILE』開始。
2011年
4月11日 - 『GOD EATER BURST WALLPAPER COLLECTION』配信開始。
5月15日 - モンスターコレクションとコラボを発表。『GOD EATER the summer wars』連載発表。
9月15日 - 『GOD EATER 2』、2012年内に発売と発表。『GOD EATER -the 2nd break-』連載開始決定。アリサ・イリーニチナ・アミエーラのフィギュアの制作が進行中と発表。『GE BURST PSP the BEST』発売。『GE>>COMMUNITY』開設。
9月17日 - モンスターコレクションTCG スターターデック『ゴッドイーター』『アラガミ』発売。
12月21日 - 『GOD EATER BURST』50万本突破キャンペーン開始。
12月27日 - 『GOD EATER -the 2nd break-』が掲載された月刊電撃マオウ2012年2月号発売。
2012年
4月16日 - アリサ・イリーニチナ・アミエーラのフィギュアを2012年7月発売と発表。
9月20日 - 『GOD EATER 2』2013年発売と延期を発表。『台場カノンのGE>>RADIO』10月15日開始を発表。
2013年
2月26日 - 『神と人と』、ドナバーク シャインオンで歌われる。
6月8日、9日 - 『「プレコミュ」presents！ 「GOD EATER 2」最速体験＆合同開発サミット』開催。
6月8日 - 『GOD EATER 2』体験版配信発表。
7月8日 - 『GOD EATER 2』、11月14日発売を発表。『GOD EATER 2』PlayStation Portable向け体験版、7月25日配信を発表。『GOD EATER 2』PlayStation Vita向け体験版、8月1日配信を発表。『Playstation Vita×GOD EATER 2 Fenrir Edition』発売発表。
9月21日 - 『GOD EATER 2 序盤まるごと体験版』配信発表。
10月1日 - アリサ・イリーニチナ・アミエーラ、台場カノンの抱きまくらカバー発売。
10月13日 - 『ゴッドイーター2ナイト 〜シネマの大画面でタイムアタック大会〜』開催。『GOD EATER 2』オープニング曲『F.A.T.E.』公開。
11月7日 - ゴッドイーターマガジンVol.1発売。
11月14日 - 『GOD EATER 2』発売。『GOD EATER 2』アップデート配信。『「GOD EATER 2」×PlayStation Vita TV合同発売日記念ステージ』開催。『GOD EATER 2』の出荷本数50万本突破を発表。『ゴッドイーター カフェ/ダイニング』が開催。
11月20日 - 『GOD EATER 2』まるごと体験版21日配信発表。
12月18日 - 『GOD EATER 2』オープニング曲『F.A.T.E.』リリース。
12月23日から25日 - 東京メトロ丸ノ内線新宿駅メトロプロムナードに『GOD EATER 2』の巨大広告が現れる。
2014年
9月18日 - 東京ゲームショウにて、パチスロとアニメ化プロジェクトが発表された。
2015年
2月19日 - 『GOD EATER 2』に追加要素を加えた『GOD EATER 2 RAGE BURST』が発売。
10月29日 - 前々作『GOD EATER BURST』の物語に追加要素を加えたリメイク版『GOD EATER RESURRECTION』が発売。
2016年
9月17日 - 東京ゲームショウ2016で、初のスマートフォン向けタイトル『GOD EATER ONLINE』が発表された。

## 各作品
ゲーム
- GOD EATER Mini
- GOD EATER
- GOD EATER BURST
- GOD EATER MOBILE
- GOD EATER 2
- GOD EATER 2 RAGE BURST
- GOD EATER RESURRECTION
- GOD EATER OFF SHOT
- GOD EATER ONLINE
- GOD EATER RESONANT OPS
- GOD EATER 3

小説
- GOD EATER -DAYS OF RUINS-
- GOD EATER 禁忌を破る者
- GOD EATER 〜アリサ・イン・アンダーワールド〜
- GOD EATER 〜ノッキン・オン・ヘブンズドア〜

漫画
- GOD EATER -the spiral fate-
- GOD EATER -救世主の帰還-
- GOD EATER the summer wars
- GOD EATER -the 2nd break-
- GOD EATER 2 -undercover-
- GOD EATER 2
- ちみごっどいーたー
- GOD EATER -side by side

アプリ
- GOD EATER BURST WALLPAPER COLLECTION
- GOD EATER ONLINE
- GOD EATER RESONANT OPS

アニメ
- GOD EATER

ラジオ
- Project G.E. Presents 台場カノンのGE≫RADIO
- レンカとヒバリとリッカのフェンリル広報部

パチスロ
- パチスロ ゴッドイーター
- パチスロ ゴッドイーター 荒神Ver.
- パチスロ ゴッドイーター2
- パチスロ ゴッドイーター ジ・アニメーション

パチンコ
- P GOD EATER -ブラッドの覚醒-

### ゲーム

#### GOD EATER
2010年2月4日にバンダイナムコゲームス（後のバンダイナムコエンターテインメント）ナムコレーベルから発売されたPlayStation Portable用アクションゲーム。初代GOD EATERと表記されることもある。
群れで襲ってくる巨大な怪物「荒神（アラガミ）」を相手に、敵を喰らう武器「神機」で戦うアクションゲーム。チームの連携が重要な要素となっており、プレイヤーは「アナグラ」と呼ばれる基地でチームを編成し、ミッションを受注して戦いに挑む。シングルプレイでもNPCを交えての協力プレイが可能となっている。キャッチコピーは「神速！ 連撃！ 狩りは進化した。」。
プロデューサーは富澤祐介。キャラクターデザインは板倉耕一（雨宮リンドウなどのNPC全般、その他主要グラフィックを担当）と曽我部修司（主人公キャラクターとフェンリルの制服デザイン、広報イラストを担当）。音楽は椎名豪。開発元はシフト。アニメーションの制作はufotable。
2009年11月19日から公式サイトなどを通して体験版が配信され、累計で200万ダウンロードを突破している。2010年2月4日に発売され、PlayStation Awards 2010でゴールドプライズを受賞した。2010年12月頃、63万本リリース達成。また、ゲーム中に使用されるBGM「神と人と（Vocal Ver.）」が日本のメディアとしては唯一、Hollywood Music in Media Awards 2010にノミネートされた。『2』の発売をもって、シリーズの国内累計出荷本数が200万本を突破した。
ゲーム本編の6年前の出来事を描いたアニメーションがプロモーションビデオとして公開されている。制作は本編同様ufotable、監督は平尾隆之。キャラクターデザイン協力に曽我部修司と濱元隆輔がクレジットされている。

#### GOD EATER BURST
前作『ゴッドイーター』にシステムの全面的な改善およびシナリオの追加がなされた改良版。キャッチコピーは「さらに神速！ さらに連撃！ 狩りは、再び進化した。」。
2010年10月1日から公式サイト上で体験版が配信され、10月28日に発売された。単体で遊べる通常版に加え、前作のUMDを利用したアペンド版、さらにダウンロード通常版も同時発売されている。2011年には北米とヨーロッパで『GODS EATER BURST』のタイトルで発売された。
キャラクターデザインに小林くるみ（レンのデザイン、防衛班などのサブキャラクターのリデザイン、新規プレイヤー衣装デザイン、初回特典プレミアム衣装デザイン、その他イラストを担当）が新たに加わっている。また、ufotable制作のオープニング映像に新たな新規カットが追加されている。
初回特典として、NPCが通常とは違う衣装で登場するプレミアムキャラクターダウンロードカードと、初心者GEハンティングガイド（通常版のみ）が封入された。なお、2011年12月には累計販売50万本突破記念として、プレミアムキャラクターダウンロードの無料開放が行われた。2013年6月6日には、『2』で登場する新たな神機パーツやパーツ強化を取り入れたDLCを配信開始。同時にUMDおよびダウンロード版を値下げした。このDLCには、『2』へのデータ引き継ぎ条件および達成状況をチェックできる引き継ぎデータチェッカーが含まれている。
改善点
- コンボ攻撃の最後に繰り出すことで捕喰の際の隙を小さくする「コンボ捕喰」を搭載。それに応じて、アラガミ弾入手個数がコンボ捕喰では1個、通常の捕喰攻撃時は1個から3個へ変更された。また、バーストモード時のみに発動するバーストスキルが追加された。
- 自分のキャラクターの戦闘記録が記録されたアバターカードを使い、通信することで交換した相手のキャラクターがNPCとして登場する「アバターリンク機能」を実装。すれちがい通信にも対応している。
- 自室のコンソールで、イベントムービーの閲覧や各BGM・ボイスサンプルの視聴が可能になった「アーカイブモード」が追加された。
- NPCの思考が大幅に改善されると同時に、信号弾システムが導入され、NPCへの指示出しも可能になった。
- リンクエイドされた時、15秒以内でタイミングを見計らって復活できるようになり、エイド直後に倒される確率が大幅に低下した。
- 攻撃判定の無い装飾弾が追加され、組み合わせによってより自由なバレットが作れる。また、前作ではムービーでのみ登場した回復弾が新弾種として追加。
- 武器・装甲および衣装の大幅追加。その作成の際に必要になる素材も、一部が下位から上位、上位から下位素材への変換が可能になった。
- 武器・装甲の性能が底上げされ、同じ装備でも能力が強化されていたり、一部は属性も変更されている。
- 刀身の攻撃モーションが調整され、全体的に動作が速くなった。
- アラガミの体力や攻撃力、防御力、理不尽な攻撃判定が調整され、一部のアラガミでは、攻撃時のエフェクトと効果音が変更されている。
- アラガミのターゲット補足仕様が調整され、理不尽な乱戦に陥りにくくなった。
- アナグラ内でエモーションができるようになった。

#### GOD EATER MOBILE
Mobageにて配信されていたソーシャルゲーム。当初は2010年11月下旬開始予定だったが、延期されて12月16日からサービスが開始され、2011年12月22日に終了した。
ストーリー（MOBILE）
時はまだヨハネスが存命だったころ。神機に適合しゴッドイーターとなった主人公に出頭の命が下り、教練を終えたばかりの主人公にヨハネスはある特務をあたえる。その任務とは、対アラガミのための候補生たちを育成することを目的に創設された学園「極東狼谷（ろうこく）学園」に生徒として潜入し、消息不明の人物鐘田レンジを捜索せよとのことだった。
登場キャラクター（MOBILE）
プレイヤー（性別他キャラエディット可）
本作の主人公。新型ゴッドイーターとして入隊直後に、入隊したてでまだ面が割れていないから疑われ難いという理由で、鐘田レイジ捜索という特務をヨハネスから与えられる。
台場コトミ
極東狼谷学園特殊選抜科第4期生の女子生徒。
極東狼谷学園にて主人公と再会した主人公の幼馴染。台場カノンの妹であり、姉のように強くなりたいという動機で入学。
カノンと違い射撃は割と正確で、さらに瞬間記憶の能力をもっている。しかしアナグラの面々からは度々「誤射に注意しろ」と指摘を受けるため、あくまでも「姉に比べたら」という次元であり本人は疑問を感じている。
バレンタインの際、彼女の無くし物を一定数集めて渡すと手作りチョコを貰えるという期間限定イベントが行われた。だが味はイマイチ。
鳴子ユイ
極東狼谷学園特殊選抜科第4期生の14歳の女子生徒。
4人での演習の際成り行きでチームを組んで以降、主人公たちと行動を共にすることになる少女。高い身体能力を持ち合わせおり、戦闘中に装甲を展開することがほとんど無いほど回避能力にも長けている。鐘田レイジの妹。
土屋ショウゴ
極東狼谷学園特殊選抜科第4期生の14歳の男子生徒。
ユイと同じく4人での演習の際成り行きでチームを組んで以降、主人公たちと行動を共にすることになる少年。
初対面の時からコトミに気があるようで、事あるごとに告白の機会をうかがっている。絶対聴覚という空気の流れる音をも聞き分けられる能力をもっている。
一宮リュウト
極東狼谷学園特殊選抜科第4期生の男子生徒。管理職育成科2年に在籍していた。
5人でチームを組んで演習を行う際に加入してから主人公たちと行動を共にする、眼鏡をかけた少年。
IQ300の持ち主で洞察力や電算能力にも優れる。好物は冷やしカレードリンク。
カズマ・ハワード・キャンベル
極東狼谷学園特殊選抜科第4期生の男子生徒。第2部より登場。
望月ケイナ
極東狼谷学園特殊選抜科第4期生の女子生徒。第2部より登場。
鐘田レイジ
極東狼谷学園特殊選抜科第1期生の男子生徒。物語開始時点で既に消息不明となっており、主人公には、彼を捜索せよという特務が下された。
詳細は不明だが、鳴子ユイという妹がいる。
アルベルト・シュトラウス
極東狼谷学園の理事長。

#### GOD EATER 2
2011年9月15日に、シリーズ公式ポータルサイト「GE COMMUNITY」と同時に公式サイトが開設された。2013年11月14日発売。PSPに加えてPlayStation Vitaとのマルチプラットフォームであり、Vita版とPSP版でのマルチプレイも可能。『GOD EATER BURST』からのデータ引き継ぎに対応している。キャッチコピーは「極めし一撃 神々を討つ」。
前作の3年後の西暦2074年を描く完全新作で、多数の新アラガミや新フィールドの他、新たな近接武器形態「ブーストハンマー」「チャージスピア」、銃形態「ショットガン」が追加される。また各武器ごとに必殺技ともいえる「ブラッドアーツ」が存在し、これはプレイヤー本人が成長することで進化する。前作よりアリサ、コウタ、ソーマ、カノン、リンドウらも再登場。さらにメインストーリーの他にNPC毎のストーリーもそれぞれ用意され、やり込み要素もアップしている。
2013年6月8日に行われたGE2試遊会にて、体験版の配信が発表された。Vita版は2013年7月25日に配信され、PSP版は2013年8月1日から配信される予定だったが、その前日の7月31日に先行配信された。また、2013年9月21日に行われた東京ゲームショウにて新たな体験版の配信が発表された。「序盤まるごと体験版」という名の通り製品版の3章序盤までが収録され、2013年11月21日に配信された。
オープニングアニメーションは前回に引き続きufotable、演出は平尾隆之が担当する。
　防衛班の帰還
2014年6月5日に、ゴッドイーター2のアペンドパッケージとしてPlayStation Store限定で発売。
『GOD EATER BURST』にも登場した防衛班をメインとしたストーリーで、新たに2人のナビゲーターが使用可能になっている。また、防衛班の5人は成長した新デザインで登場。
ストーリー進行度が82以降でないと本編はプレイできない。

#### GOD EATER 2 RAGE BURST
2014年9月1日にティザーサイトが開設された。2015年2月19日発売。PlayStation 4とPlayStation Vitaとのマルチプラットフォーム。キャッチコピーは「血の衝動を 解き放て」。2017年には日本へのリージョン制限がなされたPC版も発売されている。
前作『GOD EATER 2』のシナリオを完全収録し、かつ一部のイベントに改良が加えられ、新シナリオ「レイジバースト編」を収録したバージョン。武器に、ボタンの押し方によって攻撃方法が変わる「ヴァリアントサイズ」が追加され、アクションに関しても自らに誓約を立て、達成することにより圧倒的な力を手にできる「ブラッドレイジ」が新たに採用されている。また、NPCキャラクターを自分好みに成長させることができる「パーソナルアビリティシステム」が追加されている。なお、前作『2』からの引き継ぎはPSP版からPS4版のみが不可となる（Vita→Vita、PSP→Vita、Vita→PS4は可能）。また、セーブデータはVita版とPS4版で共有が可能。
オープニングアニメーションはufotableが担当。『GOD EATER 2』のオープニング映像をもとに多数の新規カットが追加されている。また、オープニングには男主人公と女主人公の2つのバージョンが用意されている。
前述の「GOD EATER WINTERキャンペーン」でアップデートが行われ、「アイドルマスターシリーズ」とのコラボに加え『ソードアート・オンライン -ホロウ・リアリゼーション-』、『テイルズ オブ ゼスティリア』とのコラボが追加され、各作品の登場人物に扮したキャラクターにできる衣装と髪型が追加された。
改善・変更点
- - 難易度が5段階追加され、最高難易度が前作の10から15へ変更となった。これに伴い前作のアペンドパッケージだった「防衛班の帰還」や前作のダウンロード専用エピソードに含まれるミッション含めて一部のミッションが再編・追加された。
  - 『GOD EATER BURST』以来となるメール機能の追加。
  - スキルにレベル制が導入され、レベルの高さに応じて効果を発揮するスキルと一定のレベルに達していないと全く効果を発揮しないスキルが存在する。また、従来の作品では同じスキルの効果は重複することはなかったが、レベル制の導入により、スキルの重複が可能となり、同じスキルはレベルが合算されるようになった。
  - 複合コアを廃止し、新たに「スキルインストール」を追加。これはミッション後に手に入る「遺された神機」にあるスキルを自身の神機に移すことで、自分仕様の神機を造れるようになるというもの。これにより、神機パーツごとの個性が薄くなったが、カスタマイズ性は大幅に増した。また、従来どおりに素材を用いて神機を生産・強化することで付加できるスキルも存在し、この場合のスキルはレアなものが多い。
  - 「火」「氷」「雷」「神」の4つの属性は従来の作品では物理属性と同じく、数値で強さが表されていたが、本作では「◎◎」「◎」「-」（無属性）「×」「××」の5段階評価となり、従来の作品に比べて属性の相性の良し悪しがはっきりと出るようになった。
  - 新たなキャラクターエピソードの追加。
  - 武器・装甲・服装の大幅追加。
  - NPCへ新しい指示ができるようになった。
  - 新種のアラガミの追加。
  - ブラッドアーツの追加。これにより前作の300種類から400種類へと大幅に増加した。
  - 新フィールドおよびBGMの追加。また全てのフィールドに環境音が追加され、より臨場感があふれるようになった。

#### GOD EATER RESURRECTION
2015年10月2日から体験版が配信され、2015年10月29日に発売された。PlayStation 4とPlayStation Vitaとのマルチプラットフォーム。キャッチコピーは「原点にして最新」。
PSPで発売された第1作や『バースト』をPS4とPS Vitaでさらにリメイクした作品。グラフィックスの大幅な強化に加え、「パーソナルアビリティシステム」など『2』以降に採用された一部のシステムを導入している。また、新システムとして「プレデタースタイル」という空中にいる時やステップ中など5つの条件ごとスタイルを割り振ることで、多用多種の捕食アクションを繰り出せるようになるシステムと、それぞれのプレデタースタイルに装備できる制御ユニットと呼ばれる補助機能が追加された。
同時期に展開されているテレビアニメ版とも連携しており、アニメ版主人公である空木レンカをキャラメイクである程度エディットできるようになっている（神機も含めて完全に「空木レンカ」を再現するためには、『リザレクション』初回版に特典として封入されているプロダクトコードを使って各種データプロテクトを解禁することが必要）ほか、アニメで見られるいくつかの演出（空中捕食など）も新規で描かれている。
2016年12月1日に、「GOD EATER WINTERキャンペーン」として本作および後述の『2レイジバースト』を値下げ（『2レイジバースト』はパッケージ版も「Welcome Price!!」版として対象、リザレクションはダウンロード版のみ、ダウンロード版の特別価格は2016年12月1日から2017年1月7日までの限定）を行うとともに、同日に行われたアップデートで「アイドルマスターシリーズ」とのコラボレーションを行う。オペレーターに同作の音無小鳥が選択可能になり、フリーミッション中のBGMにも「THE IDOLM@STER 2nd-mix」、「Thank You!」、「お願い!シンデレラ」（「お願い!シンデレラ」は『2レイジバースト』ではブラッドレイジ中のみ）などが選択可能に、それに加えて女性主人公向けにはアイドル衣装と髪型も付加され、アナグラ内でのエモーションも追加された。さらに、これまで特典先行として公開されてきたアナザーキャラクターやアニメ版主人公空木レンカの衣装・神機を全員に開放する。

#### GOD EATER ONLINE
2016年9月17日に、東京ゲームショウ2016で発表されたiOS/Android向けMMO討伐アクション。キャッチコピーは「集え、ゴッドイーター 新たな神々の待つ戦場へ－」。開発はアソビモ。
今作では『ゴッドイーター』シリーズでプロデューサーを務めた富澤祐介がシリーズ総合プロデューサーとなり、シリーズの宣伝を担当してきた門田研照が新たにプロデューサーを務める。ディレクターはアソビモ所属である長谷川広大。オープニングアニメーションは歴代シリーズでアニメーション制作を担当してきたufotable。
従来作ではなかった超弩級アラガミと100人規模での戦闘など、MMOならではの追加要素がなされている。舞台『GOD EATER 2 RAGE BURST』から2年後のヒマラヤ支部へ移り、プレーヤーはフェンリルのクレイドル部隊から派遣された一員という扱いになる。また、これと同時に新たな家庭用ゲーム機向けゴッドイーターの製作も発表された。
2017年2月15日にサービスを開始し、2018年9月27日にサービスを終了した。

#### GOD EATER RESONANT OPS
2017年10月7日にパシフィコ横浜で開催されたイベント「GOD EATER ORCHESTRA LIVE 〜フェンリル極東支部公演〜」の最新情報発表会で発表されたAndroid/iOS用スマホRPG。キャッチコピーは「荒ぶる神々に、戦いを挑む者たちのRPG」。
『GOD EATER 2 RAGE BURST』から4年後の西暦2078年が舞台。新人ゴッドイーターである主人公、セラ、アレクにディバイダーのティオナ、隊長のエリナを加えたフェンリル本部第十四部隊が、本部から発令された全支部を巻き込む大規模作戦に身を投じていく姿を描く。
登場キャラクターは非常に多岐にわたり、本作オリジナルや過去に当たる『1』、『2』からだけでなく、『ONLINE』や『アリサ・イン・アンダーワールド』などの派生作品からも参戦している。本作の時間軸では既に死亡しているキャラクターは「追憶の〇〇」、『3』など未来に当たる作品のキャラクターは「後来の〇〇」名義（「追憶のオレーシャ」、「後来のクレア」など）で登場しており、オールスター作品的な要素も持ち合わせている。
2018年4月4日にサービス開始。2020年9月24日にサービス終了。

#### GOD EATER 3
2018年12月13日にPlayStation 4版、2019年2月8日にSteam版を発売。2019年7月11日にはNintendo Switch版を発売。キャッチコピーは「絶望を 駆け抜けろ」。『GOD EATER 2 RAGE BURST』から13年後、「灰域」によりフェンリルの統治体制が崩壊した西暦2087年の北欧が舞台となる。
Switch版のみ、最大4人のローカルマルチプレイに対応する。Switch版のみの初回特典として『テイルズ オブ ヴェスペリア』のユーリとエステルのコラボ衣装・ヘアスタイルが手に入るコードが付属する（パッケージ・ダウンロード共。ダウンロード版は2019年8月7日までの購入限定）。

### 小説

#### GOD EATER -DAYS OF RUINS-
ゲーマガ2010年2月号より3か月連続で掲載された、『ゴッドイーター』シリーズプロデューサーの富澤祐介によるショートストーリー。イラストは曽我部修司。
1話と2話はゴッドイーター ハンティングガイド（2010年2月8日発売、ISBN 978-4-7973-5830-8）に収録されている。

#### GOD EATER 禁忌を破る者
ファミ通文庫、著：ゆうきりん。週刊ファミ通にダイジェスト連載されていた小説。
各地を移動しては、接触禁忌種の討伐を専門とする部隊「アーサソール」の活躍を描いている。時期は『GOD EATER』作中と同じ頃の時分である。
スサノオの討伐のために極東支部へと訪れたアーサソール唯一のゴッドイーター、ギース・クリムゾンは、次々と出現する接触禁忌種を討伐していく内に、アーサソールの真の目的へと近づいていく。

##### 登場キャラクター
ギース・クリムゾン（17歳）
アーサソール所属の神機使い。接触禁忌種の討伐を専門としているため、トップクラスの戦闘能力を誇り、鼻歌を歌いながらスサノオを倒すなどの余裕っぷりを見せる。
陽気で前向きな性格だが、非常に好戦的でアラガミを倒すことだけが唯一の楽しみ。幼馴染のマルグリットとヴェネのことを大切に思っているが、それ以外の人間に対しては諍いを起こすような発言を多々するため、2人を除く人間関係はほぼ破綻している。マルグリットに好意を抱いているが、ヴェネに気を遣ってなのか、その気持ちを打ち明けずにいる。戦闘後は記憶力が一時的に低下する。神機はスサノオの素材で作った神蝕装備。
アマテラスを討伐してから精神に異常を来すようになり、監視役であるリンドウに異様なまでの敵意を抱くようになった。ツクヨミ討伐の際にヴェネの神機を捕喰した黄金のスサノオと遭遇し、スサノオに触れたことでスサノオの中にあった神機からヴェネの本心を知ったことで戸惑うも、ツクヨミを捕喰したことでその場で神機を強化しスサノオを討伐した。その後、フェンリルから追われる身になってもマルグリット共に自由に生きる決意をした。結果として、アーサソールの本当の目的を知ることはなかった。リンドウの虚偽報告では「黄金のスサノオと相討ちになり死亡した」とされている。アニメ版では台詞はなかったが、メテオライト作戦の参加者として登場している。
マルグリット・クラヴェリ（16歳）
アーサソールの整備士。ギースと共に新型神機の適合候補者として選出されたが、適合する神機がまだ見つかっていないため、部隊においては整備士としての役割を担う。ギースが戦闘で使用するバレットの調合は彼女が行っている。
性格は優しく、献身的。ギースからは「マリー」と呼ばれている。ギースとヴェネとは幼馴染でアーサソール以前から3人一緒だった。戦闘以外では社会的不適合者であるギースの身の回りの世話全般を見ている。無自覚で失礼な発言をすることがある。
かねてからギースのことを気にかけており、無自覚ながら好意も抱いていた。ツクヨミの攻撃でギースが死亡したと勘違いしたときに自身がギースに好意を抱いていたことを自覚する。その後、リンドウによってギースが生きていることを知らされ、ギースと共に生きることを決意する。イクスが死亡したこともあって、アーサソールの本当の目的を知る機会は無かった。リンドウの虚偽報告では「ギースを救うべく「グレイヴ」で黄金のスサノオに突撃して死亡した」とされている。
漫画版『the 2nd break』では神機使いとなった彼女が登場する。
ヴェネ・レフィカル（21歳）
アーサソールの隊長。ギースとマルグリットの幼馴染で兄貴的存在。ギースとは正反対の落ち着いた性格の銀髪の青年だが、感情が抜けたような表情から、リンドウには青年か老人か分らないと評された。
かつてはアーサソールの神機使いだったが、スサノオに神機を喰われてからは、小隊の管理と拠点である大型装甲指揮車「グレイヴ」の運転手と本部との連絡役を担っている。引退しているが格闘ではギースを上回る。
ツクヨミ討伐直前にイクスに拘束され、黄金のスサノオの捕喰場を探知するための測定器としてカーゴに閉じ込められる。自身の神機を捕喰したスサノオと精神がリンクしていることを知り、スサノオがギースを攻撃する様から自身がマルグリットに好意を抱かれるギースに嫉妬していることを自覚した。その後、神機でカーゴを切り裂いたリンドウにより救出されたが、その時にはすでに虫の息であり、暴走する神機からギースを庇い、マルグリットと共に生きるように告げ、死亡した。
イクス（30歳）
アーサソールの管理官。本部から偏食因子のアンプルを運んでくると共に神機のオーバーホールを行う。偏食場を相殺するニーベング・リングを開発した。いつも装甲指揮車の引くカーゴの中に篭っており、カーゴの中には彼しか入れない。
皮肉屋な性格で、ギースのことをモルモットにしか思っていない。いつも人を小馬鹿にしたような笑みを浮かべている。神機使いでないが、格闘術ではヴィネを上回る。
アーサソールの本当の目的を知る唯一の人物。ツクヨミ討伐直前にヴィネを拘束し、カーゴに閉じ込めるもリンドウによってカーゴを切り裂かれた。その後、情報秘匿のためにカーゴとともに自爆した。
「イクス」とは正体不明なものを示す「エックス」のドイツ語発音。フルネームは作中で明かされておらず、カーゴに引き篭もっていることから、プライベートな情報もない。

##### 用語
アーサソール
ギース、マルグリット、ヴェネの3人のみからなる、接触禁忌種の討伐を専門とした部隊。本部直轄の部隊で特定の支部には所属していない。各地を移動しては接触禁忌種（一種、二種問わず）を討伐している。時々、極秘裏に支部から物資の供給を受けている。
実のところ、アーサソールはオラクル細胞を用いた技術による人間の精神面への干渉技術確立のためのモルモット部隊であり、人間の精神に干渉する強い捕喰場を持った接触禁忌種をギースやヴィネに討伐させることでデータを収集していた。
イクスがカーゴごと自爆したため、研究成果やサンプルは全て失われたはずだが、何らかの形で研究データが残っており、これによって『the spiral fate』における後のアーサソールが完成された。
捕喰場
アラガミが放つ偏食因子やオラクル細胞を不安定にさせるパルス。通常のアラガミが発しているもに問題は無いが、接触禁忌種はそれが数倍も強いため、接触禁忌とされている。これまで確認されなかった全く異なる「波」であるため、機械で測定することができない。
ニーベングリング
イクスが開発した捕喰場を中和するリング。ギースの首に付けられている。実際はパルスを中和する効果は全く無く、ギースの体調をチェックするセンサーであった。

##### 単行本
- 全1巻（2010年6月30日発売、ISBN 978-4-04-726601-8）

#### GOD EATER 〜アリサ・イン・アンダーワールド〜
富士見ドラゴンブック、著：竜崎ツカサ
2065年にロシアのある町で起きたアラガミ襲撃から、2071年にアリサが極東支部へ転属になるまでのストーリー。ゲーム本編ではフラッシュバックという形で断片的に見られた、オオグルマによるアリサの洗脳の詳細が描かれている。

##### 登場キャラクター
アリサ・イリーニチナ・アミエーラ
2065年にロシアのある町がアラガミの襲撃を受けた際、目の前で両親をディアウス・ピターに喰われてしまう。当初は両親と共に死亡したと思われていたが、クローゼットに潜んでいるところをリディアによって発見され、保護された。部屋に閉じこもり錯乱状態が続いていたが、リディアの献身的な介護により回復した。
退院後は孤児院で暮らしていたが、後に新型ゴッドイーターとなり設立間もないロシア支部防衛班（第三部隊）の所属となる。しかしアリサの高い神機適応能力に目をつけ手駒として確保することを目論んだシックザールと大車により、洗脳処置を施されてしまう。
旧型ゴッドイーターに対して見下した態度を取り、アラガミに対する憎悪から徹底した殺戮を行なうため、支部内では浮いた存在だった。やがてリディアの妹で同部隊所属のオレーシャの積極的な行動により、彼女と打ち解けるようになる。だが、オレーシャは大車の策謀によってアリサを庇いヴァジュラに喰われてしまう。喰い散らかされたオレーシャの死体を見て逆上、シックザールが期待した通りの戦闘能力を発揮し単独でいとも容易くヴァジュラを倒すが、精神に変調を来してしまう。その後、大車によってオレーシャに関する記憶を消された上、退行催眠中に幼少時唯一の拠所だったリディアを遠ざけられて孤独感を誇張され、大車への精神的な依存が強まる。この記憶操作によりアリサの中では、リディアと最後に会ったのは9歳の時、ということになっている。
そして2071年、シックザール指揮下の極東支部へ転属となる。なお幼少時に「医者」と「医学生」の区別が付けられなかったため、当時からリディアのことを「先生」と呼んでいる。
リディア・ユーリエヴナ・バザロヴァ
オレーシャの姉で、身寄りの無いアリサの後見人。眼鏡をかけており、先端を束ねた金褐色のロングヘアーと白い肌、グラマラスなボディの持ち主。
2065年当時は医学生で、ロシアのある町がアラガミの襲撃を受けた際、リンドウらに続いて現地に入った救護班に参加していた。他の場所に現れたアラガミの討伐に向かうリンドウに犠牲者への献花を頼まれ、立ち入った家屋でクローゼットに潜んでいたアリサを発見、保護した。度々錯乱状態に陥ったアリサから暴力を受けながらも、暖かく献身的に接したことで、彼女は普通に生活が送れるまでに回復することができた。アリサを本当の妹のように思うようになる。
後に小児科医となってロシア支部付属病院に勤務し、2071年に、約2年ぶりにアリサと再会。なかなか周囲に馴染めないアリサにとって再び癒しの存在となる。アリサからゴッドイーターになることを聞かされ、志願理由がアラガミに対する憎悪であることを察し、彼女の悲しみを癒せなかったことに苦悩する。アリサの主治医である大車に対して良い印象を持っていない。
オレーシャが殉職した後、大車から彼女の精神崩壊を防ぐ方法として「オレーシャの記憶を消す」・「今後二度とアリサに会わない」という治療方針を聞かされ、彼女のためを思い、承諾させられて、2人の妹を失う。アリサが極東に飛び立つ日、笑顔で再会できることを信じて、遠くから彼女を見送った。
ゲーム本編でアリサが口にする「悲しみは海にあらず、すっかり飲み干せる」ということわざは、リディアが彼女に教えたものである。アリサと同様に、両親を目の前でアラガミに殺された過去を持つが、彼女自身はその悲しみを「飲み干している」。
大人びた外観とは裏腹に天然ボケ・ドジっ娘な面がある。アリサを見かけると抱きつき、自身の胸に顔をうずめさせるなどスキンシップを取り、彼女から呆れられることがあるが、嫌がられてはいない。妹のオレーシャに対しても同様である。
漫画『-undercover-』にも成長した姿で登場しており、リンドウと再会した。
オレーシャ・ユーリエヴナ・バザロヴァ
リディアの妹で、アリサとは同い年。自称「アリサの姉」。華奢な体形で、姉と同じ髪色のポニーテールであるが、褐色肌である。ロシア支部防衛班（第三部隊）所属の女性ゴッドイーター。使用神機はバスター系の「クレイモア改」。
アリサと初めて会ったのは2071年であるが、幼少時よりリディアからアリサの話を聞かされており、親近感を抱いていた。そのため初対面でアリサに馴れ馴れしく接して、煙たがれてしまう。アラガミを狩るという任務への姿勢の違いからアリサとは距離があったが、やがて打ち解けて特別な好意を抱き合うようになる。
しかし、任務中ヴァジュラに遭遇して心神喪失状態になったアリサを守るため囮となって単身ヴァジュラに挑んだが、頭部を破砕されて捕喰された。15歳没。
なおゲーム本編でアリサがたびたび口にする「ドン引き」というセリフは、元はオレーシャの口癖である。アリサと同様に、両親を目の前でアラガミに殺された過去を持つ。
アリサに対して、胸や尻を揉むなど過度なスキンシップを取るため、鬱陶しがられている。自身の胸の小ささを気にしており、そのことを他人から指摘される度に（アーサーに対して）怒ったり、落ち込んだりと感情を露わにする。アリサやリディアらの胸の大きさを妬ましく思う一方、女性へのボディタッチを好むという矛盾に悩んでいる。
続編『ノッキン・オン・ヘブンズドア』ではアリサの夢の中に登場し、彼女のトラウマ克服の大きな助けとなった。同様にユウの夢にも現れ、彼にアリサのことを託した。またアリサについてどう思っているのか尋ねたが、彼の当たり障りのないコメントに呆れため息をついた。
アーサー・クリフォード
ロシア支部防衛班（第三部隊）所属の男性ゴッドイーター。使用神機はスナイパー系の「マックス」。
赤い髪の熱血少年。リーダー気取りで、ミッション中に真っ先にアラガミへ飛び込むが、神機が遠距離型であるため、仲間からはあまり取り合ってもらえない。ただのバカのように見えるが、無闇に突っ込んでもチームとしての役割を忘れない冷静さを持ち合わせている。そのため、ツッコミに回ることが多い。
当初高圧的な態度を取るアリサに対し、激怒するなど良い印象を持っていなかったが、後に和解する。また、彼女に対して好意を持っていることをヘルマンに指摘される。オレーシャの殉職後、緘口令と上層部の指示により、記憶を消されたアリサとの接触を禁じられた。
ダニエラ・バローニオ
ロシア支部防衛班（第三部隊）所属の女性ゴッドイーター。使用神機はロングブレード系の「尾剣クロヅカ改」。
頬に折れた十字架の刺青を入れており、やや斜に構えた姿勢を取る女性。当初アリサの態度に対してよく思っておらず、彼女に嫌味な発言をしていたが、後に和解する。オレーシャとアリサの真っ直ぐな姿に、多少真似するのも悪くないと思うようになる。アリサ以上の巨乳らしい。オレーシャの殉職後、記憶を消されたアリサとの接触を禁じられた。
ヘルマン・シュルツ
ロシア支部防衛班（第三部隊）所属の男性ゴッドイーター。使用神機はショートブレード系の「獣剣 陽」。
右目に眼帯をした口数が少なく、落ち着いた雰囲気を持っており、若い年の割に第三部隊の中は年長に見える。女性の胸を凝視するような際も堂々としており、アリサについては彼女の胸にしか興味がない。だが、アリサが無抵抗のオウガテイルを生きたまま解体することに対して、嫌悪感を示すこともあった。オレーシャの殉職後、記憶を消されたアリサとの接触を禁じられた。
雨宮リンドウ
極東支部討伐班（第一部隊）所属の男性ゴッドイーター。2065年に連合軍のアラガミ殲滅作戦が失敗に終わった後、ツバキやソーマと共に残存アラガミ掃討のためロシア各地を転戦していた。
滞在していたある町にアラガミの群れが襲来した際、子供を探して危険地帯に向かった夫婦がいることを知り後を追ったが、追い付いた時には夫婦はディアウス・ピターに喰われてしまっていた。当時のリンドウの技量ではディアウス・ピターは難敵であったが、果敢に挑みこれを撃退した。
他の場所に現れたアラガミに対応するため、リディアら地元の救護班に後を任せすぐに現場を離れたので、死亡した夫婦が探していた子供（アリサ）が生存していることを知らない。自分が間に合わなかったために両親と共にアラガミの餌食になってしまったと思い、その後何年にも渡って気に病み続けることになる。
2071年では、ヨハネスからの特務をこなしているが、彼の計画を察し、探っているたところ、何らかの理由で左腕を怪我している。また、ヨハネスとの会話で、お互いの思惑を分かっている描写がある。
大車ダイゴ
ロシア支部におけるアリサの主治医。ロシア支部直属の医療チームに所属している。愛煙家で、診療室内でも構わず煙草を吸っている。
新型ゴッドイーターの研究を行っているが、自分の主張が認められず封殺された過去がある。名声と栄光を手に入れようと考えており、自分に信頼を寄せる新型適合者であるアリサを希望と呼んでいる。アリサを自分の犬にしようとしているヨハネスに従っているが、内心は快く思っていない。ヨハネス立会いの下で新型神機の適合試験を執行した。
アリサから緻密な臨床データを取るため、任務終了後、診療室に呼び、メディカルチェックと称して、彼女に薬品を投与し、精神を洗脳し自分の言うことを聞くように仕向けていた。
アリサにちょっかいを出すオレーシャの行動に、彼女の心を惑わすと嫌悪を抱き、ヨハネスに報告する。ヨハネスからオレーシャ暗殺を依頼され、難色を示すが押し切られる。観測班の部屋に入って、オウガテイル2体とヴァジュラ1体が出現したところを、「オウガテイル3体出現」と、待機班だったアリサとオレーシャに虚偽の出動命令を送り、暗殺を決行する。
その後、リディアと会い、アリサに対する治療法として、彼女に近づかないことを強引に約束させる。アリサに対しては、リディアがオレーシャを奪ったことに怒って会いたくないと嘘をつき、自分への依存性を高めさせた。
そして、アリサを洗脳してリンドウを暗殺する暗示をかける、ゲーム本編でのシーンが描かれている。その後アリサと共に極東支部へ飛び立った。
ヨハネス・フォン・シックザール
ロシア支部の創設に一枚噛んでいることがリンドウの口から語られている。リンドウなど自分の手駒になる人間のことを犬と呼んでいる。大車を利用してアリサを自分の「犬」にしようとしている。
ロシア支部にて、オオグルマと共にアリサの新型神機適合試験を行う。試験終了後、リンドウの不審な行動を知り、大車にアリサを「育てる」よう言い残し、すぐに極東支部に戻る。帰隊後、リンドウに「ロシアでいい拾い物をした」とアリサについて話し、皮肉めいた会話をかわす。
その後、オレーシャと仲良くなったアリサについて、「飼い主以外に懐いてしまった」と判断し、大車に「新しい散歩コースのプラン」と称して、オレーシャ暗殺計画を持ちかける。そのことに難色を示す大車に対し、「仮に帰ってこなかったとしても、それまでの犬だったということ。新たな候補者がやってきて、私の友人がしつけている」とプレッシャーを与え、無理矢理実行させる。同時に「老いた犬を引退させてやる」とリンドウ暗殺を示唆する発言もしている。

##### 単行本
- 全1巻（2010年9月18日発売、ISBN 978-4-8291-4596-8）

#### GOD EATER 〜ノッキン・オン・ヘブンズドア〜
富士見ドラゴンブック、著：竜崎ツカサ
『アリサ・イン・アンダーワールド』の続巻。『ゴッドイーター』から『ゴッドイーター バースト』の間の時間軸のストーリー。

##### 登場キャラクター
アリサ・イリーニチナ・アミエーラ
アーク計画阻止後も第一部隊の隊員として活躍しており、単独でヴァジュラを討伐するなど、過去のトラウマを克服している描写が多い。ユウのことを気遣っており、周囲（特にヒバリとリッカ）からは好意を抱いていると思われている。
榊博士の発言から、納豆が嫌いであることが判明し、「あれはアラガミの一種です！」と主張している。
アラガミテロを敢行した大車を倒すためにエイジス島へ向かったが、『アリサ・イン・アンダーワールド』で大車に封印されていたオレーシャの記憶を戻され、過去の記憶について苦悩する。その後、神機で大車を殺害しようとするもアラガミの攻撃で負傷し、一時撤退する。夢の中で出てきたオレーシャやユウたちの助けもあり、本当の意味で過去のトラウマを克服した。ユウを助けるために再びエイジス島へと向かい、両親を捕喰したディアウス・ピターと対峙し、これを討伐した。
アラガミテロ事件以降は、全く連絡を交わしていなかったリディアに手紙を書いた。
神薙ユウ
"新型"神機使いにして、フェンリル極東支部の第一部隊のリーダー。アナグラで一番の戦闘能力を持つ。使用神機はアリサと同じくロングブレード／アサルト／バックラーの「アヴェンジャー／レイジングロア／プリムストーン」だが、色は蒼色になっている。
誰にでも好感を抱かせる柔らかい物腰だが、大車によるアラガミテロで外部居住区の少女が目の前で死んだときにはこれまでにない怒りを露にする面もある。的確な作戦運用ゆえ仲間たちからの信頼は厚く、ミッション前後には冗談を言うような余裕を見せる。女性からの好意には鈍感らしい。
一切の私情を入れず、真に人類という種のためだけにアーク計画を執行しようとしたヨハネスにはある種の敬意を持っており、彼のことを侮辱した大車に反論するような一面もあった。
どこまでも仲間思いで、アナグラが総攻撃を受けた際、部隊員を激戦の中へ置いていくわけにはいかないと、首謀者の大車がいるエイジス島に単身攻めにいくのをためらっていたが、ソーマたちに背中を押され、乗り込むことを決めた。エイジス島で大車が用意した大量のアラガミ相手に孤軍奮闘した。
また、小説での容姿の描写から、純血の日本人ではなく、外国との混血であることが描写されている。
漫画版『the summer wars』『the 2nd break』、でも彼（または彼の名前）が登場している他、『2』においても前作のデータを引き継ぎせずに始めると、データベースにて彼の名前で登録される（引き継いだ場合、前作でのキャラクター名が登録される）ため、便宜上とはいえ彼が『GE』『GEB』の公式主人公となっている。
『パチスロ ゴッドイーター』では男性主人公として登場し、ボイス付きの台詞があるが、声優は明言されていない。女性主人公は「霊代アキ」である。
大車ダイゴ
アリサの担当医だった男でオラクル細胞学にも精通している。本作では彼の悪人としての一面がクローズアップされている。
本編でアリサとサクヤに姿を現した以降もエイジス島に残っていた。アーク計画が阻止されたことでヨハネスや第一部隊など世界そのものを怨むようになり、特にかつて従順な駒だったアリサに対しては異様なまでの執着心を見せる。
その後もエイジス島に隠れ住んで極東支部へ復讐するための研究をしていた（研究資材や食糧は大量に備蓄されていた模様）。その結果、アラガミが「好む」偏食因子の精製に成功し、同時にアラガミが「嫌う」偏食因子の技術を用いたスーツを開発した。フェンリルに反発する者や貧困に苦しむ外部居住区民を騙し、彼らを『餌』として断続的にアラガミが極東支部を襲撃するように仕向けていた。神機使いたちが疲弊したところで大規模なアラガミ群体による極東支部襲撃「アラガミテロ」を敢行する。
アリサにオレーシャに関する記憶を思い出させ、彼女が苦しむ姿を見て狂喜する。
エイジス島へと駆けつけたユウに手持ちのアラガミ群体を全滅させられ、アリサのトラウマの元凶であるディアウス・ピターを用意したが、ヴァジュラの雷撃の流れ弾で偏食因子スーツの電気系統が故障したことでスーツの効果を失い、ディアウス・ピターに捕喰されて死亡する。
かつては、アラガミの出現によって軍や政府に見捨てられた人たちを救うために奔走する医者だったが、精神とオラクル細胞の関連性を訴える論文をフェンリル本部に無視されてしまった（研究論文が無視されたことには榊も同情していた）。そういった面も含めると、彼も狂った時代に歪められた被害者とも言えなくはない。
『アリサ・イン・アンダーワールド』でリディアが語っていた尊敬する医師も皮肉なことに彼のことであった。

##### 単行本
- 全1巻（2010年12月20日発売、ISBN 978-4-8291-4606-4）

### 漫画

#### GOD EATER -the spiral fate-
連載：Side-BN、原作：バンダイナムコゲームス、作画：斉藤ロクロ。
プロモーションを兼ね、ゲーム1作目発売前に連載された漫画。アーク計画から半年後、極東支部の新型神機使い「加賀美リョウ」は欧州への出張から戻る際にアラガミの襲撃を受け、これを撃退したが記憶喪失になってしまう。彼が記憶を取り戻そうとする中、極東支部の新支部長に就任したガーランド・シックザールの陰謀に巻き込まれる。設定はゲーム本編と大筋は同じ。単行本の書下ろしなどではゲーム本編ではあまり見られなかった神機使いの日常が垣間見られる。

##### 登場キャラクター
加賀美リョウ
本作の主人公。極東支部第一部隊の隊長。年齢18歳、身長176cm、体重66kg。ゲーム本編の事件は、彼が体験したことになっている。
極東支部の新支部長ガーランドを迎えにフィンランドのフェンリル本部へ行って戻る途中、アラガミに遭遇して戦闘になり、アラガミを倒すが負傷したショックで記憶喪失となってしまい、戦いに怯えるようになる。記憶喪失の際、自分や仲間に関する記憶だけでなく、アラガミに関する知識も失っている。
旧時代のCDなどを収集しており、音楽鑑賞が趣味だが楽譜は読めない。
単行本書き下ろしでは、自分の出生に悩むソーマの相談役となるなど、包容力のある姿を見せている。
使用神機はロングブレード／アサルト／バックラーでの装備を基本としている。また神機との適合率は異常なほど高いらしく、強引な捕喰でバーストモードを発動させるなどの荒業をやってのけ、ガーランドからは「最強のゴッドイーター」とまで称された。
ガーランド・シックザール
ヨハネスの後任として本部から極東支部にやってきた新支部長。ヨハネスの実の弟でありソーマの叔父に当たる。「隻眼のダーウィン」と称されるアラガミ生物学の第一人者であり、強制進化の理論を含む自著『アラガミ進化論』によって注目を集める。名称の通り隻眼で、左目に眼帯を嵌めている他、右足も義足となっている。
眉目秀麗な顔立ちに反して性格は冷徹で部下への言葉に棘が多く、コウタ曰く「おしゃべりクソイケメン」とのこと。アラガミを新型の感応能力で兵器化する「新世界統一計画」を遂行していたが、シオの介入と「フェンリル」の暴走で失敗、アーサソールと共に身柄を拘束された上に本部から切り捨てられてしまう。
かつては教師を務めていたが、教え子をアラガミに皆殺しにされたことで人が変わってしまった。
リョウが買ってきた北欧土産のサルミアッキには、彼のブロマイドが付属されている。
ルミコ
極東支部の救護班に所属する医師。つなぎの下にビキニという出で立ちで、性格は明るく気さくで若手隊員のお姉さん的存在。
リョウが記憶喪失になっていることに気付き、仲間には黙っているよう提案する。ペイラーに依頼されてガーランドの身辺を調査していたが素性がバレたために負傷し、本部の重要機密事項の入ったメモリーカードをリョウに託す。
アーサソール
ガーランドが呼び寄せた新型神機部隊。隊員は常にプレート状のサングラスを掛けている。
感情に乏しく、アリサがリーダーの男性と握手し感応した際には、その言い様のない虚無感に恐怖することとなった。
感応能力を用いてアラガミを操る能力を持ち、ソーマも影響を受けたが、シオが介入したことでアラガミがコントロールを受け付けなくなり、リーダーはオウガテイルに捕喰された。事件後はガーランドと共に身柄を極東支部に拘束されている。
小説版『禁忌を破る者』でも同名の部隊が登場するが、その部隊の運用目的や編成が大きく異なっている。

##### アラガミ
ヨルムンガンド
新種のアラガミで、飛行するアラガミとしては最大級である。ハチの翅を生やした巨大なムカデ（蛇?）のような容姿をしている。航空機などを好んで捕喰するため、表面組織がジュラルミンに酷似している。コアは貴重なサンプルらしい。
極東支部の第8ハイヴ周辺にてガーランドを乗せたヘリを襲撃したが、同乗していたリョウによって倒された。
フェンリル
ガーランドがエイジス島で強制進化を利用し育成していた最強の人造アラガミにして、ガーランドの画策する「新世界統一計画」の要。
本来はアーサソールが操る最強の兵器として造られており、ガーランドはこの完成のためにアルダノーヴァの核を求めていた。完成体はヴァジュラ種を巨大化させた姿をしていたが、リョウがアルダノーヴァの核を別のものにすり替えたことで暴走し、虫状の脚といくつもの捕喰用口腔を持つ怪物に変貌した。その後はソーマが乗り込んだアルダノーヴァに一旦は捕喰されるも、アルダノーヴァを内側から侵喰しようとした。最後はリョウが神機でアルダノーヴァごと捕喰した。

##### 用語
強制進化
ガーランドが編み出したアラガミの進化理論の一つ。アラガミのコアを掛け合わせることで人工的に変種を作り出すというもの。
コアバレット
強制進化理論を応用して作られた対アラガミ用新兵器。アラガミのコアを封印した弾丸で、銃形態の神機を使ってアラガミに撃ち込むことによって、アラガミの形態を変化させる。例として、陸棲アラガミ（コンゴウなど）に足の無いアラガミ（グボロ・グボロなど）のコアバレットを撃ち込むことで、脚部を退化させるなどの使用法がある。
実戦ではオウガテイルにグボロ・グボロのコアバレットを撃ち込んで足を鰭に変化させたことで動きを鈍らせる効果が得られたが、逆にオウガテイルにザイゴートのコアバレットを撃ち込んで相手に飛行能力を与えてしまうパターンもあった。
新世界統一計画
ガーランドの画策する計画。アーサソールによって操作されたアラガミを対アラガミ用の究極兵器とすると共に、その絶大な力を以ってフェンリル本部の名の下に全人類を統率するというもの。

##### 単行本
1. 2010年3月27日発売[72]、ISBN 978-4-04-868504-7
2. 2010年11月27日発売[73]、ISBN 978-4-04-868976-2

#### GOD EATER -救世主の帰還-
連載：月刊少年ライバル、原作：バンダイナムコゲームス、作画：烏山英司。
2072年のフェンリルアメリカ支部。2年前の実験で全てを失った少年シルバはゴッドイーターとして戦いに身を投じていた。その最中、シオと酷似したアラガミの少女に導かれ、死んだはずの親友ディケインと再会する。
ゲームには登場しない神機やアラガミも存在し、オリジナル色の強い作品となっている。

##### 登場キャラクター

###### 主要キャラクター
シルバ
本作の主人公。アメリカ支部αチームに所属する新型神機使い。アメリカ支部でトップクラスの成績を誇り、偏食因子との適合率も格段に高い。
ぶっきらぼうで身勝手な性格。ミーティングにも欠席することが多く、他のチームとトラブルを起こすことも多いが、αチームでは彼の性格を把握しているのか、チーム内部で不和は生じておらず、彼も戦闘ではチームの一員として戦っている。子供にお菓子を挙げるなどの優しさを持っている（お菓子は瑞希から逃げるための口止め料の意味合いもある）。
アドルフィーネ主導のプロジェクト「メシア」の被験体であり、彼女からは57号と呼ばれている。2070年の北欧で行われた最終実験の失敗により計画が凍結されたことで、アメリカ支部に転属した。彼の左目の眼帯はその時に負った傷であり、眼帯や傷に触れられることを極度に嫌う。
親友のディケインを始めとする「聖痕を刻まれし者達（クルセイダーズ）」が実験の失敗で死んだことに責任を感じており、世界を変える誓いを果たすためにずっと同じ神機を使い続けていたが、アラガミ化して再会したディケインに「罪から逃れたいだけだ」と指摘され、レーヴァテインを破壊されてしまう。その後はアドルフィーネが再調整を行った「レーヴァテイン・ツヴァイ」の暴走状態を抑え、ツヴァイを自らのモノとしたことで再びディケインに挑む。ディケインを倒し、最終決戦を制した直後、アドルフィーネの策略により神機が暴走するが、白い少女が自らを犠牲にして神機の暴走を止めた。その結果、ツヴァイは真っ白になり、シルバの髪も一部が白色化、失っていた片目も戻り、眼帯を外した。
使用している新型神機「レーヴァテイン」は講談社とコラボしたミッションに登場するアラガミ「ゼウス」を倒すことによってゲーム中で使用することができる。ゲームでは「ロング/アサルト/シールド」に分類されている。
今では一人称が「俺」だが、実験当時は「僕」でディケインの弟分のような存在だった。
エドガー・K・ロジャース
アメリカ支部αチームのリーダーで、銃と一体化した槍型神機を使う。冷静な性格で、的確な指示でメンバーを引っ張っている。勝手な行動を取ることが多いシルバには手を焼くが、彼を一番信頼している。旧サンフランシスコ出身で、かつて両親を目の前でアラガミに殺された。アメリカ支部に来たアドルフィーネのことを快く思っておらず、マリアと共に彼女について調べている。
神機のメンテナンスは頻繁にやっているが、いじくり回すのはあまり好きではないらしい。使用している神機は西洋槍（ランス）の柄に銃が内蔵されている。捕喰形態は刀身の先端が二つに割れて出現する。捕喰形態で出現する頭部は昆虫の口を持った竜のような形をしている。
最終決戦後は神機を手放し、支部長のコートを着ている。
瑞希（ミズキ）
αチームの紅一点で、銃と一体化したブーメラン型神機の使い手。浮浪児だった所を孤児院の院長に救われており、子供の命を最優先で守ろうとする。3サイズは、B85・W60・H83とのこと。
堕ちた者との戦闘以降、いつか自分が仲間を手に掛けなければならない時がくるかもしれないことを悩んでいる。以前から単独行動の多いシルバのことを気にしていたが、堕ちた者との戦闘以来、神機使いに対して悲観的な見解を示すシルバをより一層心配しており、ジェシーたちからは好意を抱いていると思われている。アメリカ支部屋上でシルバと共に白い少女に遭遇し、シルバと共にリバティー島へと向かった。
使用している神機は本体の両側にブーメランの刃が付いており、銃は本体に内蔵されている。捕喰形態ではブーメランの刃が牙の役割を果たす。
ジェイク
αチームのサブリーダーで、二連装のライフル型神機を使用する。陽気な性格をした黒人で、ミズキと共にチームのムードメーカーとなっている。既婚者でジャッキーという息子がいる。妻には頭が上がらないらしく、一度は家を追い出されたことがある（本人曰く、戦略的撤退）。
バレットエディットにこだわりがあるらしく、ターミナルでバレットの調整に勤しむ姿が見受けられる。
使用している神機は二連装ライフル状の遠距離式で連射弾、拡散弾など多種多様な弾種に対応している。ゲーム本編の神機の外見はほとんど留めておらず、構造・持ち方も大きく異なる。

###### フェンリル アメリカ支部
ロバート
アメリカ支部で神機のメンテナンスと、ゴッドイーターたちのメディカルチェックを兼務しているドクター。ヘビースモーカーでいつも煙草を咥えている。口は悪いが、ゴッドイーターたちを人一倍気遣っており、特にシルバのことを心配している。
ジェシー
ロバートの助手。ロバートからは半人前と言われている。根っからの技術バカで、夢は超弩級アラガミに対抗する超巨大神機を作ること。
アレックス・フェイストン
アメリカ支部の支部長。温厚な性格をした老人で、いつも柔和な笑みを浮かべているが、アラガミ化したレオナルドを処分するように命じるなど冷徹な（そして、支部長としては当然の）判断を下すこともある。
かつてはフェンリル本部の上層部の幹部であり、アドルフィーネの救世主計画（メシアプロジェクト）には否定的だったが、自身よりもさらに上の立場の人間が計画を容認していたため、アドルフィーネに苦言するだけだった。その時の確執のためか、アメリカ支部における彼女の行動を黙認している。
マリア
支部長の秘書。生真面目な性格で、欠席が多いシルバに苦言を呈することもある。
マーカス
βチームのリーダー。シルバがアメリカ支部に来てから成績が下降しているため、彼に因縁を吹っかけてきた。大柄な体格に似合わず気弱な部分があり、適合者だからというだけでアラガミと命懸けの戦いに身を投じなければならないゴッドイーターとしての現状に不満を持っていたが、シルバに励まされて奮起する。それ以後は人が変わったかのように仕事に積極的になり、着実に腕を上げている。
使用している神機は旧型近接式で鉈のような形をしているが、シールドにあたる部分は見られず、ゲーム本編とは異なった形状をしている。
アドルフィーネ・ビューラー
フェンリル本部から派遣された女性。イギリス出身。顔の半分に火傷を負った跡がある。片腕、片足が義肢となっている。ペイラー・榊と並ぶ「北の賢者」と呼ばれる学者で、プロジェクト「メシア」の主導者。シルバとは実験者と被験体という関係である。アラガミ化したとはいえ、かつては人間であった墜ちた者のレオナルドの遺体をサンプルと称すなど、研究者ゆえの狂気的な性格をしている。
全ての神を滅ぼすUGE（アルティメットゴッドイーター）を生み出すことが目的であり、そのために同伴してきた黒服の男たちと暗躍する。シルバとディケインの最終決戦後に白い少女を狙撃し、シルバの神機を暴走させてUGEを作ろうとするも失敗。本部によって拘束され、裁判にかけられた。
レオナルド・アイバーソン
10年前からフェンリルアメリカ支部にゴッドイーターだったが、2年前にアラガミ化、暴走して5人の仲間を殺害した後、行方不明となる。餌である小型アラガミを追いかけてアメリカ支部に近づいた際に、αチームと遭遇、戦闘となるもシルバに追い詰められ、白い少女に止めを刺される。その後、遺体となった彼は完全に人間に戻っており、一体化していた神機はコアを残して、オラクル細胞が壊死したかのように機能を停止していた。アラガミ化しても、愛する人の写真が収められたペンダントを手放さなかった。

###### その他のキャラクター
白い少女
人間とは思えない真っ白な肌をした少女。
ゲーム本編のシオに似ているが、無表情か少し怒ったような顔をしており、黒い衣服を身に纏っている。口調もシオのように幼稚ではなく、しっかりしている。旧サンフランシスコに出現し、その後はアメリカ支部付近で墜ちた者と戦うシルバの前に現れ、追い詰められた墜ちた者に止めを刺す。
本編のシオ同様に高い戦闘能力を有しており、腕を高速に突き刺す槍や斧に変形させて戦う。彼女によって倒されたアラガミは、まるでオラクルが抜けたかのような状態となる。ロシアにいるアドルフィーネの部下が撮影した映像ではシユウを捕喰しており、ただのタンパク質の塊へと変えた。
アドルフィーネには終末捕喰を引き起こす特異点かそのスペアだと思われていたが、実は特異点の残滓が生み出した偶然の産物であり、本来は誕生するはずのない存在である。ディケインと共に行動しており、シルバをディケインと引き合わせた。基本的にディケインの望みをかなえることを目的として行動する。最終決戦では瑞希と対峙したが、アドルフィーネの私兵に狙撃される。その後、暴走するシルバの神機を制御するために彼の神機と融合する形で消滅した。
ジョージ・バーグマン
フェンリル傘下企業をまとめるG・Nコーポレーションの社長。尊大な人物で自分が護衛されるのが当然のことのように思い込んでいる。アラガミの襲撃で自社が壊滅した過去があり、アラガミを人一倍恐れている。
ヘリの護衛任務中に発した暴言をフライトレコーダーに録音されてしまい、アメリカ支部に弱みを握られてしまった。
ディケイン
かつてはシルバの戦友だったが、最終実験の暴走で当時の仲間（シルバを除く）を全滅させ、アラガミ化する。
リバティー島にてシルバと再会するがアラガミ化していた。しかし、姿形はかつてのディケインであり、人としての自我や記憶、理性を保っている。レオナルドやリンドウとは全く異なるパターンでアラガミ化した模様。白い少女やアドルフィーネからは「喰神の王」と呼ばれている。
アドルフィーネの私兵である強化型ゴッドイーターを一瞬にして葬り去るほどの戦闘能力を持ち、自身の身体を変化させるだけでなく、特定のアラガミを操る能力を持っている。
キリヤ
アドルフィーネが本部から連れて来た私兵。冷静な性格であり、高い身長で黒の長いポニーテールの男性。強化型ゴッドイーターであり、長大な日本刀型神機を振るう。圧倒的な戦闘力で白い少女を追い詰めるが、ディケインによって一瞬で倒された。その後、ディケインの攻撃からロゼットを庇って死亡した。
ロゼット
アドルフィーネが本部から連れて来た私兵。低身長でツインテールの少女。非常に怒りやすい性格であり、低身長のことも気にしているのか、シルバに凸凹コンビと言われて激怒した。ハンマー型の神機を使用。シルバのことを「先輩」「旧型」と呼ぶ。
キリヤとのコンビネーションで白い少女を追い詰めるが、ディケインによって一瞬で倒された。キリヤのおかげで生き残ったものの、任務失敗によってアドルフィーネに見捨てられ、アメリカ支部に身を置くこととなった。瑞希が事情を知っているため、αチームに所属している。キリヤの仇としてディケインを追い、彼との戦闘では命令を無視することがある。

###### アラガミ
ビッグメイデン
普段は通常のコクーンメイデンだが、ゴッドイーターに襲撃された際に巨大化。地中にある本体は移動が可能となっている。
旧サンフランシスコでフェンリルの調査隊を襲撃。その際、襲撃場所に巨大な蟻地獄を形成する。戦闘ではシルバたちを圧倒するも、移動可能となったのが仇となり、地下水道で待ち伏せしていたエドガーの神機によって本体を捕喰された。ビッグメイデンはジェイクがその場で名付けたものであり、正式な名前ではない。
回収されたコアは解析されたが、普通のコクーンメイデンのものであり、ロバートの見解ではコクーンメイデンが進化したものではなく、活性化したことによる細胞の巨大化と言っている。
キマイラ
捕喰による進化ではなく、複数のアラガミによる複合体。ヴァジュラ、ザイゴート、クアドリガ、ボルグ・カムランが合わさった容姿をしており、ウロヴォロス並の大きさ。今の処、一体しか確認されていない希少種。接触禁忌指定はされていないが、同等かそれ以上の力を持っている。
ハリウッドに出現し、アドルフィーネからの指令により、αチームとβチームの合同チームと戦ったが、圧倒的な力で合同チームを蹂躙。撤退を余儀なくさせる状態にまで追い込むが、瑞希を吹き飛ばし重傷を追わせたことで逆上したシルバに肉塊へと変貌させられた。
堕ちた者（フォールマン）
偏食因子の過剰投与によって体が完全にアラガミ化したゴッドイーター。オラクル細胞が持つ捕喰本能に従って行動しているため、人間だったときの意思や感情、記憶を一切持たない。さらに、全身がオラクル細胞と化しているため、通常のゴッドイーターを凌ぐ圧倒的な戦闘能力を持っている。
アラガミ化にはいくつかの段階があるらしく、レオナルドの場合は、精神汚染はおろか、身体が神機と一体化していた。
メドゥーサ
アラガミを神として崇めるカルト教団がハイヴ内で出現させたアラガミ。基本的な形状はサリエル神属に似ており、アドルフィーネにはサリエルの堕天種として認知されている。頭部の目から発する光線は当たった物を石化させる能力を持っており、これが名前の由来となった。
自身が放った光線を「レーヴァテイン」の刃を使って至近距離で反射されたことにより自身の体が石化してしまい、銃形態で止めを刺された。

###### 用語
救世主計画（プロジェクトメサイアまたはメシアプロジェクトとも）
かつて全てのアラガミを倒し世界を救う存在である救世主、最強の神喰らいの戦士U.G.E（アルティメットゴットイーター）を生み出そうとしたプロジェクト。13人のゴッドイーターを聖痕でリンクさせ、12人が1人のゴッドイーターにリンクバーストを行うことで究極のゴッドイーターを生み出そうとしていた。そのため、聖痕を刻まれし者達（クルセイダーズ）は通常のゴッドイーターならレベル3までしか耐えられないリンクバーストをレベル13まで耐えることができる。
しかし、最終実験で全員分のリンクバーストを請け負ったディケインがアラガミ化したことでシルバ以外が全滅。アドルフィーネも負傷し、片目と片腕を失った。表向きは計画凍結となっていたが、アドルフィーネは裏で計画を続けていた。
聖痕を刻まれし者達（クルセイダーズ）
神に選ばれ聖痕をその身に刻まれた13人の使徒。彼らを礎に救世主を生み出されるとされた。

###### 単行本
1. 2010年4月2日発売[74]、ISBN 978-4-06-380105-7
2. 2010年8月4日発売[75]、ISBN 978-4-06-380122-4
3. 2010年12月29日発売[76]、ISBN 978-4-06-380147-7
4. 2011年7月4日発売[77]、ISBN 978-4-06-380170-5
5. 2011年12月28日発売[78]、ISBN 978-4-06-380199-6

#### GOD EATER the summer wars
連載：エイジプレミアム、原作：バンダイナムコゲームス、作画：okiura。

##### 登場キャラクター
アリサ・イリーニチナ・アミエーラ
神薙ユウ
台場カノン
ジーナ・ディキンソン
スザキ
かつてエイジス島建設に関わっていた技術者。軽い性格で目の下に入れ墨がある。
エイジス島の地下プラントの点検のためにカノンと共にエイジス島に訪れたが、本来の目的は地下プラントに眠る大量のオラクルリソースを盗み出すことであり、爆発事故に偽装してオラクルリソースを盗み出していた。
しかし、オラクルリソース強奪の件をユウとアリサに暴かれ、挑発フェロモンを利用してアラガミの攻撃目標を2人に向けさせ、自分はヘリで逃げようとするもカノンの機転で逃げ道を塞がれ、アラガミも倒される。最後はユウに追い詰められたが、情報の隠匿のためヘリと共に自爆した。

##### 単行本
- 2012年5月9日発売[79]、ISBN 978-4-04-712795-1

#### GOD EATER -the 2nd break-
連載：電撃マオウ、原作：バンダイナムコゲームス、作画：片桐いくみ。
『バースト』から3年後の世界を描き、『2』との橋渡しとなる。「ネモス・ディアナ編」「極東支部防衛編」「新神機編」の三章で構成されている。

##### 登場キャラクター

###### 主要キャラクター
アリサ・イリーニチナ・アミエーラ
新たな居住区（サテライト）の候補地探索のためにソーマと共に極東支部を出るが、ヘリがシユウの変異種による攻撃で墜落してしまう。偶然助けたサツキの誘いで極東支部からの迎えが来るまで女神の森に滞在することとなった。
彼女の衣装は『2』に準拠したものであり、胸が予想以上に大きいせいでジッパー（上から下ろすタイプ）が完全に閉まらなかったが、彼女が衣装を変えるということで不安に思っていた極東支部の男性職員たちを安心させた。
ソーマ・シックザール
アリサと共に新たなサテライト候補地探索のためにヘリに乗り込むが、ヘリの墜落により女神の森に滞在することとなった。かつての極東支部長であるヨハネスの息子であることから女神の森の評議会を震撼させた。
衣装はかつてのヨハネスを想わせる白いコートであり、彼もそのことについて何か思うところがあった。極東支部の女性職員にかなりモテる。
藤木コウタ
アリサ、ソーマと同じ第一部隊に所属。後輩たちの育成のために極東支部に残る。現在は後輩の育成に務めており、いつも対立するエリナとエミールに手を焼いている。かつてはバガラリーにハマっていたが、今はアイドル「シプレ」に夢中になっている。
エリナ・デア＝フォーゲルヴァイデ
エリックの妹であり、コウタの部隊に配属された新人ゴッドイーター。新たに極東支部に配備された神機・チャージスピアの使い手に立候補する。同期のエミールと仲が悪く、一方的に彼を嫌っている。
エミール・フォン＝シュトラスブルク
エリナと共にコウタの部隊に配属された新人ゴッドイーター。新たに極東支部に配備された神機・ブーストハンマーの使い手に立候補する。中世の貴族のようなキザな風貌で、エリナには疎まれているが本人はそれほど気にしていない様子。かつてはドイツの貴族階級が通う高等学校でエリックと成績上位を競い合っており、「あのエリック・デア＝フォーゲルヴァイデの妹なら〜」と彼女のことを過剰に高く評価し、見守っている。

###### 女神の森
葦原ユノ
美しい歌声を持つ少女。那智の娘。ほとんど外に出たことがなく、同年代の人と話すことがほとんどない。『ゴッドイーター2』にも有名な歌手（歌姫）として登場している。
葦原那智
ユノの父、「女神の森」の総統。極東支部に強い恨みを持つ。かつてはエイジス島で働いており、周囲から頼られる優秀な人材だったが、3年前に戻って来て女神の森を囲む壁を作り始めた。フェンリルを憎んでおり、ヘリの墜落で保護を求めてきたアリサとソーマを牢獄に閉じ込めた。
葦原八雲
那智の父、温厚な性格。かつては正規軍に所属しており、百田ゲンとは同期だった。アラガミという共通の敵のためにはフェンリルと和解する必要があると考えており、息子の那智と対立している。
高峰サツキ
フリージャーナリスト。元はフェンリルの広報を務めていたが、大衆を誘導するための虚偽の報道に嫌気が差し、「自分の目で見て感じたことをそのまま伝える」ために報道機材一式を持ち出してフェンリルから逃亡する。その後は「女神の森」を拠点にジャーナリストとして活動する。そういった経緯もあり、アリサらに対し辛辣な言動をとることもあるが 協力もしている。ユノの歌声に興味を抱いており、より広くユノの歌を届けようと画策している。『ゴッドイーター2』でもユノのマネージャーとして登場している。
マルグリット
『禁忌を破る者』での事件後フェンリル本部から逃亡していたが、ギースのP53偏食因子の欠乏によりフェンリルの庇護下へ戻ることを余儀なくされる。収容先の移動要塞（フライア）で適合する神機が見つかり新型ゴッドイーターとなった。「神機兵」の試験操行後にギースが失踪したことを受け、足取りを掴むため再びフェンリルから逃亡する。その後辿り着いた「女神の森」に「神機兵」が配備されるとの情報を受け、オラクルリソースの提供と引き換えに駐留することとなる。「女神の森」の防衛と維持をする傍らで「神機兵」の配備を待っていたが、感応種アラガミ・マルドゥークとの戦闘で負傷し、同時に「流行り病」に感染してしまう。現在はアリサの交渉により、極東支部で保護されている。

###### その他キャラクター
ギース
『禁忌を破る者』での事件後フェンリル本部から逃亡していたが、P53偏食因子の欠乏によりマルグリット共々フェンリルの庇護下へ戻ることを余儀なくされる。マルグリットの神機適合の後、「神機兵」の搭乗に志願するが試験操行以降は行方不明扱いとなっている。

###### アラガミ
新種のシユウ
アリサとソーマが乗ったヘリを襲撃したシユウ。背中から触手が生えており、既存の対アラガミ装甲が通じない。咆哮すると周囲の神機の制御を無効化し、ゴッドイーターを無力化する。群れで活動し、新種同士だと編隊を組んで飛行し、他種のアラガミとの場合、指揮官的な役割を持つ。後に「感応種」と命名されたが、ゲーム本編に登場する感応種と比べて偏食場パルスは弱く第三世代ではないソーマの神機の制御は完全に奪えなかった。

###### 用語
女神の森（ネモス・ディアナ）
極東地域に位置する、フェンリルの庇護を受けていない独立居住区。ドーム状に組まれた対アラガミ装甲壁に覆われている。エイジス島から盗み出した資材やマルグリットが確保したオラクルリソースを基に装甲壁を更新している。住民の大多数が極東支部での居住を拒まれた人々であり、それゆえフェンリルに対する反発が大きい。
赤い雨
極東地域一帯で頻発している異常気象。後述の流行り病に関連すると見られている。
赤乱雲（せきらんうん）
積乱雲に似た形状の赤い雲。赤い雨を降らせる。
流行り病
身体の随所に黒い蜘蛛のような紋樣が浮かぶ病。赤い雨に降られると発病する他、皮膚の接触により人から人へ感染すると見られている。治療法の確立されていない不治の病。
神機兵（じんきへい）
フェンリルが開発した、対アラガミ用のロボット兵器。機械とはかけ離れたしなやかな動きが特徴。
クレイドル
「フェンリル極東支部独立支援部隊」の通称。「人と人との繋がりを育むクレイドル（ゆりかご）」に由来しており、榊により命名された。極東支部第一部隊を前身としている。

##### 単行本
1. 2012年9月27日発売[80]、ISBN 978-4-04-891049-1
2. 2013年2月27日発売[81]、ISBN 978-4-04-891360-7
3. 2013年9月27日発売[82]、ISBN 978-4-04-891972-2

#### GOD EATER 2 -undercover-
連載：電撃マオウ、原作：バンダイナムコゲームス、作画：斉藤ロクロ。
『GOD EATER 2』の物語につながる公式コミック。『GE2』の少し前の時間軸での話となっている。主人公の神薙ユウと雨宮リンドウを中心とした話が展開される。

##### 単行本
1. 2014年7月26日発売、ISBN 978-4-04-866718-0

#### GOD EATER 2
連載：電撃マオウ、原作：バンダイナムコゲームス、作画：片桐いくみ。

##### 登場キャラクター
神威ヒロ
本作の主人公。ゲーム本編主人公と同一の設定を持つ。年齢17歳。身長170cm前後。特殊部隊「ブラッド」の第二期候補生であり、後に副隊長へと昇進する。
実力的にはまだまだで現場の経験も浅く、いささか危機感に欠ける楽天家。だが朗らかな雰囲気に反して意志は強く、次第にメンバーたちの中心となっていく。

##### 単行本
1. 2014年2月27日発売[83]、ISBN 978-4-04-866345-8
2. 2014年9月27日発売[84]、ISBN 978-4-04-866875-0
3. 2015年2月27日発売[85]、ISBN 978-4-04-869232-8
4. 2015年7月27日発売[86]、ISBN 978-4-04-865215-5
5. 2016年1月27日発売[87]、ISBN 978-4-04-865490-6
6. 2016年9月27日発売[88]、ISBN 978-4-04-892262-3
7. 2017年3月27日発売[89]、ISBN 978-4-04-892787-1
8. 2017年11月27日発売[90]、ISBN 978-4-04-893363-6

#### GOD EATER -side by side-
連載：電撃マオウ、原作：バンダイナムコエンターテインメント、作画：ヨゲンメ。
第1作よりも前の時代を舞台とした話で、大森タツミを主人公としている。

##### 単行本
1. 2015年8月10日発売[91]、ISBN 978-4-04-865161-5
2. 2016年2月27日発売[92]、ISBN 978-4-04-865726-6

#### ちみごっどいーたー
連載：ゴッドイーターマガジン→電撃マオウ、原作：バンダイナムコゲームス、作画：S.濃すぎ。

##### 単行本
- ちみごっどいーたー GOD EATER 2 編（2014年7月26日発売[93]、ISBN 978-4-04-866720-3）
- ちみごっどいーたー GOD EATER 2 RAGE BURST 編（2015年5月27日発売[94]、ISBN 978-4-04-865112-7）

### アプリ

#### GOD EATER BURST WALLPAPER COLLECTION
スマートフォン向け待受画像を収録したアプリケーション。

#### GOD EATER ONLINE
#GOD EATER ONLINEを参照。

#### GOD EATER RESONANT OPS
#GOD EATER RESONANT OPSを参照。

### テレビアニメ
GOD EATERシリーズ5周年記念Project。第1話から第9話が2015年7月より9月まで放送された。第10話から第13話「メテオライト編」は2016年3月に放送。ゲーム内以外のアニメーションとしては、TGS用のPV、パチスロ版に続く第3作目となる。
2071年の極東を舞台に、テレビアニメオリジナルの主人公「空木レンカ」を中心としたキャラクターたちの努力や挫折、変化や成長を描く。それと同時に、オラクル細胞発見からの研究に関する「アラガミ総合研究所」のエピソードをアニメ本編の流れと「ある人物」と関連するように断片的に挿入している。また、ゲームでは直接表現されなかった「一般人視点」による世界観の過酷さについても描かれている。

#### 製作
2014年9月18日、「東京ゲームショウ2014」にてテレビアニメ化されることが発表。同日にはテレビアニメ公式サイト、Twitter公式アカウントが開設された。
監督を平尾隆之、キャラクターデザインを清水慶太、音楽を椎名豪、アニメーション制作をufotableと原作ゲーム内アニメーションを手掛けたスタッフたちが制作を務める。監督である平尾隆之は初めてTVアニメーションの監督を務め、ほかに音響監督、ほぼ全ての話数の脚本・全話絵コンテを担当する。
ゲーム制作プロデューサー富澤祐介を中心としたゲーム制作陣もシナリオ打ち合わせなどに参加している。
主人公の空木レンカは監督の平尾が中心となり考案された。アラガミの進攻によって荒廃した重い世界観を強く描く形となっており、アニメにおいては「外の世界」とそこで生きる人間を取り上げるなど、ゲームではあえて表現しない部分なども詳細化されている。
作品全体の表現に映画的部分を取り入れている。色彩表現では「荒廃しつつも同時に美しくもある世界と、そこにいるキャラクターたちをクリアな空気感の中で美しく表現する」ことを目指し、従来のアニメに見られる「肌は一色、影で一色」ではなく、実写映画の照明技術をアニメーションに採用。キャラクターにあたる照明を、3点照明の「キーライト」「フィルライト」「リムライト」を意識した陰影表現を導入した。そのため、背景美術や3DCGで表現されている「アラガミ」などの映像に馴染みやすくなっている。
ゴッドイーターが操る武器である神機はメカ作画監督の小山将治を中心にオープニングアニメと同様に全て手描きで作画を行っている 。
今作は、ufotable作品の多くにみられるようにグロス請けを行わず作画、3DCGなどの多くの作業工程がufotable社内を中心に制作されているが、撮影に関しては旭プロダクションとの共同制作となっている。
作曲はシーン主体のフィルムスコアリングを採用。また、本作のために結成されたオリジナルバンド「GHOST ORACLE DRIVE」が作中の挿入歌を担当。
エンディングテーマである「荒廃地」は、監督の平尾と歌手のnaomi（皆谷尚美の別名義）が作詞を担当、劇中伴奏を務める椎名豪が作曲を担当した。皆谷は、主人公レンカの姉である空木イロハの立ち位置で歌っていると語る。

#### 放送
2015年7月1日、早い放送局では7月5日から放送されるはずの第1話が延期されることを発表。第1話の放送予定日には特別番組「GOD EATER EXTRA」が放送された。当初の予定では初回放送が最長8月14日まで延期される予定だったが、「GOD EATER EXTRA」を制作ドキュメンタリーとして数回にわたって本編と挟む形で放送する形態をとり、EXTRA00放送後の7月12日に本編の初回放送を開始した。その後、9話で放送が一旦終了し、再放送を挟む形で2016年3月から、第10話以降を「メテオライト編」と題して放送した。

#### 放送延期について
本作の放送が延期した理由として、本作の制作後にufotableを退社した監督の平尾は、2021年のインタビューで自身が担当していた「脚本の遅れ」が根本の原因であったことを述べている。本作は「主人公が不在のゲーム作品のアニメ化」となり、「テーマをどうするか」について模索していた。しかし、締め切りまでに脚本は完成せず、最終的に「命のバトンを繋いでいく物語」というテーマにたどり着き、平尾が全話数の脚本を完成させた時には既に放送開始目前だったという。これに加え、平尾は監督・音響監督・ほぼ全話数の脚本のほかにも全話数の絵コンテを一人で担当しており、さらに、「人がガンダムを持って戦っているようなもの」と揶揄された神機の手描き作画の労力も合わさり、クオリティを落とさないために最終的に放送を10話以降延期せざるを得ない状況となる。
これらの制作遅れの結果、本作の制作終了を機に平尾はufotableを退社しフリーとして活動を開始。『GOD EATER』IPプロデューサーである富澤は、本作の完成後もufotableとは、『GOD EATER』シリーズや同開発チームの別IPコンテンツ、富澤が本作とは別に総合IPプロデューサーを務める作品などのアニメーション制作を依頼するなど同社と関係を続けつつ、平尾個人とも再び一緒に仕事をしたいと考えていた。そんな時、富澤が平尾に「アニメーションを手掛けてほしい」と依頼した作品が2021年に公開された映画『映画大好きポンポさん』である。

#### 登場キャラクター（テレビアニメ）
空木レンカ
声 - 木島隆一、中隈志保（赤ん坊時代）
アニメ版の主人公。年齢は本編開始時、15歳程度。
太い眉と逆立った黒髪というこのゲームの世界観では珍しいタイプの外見デザインが施されている。着用している服はゲーム本作でもお馴染みのF制式シリーズ（カラーはコバルト）。しかし、上着を脱いで私服のポンチョを重ねていることが多い。
ハイヴの外から来た男で、極東支部所属の新型神機所持のゴッドイーターとなる。その関係かフェンリルおよび極東支部での慣習や計画をほとんど知らず、所属隊員からそれらの情報を得る。
どんな状況でも人々を守るためにアラガミを倒す意思が強いが、その静かに熱い性格からか新型神機訓練の前に強襲したアラガミを撃退すべく出撃する、神機を使用できない状況でも仲間を守るなど無茶をすることも。訓練を欠かさない性分なのか、コウタの自宅への誘いを断りかけることも。
モックアップの剣の訓練のみを受けていたため、偶然変形した銃形態の神機に手間取ったりしたが、第一部隊の面々やアリサとの共同戦闘で神機の使い方や戦い方を学び使いこなすなど戦闘センスは有している。また、外の世界にいた経験から状況判断能力にも優れており、作中ではオペレーターとしての才も発揮していた。
極東支部のアラガミ強襲で待機命令無視の出撃を行い民間人や窮地にあったエリックを助けに行くが、ヴァジュラの雷撃を浴び意識を喪失。独房でリンドウから身を呈して犠牲になったエリックの死を知り、落としたコンパスを受け取ると同時に守る人を失わないために戦い方を知りたい意思を示す。
命令違反の処遇待ちであったが、アリサが乗る輸送機に対するサリエル侵攻に対する回収メンバーとしてリンドウが同行を提案したことで、レンカもそれに応じ出撃。アリサ、リンドウ、サクヤとの共同戦闘で戦い方を学び、輸送機の防衛を果たす。
その後、訓練の同期であるコウタとアリサとともに第一部隊に所属。第一部隊の先輩とともにエイジス計画成就のためにアラガミのコアを集める任務を務める。グボロを対象にしたコア集めの帰りに偶然避難民を発見し回収を提案するも、帰還した極東支部でのパッチテスト不合格による退去を目の当たりにし、情報板での確認できる生存者数の減少とまだ発見されていないであろう生存者を助けたい一心を固める。リンドウおよびソーマが特務による不在でのコア回収の選択でヴァジュラを対象にすることを提案し、少しずつ回収するが、そこが避難民の滞在を知ると同時に現れた新種のヴァジュラ「ディアウス・ピター」の強襲を受け、神機の損壊と大きな傷を負いながら避難民の無残な殺戮を目の当たりにし、無力感を味わう。また、意識不明に陥ったアリサを抱えながら河に落ちてしまう。辛くも助かったが、神機の損傷によりアラガミへの対抗手段を失ったうえにアリサとともにオウガテイルの群に包囲され、窮地に陥るが、リンドウによって救われる。その後、リンドウに案内された難民たちの集落ではボルグカムランの襲撃を受けるが、神機にオラクルアンプルを投与することで一時的に復活させることに成功し、難民たちの協力もあってこれを撃退した。
極東支部への帰還後に榊によって自身のオラクル細胞への適合率が跳ね上がっており、過剰に適合したオラクル細胞にやがては食い殺されてしまうこと、神機の損傷も高過ぎる適合率に神機が耐えられなかったために起きたこと、余命があと3年ほどしかなく、神機を使い続ければ、さらに寿命を縮めてしまうことなどを告げられ、少しでも長く生きたければゴッドイーターを引退するよう勧告される。最終的に「次の世代に希望をつなぐ」ために残りの命をアラガミとの戦いに使うことを決意し、榊によってレンカ用に新たな神機が開発されることとなる。新たな適合率に腕輪を再調整したがこの神機が完成するまでは出撃できず、メテオライト作戦には参加できないところだったが、作戦会議中のリンドウの機転により現場指揮官として参加できることとなる。その後、第一部隊が受け持っていたヴァジュラ種用アラガミ誘導装置が内部からハックされ、リンドウが保護した難民たちの生活圏にあるダムの中に密かに投下された誘導装置によってヴァジュラが移動を始めたため、ヴァジュラの向かう先を特定したレンカはツバキには伝えず個人通信でリンドウに連絡する。リンドウは本部のツバキに詳細を伝えず単身ヴァジュラを追うが、あまりに敵の数が多いため、弟を心配したツバキの指示で出撃、リッカと榊が急ピッチで仕上げた神機を手にリンドウの救援に駆けつける。その後第一部隊全員が合流し、現れたピターやヴァジュラの群れを掃討していくが、アリサにかけられていた暗示が発動し錯乱してしまう。レンカがアリサを正気に返すも、結果1人で強敵ピターの足止めを図ったリンドウは腕輪だけを残し、今度は掃討中のヴァジュラの群れに現れたピターが図らずも運んできたリンドウの腕輪を拾ったサクヤが戦意を喪失。それでもリンドウの指示を思い出したレンカは仲間たちを鼓舞し部隊を立て直すと、住民の協力を得てアラガミを荒野へ誘導、ピター相手にリンドウが残した刃翼のヒビを仲間たちが集中攻撃し、自身はほぼ全身をオラクル細胞に侵食された状態に陥りながらもピターを撃破した。後日、リンドウを欠いた形になった第一部隊の新たな隊長となっているが、作戦会議時にはピター戦でオラクル細胞に浸食されて金色に変化していた髪は元に戻り、斑になっていた肌もある程度元に戻っている。戦闘への指示は基本的にはリンドウの流儀を引き継いでおり、リンドウが口癖のように言っていたことに、自分のポリシーである「覆す」ことを加える。
過酷な生い立ちを持っており、作中時間で15年前、フェンリル極東支部前の泥の中に捨てられていた赤子をパッチテスト不合格だった空木親子が拾い、娘・イロハによって蓮の華から「レンカ」と名付けられ家族としてハイヴの外の難民集落で育てられてきた。幼い頃に、仲間と共に病んだ母のための薬や食べ物を探しに行き、河原で姉とともにオウガテイルに襲われたところをリンドウに救われ、コンパスをもらう。その後、母と同じ病に伏してしまうが、その過程でパッチテストのキットにより彼がゴッドイーターになれる素質を空木親子が知ることになり、意図的に伏せられて自身は知ることなく、その後のオウガテイルの襲撃による集落からの逃亡劇の果てに空木イロハからその素養を知ることに。一人逃げのびた彼を、フェンリル極東支部へと赴く礎となる。
空木イロハ
声 - 加隈亜衣
レンカの3歳年上の義理の姉。レンカの名付け親でもある。
明るく気丈な性格であり、植物図鑑を飽くことなく眺め、かつての緑豊かな世界を夢見ている。
ハイヴの外で難民が集まり結成された自治集落「アジール」で父、母、レンカと暮らしてきた。12歳の頃、物資を捜索している際、河原でレンカとともにオウガテイルに襲われるが、そこに現れたリンドウに救われる。その後、母と同じ病を発症したレンカに、母からの頼みにより、唯一の薬を投与した。母の死から数年後、集落がオウガテイルに襲撃された際、鉄骨の下敷きになった父の最期の言葉を受け、南を目指してレンカと共にアラガミから逃げていたが、その際に足に負った傷が元で動けなくなる。見捨てられないというレンカに、血のつながりがないことや「レンカだけならフェンリルに入れる」「家族と離れたくなくてみんな黙っていた」「でもいざという時はレンカを残す、と家族で決めていた」と真実を話し、護身用に持っていた短剣で自ら首を切る。そして、「こんな世界で神様なんかに祈らないで」「いつかこの世界を覆して」という言葉をレンカに残して彼を送り出し、自らはオウガテイルの襲撃により死亡する。死の間際、夢の中でレンカと再会し「愛している」と告げている。なお、レンカのポンチョはもともと母が持っていた物をイロハが譲り受け、その後レンカに譲られた物であり、足にあるナイフはイロハが自らの首を切りつけた際に使用したものである。
イロハの登場する第10話は、制作当初から監督である平尾の構想にあった。そのため、第10話は特に思い入れのある話数だと平尾は語っている。イロハの存在は主題歌である『荒廃地』の歌詞にも影響している。放送終了後、平尾は「皆さんにイロハというキャラクターを受け入れていただき嬉しい限りです。遠い未来、あの草原できっと、レンカとイロハは再び出会ったのです。そこでは彼女はきっと幸せだったのだ、という希望をこめて泣きながら絵コンテを書いた記憶があります。」と想いを語っている。
少女
声 - 篠田みなみ
難民の少女。周りの仲間を守るために恐れずに立ち向かえる強い心を持った優しい女の子。
第一部隊結成後、最初の任務から極東支部へ帰還する際に出会った難民たちの一人。リンドウたちと共に極東支部へ向かうが、パッチテストを通過できず極東支部の中へ入ることはできなかった。
しかし、リンドウの手引きにより極東支部に入れなかった者たちで結成されている集落にたどり着く。
ディアウス・ピターの強襲から生き残ったレンカとアリサを救出したリンドウにより、集落を訪れた際に再会を果たす。しかし、森を通過してきたボルグカムランに集落を襲撃されてしまう。神機が破壊されているレンカは、ボウガンでアンプルを放ちダムにボルグカムランを落とす作戦を計画。少女を含めた4人の集落民に協力を依頼する。ボルグカムランの攻撃により追い詰められるも、少女はレンカのもとに辿り着きアンプルをつなげることに成功。最終的に、オラクルアンプルを投与することで一時的に復活した神機により撃退することに成功した。
ピターを含めたヴァジュラの群れが襲撃した際には、ボルグカムラン撃退時の3人と共にレンカたちのもとに駆け付ける。そして、レンカたちと協力し、最終決戦に参加。レンカたちがピターを相手にする間に手榴弾を使用しアラガミを荒野へ誘導することに成功した。その後、第一部隊の活躍によりピターとヴァジュラの群れは倒され、集落は守られた。

#### スタッフ
- 原作 - バンダイナムコエンターテインメント
- 監督・音響監督・絵コンテ - 平尾隆之
- 監督補佐 - 恒松圭、高橋タクロヲ
- キャラクター原案 - 板倉耕一
- キャラクターデザイン - 清水慶太
- メカ作画監督 - 小山将治
- エフェクト作画監督 - 梅田貴嗣
- 美術監督 - 矢中勝
- 色彩設計 - 千葉絵美
- 撮影監督 - 脇顯太朗、松田成志
- CGディレクター - 滝沢雅人
- 編集 - 今井剛
- 音楽 - 椎名豪
- プロデューサー - 番正絵里子、向井地基起、冨田功一郎、近藤光、櫻井優香、彌富健一
- 制作プロデューサー - 近藤光
- アニメーション制作・脚本制作 - ufotable
- 製作 - バンダイナムコエンターテインメント、バンダイビジュアル、ufotable、ランティス、アニメコンソーシアムジャパン

#### 主題歌
オープニングテーマ「Feed A」（第2話 - 第8話、第11話 - 第12話）
作詞 - YORKE. / 作曲 - Ta_2 / 編曲 - 小山寿 / 歌 - OLDCODEX
第1話ではエンディングテーマとして使用。第9話・第10話・第13話では未使用。
エンディングテーマ「荒廃地」（第2話 - 第4話、第6話 - 第7話、第10話 - 第13話）
作詞 - 平尾隆之、naomi / 作曲 - 椎名豪 / 編曲 - 宮野幸子 / 歌 - naomi
第1話・第5話・第8話・第9話では未使用。
挿入歌
「Have you ever seen...」（第1話、第7話、第11話）
作詞 - JxSxK / 作曲 - 松隈ケンタ / 編曲・歌 - GHOST ORACLE DRIVE
「Maintain Maintain」（第1話、第3話、第12話、第13話）
作詞 - JxSxK / 作曲 - 松隈ケンタ / 編曲・歌 - GHOST ORACLE DRIVE
「Long way」（第2話、第12話）
作詞 - JxSxK / 作曲 - 松隈ケンタ / 編曲・歌 - GHOST ORACLE DRIVE
「Broke my stake」（第4話、第11話）
作詞 - JxSxK / 作曲 - 松隈ケンタ / 編曲・歌 - GHOST ORACLE DRIVE
「Human After All」（第5話、第13話）
作詞 - JxSxK / 作曲 - 松隈ケンタ / 編曲 - GHOST ORACLE DRIVE / 歌 - GHOST ORACLE DRIVE feat. セントチヒロ・チッチ(BiSH)
実質的に第5話のエンディングテーマ。
「NO WAY」（第6話、第12話）
作詞 - JxSxK / 作曲 - 松隈ケンタ / 編曲・歌 - GHOST ORACLE DRIVE
「SUNDAY」（第8話、第9話、第12話、第13話）
作詞 - JxSxK / 作曲 - 松隈ケンタ / 編曲・歌 - GHOST ORACLE DRIVE
実質的に第9話のエンディングテーマ。
「No Way Back -The Path of the Lotus-」（第13話）
作詞・歌 - Bejamin Franklin / 作曲・編曲 - 椎名豪

#### 各話リスト
| 話数       | サブタイトル                                            | 脚本            | 演出                     | 作画監督 | 放送日時       |
| ---------- | ------------------------------------------------------- | --------------- | ------------------------ | --- | -------------- |
| EPISODE 01 | 空木レンカ LENKA UTSUGI                                 | 平尾隆之        | 平尾隆之 高橋タクロヲ    | 清水慶太 | 2015年 7月12日 |
| EPISODE 02 | 雨宮リンドウ RINDOU AMAMIYA                             | 平尾隆之        | 宇田明彦                 | 加藤やすひさ、菊池隼也 石塚みゆき、塩島由佳                                                                                         | 7月19日        |
| EPISODE 03 | アリサ・イリーニチナ・アミエーラ ALISA ILYINICHNA OMELA | 恒松圭          | 栖原隆史                 | 高橋聡、小笠原篤 青木拓也、小磯由佳                                                                                                 | 7月26日        |
| EPISODE 04 | エイジス AEGIS                                          | 平尾隆之 恒松圭 | 野中卓也                 | 佐藤哲人、茂木貴之 永森雅人、辻雅俊                                                                                                 | 8月9日         |
| EPISODE 05 | 仇花 AN EYE FOR AN EYE徒花 ALL IN VAIN                  | 平尾隆之 恒松圭 | 白井俊行 竹内將          | 石塚みゆき、小笠原篤、加藤やすひさ 小磯由佳、高橋聰、塩島由佳、菊池隼也                                                             | 8月16日        |
| EPISODE 06 | 泥中の蓮 STAY TRUE                                      | 平尾隆之 恒松圭 | 野中卓也 丸山裕介        | 青木拓也、内村瞳子、緒方美枝子 菊池隼也、須藤友徳、塩島由佳 佐藤哲人、茂木貴之、辻雅俊                                              | 8月30日        |
| EPISODE 07 | 綻び A FLOWER IN BLOOM                                  | 平尾隆之 恒松圭 | 宇田明彦                 | 加藤やすひさ、小磯由佳、小笠原篤 高橋聰、石塚みゆき                                                                                 | 9月6日         |
| EPISODE 08 | 橘サクヤ SAKUYA TACHIBANA                               | 平尾隆之 恒松圭 | 栖原隆史                 | 菊池隼也、青木拓也、塩島由佳 | 9月20日        |
| EPISODE 09 | ソーマ・シックザール SOMA SCHICKSAL                     | 平尾隆之 恒松圭 | 野中卓也 白井俊行 竹内將 | 石塚みゆき、佐藤哲人、加藤やすひさ 緒方美枝子、辻雅俊、茂木貴之 高橋聰、内村瞳子、小磯由佳、小笠原篤                                | 9月27日        |
| EPISODE 10 | 散華 SCATTERED PETALS                                   | 平尾隆之 恒松圭 | 恒松圭                   | 柴田由香、塩島由佳 青木拓也、菊池隼也                                                                                               | 2016年 3月5日  |
| EPISODE 11 | メテオライト OPERATION METEORITE                        | 平尾隆之 恒松圭 | 野中卓也 竹内將          | 内村瞳子、辻雅俊、小磯由佳、石塚みゆき 加藤やすひさ、高橋聰、緒方美枝子                                                             | 3月12日        |
| EPISODE 12 | 第一部隊 UNITED THEY STAND                              | 平尾隆之 恒松圭 | 高橋タクロヲ             | 緒方美枝子、辻雅俊、茂木貴之、小磯由佳 青木拓也、高橋聰、柴田由香、塩島由佳 菊池隼也、小笠原篤、清水慶太                            | 3月19日        |
| EPISODE 13 | 蓮華 LOTUS                                              | 平尾隆之 恒松圭 | 高橋タクロヲ 平尾隆之    | 緒方美枝子、辻雅俊、茂木貴之、小磯由佳 佐藤哲人、内村瞳子、柴田由香、青木拓也 高橋聰、竹内將、塩島由佳 小笠原篤、菊池隼也、清水慶太 | 3月26日        |

特番放送
- - EXTRA 00 - 2015年7月5日放送（1話の前週）
    - 出演 - 富澤祐介、吉村広
    - ゲームイベント公開のアニメPV（本編の8年前）の放送など。

  - EXTRA 01 - 2015年8月2日放送（3-4話の間）
    - 出演 - 平尾隆之、近藤光、藤津亮太
    - 映像演出などのインタビュー。

  - EXTRA 02 - 2015年8月23日放送（5-6話の間）
    - 出演 - 椎名豪、平尾隆之、宮野幸子、GHOST ORACLE DRIVE、皆谷尚美
    - 音響に関するインタビュー。

  - EXTRA 03 - 2015年9月13日放送（7-8話の間）
    - 出演 - 富澤祐介、吉村広、木島隆一
    - ゲーム開発スタッフによる世界観・設定説明、「リザレクション」の実機プレイ

#### 放送局
| 放送期間                | 放送時間                     | 放送局               | 対象地域       | 備考                          |
| ----------------------- | ---------------------------- | -------------------- | -------------- | ----------------------------- |
| 2015年7月5日 - 9月27日  | 日曜 22:30 - 23:00           | TOKYO MX             | 東京都         |                               |
| 2015年7月6日 - 9月28日  | 月曜 23:30 - 火曜 0:00       | サンテレビ           | 兵庫県         |                               |
| 2015年7月7日 - 9月29日  | 火曜 1:00 - 1:30（月曜深夜） | KBS京都              | 京都府         |                               |
| 2015年7月8日 - 9月30日  | 水曜 0:00 - 0:30（火曜深夜） | BS11                 | 日本全域       | BSデジタル放送 / 『ANIME+』枠 |
| 2015年7月9日 - 10月1日  | 木曜 1:25 - 1:55（水曜深夜） | 高知さんさんテレビ   | 高知県         |                               |
| 2015年7月10日 - 10月2日 | 金曜 1:30 - 2:00（木曜深夜） | テレビ愛媛           | 愛媛県         |                               |
| 2015年7月11日 - 10月3日 | 土曜 2:05 - 2:35（金曜深夜） | 岡山放送             | 岡山県・香川県 |                               |
| 2015年7月12日 - 10月4日 | 日曜 2:20 - 2:50（土曜深夜） | 四国放送             | 徳島県         |                               |
| 2015年7月17日 - 10月9日 | 金曜 18:00 - 18:30           | 映画・チャンネルNECO | 日本全域       | CS放送                        |

| 放送期間               | 放送時間               | 放送局             | 備考                                                                 |
| ---------------------- | ---------------------- | ------------------ | -------------------------------------------------------------------- |
| 2015年7月5日 - 9月27日 | 日曜 23:30 - 月曜 0:00 | ニコニコ生放送     |                                                                      |
| 2015年7月9日 - 10月1日 | 木曜 12:00 更新        | バンダイチャンネル | 第1話無料、第2話以降有料 有料会員は全話見放題 EXTRAは1週間無料後削除 |
|                        |                        | GYAO!              | 第1話無料、第2話以降有料 EXTRAは配信無し                             |
|                        |                        | dアニメストア      | 第1話は期間限定無料配信、第2話以降有料                               |

| 放送期間      | 放送時間                     | 放送局               | 対象地域       | 備考   |
| ------------- | ---------------------------- | -------------------- | -------------- | ------ |
| 2015年6月28日 | 日曜 22:30 - 23:00           | TOKYO MX             | 東京都         |        |
| 2015年7月3日  | 金曜 1:30 - 2:00（木曜深夜） | テレビ愛媛           | 愛媛県         |        |
|               | 金曜 1:55 - 2:25（木曜深夜） | 高知さんさんテレビ   | 高知県         |        |
| 2015年7月6日  | 月曜 17:50 - 18:20           | 映画・チャンネルNECO | 日本全域       | CS放送 |
| 2015年7月8日  | 木曜 2:25 - 2:55（水曜深夜） | 岡山放送             | 岡山県・香川県 |        |

| 放送期間       | 放送時間                     | 放送局               | 対象地域 | 備考                       |
| -------------- | ---------------------------- | -------------------- | -------- | -------------------------- |
| 2016年1月2日 - | 土曜 18:30 - 19:00           | TOKYO MX             | 東京都   | 3月5日から第10話以降を放送 |
|                | 土曜 19:00 - 19:30           | BS11                 | 日本全域 | 〃                         |
| 2016年1月5日 - | 水曜 0:00 - 0:30（火曜深夜） | サンテレビ           | 兵庫県   | 3月8日から第10話以降を放送 |
| 2016年1月6日 - | 木曜 1:00 - 1:30（水曜深夜） | KBS京都              | 京都府   | 3月9日から第10話以降を放送 |
| 2016年4月2日   | 土曜 9:00 - 15:00            | 映画・チャンネルNECO | 日本全域 | CS放送 全話一挙放送        |

| 放送期間       | 放送時間                     | 放送局             | 備考                                |
| -------------- | ---------------------------- | ------------------ | ----------------------------------- |
| 2016年3月6日 - | 日曜 0:00 - 0:30（土曜深夜） | ニコニコ生放送     |                                     |
|                | 日曜 12:00 更新              | バンダイチャンネル | 第10話以降有料 有料会員は全話見放題 |
|                |                              | GYAO!              | 第10話以降有料                      |
|                |                              | dアニメストア      | 第10話以降有料                      |

#### BD
※BDは下記に表として記載した特装限定版（バンダイビジュアル発売・販売元）の他に、テレビアニメ版BDとゲーム『GOD EATER RESURRECTION』（Vol.1）か『GOD EATER OFF SHOT』（Vol.2 - 7）のダウンロードシリアルコードが同梱されたスペシャルパッケージ「クロスプレイパック＆アニメ」盤（バンダイナムコエンターテインメント発売・販売元）もある。「クロスプレイパック＆アニメ」の品番は不明で、発売日は特装限定版と同じ。
| 巻 | 発売日         | 収録話          | 規格品番  |
| -- | -------------- | --------------- | --------- |
| 1  | 2015年10月29日 | 第1話           | BCXA-1017 |
| 2  | 2015年11月26日 | 第2話 - 第3話   | BCXA-1018 |
| 3  | 2015年12月23日 | 第4話 - 第5話   | BCXA-1019 |
| 4  | 2016年1月28日  | 第6話 - 第7話   | BCXA-1020 |
| 5  | 2016年2月25日  | 第8話 - 第9話   | BCXA-1021 |
| 6  | 2016年3月24日  | 第10話 - 第11話 | BCXA-1022 |
| 7  | 2016年4月21日  | 第12話 - 第13話 | BCXA-1023 |

### インターネットラジオ

#### Project G.E. Presents 台場カノンのGE≫RADIO
2012年10月15日から2013年6月24日までインターネットラジオで月1回 月曜日に配信された。
- 放送局：バナフェス!ラジオ
- パーソナリティ：広橋涼（台場カノン役）、富澤祐介（GEプロデューサー）

#### レンカとヒバリとリッカのフェンリル広報部
2015年6月19日から2016年4月15日までTVアニメ化によりインターネットラジオが配信された。全26回。第1回から第20回まで毎週金曜日更新、第21回から第26回まで毎月1回金曜日更新。
- 放送局：音泉
- パーソナリティ：木島隆一（空木レンカ役）、伊藤かな恵（竹田ヒバリ役）、小見川千明（楠リッカ役）

#### GOD EATER フェンリルアンキャス支部チャンネル
2018年3月27日から2020年3月24日までインターネットラジオで配信された。
- 放送局：&CAST!!!
- パーソナリティ：伊藤かな恵（竹田ヒバリ役）

#### GOD EATER フェンリル広報部
2020年3月30日より2020年12月26日までインターネットラジオで配信されていた。
- 放送局：&CAST!!!（月曜 21:00 - 22:00 月2回）、超!A&G+（土曜 16:30 - 17:00）
- パーソナリティ：伊藤かな恵（竹田ヒバリ役）、一木千洋（ツムギ・ミエリランカ役）

### パチスロ
- パチスロ ゴッドイーター（2015年、山佐）
- パチスロ ゴッドイーター 荒神Ver.（2015年、山佐）
- パチスロ ゴッドイーター2（2017年、山佐）
- パチスロ ゴッドイーター ジ・アニメーション（2021年2月、製造：セブンリーグ・販売：山佐ネクスト）
- スマスロ ゴッドイーター リザレクション（2024年7月、製造：セブンリーグ・販売：山佐ネクスト）

### パチンコ
- Pゴッドイーター -ブラッドの覚醒-（2019年4月、Sansei R&D）
- Pゴッドイーター 究極一閃（2021年11月、Sansei R&D）
- Pゴッドイーター 神がかりver.（2022年12月、Sansei R&D）
- eゴッドイーター TRIPLE BURST（2024年9月、Sansei R&D）

## システム

### 一般
多くのシリーズのシステムは、支部施設内などにてキャラクターとの会話やターミナルと呼ばれる電子機器を用いて装備の変更などを行うもの、戦闘地域などにてアラガミとの戦闘を行うもの、予め用意された映像を観覧するものがある。
ミッションと呼ばれる戦闘地域での予め定められた標的の排除などの任務を解決するとストーリー進行度が進み、ストーリーが進展したり装備などが解放されたりする。

### ミッションについて
ミッションはゲーム購入時から発行できるものとダウンロードコンテンツなどをダウンロードして発行できるものがある。ダウンロードコンテンツはホームページやゲーム内の案内に従いダウンロードする。
ミッションには難易度が設けられ、おおよそ1から10程度の難易度があり、1つの難易度に10から20程の個別のミッションがある。
ミッションにはストーリーミッションとフリーミッションがあり、ストーリーミッションをクリアするとストーリー進行度が進み、ストーリーミッションは一度クリアするとフリーミッションとなる。
ミッションには発行資格があり、決まった難易度までクリアしないと受けられないミッションがある。一つの難易度のストーリーミッションをある程度クリアすると次の難易度のミッションを発行できるようになる。
ほとんどのミッションにはミッションを行う戦闘地域、標的となるアラガミ、時間制限、使用できるアイテムの制限、派遣できるミッションメンバーの制限、クリアした際の報酬があり、ミッションのクリア後には評価がつく。試遊者はミッションに参加するミッションメンバー、携行するアイテム、装備などを選択しミッションを行う。
ほとんどのミッションは予め定められた標的となる「アラガミ」（本シリーズにおけるモンスター）を制限時間内に全て活動停止させるとクリアとなり、制限時間を超過する、または、試遊者が操作するミッションメンバー（プレイヤーと呼ばれる）が復帰不可となると失敗となる。
ミッションは予め定められた立体CG（フィールドと呼ばれる）内の進入できる範囲内で制限時間内に行われ、時間はリアルタイムで進行する。フィールド内ではアラガミとミッションメンバーが活動する。
ミッションメンバーは最大四人または八人などおり、フィールド内の移動、アイテムの使用、信号弾の使用、「神機」（本シリーズにおける携帯生体兵器）の使用、遺棄されたアイテムの回収などが行える。
アラガミは単数や複数でおり、フィールド内の遊回、フィールドの警戒、人間（ミッションメンバー）の発見、人間の追跡、人間からの退避、人間との戦闘、地面や建築物などの捕喰（ここでいう捕喰とは本シリーズにおけるアラガミの特殊な行為をいう）などを行う。
フィールド内のミッションメンバーはHPないし体力が設けられ、これが0となると戦闘不能となる。三度戦闘不能となる、または、戦闘不能毎に耐久値と呼ばれる値が減りこれが0となると復帰不可となる。アラガミもHPが設けられ、これが0となると活動停止となる。
ミッションはクリアすると予め定められた報酬が得られ、評価がつけられる。報酬はアラガミ素材（アラガミの身体の一部と思われるアイテムの合成および装備の合成などに用いられる素材）とフェンリルクレジット（本シリーズにおける事実上の通貨）があり、確定して得られるものと抽選により得られるものがある。報酬は基本報酬、追加報酬、部位破壊報酬があり、部位破壊報酬はアラガミの身体の部位を破壊（結合崩壊）させると得られる。

### アクションについて
主人公の携帯および使用する神機は近接武器形態、遠距離形態がある。フィールドでは歩行、ダッシュ、ステップ、ジャンプ、行う。フィールドはアルファベットで表記されるいくつかのエリアに分かれているが、エリア移動で画面が切り替わったりすることはない。また、一定場所毎にある「回収ポイント」で、各回のミッション中にそれぞれ一回ずつ素材等のアイテムが回収できる。
遠距離形態ではバレットの射出、換装、受け渡し弾による譲渡ができる。近接武器形態では装甲の展開、殴打および斬撃動作後の一定の時間に入力を行うと異なる動作を続けられるコンボがある。また、神機基幹部の細胞を呼び出してアラガミに咬み付く捕喰形態への移行、捕食後に神機本来の力を解放する「神機解放モード」ないし「バーストモード」に移行し、アラガミの力を取り出した「アラガミバレット」の使用など様々な恩恵を得る。
なお、第一世代のNPCはどちらか択一だが、第二世代および第三世代であれば近接武器形態と遠距離形態を互いに移行できる。
また戦闘の際に用いるアイテムでHPないし体力、オラクルポイント（OP）、スタミナ（ST）、各能力値の上下や状態異常の除去などが行えるが、携行できる数には上限がある。ミッションメンバーに設けられたHPないし体力が0となると戦闘不能となる。戦闘不能となると他のミッションメンバーから体力を一定量譲渡されるリンクエイドを行われると復帰することができるが、リンクエイドを受けないまま三度戦闘不能、または、戦闘不能毎に減少する耐久値が0となると復帰不可となり、ゲームオーバーとなる。

プレイヤーがNPCに指示できる作戦内容は集合、索敵強襲、散会待機、総員集合などがある。信号弾による狭域信号はプレイヤーから一定の範囲内、広域信号はフィールド全域へ通信できる。集合、索敵強襲、散会待機は狭域信号であり、総員集合は広域信号である。集合および総員集合はプレイヤーのもとへの呼集、索敵強襲はアラガミを検索、または、既に捕捉しているアラガミとの交戦、散会待機は離散後に待機または交戦させる。一定時間の経過すると無効となり、プレイヤーと離れた位置で暫く指示がない場合、NPCは集合、索敵強襲、散会待機の何れかを指示なく行う。
中盤以降で主な撃破目標となる大型の「アラガミ」は敏捷性、攻撃力、防御力に優れており、耐久力も高い。体の部位ごとに防御力や弱点も違うため、武器と部位との相性によって戦術も大きく変わる。またほとんどの「アラガミ」は何らかの広範囲攻撃・遠距離攻撃手段を持ち、かなり正確にキャラクターを殺しにかかる。また、アラガミのみが移動可能ないわゆる「獣道」を通ってフィールドをショートカットすることができるために思わぬ場所で遭遇したり、近くで戦闘が行われていることを察知すると、自らも接近してきて戦闘に加わる。このため、ゲーム中盤から後半にかけて「複数の大型アラガミと同時に対峙する」ミッションは一体ずつの体力は単体時より低めではあるが、例外なく難易度が非常に高くなる。
属性は物理属性と非物理属性の二つに分かれており、物理属性は「切断」「貫通 （剣）」「貫通 （銃）」「破砕 （剣）」「破砕 （銃）」の5つが存在し、非物理属性は「火」「氷」「雷」「神」の4つが存在する。神機は装甲が取り付けられており、展開できる。装甲を展開すると正面などから受ける攻撃の威力をへらしHPの減少を緩和できる。装甲は換装でき、装甲パーツは「バックラー」「シールド」「タワーシールド」があり、緩和の程度も異なる。

## あらすじ
西暦2050年代。地球は、あらゆるものを捕喰する細胞「オラクル細胞」から形成される異形の怪物「荒神（アラガミ）」によって荒廃し、彼らの「食べ残し」である人類は滅亡の危機に瀕していた。人類の対抗手段は、生化学企業「フェンリル」によって開発された生体武器「神機」とそれを操る「ゴッドイーター」だけだった。
極東支部初の新型神機の適合者となった主人公は、ゴッドイーターの拠点「フェンリル極東支部」で様々な仲間と出会い、共に闘っていく内に、巨大な陰謀へと巻き込まれていく。

## 登場人物
声優に変更がある場合は、『GOD EATER』、『GOD EATER BURST』の順に記載する。年齢は『GOD EATER・GOD EATER BURST』、『GOD EATER 2』の順に記載する。
- アラガミ総合研究所
- フェンリル本部
  - 精鋭部隊「エクリプス」
  - 第五部隊
  - 第八部隊
  - 第十四部隊
  - フェンリル本部直轄師団「グレイプニル」
  - フェンリル情報管理局
  - その他のゴッドイーターおよびディバイダー
- 極致化技術開発局・独立支援支部「フライア」
  - 特殊部隊「ブラッド」
- 感応技術開発局
- グランテュール
- その他の関連人物
- フェンリル極東支部
  - 第一部隊
  - 第二部隊
  - 第三部隊
  - サテライト防衛班
  - 第四部隊
  - 独立支援部隊「クレイドル」
  - オペレーター
  - 神機整備士
  - その他スタッフ
  - 住人
  - その他
- ロシア支部
- イタリア支部
- ドイツ支部
  - 特殊部隊「シュナイデン」
- グラスゴー支部
- ヒマラヤ支部
- アメリカ支部
- モントリオール支部
- ドバイ支部
- ムルマンスク支部
- ストックホルム支部
- オーストリア支部
- その他の支部
- 極東狼谷学園・極東狼谷学院
- GOD EATER 3の登場人物

主人公および主要キャラクターが所属する第一部隊は「討伐班」と呼ばれており、人々の脅威となりうる大型のアラガミの討伐などに従事している。また、居住区の防壁開発などに必要不可欠な「コア」の回収も重要な任務とされている。

### アラガミ総合研究所
ヨハネス・フォン・シックザールについては#ヨハネス・フォン・シックザール、ペイラー・榊については#ペイラー・榊を参照。
アイーシャ・ゴーシュ
声 - 深見梨加
アラガミ総合研究所所長の女性。フェンリル創設メンバーの一人。ヨハネス・フォン・シックザールの妻、ソーマ・シックザールの母。故人。享年26。
アラガミにより続く惨禍の解決に決定打が未だ無く対抗手段の獲得が迫られるなか、2053年のマーナガルム計画において自らの危険を顧みずに胎児であったソーマを実験台にするかたちでP73偏食因子転写実験を行い、同実験の事故で死亡した。
アニメにおいて転写実験およびソーマ出産のシーンが描かれた。

### フェンリル本部
ダーヴィッド・シュタルケル
フェンリル文部科学局に所属する将校の男性。グロリア・シュタルケルの父。
ゲームセンターに関する研究を発表している。
ジェフサ・クラウディウス
声 - 大場真人
神機兵の開発プロジェクトの最高責任者の男性。レア・クラウディウス、ラケル・クラウディウスの父親。故人。享年53。
研究の専門分野はオラクルアクチュエータ。2071年、娘ラケルの不正に気付き、これに正当な裁きを下そうとしたが、ラケル自身が操る神機兵のプロトタイプに殺害される。死後、神機兵に関する全ての研究はレアに引き継がれた。
グレゴリー・ド・グレムスロワ
声 - 玄田哲章
極致化技術開発局局長兼フェンリル本部特別顧問の男性。45歳 1月24日生まれ。身長は173センチメートル。
通称「グレム局長」。本来は重工業会社の代表取締役であり、フライア編入と同時にフェンリル本部特別顧問となった。レア博士とはただならぬ関係にある。極致化計画に多大な出資を行っており、神機兵の生産を統括するやり手であるが、高圧的かつ利己的な性格のため人望は薄く、人命を甚だしく軽視した判断を下すこともある。ラケルとジュリウスによるフライアのクーデターの際には被害者とされてきたが、逆に本部に管理能力の不足を指摘され、フライアの局長を解任された。娘がいるようだが、ユノのファンということ以外に詳細は不明。
モルガン・ユゴニオ
声 - 兼政郁人
フェンリル監査部の監査官の男性。スイス編PVにも登場。11月11日生まれ。身長は176センチメートル。
職務に忠実で、厳格な監査を行う。その反面、融通が利かず無用な軋轢を生じさせてしまう場面も散見される。名家の家系出身であることに高いプライドを持っており、そのためか自身の能力以上に難易度の高い任務を受諾することがある。
リノ・マーリエ
声 - 伊瀬茉莉也
フェンリル本部内で行商をしている少女。ソラ・マーリエの双子の姉。7月19日生まれ。身長は124センチメートル。
物怖じしない性格。危険を顧みず素材の手配に走ることもあるとされる。振る舞いと言葉が明るく、客を元気づける。
弟共々商人としては一流で、時代背景のこともあり現実より貴重である金インゴットを数時間で7つ調達するほどである。
ソラ・マーリエ
声 - 村瀬歩
フェンリル本部内で行商をしている少年。リノ・マーリエの双子の弟。7月19日生まれ。身長は123センチメートル。
大人しい性格。客対応が丁寧で健気であるが、それを演出として利用して接客する強かな一面を持っており、余計なものまで買わされる者が後を絶たない。
姉共々商人としては一流で、時代背景のこともあり現実より貴重である金インゴットを数時間で7つ調達するほどである。
グロリア・シュタルケル
ダーヴィッド・シュタルケルの娘。

#### 精鋭部隊「エクリプス」
フィリーネ・ストリッジデイ・ウォラーレ
声 - 名塚佳織
エクリプス隊長の女性ゴッドイーター。5月24日生まれ。身長は162センチメートル。
「シザーズボウ」という鋏形態と弓形態に変形する特殊な神機を操る。普段の言動は穏やかだが破天荒。圧倒的な戦闘力を持ち、本部最強の呼び声も高い。アラガミを含めた他人の強さや性質を「匂い」で判別する変わった癖があり、似たものを感じて主人公を高く評価する。
貴族出身で、エリナとは昔からの知り合い。
キルス・デミル
声 - 中村悠一
エクリプス副隊長の男性ゴッドイーター。12月9日生まれ。身長は185センチメートル。
実直で厳格な青年で、時折突拍子も無い行動を取ることも多いフィリーネに振り回される苦労人。
ゴッドイーターとなる以前からフィリーネとは主従関係にあったらしく、彼女とは強い忠誠心で結ばれている。

#### 第五部隊
クロウ・ランチェスター
声 - 竹本英史
フェンリル本部第五部隊隊長の男性ゴッドイーター。2月8日生まれ。身長は196センチメートル。

#### 第八部隊
緋衣クレハ（ひごろも クレハ）
声 - のぐちゆり
フェンリル本部所属の元ディバイダーの女性ゴッドイーター。6月27日生まれ。身長は163センチメートル。
使用神機 - 名称不明【発熱ナイフ系統】（SB）、カルマート【アルダノーヴァ神族由来】（SG）、名称不明【ユミル系統】（TS）。攻撃タイプは破砕。属性は氷。ディバイダーアンカーの位置は右足。
見た目に反して面倒見が良く、日頃から本部職員の書類整理の手伝いをしたり、同僚ディバイダーの相談相手をしている。また手芸が得意。一方で自身の目的意識が定まらないことが理由で自己評価は低い。家族構成は母と妹たち（妹の人数、その他の家族がいるかは不明）。
『GOD EATER RESONANT OPS』のキャラクターエピソードにおいて、正式にゴッドイーターになり第十四部隊にて研修を兼ねた任務に同行する。その際、母が病気で心配を掛けたくないことを吐露した。
同イベント「清廉な優しさの拠り所」において、日が浅いながら第十四部隊、ブラッド隊員のリヴィと共に神源種アラガミの調査に同行し、道中で出現したヴィーナス討伐に参加する。
同イベント「真夏の水着奪還作戦」では、中断した海の水質調査任務を再開するためGOD EATER RESONANT OPS主人公とセラを調査代行任務に誘う。シナリオ3話にてフェンリル本部第八部隊所属であることが明かされた。またその際、カバンに大量の自作水着を入れていたため水着コンゴウに狙われた。その後、水着の仇討ちを誓い既に着ていた水着姿を水着コンゴウに曝すことで囮になることを買って出た。
同イベント「水無月の鐘の音」ではウェディングドレス姿を披露した。

#### 第十四部隊

##### ゴッドイーター
エリナ・デア=フォーゲルヴァイデについては#エリナ・デアフォーゲルヴァイデを参照。
GOD EATER RESONANT OPS主人公
声 - 下野紘（男性）、大空直美（女性）
第十四部隊所属の新人ゴッドイーター。『GOD EATER RESONANT OPS』の主人公。公式漫画などに両性の主人公が登場し、氏名は神木レオ、神木リオ。男性主人公の場合は身長は172センチメートル。女性主人公の場合は身長は165センチメートル。
氏名および性別および容貌などは各プレイヤーが決定する。
歴代の主人公と同じく高い適合率を誇るのに加えて、アビリティ（ブラッドアーツやバーストアーツのような技）の威力は平均値を大きく上回る。
ディバイダーとのリンク役も務め、早々にエース級の活躍を見せている。フィリーネからは自分とは似た何かを感じて高く評価されている。
セラ・キサラギ
声 - 小林ゆう
第十四部隊所属の新人の女性ゴッドイーター。2月13日生まれ。身長は168センチメートル。
使用神機 - 名称不明［オリジナル］（SB）、ブレティラ［オリジナル］（SR）、名称不明［V-Bckl系統］（BS）。属性は氷。
新人ながら冷静な判断力と高い狙撃技術を備えた優秀なスナイパーで、部隊の援護射撃を一手に担う。
当初は他者と慣れ合おうとしなかったが、任務を重ねる中で徐々に打ち解けていく。
アレク・マーティン
声 - 山下大輝
第十四部隊所属の新人の男性ゴッドイーター。7月27日生まれ。身長は155センチメートル。
使用神機 - ブレイヴハーツ［オリジナル］（BH）、名称不明［オリジナル］（BL）、名称不明［V-ToWR系統］（TS）。属性は火。
小柄だが物怖じせずブーストハンマーで突っ込んでいく部隊の切込み役。技術や精神面ではまだ未熟だが前向きで仲間想いなムードメーカー。
フェンリルに保護されていない土地の出身で、人が住める場所を広げることを目標としている。
ティオナ・ヴィータリントゥ
声 - 内田真礼
第十四部隊所属の元ディバイダーの女性ゴッドイーター。GOD EATER RESONANT OPS主人公に最初に出会う人物。
年齢はエリナ・デア=フォーゲルヴァイデがゴッドイーターになった歳ぐらい。4月18日生まれ。身長は147センチメートル。
使用神機 - 名称不明［V-LngS系統］（LB）、ロップキエリ［オリジナル］（AS）、名称不明［オリジナル］（S）。属性は雷。アンカーの位置は左腕。
チュートリアルに登場し、適合試験の案内役や補佐、バトルシステムの説明役を務める。本来はゴッドイーターとなることを志望していたが、適合率が足りなかったためディバイダーとなった。
健気で部隊の和を重んじ、任務以外でもサポートや人間関係の改善に貢献している。

##### ディバイダー
ティオナ・ヴィータリントゥについては#ティオナ・ヴィータリントゥ、ユミナ・ラパスについては#ユミナ・ラパスを参照。

##### スタッフ
サイード・ファールークについては#サイード・ファールークを参照。
日向サクラ
声 - M・A・O
フェンリル本部所属の新人女性オペレーター。4月3日生まれ。身長は160センチメートル。
主人公たちの作戦時の戦闘官制を担当。
しっかり者。世話焼きな性格。主人公たちとも交流している。
ツムギ・ミエリランカ
声 - 一木千洋
フェンリル本部所属の女性整備士。10月2日生まれ。身長は157センチメートル。
若くして神機の調整・強化の技術は一流と言われ、持ち主の戦い方やクセを見抜く。本人曰く神機の声を聞くことができる。整備室で神機と喋る姿が見かけられる。

#### フェンリル本部直轄師団「グレイプニル」
エイブラハム・ガドリンについては#エイブラハム・ガドリンを参照。
ソフィア・ヴィクトリアス
声 - 浅野真澄
グレイプニル第三大隊大隊長の女性ゴッドイーター。7月5日生まれ。身長は165センチメートル。
使用神機 - ロベリアスミーティア［ジャーベリン系統］（CS）、V-ShtG系統（SG）、回避バックラー系統（BS）。
『GOD EATER RESONANT OPS』のイベント「戦士達の休息 遑からの訓え」に登場。親族に兄と姪が居る。
過去に雨宮という女性に師事したことがある模様。この女性がツバキであるかサクヤであるかは不明。その他にエミールとも面識があるようである。

#### フェンリル情報管理局
リヴィ・コレットについては#リヴィ・コレットを参照。
アイザック・フェルドマン
声 - 安元洋貴
フェンリル情報管理局局長の男性。29歳。軍事以外の行政事務も取り扱う文官総責任者である。5月29日生まれ。身長は190センチメートル。
『GOD EATER 2 RAGE BURST』では螺旋の樹の管理運営をフェンリル本部が極東支部から横取りし独占するための「聖域認定」を行うため派遣した刺客であり、同シナリオに置いてメインヒロインとなるリヴィ・コレットの上司である。実際は、螺旋の樹の管理体制を整えた矢先の不測の事態による螺旋の樹の暴走に際し、今までの高圧的な物言いと態度を謝罪し改めて協力を申し出てくるなど、実は根はかなりまともな人物である。またリヴィに対し娘を想うような特別な感情を抱いており、職務上仕方ないと割り切ってはいるものの彼女の持つ神機適合能力の特性上、適合の度に痛みを伴い寿命削る様子に心を痛めている。リヴィが神機適合能力を喪失した際も彼女に以後の選択を委ねたり彼女を大切にしている。螺旋の樹の消滅後は、樹跡地に現れた「聖域」についての各地への情報統制に従事しながら、その運用管理を巡って、本部理事会との交渉をする。
『GOD EATER RESONANT OPS』のイベント「清廉な優しさの拠り所」において、大規模作戦の参加要請に応えフェンリル本部に出向した元部下のリヴィと再会したが、情報管理局としてはあまりできることがないとして挨拶する程度に留まっている。
九条ソウヘイ
声 - 西脇保
開発室チーフで神機兵開発における無人制御研究の第一人者。38歳。6月30日生まれ。身長は173センチメートル。
組織上はレアの部下だが、神機兵運用においては彼女のライバルであり自律制御機構の開発を進めている。ラケルにひそかな好意を抱いており、それがきっかけでラケルに利用されてしまう。結果、グレム局長により処分されるも、懲戒解雇はどうにか免れた。
『GOD EATER 2 RAGE BURST』では自身がラケルに利用されていたことを知ってもなお、彼女への好意を捨てきれず、螺旋の樹の開闢作戦の際に暴走。制御装置に仕込んでいた自律制御装置「エメス装置」を螺旋の樹に投入したことがきっかけでラケルの復活および神融種を始めとするアラガミの群れの出現を招いてしまう。その後、螺旋の樹内部を神機兵で駆け回っていたが、その際復活したラケルの意思と再会。神機兵を降り、彼女に寄り添うが直後に彼女に取り込まれる形で絶命した。

#### 感応技術開発局
フォルカー・ヘイデンスタム
声 - 子安武人
フェンリル感応技術開発局局長の男性。11月1日生まれ。身長は189センチメートル。
2075年頃生じた事故により要塞フリード内に残置されたノア0の回収のため、2078年にフェンリル本部大規模作戦を主導した。
ヌマエラ・ディ・ロッタ
声 - 須藤祐実
フェンリル感応技術開発局局長補佐の女性。フェンリルイタリア支部支部長イザベラ・ディ・ロッタの妹。1月11日生まれ。身長は171センチメートル。
ユミナ・ラパス
声 - 阿部里果
フェンリル感応技術開発局所属の女性ディバイダー。3月12日生まれ。身長は150センチメートル。
第十四部隊においてディバイダーであるティオナ・ヴィータリントゥがゴッドイーターへと転向し、第十四部隊のディバイダーとなった。以前は無口で感情が希薄でコミュニケーションを苦手としていたが、次第に笑顔が増えたなどといわれることが増えた。
2074年頃からディバイダーシステムの開発に関わり記憶機能に障害があり、当時面識のあったイザベラ・ディ・ロッタ現イタリア支部長との記憶などを失っている。
サリア・キサラギ
フェンリル本部所属のゴッドイーター、感応技術開発局員の女性。セラ・キサラギの姉。
2075年頃発生した移動要塞フリードにおける事故によって身元不明となっている。

#### その他のゴッドイーターおよびディバイダー
ウィリアム・レオンハルト・クラウスナー
声 - 村田太志
フェンリル本部所属の元ディバイダー兼憲兵の男性ゴッドイーター。所属部隊不明。1月4日生まれ。身長は185センチメートル。
使用神機 - トライアンファル【フロレント系統】（LB）、名称不明【機関砲系統】（AS）、名称不明【F士官兵装系統】（S）。攻撃タイプは切断。属性は雷。アンカーの位置は左腕。
真面目で、綿密なブリーフィングを心掛ける。正直者で損をすることもあるが、気にしていない。アラガミに奪われた故郷の再興を目標とし、職務に励む。
『GOD EATER RESONANT OPS』のイベント「故郷に捧げる挽歌」においてディバイダーとして、第十四部隊、ブラッド隊員のギルバート、シエル、ナナと共に神源種アラガミ「フンヌ」討伐任務に就いている。
キャラクターエピソードにおいて、後に正式にゴッドイーターとなり休暇を取ったセラに代わりアラガミの活動調査に向かう。
『レゾなんとか劇場』ではコハネとヴァシリーの仲を取り持つため、キグルミにまで聞き込みする様子が描かれた。その後、「ヴァシリーくん攻略法」なる資料を完成させるが、ヴァシリーが捨てた肉の骨に足を滑らせ気絶する。
リリアーナ・リコリス
声 - 深川芹亜
フェンリル本部所属のディバイダー兼看護師の女性。12月12日生まれ。身長は148センチメートル。
持っている神機はヴァリアントサイズ。アンカーの位置は右足。
ランドセルに似たカバンを背負っており、体のいたるところに包帯や絆創膏をしている。任務においても豊富な医療知識を活かし、負傷者の状況に応じて適切な処置を進言できる。しかし、ヴァリアントサイズを扱う神機使いとリンクする機会が多いため、彼女の治療を受けると大きな代償を払うことになるのではと怖れる者もいる。また、黒猫やカラスなどの小動物にやたらと懐かれているが、理由は一切不明である。上記の装備に加え彼女の容姿が幼いこともあり、実年齢よりも遥かに年下に見られることが多い。
シェリン・クラフト
声 - 石橋桃
フェンリル本部所属の女性ディバイダー。9月26日生まれ。身長は154センチメートル。
ゼノビア・ペイン
声 - 大和田仁美
フェンリル本部所属の女性ディバイダー。4月17日生まれ。身長145センチメートル。
ニコレッタ・ペイン
声 - 相沢舞
フェンリル本部所属の女性ディバイダー。5月20日生まれ。身長は170センチメートル。
サイード・ファールーク
声 - 花輪英司
フェンリル本部所属のディバイダー兼第十四部隊の操縦士の男性。8月10日生まれ。身長は185センチメートル。
ルナ・ルイス・ミラネス
声 - 成宮るい
フェンリル本部所属の女性ディバイダー。8月8日生まれ。身長は160センチメートル。
平良カケル
声 - 太田翔平
フェンリル本部所属の男性ディバイダー。7月23日生まれ。身長は180センチメートル。

### フェンリル極致化技術開発局・独立支援支部「ライア」
フェンリル極致化技術開発局ブラッドについては#フェンリル極致化技術開発局ブラッドを参照。
レア・クラウディウス
声 - 井上喜久子
フェンリル極致化技術開発局開発室長の女性。28歳。対アラガミ用人型兵器「神機兵」の開発責任者であり、有人制御研究の第一人者。9月6日生まれ。身長は174センチメートル。
実質的には各支部の支部長と同等の権限を有している。
幼少期に妹のラケルを誤って階段から突き落とすという事故を起こし、ラケルが半身不随になった責任から彼女に並々ならぬ負い目を感じており、半ばラケルの言いなりになっていた。しかしラケルの最終目的やそれに伴うフライア私物化に恐れを抱き、隙を見て逃亡しブラッドおよび極東支部に保護される。フライアで行われている実験の実態をブラッドたちに伝えたことが、彼らをジュリウスと黒蛛病患者の救出へと向かわせるきっかけとなった。家事はかなりできる方で父やラケルの料理は彼女が作っていたらしい。
彼女の舌にはフェンリルのエンブレムを模したピアスがあり、劇中やオープニングアニメにてそれを意味深に見せる場面もあるが、本編では特に説明や意味は無く、ただのファッションである。また雨宮ツバキを凌ぐシリーズ中最高のバストを誇り、決して派手ではないがイヤリングやネイルなどのファッション、出で立ちや物腰に色香を意識したキャラクターで、グレム局長を籠絡するなど悪女な部分もある。
ラケル・クラウディウス
声 - 悠木碧
副開発室長。特殊部隊「ブラッド」の創設者にして、児童養護施設「マグノリア=コンパス」の設立者。
フェンリルにおいて最高レベルの頭脳を持つとされている。半身不随であるため、常に車椅子に乗っている。口調と振る舞いはまるで母親のように柔らかく穏やかだが、同時にどこか人間離れしており、ソーマ曰く「俺と同じで混ざって壊れた匂いがする」らしい。
幼少期に事故に遭い、脳挫傷と脊髄損傷により脳死状態に陥っていたが、驚異的な代謝と治癒能力を与える「P73偏食因子」を投与されたことで奇跡的に意識は回復したが、脊髄の損傷は回復せず、半身不随となる。それと同時に無口だった彼女が口を開くようになったが、偏食因子の影響でその思考はアラガミに変貌しており、「内なるアラガミ」を宿すこととなった。平然と非道な人体実験を行ったり、さらにはそれを咎めた父親に対して零號神機兵を差し向けて殺害するなど、常軌を逸した行動を取るようになる。遂にはジュリウスを利用して反乱を起こし、フライアを乗っ取ると共にジュリウスを特異点とした終末捕食を起こそうとするも、主人公たちに阻止される。自身は螺旋の樹に飲まれて生死不明となる。なお、オープニングや終盤で登場している幼少期のラケルは設定資料によれば「内なるアラガミ」とのこと。
『GOD EATER 2 RAGE BURST』では螺旋の樹の内部で形を持たない意思として存在し続けており、クジョウの自分への好意を利用して復活を遂げる。その際、瞳が青から赤に変化した。復活後は終末捕食を完遂するべくジュリウスの精神に干渉し、神融種を極東支部に差し向けるなどしてブラッドのメンバーを螺旋の樹に誘いだした。ジュリウスや主人公たちに歪んだ愛情と執着心を見せており、精神世界で追い詰めるも跳ね除けられる。螺旋の樹の頂上で「世界を閉ざす者」に変貌して戦うも敗北し、なおもジュリウスを自身に取り込もうとするが主人公に阻止される。最後はロミオの「対話」の力で人の心を取り戻して消滅した。

#### 特殊部隊「ブラッド」
GOD EATER 2・GOD EATER 2 RAGE BURST主人公
声 - 宮坂俊蔵、前田愛、赤羽根健治、神田朱未、菅沼久義、牛田裕子、岡本寛志、鈴木麻里子、平井啓二、鹿野優以、根本幸多、佐々木愛、三浦祥朗、佐藤朱、庄司宇芽香、進藤尚美、小野坂昌也、金子有希、三上枝織、金本涼輔、野中藍、田中大文、川庄美雪、服巻浩司、鎌田梢、半田裕典、小松由佳、宮崎寛務
本作の主人公で、操作キャラクター。名前はプレイヤーが決める。2074年、フェンリル入隊。ゴッドイーターになると同時にブラッドとしての適合に成功し、新型神機使いとしての能力と、血の力を併せ持つ第三世代の神機使いとしてデビューする。入隊時は同期としてはナナが該当し、ロミオやジュリウスは先輩にあたる。年齢についてはユノと同じぐらいの年頃である。ジュリウスに導かれ早くにブラッドアーツを会得し、血の力「喚起」に目覚める。
血の力「喚起」は戦闘中に効果はないが、他のゴッドイーターと親しみあううちに相手の潜在能力を覚醒させるという能力であり、この能力をもってすれば旧型・第二世代新型の区別なくほとんどのゴッドイーターにブラッドアーツおよびブラッドバレッドを覚醒させられる。
入隊からまだ間もない頃の血の力の覚醒などで頭角を現し、実力的にジュリウスと比肩しうるほどまでに成長。そして、元第一部隊（前作ゴッドイーターの時期におけるメンバー）に「昔の親友に、隊長に似ている」と言われるように、非常に仲間を大事にし、また窮地に陥った仲間を救おうという正義感にあふれる人望を持っている。その性格やゴッドイーターとしての実力もあってか、すぐにブラッドの副隊長として活躍することとなる。
ロミオが戦死しジュリウスがブラッドから去った後、その後継としてブラッドの隊長に昇進するという転機が訪れる。この際ロミオの死から仲間を立ち直らせ感応種マルドゥークを撃破、その後も隊長としての才と実力を確実に積み上げていく。ジュリウスとラケルが反乱を起こし、フライヤの皆が動揺する中、フライヤの悪行を突き止めたブラッドと極東支部はフライヤ潜入を決意。「ジュリウスと共に帰る」の意志のもとブラッドのメンバーを集結させ、ラケルの終末捕喰を阻止。既に特異点と化したジュリウスを連れ帰ることはできなかったが、ジュリウスに世界を護ることを約束され、新たな決意をもとに極東支部で活動を続ける。
『GOD EATER 2 RAGE BURST』ではラケルの意思による螺旋の樹の汚染に伴い、他のブラッド隊員および情報管理局のリヴィと共に特異点と化したジュリウスを救うべく樹の内部へと突入する。道中ラケルの策略により、ギル・ナナ・シエルと分断されてしまうが、無事に全員と合流。ついに螺旋の樹の頂上部にたどり着き、ラケルと対峙する。ラケルを倒すことに成功するも、彼女によりリヴィを含む他のブラッド隊員もろとも拘束されてしまい、特異点であるジュリウスを彼女に取り込まれそうになるが、間一髪で拘束を振りほどきジュリウスをラケルから引き剥がし救出する。特異点を失ったことでついに終末捕食が再開してしまうが、ロミオの神機に眠る血の力「対話」を感応現象を用いて全員で引き出したことにより、終末捕食を地球の地殻変動と同じように長期的かつ緩やかな活動へと変え、世界を救った。その際、終末捕食により再生されたことがきっかけで体内のすべての偏食因子（アーティフィシャルCNS含む）を失うも、生還したジュリウスとロミオと共に極東支部に帰還を果たした。その後は再び神機使いとしての道を選び、リヴィを新たなメンバーとして加えた新生ブラッド隊の隊長として極東で活躍を続ける。また、GOD EATER 2 RAGE BURSTより血の力「喚起」が戦闘中にもBR（ブラッドレイジ）として効果が使えるようになった。
『GOD EATER RESONANT OPS』では「神威ヒロ」名義で登場。「喚起」の力で第十四部隊に「ブラッドアーツ」を習得させるべく、しばらく行動を共にする。
ジュリウス・ヴィスコンティ
声 - 浪川大輔、鹿野優以（幼少期）
7月16日生まれ。身長は180センチメートル。
使用神機 - ヴォリーショナル（LB）、エグゼキューター（AS）、レインフォース（S）
フェンリル極致化技術開発局ブラッド隊長。20歳。2067年入隊。クールだが仲間想いであり、同じブラッドの仲間を「同じ血を分けた兄弟」として大切にしている。戦闘能力が非常に高く、またブラッド隊長として大きい責任感の強さがある。伯父、伯母、叔父、叔母、従兄がいる。寡黙に見えるがボケが通用するようで「血の力を使い続けたら貧血になりそう」というナナの天然ボケに対し笑って見せたりもする。
ブラッドとしての能力を覚醒させる偏食因子「P66偏食因子」の最初の適合成功体である。血の力は「統制」と呼ばれ、ブラッドアーツ発動時にパーティー全員を自動的にバーストLv1状態にする。ラケル博士の管理する養護施設「マグノリア・コンパス」の出身者であり、シエルらの先輩にあたる。この際ラケルによってすべての偏食因子に適合する奇跡の体質を見出されたため、その力をラケルに利用されることになる。
ロミオの死後、ジュリウスはゴッドイーターたちがアラガミに敗北し死んでいく可能性をこの件で大いに恐れ始める。そしてラケルの神機兵を運用し新たな秩序を作るという考えに賛同した彼はブラッドを主人公に託し、神機兵に自らの戦闘スキルを「教導」し新たな秩序を作る動きに出る。ロミオが襲撃された際にすでに黒蛛病に感染しており、死と隣り合わせの状態であったが、それでも神機兵の王として君臨する。
神機兵の教導が終了し神機兵の完全な完成を迎えた頃、ジュリウスはラケルに操り人形にされ、ラケルの真の目的である「終末捕喰による新しい秩序の形成」は、ジュリウスを特異点とすることで達成されようとしていたことをようやく理解した。特異点と化したジュリウスはブラッドに倒された後、ラケルと極東支部が作り出した二対の終末捕喰を「統制」し、世界崩壊を防いだ。その後、その2つの終末捕喰は互いを食い続けることで中和し、「螺旋の樹」として今もなお互いの捕喰は続く。一連の事件はフェンリルによって情報操作され事件は「螺旋の樹」構築のための準備段階だったとして、ジュリウスを大々的に表彰しフェンリルの救世主として取り扱っている。一部の市民から「赤い雨」を止め黒蛛病を取り除いた「螺旋の樹」の創造主として信仰の対象となっている。
『GOD EATER 2 RAGE BURST』では特異点と化し、螺旋の樹の中でたった一人で終末捕食と戦い続けていたが、ラケルの意思による樹の汚染で再び終末捕食を起動されそうになってしまう。当初はラケルの意思に抗っていたが、ブラッドが頂上部に到達した時点で既にラケルの意思に従うようになってしまっていた。ブラッドがアラガミと化したラケルを倒した後、彼女の最後の対抗処置としてラケルの体内へと埋め込まれそうになるが、主人公により救われる。その後、ブラッドの面々と再会し、終末捕食を止めるべくロミオの神機に眠る血の力「対話」を感応現象を用いて全員で引き出し、終末捕食を阻止した。その際、終末捕食により再生されたことがきっかけで体内のすべての偏食因子（アーティフィシャルCNS含む）を失うも、無事極東支部に帰還を果たした。その後は再び神機使いとしての道を選び、ブラッド隊に原隊復帰を果たす。本部からは「フライアのクーデター」の一件に関する責任を問う声が上がったため、表面上の階級こそ大尉を保っているが、大幅な減俸処分を受けた。本人もこれに関することに対し罪悪感を抱き、今後の任務報酬も全て元黒蛛病患者への補償に充てることを決めた。GOD EATER 2 RAGE BURST編終了後にあたる彼のキャラクターエピソードでは螺旋の樹跡地にできた「聖域」にて農業の復興を目指すべく、これまでの行いに対する償いも込めてブラッドを代表して率先して参加する。
シエル・アランソン
声 - 能登麻美子
12月17日生まれ。身長は160センチメートル。
使用神機 - デファイヨン（SB）、アーペルシー（SR）、プティアムール（BS）
マグノリア・コンパス出身の16歳。血の力は「直覚」。アラガミの行動と残り体力を感じ取ることができ、それをオペレーターに送ることでパーティー全員がマップ全域で視認できる。対人格闘や銃撃といった戦闘力、また豊富な知識量に基づくデータ分析などの情報力を兼ね備えるエリート。だが一方で社交的なことをやや苦手としており、また冷静な判断力故に自身の感情すら客観的に見えてしまう。しかしバレットエディットに関しては別で、バレットのことになると饒舌になるなど年相応の可愛らしい一面も見せる。その並々ならぬバレットへの探求心から血の力に影響されたバレットの僅かな違和感を読み取り、リッカやサカキ博士の協力を得て「ブラッドバレット」の発見へと至る。
いつも自身の予想を上回る行動をとる主人公に一目置いている。また、主人公のその才能と温かさに見入れ、最初の友達を主人公とする。その後は非常にやわらかな物腰になり、堅苦しさは消え、物事を理論的にではなく心で捉えるようにもなる。ロミオの死後はギル同様に混乱を隠せず、また命を投げ出すような行動をしてまで住民を救おうとするロミオの健闘も称えている。ジュリウスのブラッド脱退後は、ブラッド副隊長として任務を全うする。フライヤの反乱時、追放されたレア博士を介抱し、フライヤの真実を暴きだす。そしてラケルの終末捕喰をブラッドのメンバーと共に防いだ。
『GOD EATER 2 RAGE BURST』では螺旋の樹に突入した際、ラケルの陰謀によりブラッド隊長とリヴィとはぐれてしまい、その際ジュリウスの声で惑わそうとしたラケルの意志と対峙する。ラケルは終末捕食の正当性をシエルに説くが、軽く一蹴する。その後、仲間たちと合流し、襲い掛かってきた神融種「ムクロキュウビ」を退け、頂上部にてラケルと対峙する。
ギルバート・マクレイン
声 - 森川智之
5月15日生まれ。身長は185センチメートル。
使用神機 - ヘリテージス（CS）、リボルスター（AS）、ハードノット（S）
グラスゴー支部で5年のキャリアを積んできたエース。22歳。血の力は「鼓吹」で、パーティーの攻撃力を底上げする。愛称は「ギル」。チーム内では良き兄貴分的な存在。しかし以前の支部で問題を起こしたとされ、「上官殺し」「フラッギング・ギル」という異名で一部の神機使いからは恐れられている。そういったことも含め、過去について詮索されることを極端に嫌う。実際は、突如出現した赤いカリギュラ（ルフス・カリギュラ）の襲撃を受けて負傷した隊長ケイト・ロウリーのアラガミ化を確認し、それを処理せざるを得なかったにすぎない。彼はそれを重荷に感じてしまったのか、ずっとその罪悪感を背負い続けたが、二度目の会敵でこれを撃破。仲間の思いを背負って生きていくことを決意する。神機整備に興味があるらしく、すぐに「感応波受容体」というパーツを作れるまでに至る。また戦略・戦術・味方へのケアにおいては既に隊長レベルに達している。テルオミ曰くピアノの腕はかなりのものらしいが、頼んでもなかなか弾いてもらえない。
ロミオとは食い違っていたが、徐々にお互いを理解しあっていた頃にロミオがKIAとなった際にショックを受けていた。また、ブラッドの面々の中で特にロミオの思いを背負って強くなろうとする向上心が高い。フライヤの反乱時も、本部の対応に憤りを感じていたが、それに流されることなくブラッドの仲間と終末捕喰から世界を救った。
『GOD EATER 2 RAGE BURST』では螺旋の樹に突入した際、ラケルの陰謀によりブラッド隊長とリヴィとはぐれてしまい、グラスゴー支部近くの幻影とともに現れたケイト（に化けたラケルの意志）と対峙する。彼女は終末捕食の可能性にかけてみるべきだと語るが、ギルはこれに反対。ケイトに化けていたラケルを突き放し、幻影から脱出する。その後、仲間たちと合流し、襲い掛かってきた神融種「カリギュラ・ゼノ」を退け、頂上部にてラケルと対峙する。
香月ナナ
声 - 加藤英美里
2月22日生まれ。身長は164センチメートル。
使用神機 - コラップサー（BH）、アンベルトキティ（SG）、マンチムームー（TS）
猫耳風の髪型で天然ボケ。17歳。主人公とは同期。「おでんパン」というホットドッグパンにおでんが挟んである料理を好物としている。おでんパンの奇怪さと豪快さは彼女にも同様に言えることであり、細かいことを気にしない面がある。孤児らしいが、過去のことは覚えていないらしく、またそれについて覚えていることも話そうとはしていない。元極東支部所属のゴッドイーターである香月ヨシノを母に持ち、生まれながらにして偏食因子を体内に持っている「ゴッドイーターチルドレン」である。その潜在能力は極めて高く、血の力「誘引」として、ブラッドアーツ使用時に一定時間敵の注意をひきつける特異体質を持っている。これを制御できるようになってからは自らをおとりにする加減も上達し、大胆な戦法をとれるようになっているが、銃撃だけは苦手。
ロミオの死によって悲しみに暮れるが、同時に仲間の思いを背負ってゆくことの重みを知り、極東でフライヤの真実を暴くことに邁進。また、自らアイテムを開発し、回復量が味によってランダムな回復錠や、花火型スタングレネードなどをリッカやサカキと開発する。実用性は不明。極東支部に来てからラウンジでのつまみ食いが絶えず、ノルンのデータベースにはつまみ食いの注意書きが書かれる始末。
『GOD EATER 2 RAGE BURST』では螺旋の樹に突入した際、ラケルの陰謀によりブラッド隊長とリヴィとはぐれてしまい、自身のかつての隠れ家の幻影とともに現れた母・ヨシノと対峙する。彼女は自分自身がナナの唯一の味方だと語るが、ナナは仲間とともにこれからも歩む道を示す。開かない隠れ家の扉を神機で壊し、幻影から脱出する。その後、仲間たちと合流し、襲い掛かってきた神融種「ラセツコンゴウ」を退け、頂上部にてラケルと対峙する。
ロミオ・レオーニ
声 - 成瀬誠
3月14日生まれ。身長は163センチメートル。
使用神機 - ヴェリアミーチ（BB）、キチェルカ（BL）、カーザミーア（TS）
ミーハーで、どこにでもいそうな調子のいい一年先輩。19歳。ファッションやアイドルに詳しい。陽気で気さくではあるがそれが行き過ぎて先輩風を吹かすお調子者。趣味の傾向は極東支部のコウタとほぼ一致しており、すぐに意気投合した。しかし自らの能力のなさに劣等感を抱き、徐々に空回りしはじめる。後輩に追い抜かされ、ブラッドのメンバーの中でまだ自分一人が血の力に目覚めていないという状態になった時は精神的に追い詰められ、ギルから指摘を受けた際に逆上し逃亡する。その後外部居住区の老夫婦と触れ合ううちに自らの存在を再確認し、ギルとも復縁した彼は、自分にできることがないかと模索することを決意する。そしてサテライト防衛任務にて、神機兵がアクシデントを起こし停止・赤い雨襲来によって外部居住区が危機にさらされた時は一人で雨の中駆け出し、マルドゥークの襲撃に立ち向かう。その際、フィールド上の全てのアラガミの聴覚・視覚を下げ、なおかつその場に一定時間とどめておくことが可能な血の力「対話」が目覚め、大量のアラガミを退散させるが、マルドゥークにより致命傷を受けたことで力尽き、追ってきたジュリウスに看取られつつ、息を引き取った。遺体はフライアの庭園に埋葬された。最終階級は少尉。
『GOD EATER 2 RAGE BURST』ではラケルの意思による螺旋の樹の汚染の際、根元にあったフライアが飲み込まれたことにより、フライアに埋葬されていた彼の遺体も同じく樹に飲み込まれ、行方知れずとなっていた。しかし、ブラッドがロミオの神機に眠る血の力を解放し聖域を生み出した際、ジュリウスに次いで奇跡的に人間として生還を果たした。メディカルチェックの結果、健康状態は良好かつサカキの聞き取り調査によれば死亡から生還までの記憶がない。生還後は再びゴッドイーターとしての道を選び、ジュリウスと共にブラッドに原隊復帰を果たす。KIA認定は取り消され階級は上等兵に戻され、ブラッドのメンバーの中では一番階級が下となった。本人はこれを不服に思っているが、復帰後の活躍が目覚ましいため間もなく昇格予定とのこと。
リヴィ・コレット
声 - 金元寿子
元フェンリル情報管理局所属の女性ゴッドイーター。18歳。フェルドマンの護衛を務めるほか、アラガミ化した神機使いの介錯という「特務」を請け負っている。あらゆる偏食因子を受け入れ、どの神機にも適応できるという特異体質を持つ。
11月5日生まれ。身長は168センチメートル。
使用神機 - サーラゲイト（VS）、ディヴォーテッド（SG）、フォローンパピー（BS）
螺旋の樹の聖域認定に伴い他の情報管理局員と共に極東支部へ来訪。その際に起きたラケルによる樹の汚染により特異点反応が消失したジュリウスを復活させるべく、ジュリウスの神機に適合し内部への道を切り拓く役目を請け負う。しかし、適合後の開闢作戦における九条博士の暴走により螺旋の樹の汚染が深刻化してしまったことにより、内部への突入がほぼ不可能となる。そんな折、ロミオの神機に眠る血の力「圧殺」（後の「対話」）が内部突入の鍵と判明したため、ジュリウスの神機からロミオの神機へと適合を進める。
元々はジュリウスらと同じく児童養護施設「マグノリア・コンパス」の出身者で、この特異な神機適応能力もラケルの実験により作り出されたもの。しかし彼女の場合、神機に適合する度に激しい拒否反応と共に肉体への負荷が蝕み、結果的に彼女の寿命を縮めてしまっていた。後に完全な偏食因子適応能力を持つジュリウスが現れたことにより、ラケルに見限られる。その際まだ幼少のロミオと出会い、最初はラケルに見限られたショックで塞ぎ込んでいたが、ロミオの優しさに触れ、次第に打ち解けていく。
後に他のブラッドメンバーと共に螺旋の樹の頂上部へたどり着き、立ちはだかったラケルを倒しジュリウスを救出する。そしてロミオの血の力「対話」をその場にいた全員で感応現象を用いて解放したことにより、終末捕食からの危機を救う。その時、体内の偏食因子および神機適応能力が失われ、普通の人間として再誕した。その後は再び神機使いとしての道を選び、新たに与えられた改良版P66型偏食因子により血の力に目覚め、本人の強い希望もあって極東支部に転属し、「ブラッド」の一員となる。
血の力は「慈愛」。同行する戦闘メンバー全員に一度だけ「黄泉返り」の効果を発揮することができる。

### グランテュール
ヴィルマ・クーネンフェルスについては#ヴィルマ・クーネンフェルスを参照。

#### スイス研究所
アラン・ベルナスコーニ
声 - 日野聡
グランテュールスイス研究所所長兼ゴッドイーターの男性。1月6日生まれ。身長は180センチメートル。
ルシール・カイレ
声 - 鶴野有紗
グランテュールスイス研究所の職員兼ゴッドイーターの女性。10月10日生まれ。身長は149センチメートル。
ルネ・ブエミ
声 - 関根有咲
グランテュールスイス研究所所属の女性ゴッドイーター。7月18日生まれ。身長は158センチメートル。
シリル・ブエミ
声 - 永野由祐
グランテュールスイス研究所所属の男性ディバイダー。5月17日生まれ。身長147センチメートル。
ウラリン・ブエミ
声 - 草野太一
グランテュールスイス研究所所属の男性ディバイダー。5月17日生まれ。身長は147センチメートル。
ロイク・ロセ
声 - 大西弘祐
グランテュールスイス研究所の男性オペレーター。6月12日生まれ。身長は191センチメートル。

### その他の関連人物
葦原ユノ
声 - 桑島法子、歌 - yu-yu
17歳の女性。11月20日生まれ。身長は166センチメートル。
世界にその名が知れ渡っている歌姫。独立居住区（サテライト拠点）の広報活動に参加するなど、人々の自由のために日々世界を転々としている。一方で、多忙さ故に同世代の人たちと触れ合う機会は少なく、フライアを訪問した際に出会った自分と同年代の主人公のことを気にかけるようになる。
ブラッドによるフライヤの黒蛛病患者救出に同行したが、そこで黒蛛病に感染してしまう。その後、黒蛛病の異様な進行速度から、ユノが特異点である可能性がサカキ博士の指摘から明らかになる。しかしそれを逆用したサカキ博士によって、ユノの歌と主人公の血の力「喚起」を用いてユノを特異点とした終末捕喰を発動させ、ジュリウスを特異点とした終末捕喰と互いに打ち消し合わせる作戦が立てられた。作戦の成功後、ジュリウスをそのままコアとした「螺旋の樹」によって黒蛛病が回復。それからは再び広報活動のために世界各地へと旅立った。
ゲームよりも前に漫画版「the 2nd break」にて登場している。
GOD EATER 2 RAGE BURST編には未登場。
『GOD EATER RESONANT OPS』ではシナリオ上では未登場だが、フェスガシャ限定の星5ディバイダーとして実装。高いステータス補正とゴッドイーターの火力を劇的に高めるアビリティ「光のアリア」によって最強クラスの支援要員として君臨している。
高峰サツキ
声 - 根谷美智子
24歳の女性。5月3日生まれ。身長172センチメートル。
フリーのジャーナリストとして活動する傍ら、ユノのマネージャー業も務めている。フェンリル本部の広報で働いていたことがあり、フェンリル本部の黒い部分はある程度知っていた。そしてプロパガンダを繰り返す本部に嫌気がさしており、フリーのジャーナリストに転向した。主人公の頼みでラケルとジュリウスの支配下に置かれたフライアを調査し、黒蜘病患者の治療が目的でないことを暴いた。
ゲームより前に漫画『the 2nd break』で登場している。
GOD EATER 2 RAGE BURST編には未登場。
葦原総統
ネモス・ディアナの総統。葦原ユノの父、葦原那智。43歳。

### フェンリル極東支部
ブラッドについては#フェンリル極致化技術開発局ブラッドを参照。

#### 責任者
ペイラー・榊（ペイラー・さかき）
声 - 楠大典
フェンリル極東支部アラガミ技術開発統括責任者。フェンリル創設メンバーの一人。47歳。1月7日生まれ。身長は168センチメートル。
アラガミ研究の第一人者で、オラクル細胞の技術利用を可能とした偏食因子を発見した最大の功労者。ゴッドイーターたちの座学教官も担当する。眼鏡を掛けた研究熱心な人物で、独り言が多い。温厚な性格だが、強かで計算高い面もあり、ソーマからは「悪知恵だけは一流」と皮肉られる。「実に興味深い」が口癖。ゲーム中ではペイラー・サカキの表記もあり、両者が混在している。森羅万象が観察対象であり、物事を冷静に見つめるその姿勢を、旧友であるヨハネスは「スターゲイザー（星の観察者）」と称している。
ヨハネスとアイーシャとは良き友人だったが、マーナガルム計画に関する意見の相違が切っ掛けで袂を分かち、人類を保護するアラガミ防壁の基盤の開発を始める。後にその技術のおかげで生還したヨハネスに乞われ、現在の地位に就く。その後もヨハネスとは表面上の付き合いが続くが、ヨハネスとは違いアラガミとの共存の可能性に希望を抱いており、シオにその可能性を見出していたことで、彼に隠れて独自の行動を取るようになる。新米ゴッドイーターに開いている講義でも度々アラガミとの共存の可能性をほのめかしており、シオを確保した際には主人公たち第一部隊の面々を自身の「共犯」に仕立て上げ、研究を続ける。
デザイン初期段階は高齢で、ゴーグルを付けたマッドサイエンティスト風の容姿だった。
『GOD EATER BURST』ではアーク計画阻止後は隠居を考えていたようだが、ツバキに「生き残った者の勤めを果たせ」と諭され渋々ながら代理的に支部長に就任した。本職の研究業も並行して行う傍ら、主人公にいくつかのアラガミ素材を持ってこさせたり、電気の使用制限を要請したり、水道を一時止めるなどの奇行に及んだ後に「初恋ジュース」なる飲み物を作り、販売にこぎ付けている。成分は「聞かないほうがいい」物らしく、とんでもない不味さでアナグラの住人からは酷評されているが、怖いもの見たさで購入する者も多く、作中時点での売れ行きは上々の様子。反応のアンケート結果次第では「失恋フレーバー」なるものを開発するつもりらしい。
『GOD EATER 2』ではソーマに研究業を大方まかせ、支部長職を全うしつつある。また、ソーマもそれを望んでいる。ラケルの終末捕喰を阻止する方法を立案したのも彼であり、幾度も人類を救ったその功労と、螺旋の樹の存在は彼が作り出したものと言っても過言ではない。
『禁忌を破る者』ではアーク計画をめぐるヨハネスとの駆け引きなどが描写されている。極東支部でのメディカルチェックを拒否するアーサソールに支部内での行動を制限した。また、アーサソールの持つ技術を欲しがっていた。リンドウの虚偽報告に薄々気づいているが、アーサソールに対する興味はなくなっていた。
『ノッキン・オン・ヘブンズドア』では支部長代理として職務をおこなっているが、仕事ははかどっていない。ソーマ同様、大車のテロには怒りをみせており、ツバキでも初めて見るほどの表情をしていた。
『the spiral fate』ではガーランドに支部長の座を譲るが、ルミコを使って彼の陰謀の調査を行う。ガーランドが身柄を拘束されてからは再び支部長に返り咲いた。
ヨハネス・フォン・シックザール
GOD EATER 〜アリサ・イン・アンダーワールド〜も参照。
声 - 小山力也
フェンリル極東支部支部長。45歳。フェンリル創設メンバーの一人。7月29日生まれ。身長は189センチメートル。
以前はアラガミ研究家であり、妻のアイーシャ、友人のペイラーと共にアラガミへの対抗策を探っていた。事態を冷静に判断し、十分に思案したうえで行動する慎重派。しかし、アラガミの脅威に対しては性急な判断が多く、過去にアイーシャとマーナガルム計画を推進し、結果として大惨事を引き起こしてしまった。ソーマの実父だが、親子関係は険悪。研究者としては特に建設関係の仕事が多く、また、フェンリルの建設常務に関してはほぼすべてのプロジェクトに関わっている。
表向きはエイジス計画の最高責任者として活動しているが、裏では超巨大アラガミ「ノヴァ」をエイジス島で育成、地球そのものを捕喰させる「終末捕喰」を人為的に引き起こし、ゴッドイーターやその親族などの選ばれた者だけを宇宙に避難させる「アーク計画」を実行しようとしていた。人間の存在に失望していると悲観的になる一方で、優れた人間は生き長らえるべきだという考えから発案されたものであるが、ペイラーからはペシミストだと評されている。
リンドウに「特務」という形で強力なアラガミを討伐させていたのも、その時に回収したコアをノヴァの培養とするためだった。後にそのことに気付き始め、フェンリル本部から内偵を指示されたリンドウを、アリサを利用して暗殺を試みる。リンドウ亡き後は捜索を打ち切らせ、替わりに主人公を第一部隊リーダーに任命し、特務を引き継がせることで飼い犬にしようとした。物語終盤でアーク計画はサクヤとアリサに露呈するが、すでに機は熟したと判断してアーク計画を大々的に公表し、極東支部内の人心掌握を進める。だが、特異点であるシオを強引に連れ去ったことで彼女を保護していたペイラーおよび第一部隊との対立が決定的となり、彼らに反旗を翻される。エイジス島に乗り込んできた第一部隊の面々と相対し、ノヴァのオラクル細胞を使用して製作された人造アラガミ「アルダノーヴァ」と一体化して戦うが敗れ、瀕死の状態となる。死に際に「世界にこれほどの犠牲を強いた私が次の世界を見る権利はない」と、宇宙船に自身の席は用意していないことを語り、対立していたソーマたちに宇宙船への搭乗を促して息絶えた。事件後、アーク計画は秘匿されたため、世間一般には彼の死因は「ノヴァ出現とエイジス崩壊に巻き込まれたもの」と伝えられている。なお、その後のミッションでもアルダノーヴァは幾度と無く復活を遂げるが、ヨハネスの意識が残っているのかは不明である。
デザイン初期段階は、髭を蓄え、表情が厳しく、軍人としての面が強かった。
『禁忌を破る者』では彼が本部に太いパイプを持っており、ロシア支部が彼の傀儡となっていることなどが判明している。アルダノーヴァのプロトタイプ（ツクヨミ）がエイジスから脱走し、アーサソールが出撃した際には、アーク計画の露呈を恐れて焦りを見せるところなどがあった。
『GOD EATER MOBILE』では主人公に鐘田レイジ捜索の特務を命ずるがまもなく行方不明に。
『ノッキン・オン・ヘブンズドア』では冒頭で登場。エイジス島で神薙ユウらと対峙するシーンが描かれている。

#### 教官
雨宮ツバキ
声 - 田中敦子
フェンリル極東支部の教練担当の女性。階級は大尉。29歳。8月18日生まれ。身長は167センチメートル。2059年フェンリル極東支部入隊。
第一〜第三部隊の指揮・統括と、新人神機使いの教官を兼任する。リンドウの実の姉でもある。引退した元神機使いであり、アーティフィシャルCNSは封印されている。遠距離系神機使いとしては他の追随を許さないほど優秀な成績を収めており、現役時代の彼女の活躍はプロモーションアニメで見ることができる。使用していた神機はそのまま改良などが重ねられ、コウタに引き継がれている。
常日頃から「鬼教官」と恐れられており、不真面目な隊員は彼女が履いているヒールの足音だけで震え上がるという。弟であるリンドウの死にすら動じず、指揮官として冷静な判断を下すが、裏では密かにリンドウの死を悲しんでいたり、新たな隊長となった主人公を激励するなど、根は心優しく部下の命を重んじている部分が垣間みられる。本人もリンドウの捜索打ち切りには疑問を抱いており、フェンリル本部へ出向いて真相を調査していた（ストーリーの中盤では一切姿を見せないのはこのため）。アーク計画には否定的で、計画阻止のためにエイジス島に突入しようとしていた主人公たちに命運を託し、エイジス島へのゲートの鍵を開け、自らはアナグラに残った。
デザイン初期段階はカウガール風のファッションもあったが、胸元を強調している点は変わっていない。
『GOD EATER BURST』ではアーク計画頓挫後は極東支部の局長代理を務めていたが、ペイラーが正式な局長となったことで教官職に復帰する。リンドウ生存の報に接しても逸ることなく、慎重に捜索を進め、焦る第一部隊の面々を抑えることもあった。リンドウを「迷子の愚弟」と嘯き、彼がアナグラへ帰還した際には笑みを浮かべつつも手持ちのファイルで頭を小突いている。初回特典のプレミアムキャラクターダウンロードコードを使用すると、現役時代のツバキがフリーミッションのNPCとして使用可能になる。使用神機はコウタと同じ。
『GOD EATER 2』ではダウンロードパッケージ「防衛班の帰還」に登場（ただし、直接的な登場はしない）。ある条件を満たすとミッションオペレーターとして選択できる。
『GOD EATER 2 RAGE BURST』では前作同様にオペレーターとして選択できる。
『GOD EATER MOBILE』では本編同様主人公の教練を担当する他、研修などの際も総合監督を担当する。
『the spiral fate』ではアーティフィシャルCNSを封印され神機が使えない状態であるが、鉄骨一本を軽々と持ち上げオウガテイルに突き刺し行動不能にさせるなど、現役の時の戦闘能力は今でも残っている様子。

#### 第一部隊
別名、討伐班
GOD EATER・GOD EATER BURST・GOD EATER RESURRECTION主人公、雨宮リンドウ、橘サクヤ・雨宮サクヤ、ソーマ・シックザール、アリサ・イリーニチナ・アミエーラは#フェンリル極東支部独立支援部隊クレイドルを参照。
藤木コウタ
声 - 阪口大助
フェンリル極東支部保守局第一部隊隊長の男性ゴッドイーター。2071年の時分で15歳。6月20日生まれ。身長は2071年の時分で163センチメートル、2074年の時分は171センチメートル。
2071年フェンリル極東支部入隊。階級は新兵、上等兵、偵察兵曹長。
使用神機（第一世代） - モウスィブロウ（AS）
『GOD EATER』では、GOD EATER・GOD EATER BURST・GOD EATER RESURRECTION主人公と同じ日に入隊した少年で、同じ第一部隊に所属する新米ゴッドイーター。この神機はかつて雨宮ツバキが愛用していた初期型のものだが、改良が重ねられており、後期のものに引けを取らない性能を発揮している。ターミナルで旧時代の動画を見るのが趣味で、劇中で放送されている人気アニメ『バガラリー』のファンでもある（『GOD EATER BURST』初回特典のプレミアムキャラクターダウンロードコードを使用した際の衣装はそのアニメの登場人物になりきったもの）。自室の棚にはバガラリーのグッズが陳列してある一方、空き缶やゴミ袋が散乱している。ターミナルには大量に溜め撮りしたバガラリーや家族の写真が入っている。本人曰くネーミングセンスには自信があるらしく、シオには「ノラミ」と名付けたがっていたが、アリサにはドン引きされ、シオ当人にも一蹴されていた。
第一部隊ではチームのムードメーカー的存在。荒廃した世の中であるにもかかわらず明るくまっすぐな性格に育ち、その面に関してはリンドウも賞賛している。少々軽薄な所はあるが、居住区に住む母と妹のノゾミを思う気持ちは強く、2人を守り養うためにフェンリルに入隊。入隊前は家族の食い扶持を稼ぐために学校へ行かず働いていたため、勉強は苦手。勉強会・講習時の居眠りが多いが、『講義「アーコロジー」』にてペイラーが内部居住区における収容人数に言及した際には、うたた寝から目覚めて積極的に質問を行うほど、エイジス計画に対して大きな希望を持つ。そのような視点（家族を守るための情報収集）から、アナグラ地下よりエイジスへと至る通路の存在を推測、発見のきっかけを作った。
第一部隊の中では一番エイジス計画に期待と信頼を寄せており、少しでも完遂の足しになればと自ら危険な任務を受注していた。エイジス計画がアーク計画の隠れ蓑に過ぎなかったことが明らかとなったときも家族を守るために計画に賛同していたが、良心の呵責に耐え切れず、アナグラの襲撃と母に諭されたことをきっかけに、皆が安全でいられる場所を与えてもらうのではなく、自らの手で作るため、アーク計画に反抗することを決意する。
デザインの初期段階ではキザ風で、真っ赤なスーツをまとったファッションも考えられており、主人公の親友というよりはライバルに近い存在だった様子。
『GOD EATER BURST』では神機連結解放時の戦闘能力上昇幅が大きいため、新型神機使いとのコンビネーションが非常に高く評価されている。また偵察任務で高い実績を残すようになっており、外部居住区エリア周辺の偵察任務でチームリーダーに指名される機会が多いが、昇格試験の成績が芳しくない。リンドウの生存が確認された際には、女性神機使いを引き連れて「リンドウさんおびき寄せ大作戦」を行ったが、失敗に終わる。それでも懲りずにリンドウの好物であるビールを用いた第二弾を考案しており、ジーナはそのバカさ加減を、呆れを通り越して賞賛していた。
『GOD EATER 2』では第一部隊隊長の座を前作主人公から引き継いだ。それに伴い後輩を指導する先輩の立場にある。大人っぽさは増したが持ち前の明るさは健在のようである。また、旧型ゴッドイーターとして、新型のさらに新型ともいえるブラッド（特にブラッドアーツ）に興味を持っている。クレイドルの制服を着用してはいるが、大事な家族や友人たちがいる極東を護り続けると誓っており、もっぱら当地での任務を優先・重視している（ただし臨時隊員という形でクレイドル所属にもなっている）。
『GOD EATER RESONANT OPS』では第一部隊隊長、クレイドル臨時隊員の他に極東支部討伐大隊の大隊長も兼任している。
『禁忌を破る者』ではミッションの途中でスサノオを目撃したが、アリサとリッカには信じてもらえなかった。
『the spiral fate』では部隊で唯一リョウの記憶喪失に気づいていなかった。作中、移動手段として装甲車を使用する際は、彼が運転をしている。レトロカルチャーや昔のアニメカルチャーに詳しく、FSDでは、伝統的にメイド喫茶かバニー喫茶をやろうとしたが、アリサから鉄拳制裁を食らい一瞬で却下された。
エリック・デア＝フォーゲルヴァイデ
声 - 藤本たかひろ
元フェンリル極東支部保守局第一部隊所属の旧型神機使い。故人。享年17。4月2日生まれ。身長は173センチメートル。
2069年フェンリル極東支部入隊。最終階級は狙撃兵曹長。
使用神機 ーオーマインガット（BL）
上半身に刺青を入れ、サングラスをかけるなど派手な容姿をしている。フェンリルの傘下企業の御曹司でナルシストな一面があり、周囲からのうけはあまり良くなかったが、リンドウからは「あいつなりに、神機使いとしての責任を感じていた」と評されている。主人公、ソーマと共に参加したミッション「鉄の雨」にてオウガテイルの不意打ちを受け、頭部を捕喰され即死、KIAとなった。なお、彼の使っていた神機は無傷で回収されている。
エリナという妹がおり、病弱なために極東支部で静養中の彼女のために、自ら志願して東欧地区から極東支部へと転属した。ソーマを越えることを目標としており、主人公と出会う以前のソーマに親しげに話しかけていた数少ない人物でもあった。会話を聞く限り、ソーマ自身も悪く思っていなかった様子。エリナ曰くサッカーが得意で、いつもは優しくしてくれていたという。清掃員によるとトイレの扱いが下手でよく詰まらせる。
『GOD EATER BURST』ではチャレンジミッションを最後までこなすと、「追憶のエリック」がフリーミッションのNPCとして使用可能になる。
アニメ版では極東支部を強襲したアラガミとの闘いで殉職し、葬儀の様子も描写された。
エリナ・デア＝フォーゲルヴァイデ
声 - 阿澄佳奈
フェンリル極東支部保守局第一部隊所属の女性ゴッドイーター。14歳。9月19日生まれ。身長は155センチメートル。
使用神機 - ブリリアンス（CS）、ソールレムナント（SG）、アンドーンテッド（BS）
エリック・デア=フォーゲルヴァイデの妹。ナルシストなエリックとは違い、背伸びしがちですぐに頭に血がのぼり周りが見えなくなるタイプ。神機に「オスカー」と名付けるなど14歳らしい子供っぽい一面もある。兄の死から3年、極東支部に所属するゴッドイーターとして活動している。
当初は精鋭部隊である「ブラッド」に反感を抱いていたが、主人公とのコミュニケーションを通じて柔和な性格を見せ始め、主人公を先輩といって尊敬するようになる。兄の一件で負い目を感じているソーマからは異様なまでに気を遣われ、彼の過保護な態度に激怒し、命令を無視して前線に出たことがある。物語終盤ではかなり実力を付けたようで、単独でヴァジュラを討伐している。
『GOD EATER』、『GOD EATER BURST』、『GOD EATER RESURRECTION』では「裕福そうな少女」として登場。
『GOD EATER RESONANT OPS』では主人公の所属するフェンリル本部第十四部隊に隊長として着任する。言動には落ち着きが増しており、戦闘能力だけでなく精神面でも成長がうかがえる。
エミール・フォン＝シュトラスブルク
声 - 福山潤
フェンリル極東支部保守局第一部隊所属の新型神機使い。20歳。4月23日生まれ。身長は173センチメートル。
使用神機 - タプファーカイト（BH）、アンシュタンド（BL）、デームート（TS）。
神機を総称して「ポラーシュターン（北極星）」と呼ぶ。失敗も多く熱苦しい性格をしているためエリナからは煙たがられているが、自己流の騎士道精神で如何なる状況にも屈しないため任務撤退件数はゼロ（ただし、任務失敗は多数）。ギルバートからは「馬鹿だが筋は通っている」と称される。エリックとは同じ貴族学校のライバルであり、彼の妹であるエリナを気にかけている。フライアに出向していたときに出会った主人公を親友と呼んで気に入る。彼とのコミュニケーションでは、彼のゴッドイーターとしての覚悟や騎士道精神をギャグ調に体験することになる。
『GOD EATER RESONANT OPS』ではフェンリル本部所属となっている。多数の部隊を統括する職務に忙殺されており、作中でもGOD EATER RESONANT OPS主人公の所属する第十四部隊に対して新種アラガミの調査指令書を発行している。しかし自身は一人のゴッドイーターとして現場の任務にあたることを強く希望している。

#### 第二部隊
大森タツミ、ブレンダン・バーデルについては#サテライト防衛班を参照。台場カノンについては#フェンリル極東支部保守局第四部隊を参照。小松菜アスナについては#その他スタッフを参照。

#### 第三部隊
カレル・シュナイダー、ジーナ・ディキンソン、小川シュンについては#サテライト防衛班を参照。

#### サテライト防衛班
大森タツミ
声 - 森岳志
極東支部サテライト防衛班隊長の男性ゴッドイーター。元フェンリル極東支部保守局第二部隊隊長。2071年の時分で23歳。
9月1日生まれ。身長は174センチメートル。
2063年フェンリル極東支部入隊。
使用神機（第一世代） - ナイフ⇒発熱ナイフ（GE1）、ロートアイアン（GOD EATER 2）（SB）、イオニアンガード（BS）
BA - フェイタルライザー。リンクサポートデバイス - 登場遅延60秒 5〜10。専用パーソナルアビリティ - 漢気、熱血。
防衛班の中では最年長で、リンドウに次ぐ古参の神機使い。熱血な性格を強調するような赤のジャケットを着ている。食事に関しては人一倍重んじており「ゴッドイーターは喰うのが仕事」と任務後によく隊員たちを食事に誘っている。オペレーターのヒバリに執心しており、ことある毎に彼女を食事やデートに誘っているが、毎回はぐらかされている。それでも諦めずしつこく食い下がる姿に、コウタからはカレル、シュンとまとめて「極東三バカトリオ」などと呼ばれている。入隊当初は神機の適合率が低く、当時の教官に「こんなに不器用な奴は初めてだ」と言われていたが、戦闘に支障がないレベルにまでなんとか漕ぎ着けた。
「勝つよりも負けない戦い」を信条としており、防衛班全体の行動規範として定着している。班長としての評価は非常に高く、奇襲作戦、掃討作戦などの素早い判断力が要求される場面において、非常に高い指揮能力を発揮する。本人の戦闘技術も高く、単独で複数の大型アラガミと戦闘を行っても時間を稼ぐタフさを持つ。アラガミの撃退よりも住民の混乱を避けることを優先するため、極東支部に赴任したばかりのアリサとは方針の対立があったが、同時に「あの年齢で戦術理論が身に付いているのはいいことだ」とアリサを評価していた。アーク計画には真っ向から反対しており、「船酔いが酷いから宇宙船には乗らない」「俺はバカだから、死ぬまで防衛班だ!」などと自分の思いを語っているが、計画に乗ろうとする神器使いは素直に送り出そうとする懐の広いところを見せた。第一部隊がエイジス島に向かった際には、彼らの帰る場所を確保するべく、通常の半数以下の人数で居住区を守り抜いた。
『GOD EATER BURST』では防衛班隊長としての責務は当然のこと、リンドウ捜索時は、その件について関与を禁止された第一部隊が落ち込んでいるところを励まし、防衛班としてフォローに努めた。また、相変わらずオペレーターのヒバリに好意を持っている。リンドウ再捜索の命令が下ったときは、俺が真っ先にリンドウさんを見つけたらお食事に行こう（ヒバリは「考えておきます」と返している）、などと言っており、実際リンドウを最初に発見した（=ハンニバル侵喰種となったリンドウに最初に接触した）のは彼だったのだが、上記の口約が果たされたのかどうかは不明。
『GOD EATER 2』ではダウンロードパッケージ「防衛班の帰還」に、『GOD EATER 2 RAGE BURST』ではキュウビ撃破後のストーリーに登場。極東地域に接近している感応種を含むアラガミの大群を迎え撃つために（同時にブラッドアーツを習得するために）サカキにアナグラへと呼び戻される。3年のときが経った今も相変わらずヒバリに惚れている。サテライト建設地および建設予定地の警護を担う。防衛戦終了後はサカキにより後に設立される防衛部隊の総隊長に任命される。
『GOD EATER RESONANT OPS』では極東支部サテライト防衛班総隊長、兼、第一防衛班隊長として登場する。防衛を主軸に据えた戦術理論は、人的、物的損害を最小限に抑えることに特化している。
『ノッキン・オン・ヘブンズドア』ではリンドウが死亡（まだ生存が確認されていない時期）したことで現役神機使いの中では最年長となった。アーク計画の阻止後にそれぞれの意見が衝突する神機使いたちのまとめ役を担っている。
『GOD EATER MOBILE』では主人公たちの研修の際に、現場監督を任されている。
ブレンダン・バーデル
声 - 田中大文（GOD EATER）、前野智昭（GOD EATER BURST以降）
極東支部サテライト防衛班所属の男性ゴッドイーター。元フェンリル極東支部保守局第二部隊所属。2071年の時分で22歳。
11月26日生まれ。身長は183センチメートル。
2067年フェンリル極東支部入隊。
使用神機（第一世代） - クレイモア⇒神斬りクレイモア（GE1）、ディスペラー（GOD EATER 2）（BB）、ミリアドソロウ（TS）
BB - CC・ブレイカー。リンクサポートデバイス - 消費ST↓30% 5〜10。専用パーソナルアビリティ - 正念場、盤石。
神機使いになって日が長いわけではないが、実技・戦術理論ともに優秀であり、単体での戦闘能力に限れば副隊長クラスの戦闘能力を持つ。アラガミのそばに張り付いて、隙を見せたところに必殺の一撃を加える戦闘スタイルは他のバスターブレードを使う神機使いの手本となっている。以前はアメリカにいた（アメリカ出身なのか、フェンリルのアメリカ支部に配属されていたのかは言及されていない）。
フェンリル配給の青のジャケットや短くまとめられた銀髪に冷静で真面目すぎる性格が表れており、筋トレやジョギング、カノンの戦術補習を息抜きと称する一方、カノンの戦闘中の性格の豹変に気づいていない天然なところも見せる。カノンに誤射されないためだけの戦術理論を構築するそのあまりの真面目さから、タツミには「ブレ公」「ブレンダン先生」などと呼ばれている。アーク計画が公表された際には迷った末、「今更、自らの命を絶つ選択はできない。呪われた航海に出る」と決断した。アーク計画が潰れたのは何かの導きだと思っていたが、ゲンに真相を聞かされた後、守るべき人々を見捨てる道を歩んだ自分を恥じ、皆の信頼を取り戻すために戦い続けることを誓う。
『GOD EATER BURST』ではリンドウ捜索の最中にツクヨミの奇襲を受け、自らが囮となってアネットを逃がし、カノンと共に行方不明になったが、後に贖罪の街で無事保護されている。
『GOD EATER 2』ではダウンロードパッケージ「防衛班の帰還」に、『GOD EATER 2 RAGE BURST』ではキュウビ撃破後のストーリーに登場。極東地域に接近している感応種を含むアラガミの大群を迎え撃つために（同時にブラッドアーツを習得するために）サカキにアナグラへと呼び戻される。主人公に防衛班の一員としての苦悩を話すが、同時に充実感も覚えている。また、アラガミとの戦いに備えて常に鍛錬を欠かさずに行っている。防衛戦終了後はサカキにより後に設立される防衛部隊の隊長に任命される。
『GOD EATER RESONANT OPS』では極東支部サテライト防衛班、第二防衛班隊長として登場する。防衛戦の手本と呼べる立ち回りを体現しており、任務に対する真摯な姿勢や日々の鍛錬の様子から隊員たちの模範となっている。常に新たな知識を取り入れ、職務に活かそうとする意欲は隊長となっても変わっていない。
『ノッキン・オン・ヘブンズドア』では本編と同様にアーク計画後、計画に賛同した自分の立ち位置に悩んでいたが、ソーマに諭されて立ち直る。
カレル・シュナイダー
声 - 赤羽根健治（GOD EATER）、入野自由（GOD EATER BURST以降）
極東支部サテライト防衛班所属の男性ゴッドイーター。元フェンリル極東支部保守局第三部隊所属。2071年の時分で19歳。
8月19日生まれ。身長は180センチメートル。
2066年フェンリル極東支部入隊。
使用神機（第一世代） - 50型機関砲⇒ガトリング砲⇒ファランクス（GE1）、ヴァスグレンツト（GOD EATER 2）（AS）
BA - 使用不可能。リンクサポートデバイス - 身代わり盾 5〜10。専用パーソナルアビリティ - 一石二鳥、リスクマネジメント。
銃の制動力はそこそこ高いが、討伐数を稼ぐために深追いしすぎる傾向がある。ダメージジーンズや首元に緩く巻いたネクタイなどに、きちんとしたものをだらしなく着るというひねくれた性格が表れている。かなりの癖毛らしく、整えてもまた戻るのでそのままあそばせている。女性にはウケが良いのか、バレンタインデーでは多くの女性から紙袋一杯のチョコを受け取っている。金を稼ぐために神機使いをやっているが、その使途は不明。また、他の隊員との金銭トラブルが絶えずに、上官から注意を受けている。シュンとコンビを組むことが多い。
自分の能力に大きな自信を抱いており、他人、特に新人に対しては辛辣な評価を下すことが多い。主人公のことも入隊当初は白眼視しており、隊長就任時にも「リーダーだからと皆が尊敬するわけではない」と忠告していた。一方で同じ部隊のシュンとジーナの能力は認めており、後にはリンドウを救出した主人公を評価するなど、人並みの思慮は持ち合わせている。アーク計画には賛同しているが、計画後も主人公と仲良くやっていくつもりだったらしい。しかしアーク計画阻止後も「計画は間違っていなかった」と考えは変わっていない。
『GOD EATER BURST』では深追いする傾向は改善しつつあり、陽動・遊撃・強襲などチームで様々な役割をこなせるようになってきている。またリンドウを救い出した主人公に素直な労いと賞賛の言葉をかけるなど、いささか性格も丸くなっている。
『GOD EATER 2』ではダウンロードパッケージ「防衛班の帰還」に、『GOD EATER 2 RAGE BURST』ではキュウビ撃破後のストーリーに登場。極東地域に接近している感応種を含むアラガミの大群を迎え撃つために（同時にブラッドアーツを習得するために）サカキにアナグラへと呼び戻される。防衛班としての任務を全うする傍ら、サテライト拠点に住む貧困層のために病院を経営している。当初は周りに「儲かるはずがない」と反対されたが、経営は2年連続黒字続きとのこと。世の中に金で解決できない問題が多いのなら、金で解決できる問題はすべて金で解決するべきという考えを持っている。
『GOD EATER RESONANT OPS』では極東支部サテライト防衛班、第三防衛班隊長として登場する。任務に要する費用と戦果を意識するよう隊員を教育しており、彼の指揮する部隊は常に効率の良い働きを見せる。ゴッドイーターとしての職務以外にも複数のビジネスを手掛けており、その経営手腕を発揮している。
『ノッキン・オン・ヘブンズドア』ではアーク計画賛同組としては唯一苦悩するような描写が無く、戻ってきた次の日にアッサリと「地球での金儲け（通常業務）」へとその身を転じた。いつも通り自分の利益が第一と考えているようだが、周囲の子供たちに菓子をねだられ買ってあげたりしていることがジーナの口から語られている。
ジーナ・ディキンソン
声 - 佐藤聡美
極東支部サテライト防衛班所属の女性ゴッドイーター。元フェンリル極東支部保守局第三部隊所属。22歳。階級は狙撃兵曹長。
8月11日生まれ。身長は172センチメートル。
2066年フェンリル極東支部入隊。
使用神機（第一世代） -ファルコン⇒スワロウ（GE1）、コミュニオン（GOD EATER 2）（SR）
BA - 使用不可能。リンクサポートデバイス - 視界↓30% 5〜10。専用パーソナルアビリティ - ホメオスタシス、プロフェッショナル。
左目に眼帯を付けている。自己中心的な者が多い第三部隊員の中では唯一落ち着いた性格をしており、まとめ役となっている。出世や昇進に興味もない様子だが、しかし一方でゴッドイーターとしての仕事に関して「自分は好きで撃っているだけ」と言っていることに加え、アラガミとの戦いを「生と死の交差」「命のやり取り」と捉えているため、戦いそのものを楽しむ戦闘狂の気がある。実力は申し分なく、特に敵に気づかれない距離からの狙撃ではトップクラスの腕前を持つが、自分を犠牲にするような無茶な行動をとることが多い。胸元（命＝心臓＝胸）が大きく開いたカシュクールを着ており、彼女なりのアラガミとの戦いの意義やストイックな性格が強調されている。一人暮らしが長いらしく、家事は全般的に一人でこなせる。
『GOD EATER』ではアーク計画公表後は「支部長は誇大妄想狂」と批判し、計画に反対した。皆が特異点の捜索に躍起になり、防衛班としての仕事を疎かにしている間、一人だけで出撃することもあったと語っている。
『GOD EATER BURST』では他の第三部隊の面々がそれぞれの性格の問題点を改善させつつある中、彼女だけは相変わらず自己犠牲の傾向が強い。とはいえそれも少しずつ改善され、堅実な動きができるようになりつつあるらしい。カノンとブレンダンが行方不明になった時には落ちこむアネットを案じ、積極的に捜索に出ていた。同作のサウンドトラックに収録されたボイスドラマにて、彼女の前では「胸」を想起させるようなワードが禁句であることが明らかとなった。
『GOD EATER 2』ではダウンロードパッケージ「防衛班の帰還」に、『GOD EATER 2 RAGE BURST』ではキュウビ撃破後のストーリーに登場。極東地域に接近している感応種を含むアラガミの大群を迎え撃つために（同時にブラッドアーツを習得するために）サカキにアナグラへと呼び戻される。主人公に防衛班の結成当初の話をし、最後に自分たち旧型の神機使いの面倒をみるように諭した。防衛戦終了後はサカキにより後に設立される防衛部隊の隊長に任命される。
『GOD EATER RESONANT OPS』では極東支部サテライト防衛班、第四防衛班隊長として登場する。狙撃の他に隠密行動にも長けている。部隊のメンバーに狙撃手を多く揃えており、遠距離から奇襲を仕掛け、アラガミの群れを殲滅する戦術で討伐数を積み上げている。
『ノッキン・オン・ヘブンズドア』では大規模なアラガミテロの中でも動揺せず、いつも通りにアラガミを狙い撃つことだけを考えていた。
小川シュン
声 - 粕谷雄太（GOD EATER）、梶裕貴（GOD EATER BURST以降）
極東支部サテライト防衛班所属の男性ゴッドイーター。元フェンリル極東支部保守局第三部隊所属。18歳。
10月31日生まれ。身長は164センチメートル。
2066年フェンリル極東支部入隊。
使用神機（第一世代） - ブレード⇒冷却ブレード（GE1）、ラトルスネイク（GOD EATER 2）（LB）、フリッジリング（BS）
BA - 飛天車。リンクサポートデバイス - 黄泉返り5〜10。専用パーソナルアビリティ - 直情径行、準備万端。
剣術の腕前は悪くないが集団行動での協調性に問題があり、たびたび上官から注意を受けている。ナポレオン風ジャケットに斜めに被った帽子など、子どもっぽさと個性が強調されている服装をしている。身の丈に合わない高難易度のミッションを受注し、現場で対処しきれずに他部隊の応援を要請することが多い。また、敵の後ろからこっそり近づきトラップを使ってヴェノム状態にしてから戦う戦闘スタイルは、カレルには「卑怯と言うか、セコイと言うか…」と評されている。カレルとコンビを組むことが多く、タツミからは「アホアホコンビ」と言われている。
周りの仲間が死んでも自分だけ生き残るソーマを忌み嫌っており、当初は主人公のことも「新型ってだけで気に食わない」という理由で嫌っていた。コウタにも先輩風を吹かせたり、主人公を儲け話に引き込もうとするなど、お調子者で自己中心的な面が強く描写されている。ヒバリとリッカによれば、一言で彼を表すなら「ただの子供」ということで意見が合致している。ゲーム中の会話から、闇市を仕切っている友人がいることと、借金があることがわかる。アーク計画には賛同していたが、計画阻止後も状況が把握しきれていない。
『GOD EATER BURST』では集団行動における協調性は及第点に達しつつあるが、新種のアラガミとの遭遇時など、緊急事態における対処に難が見られるという。リンドウの帰還時には嬉し涙を流すも、それを必死に否定していた。
『GOD EATER 2』ではダウンロードパッケージ「防衛班の帰還」に、『GOD EATER 2 RAGE BURST』ではキュウビ撃破後のストーリーに登場。極東地域に接近している感応種を含むアラガミの大群を迎え撃つために（同時にブラッドアーツを習得するために）サカキにアナグラへと呼び戻される。子供っぽさは相も変わらずで、カレルによく窘められている。当初は主人公に対しライバル心をむき出しにしていたが、戦い方を見て以来考えを改めた。サテライト拠点での防衛戦の後、そこに住む子供たちと知り合い、彼らのよき兄貴分として振る舞っている。防衛戦終了後はサカキにより後に設立される防衛部隊の隊長に任命される。
『GOD EATER RESONANT OPS』では極東支部サテライト防衛班、第五防衛班隊長として登場する。隊長として常に陣頭に立ち、隊員を叱咤激励している。非番の時には居住区の改修作業を自ら進んで行っており、住民と良好な関係を築いている。
『ノッキン・オン・ヘブンズドア』ではアーク計画を阻止した第一部隊を嫌味を込めて「英雄」呼ばわりしており、直前で反対派へと移ったコウタとはいさかいが絶えなかった。自分たちが見殺しにしようとした人間に感謝されることが気に入らず、それが彼の苛立ちの原因でもあった。ユウを助けるためにエイジス島へと向かうアリサを援護するために、エイジスへとつながる海底通路でボルグ・カムランと対峙した。

#### 第四部隊
真壁ハルオミ
声 - 三木眞一郎
フェンリル極東支部保守局第四部隊の新型神機使い。28歳。12月21日生まれ。身長は170センチメートル。
使用神機（第二世代） - ワックマック（BB）、スイートシャフト（SR）、スティルザワン（S）
第四部隊隊長。カノンの上司。かつて同じ部隊に所属していたギルバートからは「ハルさん」と呼ばれ親しまれている。元第一世代の神機使いだったが、後に適合する神機が見つかって第二世代に更新した珍しい経緯を持つベテランの神機使い。セクハラ発言をすることが多く、セクハラの件で査問会に呼び出されたこともある。
以前はグラスゴー支部にて妻であったケイトとギルバートの3人でアラガミ討伐に従事していた。だが、ある日当時新種であったルフス・カリギュラの出現により、最愛の存在だったケイトを失う。それ以来、各地の支部を転々とし現在に至る。彼が世界を渡り歩いて構築した人脈を活用して、「聖なる探索」と称したセクハラ行為のために世界中から女性の神機使いを呼び寄せた。この際、主人公の性別によって選択肢がまったく別物に変化する。
『GOD EATER RESONANT OPS』ではジーナ、アリサを口車に乗せ、際どいサンタ衣装を着させるなど相変わらずの様子である。
アニメ版では台詞はなかったが、生前のケイトと共にメテオライト作戦に参加している。
台場カノン
声 - 安田早希（GOD EATER）、広橋涼（GOD EATER BURST以降）
フェンリル極東支部保守局第二部隊の旧型神機使い。2071年の時分で19歳。2月28日生まれ。身長は165センチメートル。
2070年フェンリル極東支部入隊。
使用神機（第一世代） - ガット砲⇒79式キャノン⇒320式キャノン（GE1）、スヴェンガーリー（GE2）（BL）
普段は控えめな性格だが戦闘中になると性格が豹変し、傷ついた敵を罵ったり、弾切れを起こした時には毒づく。普段の性格は良くも悪くも戦闘員らしくなく、女の子らしいものである。上官からの呼び出しの度に怯えたりする反面、「神機のせいではないか」と責任転嫁することもある。性格の豹変についても自覚している。
偏食因子への適合率は非常に高いため、大きな潜在能力を秘めているはずなのだが、射程が短い・または持続時間が必要以上に大きいバレットを使用するにもかかわらず、味方が射線上にいてもやたらと射撃を行うため、極東支部はおろか世界中に点在する全支部の中でも最大の誤射率を持つ。性格の豹変に関してはペイラーから興味をもたれており、タツミからは「防衛班最大の不安要素」とまで評され、年下のソーマとシュンからも「ヘタに動くな」「お前は固定砲台」「ってか邪魔だ」と完全になめられている。そのため同行を頑なに拒む神機使いたちが少なくない一方、その戦闘スタイルに惹かれた特定の層から指名・選抜される機会も多く、出撃率は極東支部内では比較的高い。戦術補習の常連でもあり、成績の悪さは自分でも自覚している。
三つ編みをカチューシャのように巻いたボブの髪型をしている。ミリタリー生地のワンピースを着ており、（鉄塔の）森ガール風の女の子らしい服装になっている。母親に送るメールを間違って主人公に送るなど、戦闘時と同様に日常でもドジな一面が多い。お菓子作りが趣味で、「ブラストクッキー」や「ボマーケーキ」、「ボルケーノプリン」なるものを作っている。奇妙な名前ながら、味は美味しいらしく、ジーナも認めている。また、バレンタインデーにチョコを作ってアナグラの皆に送ったことで、バレンタインデーにチョコを送るという習慣を復活させた（アラガミの発生による文明社会の崩壊で習慣が消え去っていた）。アーク計画には悩んでいたが、最終的にどのような決断をしたのかは不明。
『GOD EATER BURST』ではミッション途中にツクヨミの奇襲を受け、アネットを逃がしてブレンダンと共に行方不明になったが、ブレンダンより先にエイジス島で保護された。その後すぐに自分を庇ったブレンダンを捜索しようと奮闘する姿から、後輩のアネットやフェデリコに尊敬の眼差しで見られるようになった。
『GOD EATER 2』ではハルオミが隊長の第四部隊に異動している。ゴッドイーターになり5年が経つ彼女だが、彼女はアリサやソーマ、コウタと違い、3年前とは大きく変わったところはない。未だに誤射は多く、ターミナルでの装備や携行品の整備に失敗することもあるようで、中堅としての威厳はまったく見られない。本作から彼女の武器が専用化され、主人公も合成で所持できるようになる。誤射の酷さからハルオミとリッカからオラクルリザーブを封印されていたが、衛生兵として専念し回復弾しか使わないことを条件にリザーブが解放された。しかしアラガミを吹き飛ばす感覚を味わえないことで不調を来すまでにストレスを感じたため、通常弾も解放。大出力で（敵も味方も）回避不可能な「ブラスト解放弾」を撃つようになった（『GOD EATER 2』でのみ、スキル変更ができない仕様であるため、「ブラスト解放弾」習得後は事実上の弱体化であった）。
その後、ダウンロードパッケージ「防衛班の帰還」、『GOD EATER 2 RAGE BURST』ではキュウビ撃破後のストーリーに登場し、サバイバルミッションをクリアすることで「決意のカノン」が使用可能になる。「ブラスト解放弾」を封印し、衛生兵としての職務を全うするようになる。
『ノッキン・オン・ヘブンズドア』ではメールを間違って3つ下のアドレスに送信するなど、ドジな一面が書かれている。断続的なアラガミ襲撃の際、「ヒバリちゃんが忙しそうだから」という理由でタツミにオペレーター代理を命じられる。しかし、「こんな切羽詰まった状況で誤射されたら困る」というのがタツミの本意であった。
『GOD EATER MOBILE』では主要人物の1人がカノンの実の妹であり、カノン自身も少し登場する。
『GOD EATER RESONANT OPS』では極東支部第二部隊隊長に就任。新型神機に更新しており、接近戦ではヴァリアントサイズを使用。衣装も動きやすいパンツルックにリニューアルされている。シナリオ上の出番は少ないがキャラバリエーションはレギュラー勢に匹敵し、『GOD EATER 2』での姿も星4ゴッドイーターとして使うことができる。代名詞と言える誤射は「全体攻撃時に敵味方全てにダメージを与える」という最早誤射と呼んでいいのかすら怪しい形で再現。吹っ飛ぶだけの原作と異なりバカにできないダメージを受けるため、カノンを使うならそのあたりのフォローは必須となる。

#### 独立支援部隊「クレイドル」
エリナ・デア=フォーゲルヴァイデについては#エリナ・デアフォーゲルヴァイデ、GOD EATER ONLINE主人公については#ヒマラヤ支部、八神マリアについては#八神マリアを参照。
GOD EATER・GOD EATER BURST・GOD EATER RESURRECTION主人公
声 - 赤羽根健治、伊藤かな恵、粕谷雄太、鹿野優以、佐藤聡美、庄司宇芽香、田中大文、藤本たかひろ、森岳志、安田早希、牛田裕子、沖佳苗、織田優成、菊池こころ、小嶋一成、小松由佳、佐々木愛、島﨑信長、菅沼久義、田中一成、津田美波、野中藍、堀井茶渡、松原大典、三浦祥朗、三上枝織、宮本佳那子、金本涼輔、木島隆一、佐藤朱、下地紫野、鎌田梢
『GOD EATER・ BURST・RESURRECTION』の主人公。氏名性別容貌服装など各プレイヤーが決定する。
フェンリル独立支援部隊「クレイドル」所属のゴッドイーター。元極東支部第一部隊隊長。
2071年フェンリル極東支部入隊。階級は新兵、上等兵、曹長、少尉、中尉。
極東支部初の新型ゴッドイーターとして部隊に入隊。メディカルチェックではペイラーが驚愕するほどの非常に高い潜在能力を持っており、サクヤが言うには呑み込みもいいとのこと。戦闘中以外はほとんど喋らず、表情で感情を表す場面が多いが、『GOD EATER BURST』以降から少々のムービーで喋ることがある。また、その性質上、他のメンバーに比べるとやや陰が薄い存在だったが、『GOD EATER BURST』では以降は主人公の立場に違わない活躍をみせるようになった。呼びかけられる場合にも名前ではなく「お前」や「キミ」などと二人称で呼ばれる。タツミとの会話から、フェンリル極東支部に来る前は無職だった。
ミッション「蒼穹の月」においてリンドウがMIA（戦闘中行方不明）となり、第一部隊の面々がそれぞれ不安定な状態に陥った中でも精力的に業務を続け、次第に頭角を現していく。また、新型特有の感応現象によってアリサの精神回復と原隊復帰に貢献する。支部の上層部からも高く評価され、入隊してから日が浅いにもかかわらず、リンドウの後任として第一部隊の隊長に任命された（これ以降は「リーダー」と呼ばれることも）。これは主人公を取り込もうとするシックザール支部長の思惑によるところが大きく、ソーマと共に、シックザールが下す非公式の「特務」を拝命するようになっていく。その後、ペイラーを介してソーマと支部長の過去を知り、人型のアラガミ・シオを匿うことになるなど、支部長とペイラーの間で板ばさみとなる。最終的には支部長の「アーク計画」に関する陰謀が明らかとなったことで支部長への対立姿勢を明確にし、第一部隊のメンバーと共にエイジス島へ潜入。アーク計画を阻止することとなった。
『GOD EATER RESURRECTION』ではアニメ版の主人公・空木レンカを演じた木島隆一のボイスが追加されている（なお過去作で出演していた声優も総てボイス新規収録したため、諸般の事情で出演していない声優もいる）。
『GOD EATER BURST』では支部長がシックザールからペイラーへと変わってもなお、極東支部内での信頼と評価は不動のものとなっている。一方で無茶な行動が多いらしく、アリサからは「生き急いでいるように感じる」と言われている。神機が不調であるにもかかわらず アラガミの攻撃からコウタを庇い、神機が破損したことで一時戦線を離脱する。その折に発生したアラガミのアナグラ侵入時、リッカを助けるため適合していないリンドウの神機に接続・使用し侵喰を受け昏倒するが、それによりレンを知覚できるようになる。回復後はレンの助言を受けながらリンドウを捜索、感応現象によってリンドウがアラガミ化した経緯を知り、アラガミ化したリンドウを殺害せず救出することに成功した。
『GOD EATER 2』ではデータベースに登録されている。名前は『GOD EATER BURST』からの引き継ぎを行った場合は引き継いだデータの主人公名が、引き継ぎを行わなかった場合、神薙ユウとして登録されている。フェンリル独立支援部隊「クレイドル」に所属しているとされる。
『RESONANT OPS』でも「神薙ユウ」名義で登場。
雨宮リンドウ
GOD EATER 〜アリサ・イン・アンダーワールド〜も参照。
声 - 平田広明
フェンリル独立支援部隊「クレイドル」所属の男性ゴッドイーター。元極東支部保守局第一部隊隊長。階級は少尉、大尉、少尉。2071年の時分で26歳。10月12日生まれ。身長は182センチメートル。
2061年フェンリル極東支部入隊。
使用神機（第一世代） - ブラッドサージ（LB）、イヴェイダー（S）、侵食はNPC専用の旧型神機（バスターブレイド / シールド相当）。復帰後はNPC専用の新型神機（ロングブレード / アサルト / シールド相当）。
飄々としてとらえどころの無い性格だが腕前は相当なもので、第一部隊在籍当時は極東支部でただ一人、ウロヴォロスを単身で討伐した実績を持っていた。彼の指揮する部隊は生還率が90%以上と他の部隊よりも圧倒的に高く、新米神機使いは彼の部隊に配属されることが多い。新米への面倒見や周囲への気配りもできる大人で、アナグラの皆からの信頼も厚い。ヘビースモーカーのようであり、ムービーやアニメーションではよく煙草を吸っている姿が描写されている。酒好きでもあり、サクヤに配給ビールのチケットの取引を持ちかけたり、自室にはこの時代では珍しい瓶入りの酒が数本置かれている。
通常任務とは別に、ヨハネス個人から与えられる特務（他の隊員たちには「デート」と呼んではぐらかしていた）をこなしていたが、その裏ではフェンリル本部の要請を受けてヨハネスの身辺調査を行っていた。それを察したヨハネスの謀略により、ミッション「蒼穹の月」において仲間と引き離され、右腕のアーティフィシャルCNSと神機を失う。突如現れた少女（シオ）に助けられその場を脱するが、アナグラには帰還できずに周辺を彷徨うことになる。状況が把握できていなかったアナグラ本部はリンドウをMIAと判断し、後にディアウス・ピターの体内からアーティフィシャルCNSと神機が回収されたことで、リンドウが完全に死亡したとして二階級特進の措置をとった。
初期設定では、表情が硬く、ヨハネスに似たキャラクターデザインも考えられていた。
『GOD EATER BURST』では失踪期間中の様子が描写されている。アーティフィシャルCNSを失ったことにより右腕が侵喰され、アラガミ化による苦痛で動けなくなった所をシオに庇われ、その後鎮魂の廃寺周辺で看護されていた。その際に右手の甲に青いアーティフィシャルCNS（指令細胞群・コア）のような物を植えつけられアラガミ化を緩和されたが、シオがリンドウの元を離れた後、コアがノヴァの特異点として捕喰された際にその部位は崩壊し、再びアラガミ化が活性化、時が経つにつれて徐々にハンニバル侵喰種へと変異していき、自我が崩壊しかける危険な状態となる。この頃、極東支部は闇市で高値で取引されているいくつかの物質からリンドウのDNAパターンと一致する細胞組織の発見に成功し、リンドウの捜索を再開する。最終的には主人公とレンの活躍によって救出され、その際に再び右手甲へ橙色のアーティフィシャルCNSのような物が発現し、アラガミ化の制御が可能となった。アナグラへの帰還後はペイラー直轄の遊撃隊員として原隊に復帰、第一線から退いて新人育成に精を出している。MIAによる二階級特進を取り消された時点で、大尉から少尉へと差し戻され、これにより、リンドウ救出などによる功績で少尉から中尉へと昇進した主人公の一階級下となった。復帰後サクヤと結婚し、以前に自室としていた部屋が主人公の物となったため、彼女の部屋を間借りして生活している。
『GOD EATER BURST』のメインストーリー終了後は、シオと同様に右腕を変化させる能力を得た彼をミッションに同行させることが可能となる。また、チャレンジミッションを進めることで侵喰前のリンドウも再び使用可能になる。
『GOD EATER 2』では最古参のゴッドイーターとして活動している。神機の定期メンテナンスをすっぽかすなど、いい加減さは相も変わらずのようだが、指揮官として活躍するだけでなく、29歳となった今なお最前線で戦っている。右腕のアラガミ化した腕を金色のガントレットで覆い隠している。キュウビを追って極東支部を離れていたが、ブラッドが極東支部に来訪したことを機に、彼の任務はブラッドと共にキュウビからレトロオラクル細胞を採取することとなり、彼の冒険はまだ終わらない。現場主義でデスクワークが苦手なのは相変わらずのようであり、ソーマや2の主人公に報告書や申請書の代筆を頼んだり、それをアリサに諌められたりしている。
『RESONANT OPS』では右腕のガントレットをより機械的な銀色の物に更新し装備している。また第十四部隊を第十三部隊と言い間違えるなど、ほとんど中身は変わっていない。
『禁忌を破る者』では極東支部におけるアーサソールの監視役として部隊に同行したが、相手が接触禁忌種であるため、戦闘は行っていない。ヨハネス、ペイラーからアーサソールに関する情報を流すように持ち掛けられていた。飄々とした口調はギースに気に入られておらず、彼からは一方的に敵愾心を持たれていた。また、引退した神機使いについて言及した際にもヴェネのことを気遣うマルグリットから諌められるような面もあった。ツクヨミ討伐の際には神機でカーゴを切り裂き、ヴェネを救出した。最後はフェンリルに追われる身となったギースとマルグリットに緊急避難用シェルターの位置を教え、追手が来ないようにヨハネスとペイラーへ全員死亡という虚偽報告をした。
『the spiral fate』ではゲーム本編の半年後、とある単独任務で遠出した際にサクヤの好きな花を廃寺周辺で探していたら、結婚指輪を失くしてしまい、そのままずっと廃寺周辺をうろつき回っていた。その後、廃寺の幽霊騒ぎに発展し、幽霊の正体を突き止めに来たリョウに発見されアナグラへ戻る。結婚指輪はリョウが偶然発見していた。
橘サクヤ・雨宮サクヤ
声 - 大原さやか
育児休暇取得中の女性ゴッドイーター。元極東支部保守局第一部隊副隊長。階級は衛生兵曹長、衛生少尉。2071年の時分で21歳。6月10日生まれ。身長は165センチメートル。
2065年フェンリル極東支部入隊。
使用神機（第一世代） - ステラスウォーム（SR）
主人公の先輩隊員で第一部隊のサブリーダー。判断力・統率力は高く評価されており、他の部隊長クラスのミッションをこなすこともある。狙撃手、衛生兵としても抜群の動きを見せるため、未確認アラガミとの戦闘が発生する際に召集されることが多い。入隊から2年間は極東支部のオペレーターを務めていた。雨宮姉弟とは幼馴染であり、リンドウに思いを寄せている。
リンドウがMIAとなったことで心に深い傷を負うが、やがてリンドウが陰で行っていた行動を察知し、それを突き止めるべく奔走する。リンドウのアーティフィシャルCNSを回収し、彼が遺したデータディスクの中身をアリサと共に閲覧したことでアーク計画の真実を知り、単身エイジス島に乗り込む。後を追いかけてきたアリサと共にヨハネスの罠にかかるが、一芝居を打って逃走し、以降はアリサと共に逃亡生活を送る。やがてヨハネスの野望を止めるためアナグラに帰還し、主人公たちと再度エイジスへ乗り込み、アーク計画を阻止した。
他のキャラクターより初期設定からのデザインの変更点が少ないが、初期設定時は使用神機が剣形態であるなど、「戦う女性」の面が強調されていた。
『GOD EATER BURST』ではアーク計画阻止後もリンドウの死を引きずっており、暗い一面が残っていた。後にリンドウが原隊復帰した後に彼と結婚し、再び明るい姿を見せるようになる。リンドウとは同じ部屋で生活しているようだが、彼の撒き散らす「仄暗い羽」やビールの空き缶の掃除に苦労しているらしい。
『GOD EATER 2』では直接登場はしておらず、電話での会話でのみ存在が確認されている。育児休暇中であり、リンドウとの子であるレンを育てている。
『GOD EATER 2 RAGE BURST』では前作同様未登場。データベースに登録されており、レンを育てるために育児休暇を提出し戦線から退いている。現場復帰を望む声もある一方、フェンリルの上層部からは指導教官への転向も薦められている。
『RESONANT OPS』ではゴッドイーターとして現場復帰。「クレイドル」所属となっている。
『アリサ・イン・アンダーワールド』では通常任務と特務を休みなくこなすリンドウをからかいつつも気遣っている。
『the spiral fate』ではリンドウの子（性別は不明）を妊娠しているために第一部隊を空けている様子。産休中に一度アナグラに戻った際、リョウの記憶喪失に精神が不安定になっていたアリサの心のより所となった。
ソーマ・シックザール
声 - 中井和哉
フェンリル独立支援部隊「クレイドル」所属の男性ゴッドイーター。元極東支部保守局第一部隊所属。階級は強襲兵曹長、強襲少尉。2071年の時分で18歳。8月28日生まれ。身長は2071年の時分で177センチメートル、2074年の時分で181センチメートル。
2064年フェンリル極東支部入隊。
使用神機（第一世代） - イーブルワン（BB）、リジェクター（TS）
わずか12歳でゴッドイーターとなった青年で、ずば抜けた身体能力や五感を持つ。
極東支部の支部長・ヨハネスの実子であり、胎児の状態でアラガミの偏食因子を埋め込まれて生まれたため、非常に高い身体能力を得ることとなった。他のゴッドイーターと同様に偏食因子を定期的に打ち込むためのアーティフィシャルCNSを付けてはいるが、埋め込まれた偏食因子は現在のゴッドイーターに使われているものとは別物であり、アーティフィシャルCNSが無くても自ら偏食因子を生成できる。そのため他の者よりもより「アラガミ」に近い身体となっており、シオにもそれを示唆する発言をされている。その異質さ故に周囲から距離を置かれ続けたこともあり、本人も自分を「化け物」と表現するなど、自身の力を疎んでいる。
能力は高いが軍規・命令違反が多いために昇進はしていないうえ、彼と任務を共にしたゴッドイーターは戦死する確率が高かったらしく、アナグラのメンバーから「死神」と陰口を叩かれることもある。本人もそれを気にしており、それが常に他人を寄せ付けない態度を取る一因となっている。自室は荒れた性格を体現しており、ターミナルの画面にはひびが入り、完全に壊れたディスプレイの前には射撃練習の的が置かれ、弾痕が散らばっている。ベッドも武器のようなものに占領されているため、スピーカーに囲まれたソファーで睡眠をとっている。ただし、リンドウが「あいつは誰かが死ぬことを誰よりも恐れている」と評する通り、作戦中は言動はともあれ他の隊員の救援に回ることも多い。リンドウがMIAとなったときは動揺を隠せず、シオが失踪した際には自室を開けっ放しにするなど、根は優しい性格であることがわかる。
シオの面倒をよく見ており、彼女に「シオ」という名前を付けたのも、歌を教えたのも彼である。シオとの触れ合いを介して心を通わせやがて誰よりも無くしたくない存在へと認識していく、シオとの触れ合いが元となり主人公ら他の第一部隊のメンバーとも打ち解けるきっかけとなり。アーク計画には一貫して反対の姿勢を貫き、父ヨハネスからシオを取り戻すべく戦った。最後は終末捕喰を抑え込み、月へと向かおうとするシオに懇願され、核を摘出されて抜け殻となった彼女の体を神機で捕喰した。それ以降、ソーマの神機は本人曰く「天使の羽のような真っ白な色」に（捕喰形態時に出現する顎を含めて）変色している。この彼女の体色をなぞった白い神機は完全なソーマ専用の装備であり、プレイヤーが使うことはできない（2ではプレイヤーも使用可能になっている）。
デザインの初期段階では、黒髪と長い白髪の姿が考えられていた。また、そのときの使用神機は遠近両用型で、新型の可変式に近いものだった。
『GOD EATER BURST』ではアーク計画阻止後は軍規違反や単独行動はほとんど見られなくなり、近いうちに部隊長を任命される予定だったが、本人の希望もあって、第一部隊の一隊員として活動している。それと同時に彼が同行したミッションにおけるチームの被害が最小限となっていることから、支部内での信頼を取り戻しつつあり、他部隊からは彼の部隊長への昇格を望む声も上がっている。他人を以前よりも気遣うようにもなっており、リンドウの生存が確認された際には、第一部隊は最低限の戦力としてアナグラにいることを命じられ、捜索に参加できないことに憤りを隠さなかった。
『GOD EATER 2』ではリンドウと同等クラスの古参になった彼は前作主人公やその仲間たちに囲まれていたことで、性格が落ち着きまた大人っぽさも増している。研究者となっており、父親の業を追っていくうちにその凄まじさに感服させられていくこととなる。そしてレトロオラクル細胞の未知なる可能性を探求し、キュウビを追う。同じP73偏食因子を投与されたラケルに自分と同じ何かを感じ取ったようで、彼女との会話の際に分かり辛いブラックジョークをぶつけ合った。3年経った今でもエリックの死に責任を感じていたらしく、彼の妹であるエリナには物凄く気を遣ったり戦場では後方支援に徹するよう命令するなど彼女に対してやや過保護な面がみられたが、その扱いに不満を感じていた当の本人に怒られてからは、彼女を一人の仲間として見ている様子。
『RESONANT OPS』ではキュウビと同様に全身が「レトロオラクル細胞」で構成されたアラガミ「神源種」を追っており、度々第十四部隊に協力を要請している。
『ノッキン・オン・ヘブンズドア』ではブレンダンを慰めたりするなど、優しい一面が見えるようになった。大車のテロに対しては「下衆が…」と激しい怒りを覚えている。
『the spiral fate』では音楽の趣味があることが描かれている。アナグラの一般公開するイベント「FSD」でバンドを組む際は、練習に一番張り切っており、コウタにスパルタ特訓を課した。リョウが負傷した時は動揺してヘッドフォンを逆に付けていたり、ロシアに帰省中のアリサを心配させないよう、リョウの負傷を伏せたりと、仲間を気遣う面が表に出るようになった。リョウが復帰した時は顔面に鉄拳制裁をお見舞いしている。身体がアラガミに近いため、アーサソールに精神を干渉されて苦しんでいた。フェンリルが暴走した時はアルダノーヴァに乗り込み、一旦はフェンリルを捕喰するも、フェンリルが内側から侵喰したことで暴走状態となる。最後はリョウに捕喰されて死亡したかと思われたが、リョウの神機に吐き出され、無事救出された。ゲーム本編の半年後のため、本来は彼の神機は白色に変色しているのだが、漫画の連載がゲーム発売前だったため、ネタバレ防止のために黒色で描かれている（コミックス2巻あとがき）。
アリサ・イリーニチナ・アミエーラ
GOD EATER 〜アリサ・イン・アンダーワールド〜、GOD EATER 〜ノッキン・オン・ヘブンズドア〜も参照。
声 - 坂本真綾
フェンリル独立支援部隊「クレイドル」所属の女性ゴッドイーター。元ロシア支部第三部隊所属。元極東支部保守局第一部隊所属。2071年の時分で15歳。
3月25日生まれ。身長は160センチメートル→165センチメートル。
2070年フェンリルロシア支部入隊。
2071年フェンリル極東支部転属。
使用神機（第二世代） - アヴェンジャー（LB）、レイジングロア（AS）、プリムストーン（BS）
『GOD EATER』においては物語序盤でロシア支部から赴任してくる新型ゴッドイーターの少女。新型のプライドゆえか気位が非常に高く、しばしば高慢で高圧的な態度で他人と接する。旧型というだけで隊長格のリンドウですら見下すような発言をする場面が見られ、コウタを代表格に極東支部全体を軽蔑するような発言もしていた。「ドン引きです」が口癖。
幼少時に目の前で両親をヴァジュラ種のアラガミに殺されており、アラガミには深い憎しみを抱いている。同時に重度のトラウマにもなっており、定期的に主治医のオオグルマによるメンタルケアを受けていたが、そこで「リンドウとサクヤを撃つ」ための"刷り込み"を施されていた。リンドウとの共同任務中にヴァジュラが現れたことで情緒不安定となり、リンドウへ銃口を向けるも、撃つ直前で我に返って銃口をそらす。結果的にリンドウの退路を潰してしまい、間接的に彼の行方不明の原因となった。自身も錯乱状態に陥り戦線を離脱するが、主人公との間で起こった感応現象により心を通わせ、徐々に立ち直っていく。
原隊への復帰後は自らの未熟さを反省し、以前より柔軟な態度をとるようになり、他人への評価なども改めるようになった。また、メールに顔文字を使うといった歳相応の一面も垣間見せるようになり、未開封のダンボールや脱ぎ捨てられた服などが散乱している自室が描写されるなど、ルーズな性格も明らかとなる。ただし、コウタに対しては軽い態度が気に入らないのか（以前に比べれば冗談の範疇だが）、相変わらずキツい態度を取っている。サクヤとは、リンドウの件に対する負い目から積極的に協力するようになり、深い絆で結ばれていく。リンドウのアーティフィシャルCNSを回収した後は、一人エイジスに潜入したサクヤを追い、罠にはまったサクヤの窮地を救う。そこに現れたオオグルマから「サクヤを撃つ」という暗示を呼び起こされるが、回復弾を用いた演技でオオグルマを欺き、サクヤと共に逃走した。以降は逃亡生活を送っていたが、ヨハネスの野望を止めるためアナグラに帰還し、主人公たちと再度エイジスへ乗り込んでアーク計画を阻止した。
リンドウの神機を回収するイベントで、彼の神機を握っていながら侵喰されなかったのは、『GOD EATER BURST』での主人公とは違ってアーティフィシャルCNSとの接続を試みていなかったためである。
デザイン初期段階は、金髪にゴスロリ風のファッションという、やや幼い雰囲気が漂う容姿だった。
『GOD EATER BURST』においてはヴァジュラ種に対する苦手意識が改善された他、戦闘技術や他部隊との連携が強化され、あらゆるミッションにおいてチームの軸となる働きを見せるようになった。アネットとフェデリコが極東支部に配属されてきた際には初めての後輩ができることに舞い上がる一方、自分の新人時代の行動を「思い出すと顔から火が吹き出そう」と恥じていた。
『GOD EATER 2』においてはフェンリル独立支援部隊「クレイドル」の隊員を務め、サテライト拠点のプロジェクトリーダーをしている。しかし、なんでもやってのける能力の高さゆえに人に頼ることを忘れてしまうこともあり、極東支部だけでなく他の支部も転々としながら支援活動を行っている。サテライト拠点計画のプロジェクトリーダーとしての働きぶりから、コウタには支部長クラスの政治力があると評されている。
『RESONANT OPS』では、ゴッドイーターの職務をしながら、極東支部長代理に就任しており、フェンリル本部にも頻繁に訪れている。
同イベント「聖なる探索」では、ハルオミの口車に乗せられ際どいサンタ服を着せられている。
『アリサ・イン・アンダーワールド』では主人公。
『the spiral fate』ではロシアに帰省していたが、しばらくして極東支部に戻ってきた。極東支部に戻るまでリョウの負傷は伏せられていたが、新型神機使い同士の感応現象でリョウの記憶喪失を知った。リョウに好意を抱いている節があり、ソーマ曰く「知ったら、飛行機をハイジャックしてでも戻ってくる」。リョウの負傷後は自ら進んで隊長代理を務め、贖罪の街で第一部隊がアラガミに囲まれた際には驚異的な戦闘能力を発揮し、部隊の窮地を救った。料理は一度もしたことが無く、サクヤの出産・復帰祝いで初めて手料理を作った際には調理器具が壊れるほど力任せに行ったため、料理と呼べないものとなった。

#### その他のゴッドイーターおよびディバイダー
GOD EATER MOBILE主人公については#登場キャラクター（MOBILE）を参照。
香月ヨシノ
声 - 井上喜久子
香月ナナの母親。故人。享年29。使用神機はリッキンリンクス、ミューワンダラー。2056年フェンリル極東支部入隊。2063年、MIAに認定。アーティフィシャルCNSを改造し、娘の香月ナナと4年間逃亡生活を送る。2067年、アーティフィシャルCNSが雪山で見つかり、KIAに更新。
フォックス
声 - 金子有希
女性。作中においてクレイドルとの通信および地上撮影班への指示を行った。
ツルギ
声 - 田中大文
地上撮影班の一人。作中において偵察中にキュウビと遭遇した。
ルカ
声 - 宮崎寛務
地上撮影班の一人。作中において偵察中にキュウビと遭遇した。
諏訪コハネ
声 - 辻美優
1月25日生まれ。身長156センチメートル。
ディバイダー。任務を真面目に行い、努力を欠かさない。座学・実戦の成績は普通。コミュニケーションが上手く、立場にかかわらず広い関係を持つ。幼い頃、居住区がアラガミの襲撃を受けたとき、神機使いに救助され、強く憧れる。
君影ヒビキ
声 - 藤原夏海
フェンリル極東支部所属の女性ディバイダー。3月5日生まれ。身長は173センチメートル。
幼少の頃より剣術鍛え続けており、白兵戦に秀でている。敵との間合いを読み切り、最適なタイミングで攻撃を仕掛けることに長けているため、ディバイダーとしての評価も高い。しかし、本人はゴッドイーターとして職務にあたることを強く希望している。

#### オペレーター
竹田ヒバリ
声 - 伊藤かな恵
4月8日生まれ。身長163センチメートル。
主にミッションの発注管理、報酬の支払処理を担当している。2071年の時分で17歳。神機使いの適合候補者リストに名があるが、現在のところは適合する神機が見つかっていない。タツミに何度も熱烈なアプローチを受けているが、本人にその気はないようで、リッカにそのことを聞かれるともの凄く恐い顔をしてはぐらかす。アーク計画に対しては自分の命運を主人公たちに託し、アナグラに残った。
『GOD EATER 2』ではミッションオペレーターとして再度登場する。
『GOD EATER RESONANT OPS』ではディバイダーとしての活躍も期待されている。
フラン＝フランソワ＝フランチェスカ・ド・ブルゴーニュ
声 - 斉藤佑圭
元「フライア」および「ブラッド」の専属オペレーター。16歳。フランはニックネームでフルネームは「フラン＝フランソワ＝フランチェスカ・ド・ブルゴーニュ」。8月26日生まれ。身長は166センチメートル。
フェンリルに入隊してからまだ日は浅いが、非常に優秀でミスが少ない。後のラケルとジュリウスによるフライア占拠により、極東支部に異動となり、ヒバリの後輩となる。普段はクールで無愛想に見えるが、非常に仲間思いでミッション完了時の通信では極東支部で飼っているカピバラ、「カルビ」とふれあっている様子がうかがえる。
真壁テルオミ
声 - 島﨑信長
7月10日生まれ。身長173センチメートル
ダウンロードパッケージ「防衛班の帰還」に登場する新人でシリーズ初の男性オペレーター。20歳。ハルオミの実弟で、低姿勢で人当たりのいい好青年。防衛班のタツミとは幼馴染。防衛班のうちタツミ・ブレンダン・カノン組を担当する。元々はクレイドル専属の整備班の出身だが自ら異動を申し立てオペレーターに転身したため、神機に関する造詣が深い。
星野ウララ
声 - 照井春佳
6月14日生まれ。身長156センチメートル
テルオミと同じく、ダウンロードパッケージ「防衛班の帰還」に登場する新人。15歳。東北訛りで喋る控えめでおとなしい真面目な少女。オペレーターとしてはまだ発展途上だが、向上心が強く、一生懸命自分の役割を達成しようとする。防衛班のうちカレル・ジーナ・シュン組を担当する。幼少期に極東支部に訪れた際、オペレーターの職務を目の当たりにし、オペレーターとしての道を志すようになった。

#### 神機整備士
真壁テルオミについては#真壁テルオミを参照。
楠リッカ
声 - 安田早希、小見川千明
7月22日生まれ。身長150センチメートル。
亡き父もフェンリルの技術者であり、その技術力を継承している。2071年の時分で18歳。正式にフェンリルに配属となったのは2年前だが、既に5年以上前の学生時代から整備班のクルーとして活躍している。神機の状態を見るだけでその所有者の戦闘スタイルが判断できるほど、豊富な知識と経験を持つ。ペイラーとは気が合うらしく、シオのアラガミ素材のドレスも彼女が製作したものであり、第一部隊の面々以外では初めてシオの存在を知ることとなる。
ざっくばらんな性格をしており、新米の主人公にも屈託なく話しかけ、スタングレネードを横流ししてくれるなどの気配りも見せる（難易度3まで）。一方で神器使いとの別れも多く経験しており、無茶をすることが多い主人公には度々注意をしている。アーク計画に対しては「沈没しようとする船から真っ先に逃げ出すのは、船の修理者たるべき技術者のすることではない」と否定的な見解を述べ、アナグラに残った。「冷やしカレードリンク」を愛飲している。
『GOD EATER 2』では神機を使用した支援装置とその機構、「リンクサポートシステム」の開発に関わっている。
『GOD EATER 2 RAGE BURST』では「リンクサポートシステム」の開発に加え、主人公の血の力「喚起」を利用した新システム「ブラッドレイジ」を開発した。また、ロミオの神機をソーマとともに解析し、ブラッドの面々に彼の血の力「圧殺」（後の「対話」）を説明した。
『禁忌を破る者』では本部から派遣された新型神機整備の研修員として極東支部内にいたマルグリットに新型神機の整備方法を教えたり、第一部隊の面々を紹介したりした。
『GOD EATER MOBILE』では本編同様主人公たちの神機の整備を統括し、また神機の専門家としてのアドバイスなども行っている。

#### その他スタッフ
百田ゲン
声 - 森岳志
元相談役。62歳。最終階級は大尉。
『GOD EATER』ではフェンリル極東支部相談役。元ゴッドイーターであり正規軍の軍人。最初期の神機であるピストル系神機を使用していた。神機やゴッドイーターの技術がまだ大きな危険を秘めていた時代に、正規軍から最初に立候補した人物でもあり、ツバキの現役時代にも詳しい。シュンを初めとした若手から煙たがられることもある。かつては「鬼」と呼ばれていたらしい。リンドウが行方不明になった時は血気に逸る神機使いたちを諭していた。
『GOD EATER 2 RAGE BURST』ではデータベースに登録されている。相談役の任をダミアンに任せ、現在は外部居住区で余生を過ごしている。自身がまだ神機使いだったころの状況を綴った自叙伝を作成しているらしい。
大車ダイゴ
GOD EATER 〜アリサ・イン・アンダーワールド〜、GOD EATER 〜ノッキン・オン・ヘブンズドア〜も参照。
声 - 麻生智久
50歳。アリサがロシア支部にいた頃から主治医を勤めており、数少ない新型神機使いについても精通している。黄色いバンダナに、白衣の下は黄色のシャツにジーンズと医者とは思えない外観をしている。ゲーム中ではオオグルマ ダイゴの表記もあり、両者が混在している。アリサに治療と称してリンドウやサクヤを攻撃するように暗示をかけており、リンドウがMIAとなるきっかけとなった元凶。
『GOD EATER』ではロシア支部に戻る途中、アラガミの襲撃によって死亡したとされていたが、サクヤとアリサがエイジス島に進入した際にヨハネスと共に姿を現し、アリサを操りサクヤを殺させようとするも失敗。計画の公表後は行方不明となっており、極東支部より指名手配されている。
よろず屋（本名、年齢不詳）
アナグラのエントランス階段脇に座り込んで店を広げている、見た目通りの陽気な性格をした商人。一般的なゲームで言うところのショップ。神機のパーツや弾丸、消耗品、果てはアラガミの素材なども販売している。アリサから見れば、「いかがわしく、値段設定がありえない店」らしい。他にもイベントシーンのみに登場する神機使いと思しき人物や清掃員、少年、エリックの親族（裕福そうな紳士、裕福そうな少女）など上記以外の人物も登場する。
清掃員
エントランスで清掃をしている中年女性。
千倉ムツミ
声 - 阿久津加菜
1月21日生まれ、9歳。身長は135センチメートル。
調理師の資格を持ち、ラウンジで料理を振る舞っている少女。お袋の味を再現するのが得意。
ダミアン・ロドリゴ
声 - 増谷康紀
元神機使い。7月3日生まれ、40歳。身長は178センチメートル。神機は第一世代神機。
2056年、フェンリルマドリード支部入隊。2067年、同支部退役。
若手神機使いの指導員、リンクサポートデバイスの試験運用を担当する職員。
桐谷ヤエ
声 - 南麻子
16歳。5月12日生まれ。身長は158センチメートル。2073年、フェンリル極東支部入隊。
看護学生だったが、医療従事者が不足したため常駐職員となる。採血の技術を評価されている。

#### 住人
エリナ・デア=フォーゲルヴァイデについては#エリナ・デアフォーゲルヴァイデを参照。
コウタの母
藤木ノゾミ
声 - 佐藤聡美
コウタの妹で兄思いな女の子。コウタの土産話を楽しみにしており、少しばかりコウタに都合の良いように脚色された内容でも信じている。母と兄がいるが父は亡くなっている。
サテライト拠点
小松菜アスナ
声 - 鎌田梢（GOD EATER 2 RAGE BURST）、三上枝織（GOD EATER RESONANT OPS）
黒蛛病にかかり、フェンリル極東支部の病室に入院していた少女。10月22日生まれ。身長は140センチメートル（GOD EATER RESONANT OPS）。
『GOD EATER RESONANT OPS』ではゴッドイーターとなっており、カノンの部隊に配属されている。
イクエ
声 - 牛田裕子
サテライト拠点住人の女性。ヨースケ、ダイチの母。
ヨースケ
声 - 鹿野優以
サテライト拠点住人の男の子。イクエの息子。
ダイチ
声 - 鎌田梢
サテライト拠点住人の男の子。イクエの息子。
棟方クニオ
声 - 平井啓二
建築技師。2月11日生まれ、32歳。身長は178センチメートル。
サテライト拠点で建設業務をしている。

#### その他
シオ
声 - 福井裕佳梨
青白い肌を持つ、無邪気で天真爛漫な謎の少女。英名およびコードネームの綴りは「chiot」で、フランス語で「子犬」を意味する。使用神機は発見後のリンドウ同様NPC専用新型神機。
その正体は人間型に進化したアラガミ。「自分より高等な存在を捕喰対象とする」というアラガミの性質上、人間は捕喰の範疇に無い（空腹に耐え切れなくなった場合を除く）。ゴッドイーターにも引けを取らない高い運動能力を持ち、戦闘時には右手を変形させ、新型神機を模した武器（ショートブレード／アサルトに相当）のようなものを扱う。偏食波を放つことも可能で、劇中ではコウタの神器を一時機能停止にしている。ノヴァの終末捕喰の特異点として必要不可欠な存在であり、ヨハネスが以前からソーマに捜索させていた。シオの方でも、ソーマをどこからか見ている場面も幾度かあった。物語中盤で、人とアラガミの共存を模索するペイラーの謀で一帯のアラガミを掃滅させられ、本来好まないシユウ種を餌におびき出されることとなり、その後はペイラーの研究室内で匿われる。
彼女の正体を知った第一部隊の面々やペイラーとコミュニケーションを取ることで驚異的な速度で知能を発達させ、語彙もかなり増えたが、思考と口調は相変わらず幼稚（台詞は全てひらがなとカタカナで表記され、漢字は一切使われない）なまま。他のメンバーのアカウントを勝手に使って主人公にメールをしばしば送ってくるが、その文面も同様である。ソーマから教わった歌（エンディングテーマのワンフレーズ）を唄う場面も見られる。
発見当初からぼろぼろに引き裂かれたフェンリルの軍旗を身に纏っており、ペイラーたちが着せようとした人間の服を「ちきちきちくちく」と激しく嫌い、研究室を破壊して脱走した。その後、ペイラーの発案でアラガミ素材を用いた服が製作され、以降はそれを着用することになる。もともとはペイラーの観察室だった部屋を自室として与えられるが、壁には沢山の落書きがされ、本や布の切れ端が散乱し、ベッドや植木鉢や冷蔵庫は捕喰されていたりと、すさまじい状態と化している。最終的にはアナグラで匿っていたことがヨハネスにも気付かれ、強引な手段で拘束された後にコアを摘出され、ノヴァに取り込まれる。しかしそれでも自我を保っており、ソーマたちを守るため、終末捕喰を抑えつつノヴァごと月へ飛び立った。
初期設定では、より人間に近い容姿だった。複雑なデザインの衣装を着ていたが、徐々に今のようなシンプルなものへと変わっていった。
『GOD EATER BURST』では主人公がリンドウの神機に触れた際に、ディアウス・ピターからリンドウを助けて以後、主人公たちと出会うまで彼と共にいたことが判明。それにより彼のアラガミ化が抑制されていた。その間に「オナカスイタ」などを初めとするいくつかの言葉をリンドウから学んでいた。中盤で離脱以降NPCとして使えなくなるが、今作において復活処置がとられ、チャレンジミッションを進めていくことで再解禁されるようになった。
『the spiral fate』では昏睡状態のリョウの夢の中で登場し、目覚めるきっかけを作る。リョウたちがアーサソールに追い詰められた時は怒りを爆発させ、月から強力な偏食波を発してアラガミを暴走させた。
レン
声 - 白石涼子
極東支部の医療班に配属された新型神機使いだが、それ以外のことは性別すら不明の謎の多い人物（一人称は「僕」）。アラガミ化した神機使いの治療法と予防について研究している。アナグラ襲撃の際、神機保管庫エリアへ侵入したオウガテイルからリッカを守るため、やむなくリンドウの適合神機に接続し拒絶反応を受けて苦しむ主人公を助け、後に主人公に「アラガミ化した神機使いの処理方法」を伝える。
その正体はリンドウの神機の制御コア（アーティフィシャルCNS）に形成された擬似人格であり、リンドウの神機に侵喰された主人公と、適合者であるリンドウ以外には知覚できなかった存在。レンの目的はアラガミ化したリンドウが自我を失い仲間に危害を加える前に死なせることであったが、主人公の取った予想外の行動により、リンドウの精神世界深層へ主人公と共に赴くこととなる。
主人公と共に精神世界内の幻覚である極東支部を拠点としてウロヴォロスとスサノオを倒し、ついにはリンドウ失踪の発端であり精神の深層の追憶の教会へと辿りつき、侵喰により意識が消えかかっていたリンドウを発見、レンは本来の姿であるリンドウの神機へと姿を変え、主人公を媒介としてリンドウに戦う力（＝神機）を与える。戦う力を取り戻したリンドウは、主人公と共に侵喰の象徴である精神世界内のハンニバル侵喰種を倒すが、さらに再生・巨大化、身動きが取れない状態のリンドウへと放たれた光弾から、レン＝リンドウの神機がリンドウを庇った結果、レンは自らの使い手であったリンドウと主人公に別れを告げ、精神世界の中で光となり消えていく。
現実世界、リンドウの右手には、かつてシオに与えられたアーティフィシャルCNSと同等の機能を持つ制御コアが生まれた（レンが精神世界で消滅した時と同じ時に生まれ、同じ光を放った。また、スタッフロールの一枚絵では現実世界のリンドウの神機に、精神世界内の光弾によるものと同等の破損痕が確認できる）。
その後、リンドウはコアによってアラガミ化の侵喰を克服、依然アラガミ化したままの右腕の制御をも可能となる。
ペイラーが開発した初恋ジュースを好んでおり、「アラガミなんかより美味しい」「ずっと飲んでいたい」とまで語っている。使用神機は新型可変式（ショートブレード / スナイパー / シールド）の「ファントムピアス / サースティハート / グリーディーキッス」。最終ミッションを終えるとNPCとして使えなくなるが、チャレンジミッションを進めていくと再び使えるようになる。
後に産まれるリンドウとサクヤの子供もレンと名付けられる。
マスク・ド・オウガ
声 - 藤本たかひろ
オウガテイルの仮面を被り旧型神機ブラストを華麗に操り華麗に戦う謎の神機使い。戦死したエリックと同じ口調同じ服装同じ装備をしているが関係性や正体は不明。
『GOD EATER BURST』では初回特典のプレミアムキャラクターダウンロードコードを使用すると、フリーミッションのNPCとして使用可能になる。
シプレ
声 - 悠木碧
2073年にデビューしたアイドル。本名などのプロフィールは一切公開されていない。合言葉は「シプレ、シルブプレ？」。3rdシングルは「コイメカ」。
キグルミ
その名の通り常に着ぐるみを着用している謎の神機使い。過去の経歴は一切不明。使用神機はショートブレード、ショットガン、シールド。ストーリーには直接関与はしないが、かなり腕が立つらしく、エリナには「悔しいほど強い」と言われていた。ヒバリはその正体について調べたが、極秘事項らしく、コウタたちが訪ねた際には顔を真っ青にして「その件についてはご容赦ください」と返答したほど。
カルビ
声 - 広橋涼
支部内のラウンジで飼われているカピバラ。

### ロシア支部
アリサ・イリーニチナ・アミエーラについては#アリサ・イリーニチナ・アミエーラ、クロエ・グレースについては#クロエ・グレースを参照。

### イタリア支部
フェデリコ・カルーゾ
声 - 島﨑信長
イタリア支部所属のゴッドイーター。神機はデボアマックス、救命チェーンソー、自律型シールド。階級は偵察兵。12月17日。年齢は17歳。
2071年イタリア支部配属、同年、極東支部保守局第三部隊転属。その後、再びイタリア支部配属。
『GOD EATER BURST』ではフェンリル極東支部保守局第三部隊所属。イタリア支部から転属された新人。潜在的なオラクル活性化能力が非常に高く何事もそつなくこなすが、新型神機に適合してまだ日が浅いため変形をもたつくことがある。アネットとは逆に神機の強化は装甲を優先する。ゲンの説教や聞かされた話に感銘を受けており、彼のことを尊敬している。キャラクターデザインはプレイヤーのキャラクターエディットを流用。
『GOD EATER 2 RAGE BURST』ではデータベースに登録されている。現在は元いたイタリア支部に帰還している。アネットとは対照的に防御を軸に置いた戦闘を取るが、限られた人的リソースでアラガミの群れを制する戦略性に長けることから、未来の指揮官として期待されている。
ジーノ・ケルビーニ
声 - 松岡禎丞
フェンリルイタリア支部所属の男性ディバイダー。9月14日生まれ。身長は165センチメートル。

### ドイツ支部
ロルフ・アイゼンシュタット
フェンリルドイツ支部長。リベレーターの研究開発を巡る事故により意識不明となった。
ヴィルマ・クーネンフェルス
声 - 矢作紗友里
フェンリルドイツ支部副支部長、グランテュール社長、ゴッドイーターの女性。6月21日生まれ。身長は173センチメートル。
アネット・ケーニッヒ
声 - 名賀亜美、金子有希（GOD EATER RESURRECTION）
ドイツ支部所属の女性ゴッドイーター。神機は52型機関砲CT、激重ハンマー、突撃支援シールド。また、過去に50型機関砲、ハンマー、支援シールドを装備している。階級は強襲兵。年齢は16歳。8月2日生まれ。
2071年支部配属後、同年、極東支部保守局第二部隊転属。その後再びドイツ支部配属。
『GOD EATER BURST』ではフェンリル極東支部保守局第二部隊所属のゴッドイーター。元ドイツ支部所属。持ち前の腕力を武器に力任せに神機を振り回す戦い方をし、攻撃優先で防御は苦手。装備している神機が重量級であるため移動が遅く、他の隊員から指摘されているが、ハンマーは手放せないらしい。カノン、ブレンダンと共に行ったミッションでツクヨミの奇襲を受け、2人によって優先的に逃がされたが、その後、すぐに応援を要請して捜索に当たった。カノンに対しては尊敬の念を抱いている。キャラクターデザインはプレイヤーのキャラクターエディットを流用。
『GOD EATER 2 RAGE BURST』ではデータベースに登録されている。現在は元いたドイツ支部へ帰還しており、「ベルリンの壊し屋」の異名を持つとされる。極東支部にいたころと同様に攻撃を軸に置いた戦闘スタイルを取るが、防衛戦の重要性も心得ていることから居住区の住民からの信頼も厚い。
イングリット・キストラー
声 - 中村繪里子
フェンリルドイツ支部防衛大隊第五部隊副隊長の女性ゴッドイーター。9月23日生まれ。身長は170センチメートル。
ハイディ・シュミットマン
声 - 白城なお
フェンリルドイツ支部防衛大隊第五部隊所属の女性ゴッドイーター。9月22日生まれ。身長は148センチメートル。
ルエラ・リンステッド
声 - 鈴木絵理
フェンリルドイツ支部所属の女性ディバイダー。9月9日生まれ。身長は154センチメートル。
シュリア・アミン
声 - 中村繪里子
フェンリルドイツ支部所属の女性ディバイダー。10月24日生まれ。身長は163センチメートル。

#### 特殊部隊「シュナイデン」
ジョッシュ・バーン
声 - 清水健佑
フェンリルドイツ支部シュナイデン隊長の男性ゴッドイーター。1月26日生まれ。身長は181センチメートル。
レーナ・ビューヒナー
声 - 芽衣
フェンリルドイツ支部シュナイデン副隊長の女性ゴッドイーター。4月13日生まれ。身長は153センチメートル。
テオ・ビューヒナー
声 - 神木孝一
フェンリルドイツ支部シュナイデン所属の男性ゴッドイーター。12月5日生まれ。身長は178センチメートル。

### グラスゴー支部
ギルバート・マクレインについては#ギルバート・マクレイン、真壁ハルオミについては#真壁ハルオミを参照。
ケイト・ロウリー
声 - 能登麻美子
使用神機 - アビークレイグ（LS）、マリーピブロッホ（AS）、バートリストル（S）
第一世代神機使いの女性。25歳。2062年入隊。2070年に第二世代神機との適合試験に合格。しかし、既に長い活動期間、そして適合率の低い第二世代神機への無理な移行から、いつアラガミ化してもおかしくない状態だったため、2071年に退役勧告を受ける。しかし人員不足を補うために戦い続けていたが、突如現れた赤いカリギュラ（ルフス・カリギュラ）と単独で戦闘し、撃退には成功したが身体が限界を迎え、オラクル細胞による侵食からアラガミ化を引き起こしてしまった。その際、ギルバートに己の介錯を願い、息を引き取る。最終階級は大尉。彼女の奮闘があったためルフス・カリギュラは背中に神機を突き刺されたままであり、大幅に弱体化。またこの神機は主人公の窮地からの打開点ともなった。
『GOD EATER 2 RAGE BURST』アップデート ver. 1.30にて追加されたショートエピソード「ケイトの願い」によると引退後は教師を目指していたらしく、生前恩師のもとに頻繁に通い相談を持ちかけていた。なお、同エピソードを全てクリアすると「追憶のケイト」としてミッションに同行させられる。

### ヒマラヤ支部
GOD EATER ONLINE主人公 / 八神セイ（やがみ セイ）
声 - 小松昌平
第一部隊所属の新人神機使い。オープニング映像では赤髪の男性。マリアと同じ孤児員で育ち、マリアに面倒を見てもらっていた。デフォルト名は「八神セイ」。
ヒマラヤ支部に来ての初任務で遭遇したネブカドネザルの攻撃によって、神機が破壊されてしまっており、生き残るために廃墟にあった神機と無理矢理に適合しようとした。
リマリア
プレイヤーが窮地に陥った際に、廃墟にあった神機に無理矢理適合した神機に宿る意思。レーダーに映らないネブカドネザルを感知できる唯一の存在。
クベーラ撃破後に捕食をした際、思考能力を獲得し、自らに「リマリア」と名前を付けた。後に感情も獲得した。
八神マリア（やがみ マリア）
声 - 高橋未奈美
女性。クレイドル所属の神機使い。極東出身。享年19。
面倒見が良い性格であり、プレイヤーのことを可愛がっている。プレイヤーの初任務での廃墟探索で実力を確認している。
その廃墟で出現したネブカドネザルと交戦し窮地に陥った。プレイヤーが自身の破壊された神機の代わりに、発見した神機を使おうとし、神機に捕食されそうになるところを庇った。その代わりに彼女が捕食されている。
ゴドー・ヴァレンタイン
声 - 小西克幸
サングラスをかけた男性。支部第一部隊隊長の神機使い。26歳。195センチメートル。79キログラム。やらなくていいことはしない主義。公私をしっかりとわける性格であり多趣味。その内の1つが珈琲に良く似たものを作ること。
使用神機は第一世代型チャージスピア。
レイラ・テレジア
声 - 喜多村英梨
女性。支部第一部隊所属の神機使い。16歳。158センチメートル。46キログラム。
貴族の血筋であり、外部居住区で暮らす人たちのことを守ることを使命としている。主に支部周囲の巡回任務を担当している。
使用神機は第二世代型ブーストハンマー。
リュウ・フェンファン
声 - 内田雄馬
男性。支部第一部隊所属の神機使い。18歳。180センチメートル。59キログラム。マリアの戦い方を手本にしている。
実家は中国の神機の製造メーカーであるホーオーカンパニー。
使用神機は第二世代型ロングブレード。
パトリック・ポルトロン
声 - 江原正士
男性。元ヒマラヤ支部前支部長。40代。190センチメートル。98キログラム。
自分の命可愛さにヒマラヤ支部を見捨てて逃亡しており、現在は中国支部の難民街に身を隠している。
クロエ・グレース
声 - 伊藤静
フェンリルヒマラヤ支部長の女性ゴッドイーター。180センチメートル。62キログラム。使用神機はヴァリアントサイズ。パトリック・ポルトロンが失踪したため、フェンリルロシア支部から異動し支部長となった。
カリーナ・アリ・ラーイ
声 - 潘めぐみ
女性。オペレーター。22歳。152センチメートル。52キログラム。マリアの親友。
周囲から働きすぎとよく言われている。
ハンネ・ニールセン
声 - 奥谷楓
フェンリルヒマラヤ支部所属の女性ディバイダー。5月3日生まれ。身長は154センチメートル。
ドロレス・バリエントス（ドロシー）
声 - 佐倉綾音
女性。商人。22歳。184センチメートル。64キログラム。マリアの親友。
弟と妹がいるため、マリアと話が合った。
ジェイデン・ジミー・ジャクソン（JJ）
声 - 小杉十郎太
男性。神機エンジニア。JJとも呼ばれる。43歳。210センチメートル。116キログラム。ハムスターを飼っている。
セルヒオ・ディアス
声 - 竹内栄治
ゴッドイーターの支援活動を行う組織の長。男性。10月7日生まれ。身長は185センチメートル。元ゴッドイーターで、かつてはアルゼンチン支部のエースだった。

### アメリカ支部
シルバ
左目に眼帯を着けた男性。神機使い。
ミズキ
女性。神機使い。ブーメラン型。
エドガー
眼鏡をかけた男性。神機使い。
ジェイク
男性。神機使い。遠距離型。
ロゼット
女性。神機使い。ハンマー型。
アレックス
男性。アメリカ支部支部長。
アドルフィーネ
女性。

### モントリオール支部
麻野ユズカ
声 - 金魚わかな
フェンリルモントリオール支部所属の女性ディバイダー。12月22日生まれ。身長は157センチメートル。
宍倉ゴンゾウ
声 - 岡本寛志
フェンリルモントリオール支部所属の男性ディバイダー。1月30日生まれ。身長は176センチメートル。
エヴァン・ロッキャー
声 - 田村睦心
フェンリルモントリオール支部所属の男性ディバイダー。10月17日生まれ。身長は153センチメートル。
アスミ・ブライトウェル
声 - 清都ありさ
フェンリルモントリオール支部所属の女性ディバイダー。7月30日生まれ。身長は157センチメートル。

#### ドバイ支部
シャンテ・ベルリオーズ
声 - 和多田美咲
フェンリルドバイ支部所属の女性ディバイダー。7月4日生まれ。身長は152センチメートル。
琴石ミツキ
声 - 洲崎綾
フェンリルドバイ支部所属の女性ディバイダー。1月16日生まれ。身長は153センチメートル。
プリシラ・キングスレー
声 - 照井春佳
フェンリルドバイ支部所属の女性ディバイダー。12月3日生まれ。身長は160センチメートル。

### ムルマンスク支部
ローレッタ・プラストール
声 - 桑谷夏子
フェンリルムルマンスク支部所属の女性ディバイダー。3月29日生まれ。身長は116センチメートル。
リーサ・エーデルフェルト
声 - 前田愛
フェンリルムルマンスク支部所属の女性ディバイダー。10月27日生まれ。身長は160センチメートル。
ビスマス・ホルンベルグ
声 - 竹内栄治
フェンリルムルマンスク支部所属の男性ディバイダー。10月7日生まれ。身長は185センチメートル。
ハンス・ノードマン
声 - 三浦祥朗
フェンリルムルマンスク支部所属の男性ディバイダー。6月16日生まれ。身長は182センチメートル。

### ストックホルム支部

#### ゴッドイーター
アレリア・ベルト・クーヘン
声 - 長江里加
フェンリルストックホルム支部所属のディバイダー、ゴッドイーター。女性。身長は142センチメートル。3月20日生まれ。
ディバイダーを務めていたが、後にゴッドイーターとなった。
裕福な家のうまれ。父親は起業家。ベル・カールソンと幼馴染。
世情に疎く、のんびりしている。父親が絵画を好み集めており、それに影響され絵を描くのが好き。父親が事業をすすめているスパ施設を応援している。ゴッドイーターとしての任務に関する知識を積極的に得ようとしており、そのことを評価されている。
ヴァシリー・ルプ
声 - 阿座上洋平
フェンリルストックホルム支部所属のディバイダー、ゴッドイーター。男性。身長は170センチメートル。2月24日生まれ。
ディバイダー務めていたが、後にゴッドイーターとなった。
居住区の教会に住んでいる。白兵戦に関する知識が豊富。両親はアラガミに殺害されている。
勘や運を頼りにすることを嫌う。ディバイダーとして務めていた頃、リンクするゴッドイーターと軋轢を生むことが多かった。両親をアラガミに殺害され路頭に迷っている際シアーシャに助けられ、同人を慕っている。孤児の苦しみが分かるため、菜園の林檎を孤児院の孤児にあげている。

#### ディバイダー
シアーシャ・ニックルー
声 - 藤井ゆきよ
フェンリルストックホルム支部所属のディバイダー。孤児院の経営者。女性。身長は163センチメートル。11月30日生まれ。
居住区の教会に住んでいる。相手の立場に拘らず慈愛の精神をもって接することができる。以前ヴァシリー・ルプが両親をアラガミに殺害され路頭に迷っている際助け、慕われている。
ダリア・ナステヴィッチ
声 - 加地綾乃
フェンリルストックホルム支部所属の女性ディバイダー。身長は170センチメートル。4月12日生まれ。
ディバイダーとしての能力は高く評価されている。趣味は映画鑑賞。父親に溺愛された環境で育った。普段は自宅で自堕落な生活を送っている。

#### オペレーター
ベル・カールソン
フェンリルストックホルム支部所属の女性オペレーター。身長は155センチメートル。7月25日生まれ。
アレリア・ベルト・クーヘンと幼馴染。オペレーターとして期待されている。入念な準備により的確な指示を行う。不測の事態には弱い。

#### 一般
アレリア・ベルト・クーヘンの父親
有名な起業家。アレリア・ベルト・クーヘンの父親。ストックホルム支部周辺でスパ施設を建設している。

### オーストリア支部
片桐カヤ
フェンリルオーストリア支部第三輸送部隊所属の女性ゴッドイーター。片桐道場師範の娘。片桐ヤエの妹。

### その他の支部
キャリー・ユー
声 - 金子有希
シンガポール支部世界文化遺産保全委員会所属の神機使い。8月9日生まれ、24歳。身長は167センチメートル。神機はショートブレード、ショットガンの第二世代神機。2068年、フェンリルシンガポール支部入隊。
文化遺産の発掘、保護を主要任務とする。担当地区は東南アジア。極東の漫画やアニメなどの文化遺産に強い関心がある。
カミーユ・ランブラン
声 - 川庄美雪
マルセイユ支部所属の神機使い。5月1日生まれ、26歳。身長は169センチメートル。神機はロングブレード、アサルトの第二世代神機。主に支部間の物資輸送の護衛任務を行う。アラガミの習性、移動ルートに関する知識が豊富であり、長距離移動を伴う偵察任務なども得意とする。アラガミが近づかない場所を見極め休憩と称して読書をするのが日課。
イネス・アルメイダ
声 - 前田愛
リオ・デ・ジャネイロ支部所属の神機使い。10月4日生まれ、28歳。身長は173センチメートル。神機はチャージスピア、ブラストの第二世代神機。2065年ロシア支部入隊。2073年、リオ・デ・ジャネイロ支部転属。アジアを飛び回り、現地視察をしている。本部の監査役の疑惑をかけられ、各地の支部で拘束される。

### 極東狼谷学園・極東狼谷学院
登場キャラクター（MOBILE）も参照。
プレイヤー
GOD EATER MOBILE版の主人公。コトミとは幼馴染。極東支部にて数少ない新型神機との適合者で、適合後すぐに特務を受けている。そのため新人神機使いの教官であるツバキですら知らなかった。
ヨハネスから身分を隠して適合候補者として、極東狼谷学園へと潜入するように任務を受ける。
台場コトミ（だいば コトミ）
女性。台場カノンの妹。主人公の幼馴染。特殊選抜科第4期生。ゴッドイーターである姉のように強くなりたいと思っている。
1度見たことは覚えておける「絶対記憶」という特技を持っており、訓練場での道順などを暗記しておける。
土屋ショウゴ（つちや ショウゴ）
男性。特殊選抜科第4期生。14歳。コトミに一目惚れしており、お互いに名乗っていない段階で告白している。ユイのことは綺麗とは思っているが、戦闘になると好戦的になるなどの理由から男友達として接している。
地獄耳と絶対音感を合わせた「絶対聴覚」なる特技を持っており、アラガミがホログラムと実体のどちらかを区別することができる。
鳴子ユイ（なるこ ユイ）
女性。特殊選抜科第4期生。14歳。鐘田レイジの妹。
一宮リュウト（いちのみや リュウト）
眼鏡をかけた男性。特殊選抜科第4期生。IQは300。初めてチームを組んだプレイヤーたち4人の性格や神機の特徴を予習しており、戦いやすい指示を出している。時間があるときは狼谷学園の中央サーバーにハッキングしており、趣味としている。
特殊選抜科に転科する前は管理職育成科2年に在籍していた。
ユイが兄である鐘田レイジを探していることを知り、ハッキングによって情報を調べていた。それにより学園からの卒業生が1人もいない事実を突き止めている。
鐘田レイジ（かねだ レイジ）
男性。特殊選抜科第1期生。鳴子ユイの兄。狼谷学園を卒業したこととなっているが、連絡が取れず消息不明。
ヨハネスからの特務によるプレイヤーの捜索対象。
カズマ・ハワード・キャンベル
男性。特殊選抜科第4期生。
望月ケイナ（もちづき ケイナ）
女性。特殊選抜科第4期生。おっとりとした性格。
アルベルト・シュトラウス
理事長。男性。

### GOD EATER 3の登場人物

#### 戦闘メンバー
GOD EATER 3主人公
声 - 赤羽根健治（男性）、阿座上洋平（男性）、金本涼輔（男性）、宮坂俊蔵（男性）、三浦祥朗（男性）、半田裕典（男性）、深川和征（男性）、進藤尚美（男性）、会一太郎（男性）、服部想之介（男性）、田中大文（男性）、岡本寛志（男性）、織田優成（男性）、新井良平（男性）、松原大典（男性）、金子有希（女性）、牛田裕子（女性）、相沢舞（女性）、大和田仁美（女性）、佐藤朱（女性）、鹿野優以（女性）、下地紫野（女性）、金魚わかな（女性）、佐々木愛（女性）、今野宏美（女性）、小松由佳（女性）、のぐちゆり（女性）、和多田美咲（女性）、照井春佳（女性）、藤井ゆきよ（女性）、上田瞳（女性）
本作の主人公。「クリサンセマム」所属の対抗適応型ゴッドイーター（AGE / Adaptive God Eater）で、チーム・ハウンドのエース。元「ペニーウォート」所有で同ミナトで育った。
管理番号：PW-01408。潜行灰域濃度レベル：3。
名前はプレイヤーが決めるが、公式のキャラクターノベルでは「ルカ・ペニーウォート」と表記されている。デフォルトでは男性主人公は銀髪で右目（水色）を前髪で隠しており、女性主人公は銀髪のポニーテールで左目（赤色）を前髪で隠した容姿をしている。オープニングアニメおよびエンディングイラスト では男性主人公が描かれている。
後述のユウゴとは幼馴染であり強い信頼を受けている仲。実力に関しては「ペニーウォートで随一」とユウゴに称されており、後に世間から「鬼神」とまで呼ばれるようになった。また生まれつき非常に高い感応力を有しており、それを用いて感応レーダーを扱えることから灰域踏破船「クリサンセマム」の航海士も務める。
いわゆる無口な主人公であるが、過去作と同様に終盤では台詞を発する。本作ではラストバトルとその前後と3度喋る機会がある。台詞は男女共通で変わらないが、選択していたボイスによって声も変化する。また男性の場合は「俺」や「僕」になることもある。
『RESONANT OPS』では、男性主人公が「後来のルカ」名義で登場するが、ストーリーには一切登場しない。
以下『RESONANT OPS』での詳細データ。
声 - 赤羽根健治
ペニーウォート所属（クリサンセマム預かり）
12月13日生まれ。身長は175センチメートル。
使用神機（第二世代） - アメミト試製双刃型（BE）、アメミト試製照射型（LG）、アメミト試製小盾型（BS）
攻撃タイプは貫通。属性は神。
ユウゴ・ペニーウォート
声 - 関智一
5月27日生まれ。身長は180センチメートル。
「クリサンセマム」所属の男性対抗適応型ゴッドイーター（AGE）で、チーム・ハウンドのリーダー。20歳。元「ペニーウォート」所有で同ミナトで育った。
管理番号:PW-01407。潜行灰域レベルは3。
使用神機（第二世代） - イマジニア（LB）、メイフライズウィル（SG）、ヴェンチュラー（S）
バーストアーツ - ディバイドゼロ（STEP）。BAエフェクト - 偃月（エンゲツ）
エンゲージ - 明日への絆。アクセルトリガー - B≫パラディン
『3』では彼を「もう一人の主人公」として描写している。
『3』主人公やジークの兄貴分でありリーダー的存在。ミナト・ペニウォートで虐げられる日々を過ごしたことで、AGEが自由に暮らせるミナトを建造する夢を抱いている。そのパートナーを『3』主人公にと考えており、無尽蔵の信頼を置いている。
荒んだ環境で育ったためか終始冷静で、少々皮肉屋なところがある。特に「金」に対する執着が強く、ビジネスにおいては彼が交渉役を務めることも。イルダに何かを頼む時は相応の見返りを用意しており、「取引」という形で収めていた。内心では「無条件でAGEを助けてくれる者などいない」と考えていた。これに関してユウゴは「知らない内にAGEの奴隷根性が染みついていた」と語っている。イルダが何の見返りもなく自分たちを助けてくれたことで、その思い込みは氷解した。
後日談を描いた「もう一人の鬼神」では、新事業の立ち上げのためキースやアインと協力する。こちらでは荒んだ様子はほとんどなく、若干明るいキャラクターとなっている。
ジーク・ペニーウォート
声 - 土岐隼一
「クリサンセマム」所属の男性対抗適応型ゴッドイーター（AGE）で、チーム・ハウンドの特攻隊長。17歳。元「ペニーウォート」所有で同ミナトで育った。キースとニールの兄。三男。
管理番号PW-01429。潜行灰域レベルは3。
6月4日生まれ。身長は160センチメートル。
使用神機（第二世代） - グリックブリッツ（BH）、スカイロケット（SG）、バーバボンド（TS）
バーストアーツ - ぶちこわし!（GROUND）。BAエフェクト -
エンゲージ - 特攻隊長の剣。アクセルトリガー - G≫サバイバー
素行不良で軽薄な言動を見せるが、実際は仲間想いで大らかな性格。ただし空気が読めないという欠点がある。
ガドリンによるAGEを犠牲にした灰域捕喰作戦が始まってからは、世界のために犠牲を強いられる者たちがいるという現状に心を乱されていった。なにが正しくてなにが間違っているのかわからない中、フィムから自分の気持ちを信じることを諭される。それによって自分の中で区切りをつけ「この世に死んでいい奴なんていない」と前向きになった。
フィム
声 - 遠藤璃菜
「クリサンセマム」所属の幼い少女の姿をした「ヒト型アラガミ」。
使用神機（第二世代） - 名称不明（HM）、名称不明（AS）、名称不明（BS）
バーストアーツ - ラブリータイフーン（GROUND）。BAエフェクト - 散月
エンゲージ - 癒しのヒカリ。アクセルトリガー - A≫イノセント
性格は純真無垢で、アヌビスの攻撃から自分を庇ってくれた主人公を「親」として慕っており、男性主人公の場合は「おとうさん」、女性主人公の場合は「おかあさん」と呼んでいる。
白いワンピースを着たような格好をしているが、これは皮膚が変形したものであり服ではない。後に主人公のマントに似たケープを着用するようになる。
本作の争点となるキーパーソンであり、彼女との出会いにより主人公たちは激動する運命と対峙することとなる。
クレア・ヴィクトリアス
声 - 戸松遥
「クリサンセマム」所属の女性ゴッドイーター。元「グレイプニル第六機械科大隊特別輸送管理連隊」所属。18歳。
2月18日生まれ。身長は167センチメートル。名家「ヴィクトリアス」の息女。
使用神機（第二世代） - チェイストベリー（TS）、プロビーメイター（AS）、ヨーマンウォード（S）
エンゲージ - 守護騎士の盾。アクセルトリガー - H≫ヴァルキリー
灰域踏破船クリサンセマムにて積み荷の護衛をしていたところ、同乗していた主人公・ユウゴの両名と出会う。AGEではないが、専用の偏食因子を投与されることで一時的に灰域でも活動が可能となっている。
一見すると感情に希薄でそっけないように見えるが、実際は極度の人見知りですぐに感情が表に出るタイプ。内心では自分の存在を誰にも認めてもらっていないと不安を抱いており、家柄と実力が釣り合っていないのを気にしていた。しかし主人公やフィムと仲を深めて行く内に困難を乗り越える強さを身につけ、大きく成長を果たした。終盤にてガドリン総督がAGEを犠牲にした灰域捕喰作戦の開始を告げた際は、迷わずグレイプニルを見限りクリサンセマムの所属となった。
当初は敬語で話していたが、ストーリーの終盤からほとんど使わなくなった。また主人公に対しては、かなり早い段階から敬語は使わなくなっていた。
ラストバトルでは固定メンバーとなるため外すことができない。
ルル・バラン
声 - 七瀬彩夏
「クリサンセマム」所属の女性対抗適応型ゴッドイーター（AGE）。19歳。元「バラン」所有で同ミナトで育った。
管理番号BN-03792。潜行灰域レベルは3。
1月15日生まれ。身長は170センチメートル。
使用神機（第二世代） - 姫蛍（BE）、後仕舞（SR）、秋ノ扇子（BS）
バーストアーツ - カタストロフィー（JUMP）。BAエフェクト - 閃斬り
エンゲージ - 飛鳥の舞。アクセルトリガー - A≫プロトタイプ
主人公たち以上に劣悪な環境で過ごしており、被験体として日々を送りながら「他人は信じるな」と教えられて育ってきた。
任務中に孤立し、救難信号を送ったところ主人公たち遭遇する。だが助けを求めるのではなく、いきなり襲い掛かって人質を取ってから「交渉」するというやり方でイルダに救助を依頼した。敵意があったというわけではなく、このやり方しか知らなかったとルルは述べている。直接交渉に現れたイルダから「バランにはルルというGEは存在しない」と告げられ、自分が捨てられたことを知り絶望。そのままイルダたちに保護された。当初は話しかけてきた主人公のことを「同情は無用だ」と跳ね除けたが、主人公たちの本音を聞いたことで仲間として見るようになっていった。特に主人公に対しては、チームを組んで安心感を抱ける初めての相手だったと述べている。以後は最初に見せたつっけんどんな態度は無くなり、仲間たちのために自分の全てを賭けられるほどの想いを持つに至った。フィムのことは心乱されるくらい愛情を抱き可愛がっている。
初登場時では主人公と互角に斬り結んでいるが、これはバランにて開発が行われていた「アクセルトリガー」の被験者だったため。後にこの技術はクリサンセマムによって完成させられ、主人公たちの大きな力となった。
リカルド・スフォルツァ
声 - 橋詰知久
「クリサンセマム」所属の男性ゴッドイーター。27歳。
12月19日生まれ。身長は184センチメートル。
使用神機（第二世代） - ラモーレエチェコ（VS）、マンジャベーネ（LG）、ラグアルディア（TS）
エンゲージ - 倹約のススメ。アクセルトリガー - X≫ティラトーレ
戦いを嫌う性分のため、主に本船の管制補助や諜報活動を行っている。さらには家事炊事を一手に担う。
まだ20代でありながら自分を「オジサン」と言ったり、美女に目がなかったりとおどけた言動をよく見せる。自分のことは「大して強くない」と述べているが、実際はイルダも一流と認めるほどの使い手である。ハウンドたちと行動を共にすることは少ないが、フェンリル本部奪還作戦やラストバトルなど物語の山場では共に出撃している。
アイン
声 - 中井和哉
「ダスティミラー」のオーナーの男性ゴッドイーター。
使用神機（第一世代） - イーブルワン（BB）、リジェクター（TS）
ブラッドアーツ - CC・ブーステッド
エンゲージ - 捕食者の本懐。アクセルトリガー - E≫エクスプローラ
ストーリークリア後に戦闘メンバーとして加入する。変形機構を持たない神機を扱う。
多くのミナトがグレイプニルの庇護を受けている中、唯一恩恵を受けず中立を保っている。イルダとは年代を越えた友人であり、その縁からユウゴたちを紹介された。以後はハウンドとも取引をするようになった。
過去作の登場人物「ソーマ・シックザール」を思わせる設定やイベントが存在がするが、彼の正体に関しては不明のままである。
エンディング後を描いた追加ストーリーでは、「極東に待っている人たちがいる」と語っており、灰域を長距離航行できる技術の確立のため主人公たちに協力した。
ニール・ペニーウォート
声 - 半田裕典
レジスタンス組織「朱の女王」所属の男性対抗適応型ゴッドイーター（AGE）。15歳。元「ペニーウォート」所有。ジークの弟、キースの兄。四男。
11月24日生まれ。身長は160センチメートル。
組織では五本の指に入る強者だった。元々はペニーウォートに所属していたが、幼少の頃に売り飛ばされてから消息不明となっていた。「朱の女王」に拾われてからはそれを心の拠り所としているが、過去の影響かエンゲージができなくなっている。ストーリークリア後、追加ストーリー「もう一人の鬼神」を始めることで戦闘メンバーに加わる。
「朱の女王」では仲間想いで人望もあったが、一方で組織外の人間は実の兄であっても信用していない。組織がグレイプニルに制圧された後、夢遊病者のような状態で彷徨っていたところをアインに保護され、その縁からクリサンセマムに同乗することとなった。
主人公たちがアヌビス灰嵐種にボロ負けした時は、これ以上は付き合えないと早々に離脱を表明。以後は傍観者の立場となる。グレイプニルによって仲間たちが殺されたことで「失う」ことを極度に恐れていたが、ユウゴの語る「夢」や兄弟との会話、フィムの言葉を受けてかつての自分を取り戻していった。そして主人公から協力を頼まれたことで迷いを振り切り、主人公とのエンゲージを確立させアヌビス灰嵐種を打ち倒した。
協力はしたが、まだ仲間になるとは決めておらず、今後のことはゆっくり考えるという。
キース・ペニーウォート
声 - 小野将夢
「クリサンセマム」所属の男性対抗適応型ゴッドイーター（AGE）。14歳。元「ペニーウォート」所有で同ミナトで育った。ジークとニールの弟。末弟｡
管理番号PW-01430  潜行灰域レベルは2。
8月6日生まれ。身長は160センチメートル。
ジークの弟で、主人公を「先輩」と呼ぶ。対抗適応型ゴッドイーターだが、灰域濃度に対する耐性が低いため出撃はせず、技術屋としての方面で活躍する。
自覚はないようだが、ゴッドイーターの能力を強化するアクセルトリガーの技術を確立させたり、灰嵐種の能力への対抗手段を編み出したりと、その分野では天才的な才能を見せている。
エンディング後を描いたストーリーをクリアすると、アヌビス灰嵐種の偏食因子に含まれる構造体を自身の偏食因子に組み込み、灰域に対する耐性を上げられるため戦闘メンバーに加わる。

#### サブキャラクター
イルダ・エンリケス
声 - 庄司宇芽香
キャラバンに属する灰域踏破船「クリサンセマム」の船長。また同ミナトのオーナーでもある。当初はAGEたちの保護を仕事にしていた。
10月8日生まれ。身長は180センチメートル。
ビジネスには厳しいが慈愛に満ちた女性であり、ミナトの地下に孤児たちを保護し養っている。28歳。
ミナト「ペニーウォート」がAGEたちを劣悪な環境下に置いていると聞き、保護するべくクリサンセマムを動かしたところ灰嵐に遭遇。近くにいた主人公たちに航路の確保を依頼し、その縁で雇うこととなった。後にペニーウォートからハウンドの返還を要求されたが、ユウゴやルルの説得によりハウンドを丸ごと買い取るという「取引」を決断した。このためハウンドはペニウォートから解放されたが、引き換えにイルダは私財の多くを失うこととなった。しかし、主人公たちの奮闘によりフェンリル本部奪還作戦が成功し、グレイプニルからクリサンセマムに莫大な報奨金が支払われた。
このようにイルダとハウンドは互いの利益を考慮した関係だったが、終盤でグレイプニルによるAGE狩りが行われた時は、経済的制裁を覚悟でハウンドを保護した（それ以前からハウンドのために無茶をするところがあり、犠牲心の持ち主であることが強調されている）。
「もう一人の鬼神」のエンディングでは、酒瓶を抱いて酔いつぶれていることから大酒飲みの様子。
エイミー・クリサンセマム
声 - 津田美波
灰域踏破船クリサンセマムのオペレーターで、イルダの秘書的存在。17歳。
3月2日生まれ。身長は160センチメートル。
ハウンドのオペレーションを務めるほか、データベースの管理も担う。おっとりした性格で裏表がなく、また人見知りもしない明るい性格。ミッションを成し遂げた主人公たちに対し「おかえりなさい」と声をかけたことでユウゴを感動させた。
エイブラハム・ガドリン
グレイプニル最高司令官の男性。
声 - 三宅健太（『RESONANT OPS』）、石塚運昇（『3』）
10月21日生まれ。身長は186センチメートル。
かつては旧フェンリル正規軍であった一個師団「グレイプニル」のトップであり、ゴッドイーターとして戦場で戦った経験を持つ。56歳。拡大を続ける灰域への対処の一環として、フェンリル本部奪還作戦の決行を宣言する。
主人公たちの活躍によってフェンリル本部が奪還された後、その地下に保管されていた「対アラガミ決戦兵器オーディン」を改修。灰域を捕喰する能力を持たせた「対灰域決戦兵器オーディン」を誕生させた。ガドリンはこれを用いて灰域を捕喰させるつもりだったが、起動にはAGEによる触媒が必要だった。触媒となったAGEは、大量の灰域を捕喰するのと引き換えに消滅してしまう。ガドリンはそのことを公表すると、この地域に住む1000人のAGEに対して部隊を送り、「AGE狩り」を決行した。その結果、息子の死とそれによって大灰嵐が引き起こされることとなった。
終盤ではAGEたちの身代わりを申し出たフィムをオーディンに搭乗させる。彼女を取り戻すためにやって来た主人公たちに対し、フィムの想いが綴られた手紙を託した。ガドリンとしてもこのやり方には思うところがあったらしく、事態の収束後は辞意を表明している。グレイプニルは議会制となったものの、議員たちは責任やリスクを負うのを嫌がって行動しないため、結局ガドリンが議会に入ることになった。だが以前ほどの権限はないとのこと。
『GOD EATER RESONANT OPS』では多少若い姿で登場。現役ゴッドイーターとして活躍していた頃の様子を見ることができる。
使用神機（第一世代） - トリムファル（BB）、名称不明（TS）。攻撃タイプは破砕。属性は神。
ヴェルナー・ガドリン
声 - 磯部勉
AGEで構成されたレジスタンス組織「朱の女王」の首領の男性対抗適応型ゴッドイーター（AGE）。享年30。
かつてイルダとは交際関係にあった。グレイプニルの司令官を務めるエイブラハイム・ガドリンは父親に当たる。
元々は科学者の卵（この時にイルダとつき合っていた）だったがAGEたちの現状を憂い、自らAGEとなって彼らのための「楽園」を築くべく行動を開始。その一貫して「朱の女王」を組織した。現在は「深層」と呼ばれる危険地帯に拠点「ベース」を置いている。後にヒト型アラガミの研究成果により灰域に対する高い耐性を身につけ、灰域でも生きていける肉体を手に入れた。
ストーリー終盤にてグレイプニルによる「AGE狩り」が始まった際は、各地のAGEたちを保護し徹底抗戦の構えを見せた。戦争を危惧したイルダから諫められたが、「もう昔のようには戻れない」として跳ね除けた。たった一人でグレイプニルのゴッドイーターたちと闘い抜き、同志を守ろうと奮闘したが、凶弾の前に倒れる。だがその命と引き換えに灰嵐を発生させ、ゴッドイーターたちを全滅させた。
その後、ヴェルナーが発生させた灰嵐はAGEたちの死によって生まれた灰嵐と合一。大灰嵐となり、まるでヴェルナーの怨念が宿ったかのようにフェンリル本部（現グレイプニル本拠地）へと侵攻を開始した。
ゴウ・バラン
声 - 咲野俊介
ミナト「バラン」所有の対抗適応型ゴッドイーター（AGE）。ルルの師匠に当たる。
フェンリル本部奪還作戦が発表された後、オーナーの命令で「クリサンセマム」に工作員として潜入する。その際にルルと接触し、フェンリル本部への地図（を描いたビーコン）を渡す代わりに、フィムを引き渡すように要求した。しかし拒否されたためルルと戦うこととなる。実力はルルを上回っていたが、全てを賭けて立ち向かう弟子の覚悟を受けて改心。バラン船団船長に反旗を翻した。主人公たちによって船長が取り押さえられた後は、処罰を覚悟でバランへと戻っていった。去り際に、ルルに対し不器用ながら「もうバランに戻る必要はない」ことを告げていった。
エンディング後では、処刑寸前のところをバランの監査に入ったグレイプニルに救われたことが明かされた。
犬飼フユヒコ
声 - 上田燿司
「グレイプニル先進オラクル兵器研究科」所属の男性でヒト型アラガミ研究の第一人者。45歳。
通称「犬飼博士」。性格は傲慢で陰湿。フィムを保護していたクリサンセマムに対し、武力行使に近い形で脅しつけフィムを連れ去って行った。その際、主人公に手をあげられそうになった時は酷く怯えるなど、根は小心者。
実は「朱の女王」と繋がっており、研究費用のため組織にフィムを売り飛ばすつもりだった。しかしフィムは、再びクリサンセマム預かりになったため手が出さなくなってしまう。そこでクリサンセマムを内通者に仕立て上げることを画策する。だがガドリン総督には前々から怪しまれており、イルダたちを通信で脅したことを聞かれたことで裏切りが露見。グレイプニルによって連行され、失脚した。
ショウ・ペニーウォート
「クリサンセマム」所属の対抗適応型ゴッドイーター（AGE）の黒髪の男の子。9歳。元「ペニーウォート」所有で同ミナトで育った。
管理番号:PW-02114。潜行灰域レベルは1。
ペニーウォートのAGEだが、オラクル細胞の異常からか体調を崩し、看守から目障りに思われていた。薬を盛られて死期を早められるが、主人公たちと共にクリサンセマムに同乗した際に手当てを受けたことで持ち直した。エンディング後には完全に回復しており、学校にも通っている。
マール・ペニーウォート
「クリサンセマム」所属の対抗適応型ゴッドイーター（AGE）の逆立った赤髪の男の子。8歳。元「ペニーウォート」所有で同ミナトで育った。
管理番号:PW-02369。潜行灰域レベルは1。
明るく元気な性格。ユウゴの「夢」を聞いた後、自分には得意分野がないことからいずれはAGEとして戦場に出たいと考えるようになった。
リル・ペニーウォート
「クリサンセマム」所属の対抗適応型ゴッドイーター（AGE）の帽子をかぶった女の子。8歳。元「ペニーウォート」所有で同ミナトで育った。
管理番号:PW-02357。潜行灰域レベルは1。
控えめでいつも不安に駆られおどおどしている。ペニーウォートの看守のせいか大人たちに恐怖心を持っていたようだが、次第に克服されていった。

### 附録

#### 出生年
| ウィリアム・レオンハルト・クラウスナー                   | 1月4日   |
| アラン・ベルナスコーニ                                   | 1月6日   |
| ペイラー・榊                                             | 1月7日   |
| マヌエラ・ディ・ロッタ                                   | 1月11日  |
| ルル・バラン                                             | 1月15日  |
| 琴石ミツキ                                               | 1月16日  |
| 千倉ムツミ                                               | 1月21日  |
| ドロレス・バルリエントス                                 | 1月22日  |
| グレゴリー・ド・グレムスロワ                             | 1月24日  |
| 諏訪コハネ                                               | 1月25日  |
| ジョッシュ・バーン                                       | 1月26日  |
| 宍倉ゴンゾウ                                             | 1月30日  |
| 神薙ユウ                                                 | 2月4日   |
| クロウ・ランチェスター                                   | 2月8日   |
| ジェイデン・ジミー・ジャクソン                           | 2月9日   |
| 棟方クニオ                                               | 2月11日  |
| セラ・キサラギ                                           | 2月13日  |
| クレア・ヴィクトリアス                                   | 2月18日  |
| 香月ナナ                                                 | 2月22日  |
| ヴァシリー・ルプ                                         | 2月24日  |
| 台場カノン                                               | 2月28日  |
| エイミー・クリサンセマム                                 | 3月2日   |
| 君影ヒビキ                                               | 3月5日   |
| ジー・エリン                                             | 3月10日  |
| ユミナ・ラパス                                           | 3月12日  |
| ロミオ・レオーニ                                         | 3月14日  |
| アレリア・ベルト・クーヘン                               | 3月20日  |
| アリサ・イリーニチナ・アミエーラ                         | 3月25日  |
| クロエ・グレース                                         | 3月25日  |
| ローレッタ・プラストール                                 | 3月29日  |
| エリック・デア=フォーゲルヴァイデ                        | 4月2日   |
| 日向サクラ                                               | 4月3日   |
| 竹田ヒバリ                                               | 4月8日   |
| ダリア・ナステヴィッチ                                   | 4月12日  |
| レーナ・ビューヒナー                                     | 4月13日  |
| ゼノビア・ペイン                                         | 4月17日  |
| ティオナ・ヴィータリントゥ                               | 4月18日  |
| エミール・フォン=シュトラスブルク                        | 4月23日  |
| セリカ・ジタ・サルヴァトーレ                             | 4月27日  |
| カリーナ・アリ・ラーイ                                   | 4月30日  |
| カミーユ・ランブラン                                     | 5月1日   |
| 高峰サツキ                                               | 5月3日   |
| ハンネ・ニールセン                                       | 5月4日   |
| ガルシア・リラ・ロドリゴ                                 | 5月7日   |
| イザベラ・ディ・ロッタ                                   | 5月10日  |
| 桐谷ヤエ                                                 | 5月12日  |
| ギルバート・マクレイン                                   | 5月15日  |
| シリル・ブエミ                                           | 5月17日  |
| ラウリン・ブエミ                                         | 5月17日  |
| ニコレッタ・ペイン                                       | 5月20日  |
| フィリーネ・ストリッジデイ・ウォラーレ                   | 5月24日  |
| ユウゴ・ペニーウォート                                   | 5月27日  |
| アイザック・フェルドマン                                 | 5月29日  |
| ジーク・ペニーウォート                                   | 6月4日   |
| キリル・ローシカ                                         | 6月6日   |
| 橘サクヤ                                                 | 6月10日  |
| ロイク・ロセ                                             | 6月12日  |
| 星野ウララ                                               | 6月14日  |
| ハンス・ノードマン                                       | 6月16日  |
| 藤木コウタ                                               | 6月20日  |
| ヴィルマ・クーネンフェルス                               | 6月21日  |
| レイラ・テレジア                                         | 6月23日  |
| 緋衣クレハ                                               | 6月27日  |
| 九条ソウヘイ                                             | 6月30日  |
| ダミアン・ロドリゴ                                       | 7月3日   |
| 八神セイ                                                 | 7月4日   |
| シャンテ・ベルリオーズ                                   | 7月4日   |
| ソフィア・ヴィクトリアス                                 | 7月5日   |
| 真壁テルオミ                                             | 7月10日  |
| ジュリウス・ヴィスコンティ                               | 7月16日  |
| ルネ・ブエミ                                             | 7月18日  |
| ソラ・マーリエ                                           | 7月19日  |
| リノ・マーリエ                                           | 7月19日  |
| 楠リッカ                                                 | 7月22日  |
| 八神マリア                                               | 7月22日  |
| 平良カケル                                               | 7月23日  |
| ベル・カールソン                                         | 7月25日  |
| フェデリコ・カルーゾ                                     | 7月26日  |
| アレク・マーティン                                       | 7月27日  |
| ヨハネス・フォン・シックザール                           | 7月29日  |
| アスミ・ブライトウェル                                   | 7月30日  |
| アネット・ケーニッヒ                                     | 8月2日   |
| ゴドー・ヴァレンタイン                                   | 8月3日   |
| キース・ペニーウォート                                   | 8月6日   |
| ルナ・ルイス・ミラネス                                   | 8月8日   |
| キャリー・ユー                                           | 8月9日   |
| サイード・ファールーク                                   | 8月10日  |
| ジーナ・ディキンソン                                     | 8月11日  |
| エリゼオ・スコッツォーリ                                 | 8月15日  |
| 雨宮ツバキ                                               | 8月18日  |
| カレル・シュナイダー                                     | 8月19日  |
| エマ・アリソン                                           | 8月22日  |
| フラン＝フランソワ＝フランチェスカ・ド・ブルゴーニュ     | 8月26日  |
| ソーマ・シックザール                                     | 8月28日  |
| 大森タツミ                                               | 9月1日   |
| レア・クラウディウス                                     | 9月6日   |
| セルヒオ・ディアス                                       | 9月9日   |
| ルエラ・リンステッド                                     | 9月9日   |
| ジーノ・ケルビーニ                                       | 9月14日  |
| エリナ・デア=フォーゲルヴァイデ                          | 9月19日  |
| ハイディ・シュミットマン                                 | 9月22日  |
| イングリット・キストラー                                 | 9月23日  |
| オレーシャ・ユーリエヴナ・バザロヴァ                     | 9月25日  |
| シェリン・クラフト                                       | 9月26日  |
| ツムギ・ミエリランカ                                     | 10月2日  |
| イネス・アルメイダ                                       | 10月4日  |
| ビスマス・ホルンベルグ                                   | 10月7日  |
| イルダ・エンリケス                                       | 10月8日  |
| ルシール・カイレ                                         | 10月10日 |
| 雨宮リンドウ                                             | 10月12日 |
| エヴァン・ロッキャー                                     | 10月17日 |
| エイブラハム・ガドリン                                   | 10月21日 |
| 小松菜アスナ                                             | 10月22日 |
| シュリヤ・アミン                                         | 10月24日 |
| リーサ・エーデルフェルト                                 | 10月27日 |
| 小川シュン                                               | 10月31日 |
| フォルカー・ヘイデンスタム                               | 11月1日  |
| リヴィ・コレット                                         | 11月5日  |
| モルガン・ユゴニオ                                       | 11月11日 |
| 神威ヒロ                                                 | 11月14日 |
| ハミルトン・テイラー                                     | 11月15日 |
| 葦原ユノ                                                 | 11月20日 |
| リュウ・フェンファン                                     | 11月22日 |
| ニール・ペニーウォート                                   | 11月24日 |
| ブレンダン・バーデル                                     | 11月26日 |
| シアーシャ・ニックルー                                   | 11月30日 |
| プリシラ・キングスレー                                   | 12月3日  |
| テオ・ビューヒナー                                       | 12月5日  |
| 桐谷カヤ                                                 | 12月7日  |
| キルス・デミル                                           | 12月9日  |
| リリアーナ・リコリス                                     | 12月12日 |
| ルカ・ペニーウォート                                     | 12月13日 |
| シエル・アランソン                                       | 12月17日 |
| リカルド・スフォルツァ                                   | 12月19日 |
| 真壁ハルオミ                                             | 12月21日 |
| 麻野ユズカ                                               | 12月22日 |
| GOD EATER・GOD EATER BURST・GOD EATER RESURRECTION主人公 |          |
| GOD EATER MOBILE主人公                                   |          |
| GOD EATER 2・GOD EATER 2 RAGE BURST主人公                |          |
| GOD EATER ONLINE主人公                                   |          |
| GOD EATER RESONANT OPS男性主人公                         |          |
| GOD EATER RESONANT OPS女性主人公                         |          |
| GOD EATER 3主人公                                        |          |
| 霊代ミコト                                               |          |
| 神木レオ                                                 |          |
| 神木リオ                                                 |          |
| アイン                                                   |          |
| 葦原総統                                                 |          |
| アドルフィーネ                                           |          |
| アルベルト・シュトラウス                                 |          |
| アレックス                                               |          |
| アレリア・ベルト・クーヘンの父親                         |          |
| イクエ                                                   |          |
| 一宮リュウト                                             |          |
| 犬飼フユヒコ                                             |          |
| ヴェルナー・ガドリン                                     |          |
| エドガー                                                 |          |
| 大車ダイゴ                                               |          |
| カズマ・ハワード・キャンベル                             |          |
| 鐘田レイジ                                               |          |
| カルビ                                                   |          |
| キグルミ                                                 |          |
| ケイト・ロウリー                                         |          |
| 香月ヨシノ                                               |          |
| ゴウ・バラン                                             |          |
| ジェイク                                                 |          |
| ジェフサ・クラウディウス                                 |          |
| シオ                                                     |          |
| シプレ                                                   |          |
| ショウ・ペニーウォート                                   |          |
| シルバ                                                   |          |
| 清掃員                                                   |          |
| ダイチ                                                   |          |
| 台場コトミ                                               |          |
| 土屋ショウゴ                                             |          |
| ツルギ                                                   |          |
| 鳴子ユイ                                                 |          |
| ニャングルミ                                             |          |
| パトリック                                               |          |
| ハラミ                                                   |          |
| フィム                                                   |          |
| フォックス                                               |          |
| 藤木ノゾミ                                               |          |
| コウタの母                                               |          |
| マール・ペニーウォート                                   |          |
| マスク・ド・オウガ                                       |          |
| ミズキ                                                   |          |
| 望月ケイナ                                               |          |
| 百田ゲン                                                 |          |
| ヨースケ                                                 |          |
| よろず屋                                                 |          |
| ラケル・クラウディウス                                   |          |
| リマリア・神機さん                                       |          |
| リル・ペニーウォート                                     |          |
| ルカ                                                     |          |
| レン                                                     |          |
| ロゼット                                                 |          |
| ロルフ・アイゼンシュタット                               |          |

#### 身長
| ローレッタ・プラストール                                 | 116センチメートル |
| ソラ・マーリエ                                           | 123センチメートル |
| リノ・マーリエ                                           | 124センチメートル |
| 千倉ムツミ                                               | 135センチメートル |
| 小松菜アスナ                                             | 140センチメートル |
| アレリア・ベルト・クーヘン                               | 142センチメートル |
| ゼノビア・ペイン                                         | 145センチメートル |
| シリル・ブエミ                                           | 147センチメートル |
| ティオナ・ヴィータリントゥ                               | 147センチメートル |
| ラウリン・ブエミ                                         | 147センチメートル |
| ハイディ・シュミットマン                                 | 148センチメートル |
| リリアーナ・リコリス                                     | 148センチメートル |
| ルシール・カイレ                                         | 149センチメートル |
| 楠リッカ                                                 | 150センチメートル |
| ユミナ・ラパス                                           | 150センチメートル |
| カリーナ・アリ・ラーイ                                   | 152センチメートル |
| シャンテ・ベルリオーズ                                   | 152センチメートル |
| エヴァン・ロッキャー                                     | 153センチメートル |
| 琴石ミツキ                                               | 153センチメートル |
| ハンネ・ニールセン                                       | 153センチメートル |
| レーナ・ビューヒナー                                     | 153センチメートル |
| シェリン・クラフト                                       | 154センチメートル |
| ルエラ・リンステッド                                     | 154センチメートル |
| アレク・マーティン                                       | 155センチメートル |
| エリナ・デア=フォーゲルヴァイデ                          | 155センチメートル |
| ベル・カールソン                                         | 155センチメートル |
| 諏訪コハネ                                               | 156センチメートル |
| 星野ウララ                                               | 156センチメートル |
| レイラ・テレジア                                         | 156センチメートル |
| 麻野ユズカ                                               | 157センチメートル |
| アスミ・ブライトウェル                                   | 157センチメートル |
| オレーシャ・ユーリエヴナ・バザロヴァ                     | 157センチメートル |
| ツムギ・ミエリランカ                                     | 157センチメートル |
| 桐谷ヤエ                                                 | 158センチメートル |
| 桐谷カヤ                                                 | 158センチメートル |
| ジー・エリン                                             | 158センチメートル |
| ルネ・ブエミ                                             | 158センチメートル |
| アリサ・イリーニチナ・アミエーラ（2071年）               | 160センチメートル |
| エイミー・クリサンセマム                                 | 160センチメートル |
| キース・ペニーウォート                                   | 160センチメートル |
| ジーク・ペニーウォート                                   | 160センチメートル |
| シエル・アランソン                                       | 160センチメートル |
| セリカ・ジタ・サルヴァトーレ                             | 160センチメートル |
| ニール・ペニーウォート                                   | 160センチメートル |
| 日向サクラ                                               | 160センチメートル |
| プリシラ・キングスレー                                   | 160センチメートル |
| リーサ・エーデルフェルト                                 | 160センチメートル |
| ルナ・ルイス・ミラネス                                   | 160センチメートル |
| アネット・ケーニッヒ（2071年）                           | 161センチメートル |
| フィリーネ・ストリッジデイ・ウォラーレ                   | 162センチメートル |
| アネット・ケーニッヒ                                     | 163センチメートル |
| シアーシャ・ニックルー                                   | 163センチメートル |
| シュリヤ・アミン                                         | 163センチメートル |
| 竹田ヒバリ                                               | 163センチメートル |
| 緋衣クレハ                                               | 163センチメートル |
| 藤木コウタ（2071年）                                     | 163センチメートル |
| ロミオ・レオーニ                                         | 163センチメートル |
| 小川シュン                                               | 164センチメートル |
| 香月ナナ                                                 | 164センチメートル |
| GOD EATER RESONANT OPS女性主人公                         | 165センチメートル |
| アリサ・イリーニチナ・アミエーラ                         | 165センチメートル |
| キリル・ローシカ                                         | 165センチメートル |
| ジーノ・ケルビーニ                                       | 165センチメートル |
| ソフィア・ヴィクトリアス                                 | 165センチメートル |
| 台場カノン                                               | 165センチメートル |
| 橘サクヤ                                                 | 165センチメートル |
| 葦原ユノ                                                 | 166センチメートル |
| フラン＝フランソワ＝フランチェスカ・ド・ブルゴーニュ     | 166センチメートル |
| 雨宮ツバキ                                               | 167センチメートル |
| キャリー・ユー                                           | 167センチメートル |
| クレア・ヴィクトリアス                                   | 167センチメートル |
| セラ・キサラギ                                           | 168センチメートル |
| ペイラー・榊                                             | 168センチメートル |
| 八神マリア                                               | 168センチメートル |
| リヴィ・コレット                                         | 168センチメートル |
| カミーユ・ランブラン                                     | 169センチメートル |
| イングリット・キストラー                                 | 170センチメートル |
| ヴァシリー・ルプ                                         | 170センチメートル |
| ダリア・ナステヴィッチ                                   | 170センチメートル |
| ニコレッタ・ペイン                                       | 170センチメートル |
| ルル・バラン                                             | 170センチメートル |
| エマ・アリソン                                           | 171センチメートル |
| 藤木コウタ                                               | 171センチメートル |
| マヌエラ・ディ・ロッタ                                   | 171センチメートル |
| GOD EATER RESONANT OPS男性主人公                         | 172センチメートル |
| イザベラ・ディ・ロッタ                                   | 172センチメートル |
| ジーナ・ディキンソン                                     | 172センチメートル |
| 高峰サツキ                                               | 172センチメートル |
| イネス・アルメイダ                                       | 173センチメートル |
| ヴィルマ・クーネンフェルス                               | 173センチメートル |
| エミール・フォン=シュトラスブルク                        | 173センチメートル |
| エリック・デア=フォーゲルヴァイデ                        | 173センチメートル |
| 君影ヒビキ                                               | 173センチメートル |
| 九条ソウヘイ                                             | 173センチメートル |
| グレゴリー・ド・グレムスロワ                             | 173センチメートル |
| 真壁テルオミ                                             | 173センチメートル |
| 大森タツミ                                               | 174センチメートル |
| レア・クラウディウス                                     | 174センチメートル |
| 神薙ユウ                                                 | 175センチメートル |
| 神威ヒロ                                                 | 175センチメートル |
| ルカ・ペニーウォート                                     | 175センチメートル |
| フェデリコ・カルーゾ（2071年）                           | 175センチメートル |
| 宍倉ゴンゾウ                                             | 176センチメートル |
| モルガン・ユゴニオ                                       | 176センチメートル |
| ソーマ・シックザール（2071年）                           | 177センチメートル |
| 八神セイ                                                 | 178センチメートル |
| ダミアン・ロドリゴ                                       | 178センチメートル |
| テオ・ビューヒナー                                       | 178センチメートル |
| フェデリコ・カルーゾ                                     | 178センチメートル |
| 棟方クニオ                                               | 178センチメートル |
| 真壁ハルオミ                                             | 179センチメートル |
| アラン・ベルナスコーニ                                   | 180センチメートル |
| イルダ・エンリケス                                       | 180センチメートル |
| エリゼオ・スコッツォーリ                                 | 180センチメートル |
| カレル・シュナイダー                                     | 180センチメートル |
| クロエ・グレース                                         | 180センチメートル |
| ジュリウス・ヴィスコンティ                               | 180センチメートル |
| 平良カケル                                               | 180センチメートル |
| ユウゴ・ペニーウォート                                   | 180センチメートル |
| リュウ・フェンファン                                     | 180センチメートル |
| ジョッシュ・バーン                                       | 181センチメートル |
| ソーマ・シックザール                                     | 181センチメートル |
| 雨宮リンドウ                                             | 182センチメートル |
| ハンス・ノードマン                                       | 182センチメートル |
| ブレンダン・バーデル                                     | 183センチメートル |
| ドロレス・バルリエントス                                 | 184センチメートル |
| リカルド・スフォルツァ                                   | 184センチメートル |
| ウィリアム・レオンハルト・クラウスナー                   | 185センチメートル |
| キルス・デミル                                           | 185センチメートル |
| ギルバート・マクレイン                                   | 185センチメートル |
| サイード・ファールーク                                   | 185センチメートル |
| セルヒオ・ディアス                                       | 185センチメートル |
| ビスマス・ホルンベルグ                                   | 185センチメートル |
| エイブラハム・ガドリン                                   | 186センチメートル |
| ハミルトン・テイラー                                     | 187センチメートル |
| フォルカー・ヘイデンスタム                               | 189センチメートル |
| ヨハネス・フォン・シックザール                           | 189センチメートル |
| アイザック・フェルドマン                                 | 190センチメートル |
| ガルシア・リラ・ロドリゴ                                 | 190センチメートル |
| パトリック                                               | 190センチメートル |
| ロイク・ロセ                                             | 191センチメートル |
| ゴドー・ヴァレンタイン                                   | 195センチメートル |
| クロウ・ランチェスター                                   | 196センチメートル |
| ジェイデン・ジミー・ジャクソン                           | 210センチメートル |
| GOD EATER・GOD EATER BURST・GOD EATER RESURRECTION主人公 |                   |
| GOD EATER MOBILE主人公                                   |                   |
| GOD EATER 2・GOD EATER 2 RAGE BURST主人公                |                   |
| GOD EATER ONLINE主人公                                   |                   |
| GOD EATER 3主人公                                        |                   |
| 霊代ミコト                                               |                   |
| 神木レオ                                                 |                   |
| 神木リオ                                                 |                   |
| アイン                                                   |                   |
| 葦原総統                                                 |                   |
| アドルフィーネ                                           |                   |
| アルベルト・シュトラウス                                 |                   |
| アレックス                                               |                   |
| アレリア・ベルト・クーヘンの父親                         |                   |
| イクエ                                                   |                   |
| 一宮リュウト                                             |                   |
| 犬飼フユヒコ                                             |                   |
| ヴェルナー・ガドリン                                     |                   |
| エドガー                                                 |                   |
| 大車ダイゴ                                               |                   |
| カズマ・ハワード・キャンベル                             |                   |
| 鐘田レイジ                                               |                   |
| カルビ                                                   |                   |
| キグルミ                                                 |                   |
| ケイト・ロウリー                                         |                   |
| 香月ヨシノ                                               |                   |
| ゴウ・バラン                                             |                   |
| ジェイク                                                 |                   |
| ジェフサ・クラウディウス                                 |                   |
| シオ                                                     |                   |
| シプレ                                                   |                   |
| ショウ・ペニーウォート                                   |                   |
| シルバ                                                   |                   |
| 清掃員                                                   |                   |
| ダイチ                                                   |                   |
| 台場コトミ                                               |                   |
| 土屋ショウゴ                                             |                   |
| ツルギ                                                   |                   |
| 鳴子ユイ                                                 |                   |
| ニャングルミ                                             |                   |
| ハラミ                                                   |                   |
| フィム                                                   |                   |
| フォックス                                               |                   |
| 藤木ノゾミ                                               |                   |
| コウタの母                                               |                   |
| マール・ペニーウォート                                   |                   |
| マスク・ド・オウガ                                       |                   |
| ミズキ                                                   |                   |
| 望月ケイナ                                               |                   |
| 百田ゲン                                                 |                   |
| ヨースケ                                                 |                   |
| よろず屋                                                 |                   |
| ラケル・クラウディウス                                   |                   |
| リマリア・神機さん                                       |                   |
| リル・ペニーウォート                                     |                   |
| ルカ                                                     |                   |
| レン                                                     |                   |
| ロゼット                                                 |                   |
| ロルフ・アイゼンシュタット                               |                   |

## 神機
神機（ジンキ）とは、本シリーズで使用される対アラガミ用の特殊な生体兵器。アラガミの身体を構成するオラクル細胞で構成されており、ペイラー・榊は「人為的に調整されたアラガミ」と称している。コアには人工的に作られたアーティフィシャルCNSを使用しており、それと後述の腕輪を接続することで使用が可能になる。
アラガミの細胞結合を「喰い破る」ことによって致命傷を与えられる唯一の兵器である。可変機能を持たず近距離型と遠距離型の2種類が存在する旧型神機と、近接武器形態と銃形態とを自由に切り替えられる神機変形（フォームチェンジ）を備えた新型神機に分類され、主人公に与えられる神機は新型神機に属する。新型神機はその汎用性の高さの反面、適合条件が旧型神機よりも厳しく適合者は少数に限られ、それ故に運用に伴う人体への影響において不明な点も多い。
ゴッドイーターの腕には専用のハーネス（正式名称「P53アームドインプラント」。作中では「腕輪」と呼ばれる）が填められており、これにより神機とゴッドイーターは一体となって使用が可能となるが、同時にハーネスも肉体と融合し死ぬまで外すことはできなくなる。また引退・戦死したゴッドイーターのハーネスには黄色のテープによる封印が施され、神機は次の適合者に引き継がれる。
なお、極東支部では月に一回の定期メンテナンスが義務付けられている模様。
近接武器形態（ブレードフォーム）
近距離攻撃が可能な形態。近接戦闘で使用される。6種類あり、ショート・ロング・バスターはブレード型（『BURST』までの刀身）、『2』で追加されたスピア・ハンマー・サイズはポール型と呼ばれる。アラガミを攻撃するごとにオラクル細胞を捕喰し、銃形態で使用する専用ゲージ「オラクルポイント（OP）」が溜まる。また、剣形態の時のみ装甲を展開しての防御が可能。後述の「捕喰形態」にはこの形態から移行する。
よって旧型の銃形態神機使いは装甲展開と捕喰ができない。リンクバースト（後述）を受けることは可能。旧型剣形態神機はオラクル細胞の直接的な放出手段を持たず、捕喰したオラクル細胞は遠距離型神機への補給に充てることになる。
ショートブレード
小型で攻撃力は低くリーチも短いが、攻撃速度と手数に優れた近接武器パーツ。攻撃範囲の広い斬撃と、攻撃範囲は狭いが特定の部位を集中攻撃しやすい刺突を状況に応じて使い分けることができる。
攻撃からすかさずステップ移動やジャンプへと繋ぎ、間隙ない回避を行う「アドバンスドステップ」や「アドバンスドジャンプ」を持つため、機動力面と扱いやすさは刀身の中でも随一である。
攻撃回数が多いためにオラクルポイントも溜まりやすく、銃撃における火力・弾数不足の心配は無いといえるが、回避運動の多さがそのままスタミナ消費量につながり、息切れの危険性もそれだけ多い。
『2』からは上空高く切り上げ空中コンボに移行する「ライジングエッジ」と、空中でステップ移動を行う「エリアルステップ」が追加され、高度に立体的な立ち回りをこなせるようになった。
ロングブレード
攻撃力、攻撃速度、リーチのバランスが取れた近接武器パーツ。斬撃と刺突を使い分けることができたショートブレードに対し、こちらは斬撃に特化した性能を有する。
△攻撃（強攻撃）は移動量が大きい回避攻撃でもあるが、それ以外の防御能力は持たないため、これを立ち回りにうまく応用する必要がある、攻撃的な玄人武器である。
剣形態＝格納状態の銃身からそのまま砲撃する「インパルスエッジ(IE)」も特徴であり、BURST以前は弾種(弾型/爆破型)や属性は刀身ごとに固定（『2』ではどの刀身でもデフォルトで発射可能なIEは変わらなくなった）。
『2』からは地上の全行動の隙をキャンセルしてスタミナを回復し、次の行動に連携をかける構え「ゼロスタンス」が追加され、際限なくコンボを繋ぎ続けることも可能。また、インパルスエッジはゼロスタンスからの派生攻撃に変更されている。
バスターブレード
最高の単発攻撃力と攻撃範囲を持つが、鈍重なため回避性能は控えめの近接武器パーツ。斬撃に加え、質量を活かした破砕武器としての性質も併せ持つ。
全体的に攻撃が大振りで手数が少なく、コンボや特定の部位を集中的に狙うのには不向きだが、一撃の重さと堅牢な防御移行性能を兼ね備えており、攻撃直後に装甲を展開し即防御に移れる「アドバンスドガード」を盾に、要所で溜め攻撃の「チャージクラッシュ」を叩き込むクレバーな立ち回りを軸に戦う。このアドバンスドガードは攻撃の後隙に加え展開速度もカバーできるため、最も動作が遅いがガード時にダメージを完全に抑えられるタワーシールド系との相性が良いといえる。
『2』からは盾の高速展開により前方からの一部攻撃を防御して剣による斬り上げを行うカウンター攻撃「パリングアッパー」が追加された。これは他の攻撃と連携可能であるため、ある程度手数で攻める戦いもできるようになった。
チャージスピア
『2』で初登場した、一進一退を基本とする槍型のポール型の近接武器パーツ。長いリーチを活かして相手を突くことはもちろん、薙ぎ払うように使うこともできる。ショートブレードと同じヒット＆アウェイ戦法をとる武器だが、より貫通力と前後の移動に特化しており攻撃速度がやや遅い代わりに大胆なアクションができる。
最大の特徴は、溜めによって強力な突進攻撃が放て、その後のコンボの威力が一時上昇する「チャージグライド」の存在である。同じく溜め攻撃であるバスターブレードのチャージクラッシュとは異なり、こちらは溜めながらの移動や空中での発動も可能であるなど機動性が高い。後方に宙返りして敵から距離を取る「バックフリップ」は攻撃後の離脱の他、空中攻撃への連携にも使える。またバスターブレードとは逆に、装甲展開中から素早く攻撃に移ることもできる。
ブーストハンマー
『2』で初登場。文字通りハンマーにブースターが付いた一見すると重量級ながらも、実際にはパワーとスピードという相反する要素を併せ持ち、その両方を使いこなす技量が要求されるクセの強いトリッキーなポール型の近接武器パーツ。
通常の状態ではバスターブレード以上に鈍重だが、ブースターを起動した状態では、その推進力で回避行動を取ったり突進も可能な「ブーストドライブ」や、高威力の打撃を高速かつ連続で繰り出す「ブーストラッシュ」、そして隙が大きく使いどころが難しいが抜群の威力を誇る「ブーストインパクト」からなる三種のブースト攻撃を放つことができる。
各ブースト攻撃は重さと速さを兼ね備えるが、攻撃毎にスタミナを大きく消耗し続けるため、スタミナが尽きると強制的にブーストが解除されてしまう。また空中攻撃には対応していないため、上方への攻撃は苦手。
ヴァリアントサイズ
『レイジバースト』で初登場。遠距離・広範囲攻撃に特化した性能を有する鎌型のポール型の近接武器パーツ。
最大の特徴はリーチの切り替えが可能な点であり、リーチを延長すると「咬刃」（こうじん）という刃が複数出現し、攻撃特性も変化する。
攻撃は近距離の敵の攻撃に適した□攻撃（弱攻撃）、中距離の敵の攻撃に適した△攻撃（強攻撃）、遠距離の敵の攻撃に適した咬刃展開形態（R+□）を状況に応じて使い分けて行い、咬刃展開形態時には敵を水平に切り裂き、最大の攻撃範囲を持つ「ラウンドファング」、垂直に敵を切り裂き、高所への攻撃に優れた「バーティカルファング」、バーティカルファングからの派生で咬刃を引き戻し、連鎖的にダメージを与える威力重視の「クリーヴファング」の三種類の攻撃を使用可能だが、攻撃の度にスタミナを消費する。
リーチと攻撃範囲が増大するほど大振りになるが、多段ヒットが発生するようになり、中型や大型の敵に対しては一度に複数の部位を攻撃可能になる。

銃形態（ガンフォーム）
遠距離攻撃が可能な形態。オラクル細胞を高エネルギー状態にしたものを飛ばすことで攻撃する。各種バレットを使い分けて様々な属性の攻撃が可能だが、銃弾を発射する度にOPが消費される。また後述するアラガミバレットもこの形態で扱う。
遠距離型神機はオラクル細胞を捕喰できず、蓄積されたオラクル細胞が尽きると神機の自己修復を待つ間、攻撃ができないという欠点があり、補充用のオラクル細胞の携行や近距離型神機からのオラクル細胞の供給などの対策を取ることが望ましいとされる。
『2』では銃身のカテゴリーごとに運用ベースとなる基本バレットが設定され、より差別化が図られている。また、バレットの管理もカテゴリーごとに行う方式に変更となり、エディットにおいてはカテゴリーごとに異なる制約が課せられるようになった。
アサルト
弾丸一発の重みはチープだが、それを機関銃のごとく打ち続けることでダメージを与える銃身パーツ。機動性も兼ね備えているため、中距離での使い勝手がよい。
『2』からは「ドローバックショット」と呼ばれる、後方に大きく跳びながら銃撃できるアクションが追加され、迅速に敵から距離を取れるようになった。また、足を止めずに移動しながら射撃を行うことも可能になり、機動性が増している。
始点専用の基本バレット「連射弾」は威力は低いが連射性が高く、さらに敵に命中するとわずかながらOPが回復する他、無属性のものはOPを消費せずに発射できるという特性がある。エディットは連射弾を起点に行うが、連射性が高い分、モジュール上限が少ない。
ブラスト
連射性に乏しいが、爆発する弾丸や銃口からの放射など、破砕属性を持つバレットの扱いに長けた火力重視の銃身パーツ。
『2』からは、貯めたOPを予備領域に送り通常の10倍ものOP（最大1000ポイント）を保存できる「オラクルリザーブ」が登場し、これにより消費OPが100以上となったバレットの運用も可能。なお、OPの保存は手動であるため、こまめにオラクルリザーブを行わないとOPが貯まらない。
使用可能なチップやモジュール上限が多くバレットエディットの自由度が最も高いが、火力と攻撃範囲に優れる代わりに消費OPが100を超えてしまうこともザラである。
スナイパー
遠距離からのレーザー系バレット攻撃が得意な銃身パーツ。
『2』ではより遠距離狙撃に特化した機能として、より精密に敵の部位を狙えるズームスコープ「スナイパーサイト」、気配を消し狙われにくくなる「ステルスフィールド」が追加。よりスナイパーらしいアクションが可能となった。
始点専用の基本バレット「狙撃弾」は発射した瞬間に目標に着弾するほどの弾速と、弱点部位へのダメージ補正の高さが特徴。エディットは狙撃弾を起点に行うが、敵を自動で狙うチップは使えないため、プレイヤーには他のバレット以上に狙撃技術が要求される。また、消費OPが地味に多めである。
ショットガン
『2』で初登場した、近 - 中距離戦向きの銃身パーツ。射程を代償に威力と機動性を兼ねそろえており、アサルトと同様に通常バレットの射撃で足が止まらないので、撃ちながら移動もできる。前方にすばやく突進し、任意のタイミングで射撃に転じる「ラッシュファイア」は、この武器最大の特徴といえる。
基本バレットのひとつ「散弾」は敵との距離によって威力が変動する特性があり、その威力を最大限に発揮するには敵との距離を詰める必要がある。エディットは使用可能なチップを組み合わせて自由に行えるが、使用可能なのは近 - 中距離射程のチップのみに制限される。
オラクルバレット
銃形態で発射する弾丸、また、それの制御用の回路セット。オラクルチップと呼ばれる部品によって制御されている。物理属性として「貫通」か「破砕」、さらに非物理属性として「火・氷・雷・神」および「回復・毒・麻痺・対神抗体」のいずれかを備え、アラガミの弱点によって使い分けることで戦いを有利に展開することができる。
本作で特徴的なのは、この「オラクルチップ」を自分で組み合わせて角度や発動タイミングなどを設定することにより、さまざまな独自の弾丸を作り出すことができる点であり、これを「バレットエディット」と称する。実戦向きの「短時間で高火力を叩き込む」「消費OPに対してダメージ効率が優れる」「特定部位への集中攻撃により結合崩壊を狙う」バレットのほか、実戦向きではないが「魅せる」バレットなど、多様なバレットが有志によって開発され、ネット上でも公開されている。

捕喰形態（プレデターフォーム）
敵を捕食し、バースト状態になるための形態。近接武器形態から変化できる形態。神機の使い手を「ゴッドイーター（神を喰らう者）」と呼称する由来とも言える。刀身の根本から先端までを飲み込むように、巨大な顎のような身体が現れ、アラガミの身体の一部を「喰らい」その力を取り込む特殊な攻撃ができる。捕喰が成功すると、ゴッドイーターは一定時間「神機解放（バーストモード）」へと移行し、またアラガミの種類に応じた特殊弾「アラガミバレット」を3発（スキルにより4発）得ることができる。また、アラガミの死骸を「捕喰」することにより、アラガミから素材アイテムを採取することができる。
『2』からは使用している近接武器に応じて捕喰形態の形が僅かに変化するようになった。
神機開放（バーストモード、バースト状態）
捕喰に成功し、生きたアラガミの力を取り込んだゴッドイーターが、一時的に身体強化された状態。移動速度・攻撃力・攻撃速度が上昇し、空中での2段ジャンプが可能となり、オラクルやスタミナの消費量が減少する。発動中は神機から黒いオーラが噴き上がる。またこちらはリンクバーストとは異なり発動中にバレットを使用してもモードは解除されず、モードが解除されてもバレットは破棄されない。捕喰を繰り返すことで制限時間の延長が可能。
コンボ捕喰（コンボバースト）
剣形態での攻撃の最後（『2』ではコンボの途中やガードの後）に捕喰攻撃を組み込むことでより素早くバーストモードに移行することができる捕食。ただし強引な捕喰の仕方のためにモード維持可能な時間は半分に減少し、取得できる「アラガミバレット」も1発（スキルにより2発）だけになる。一方で溜め動作無しで補喰を行うことが可能なので、バーストゲージが切れる前に連続で補喰することが容易になり、これを続ければ永続的にバーストモードを維持することも可能である。
バーストスキル
オラクル細胞を制御する「制御ユニット」などに付与されている、バーストモードでのみ発動する固有のスキル。常時発動するものに比べ強力な効果を持つものが多い。
プレデタースタイル
『リザレクション』より追加されたシステム。捕食形態の挙動、性能をコントロールする神機の形態制御プログラム、また、捕食の技の総称。これによりプレイヤーは、チャージ捕食・クイック捕食・コンボ捕食・ステップ捕食・空中捕食の計5つの挙動を自由に設定することができる。

アラガミバレット
アラガミの細胞を取り込んだ特殊なバレット。生きたアラガミを捕喰した際、バーストモードと同時に獲得する。そのアラガミが持つ攻撃とほぼ同等の効果を持ち、通常のバレットより大きな威力・効果を持つ。なお入手できるアラガミバレットは対象のアラガミごとに数種類用意されており、『BURST』まではランダムで、『2』では砲身ごとに固定（違う砲身を持つ仲間に受け渡した場合、アラガミバレットは仲間の砲身に対応したものに変換される）。
地上で放つ際は若干の隙ができるが、『2』ではアサルトのドローバックショットやショットガンのラッシュファイアと併用することで地上でも素早く発射させることができる。
そのまま攻撃に使う他、後述するリンクバーストに使用することでさらに威力を高めることができる。なお、ミッションが終了するごとに手元に残っているアラガミバレットは破棄され、アナグラやフライアへの持ち帰りなどはできない。
神機連結解放（リンクバースト）
アラガミバレットを仲間から転送されると、30秒間バーストモード以上に能力が向上するバースト状態。
これを繰り返すことでバレットが濃縮され、その分だけバーストモードがさらに強化されると同時に、強力な濃縮バレットを一度だけ放つことができるようになる。『BURST』までは濃縮バレットを発射した時点でバーストモードが解除されてしまっていたが、『2』では濃縮バレットを放ってもバーストが解除されなくなった。
制限時間を越えてバーストモードが解除された場合、同時に濃縮バレットも自動的に破棄されてしまう。また安全性を考慮してリミッターが設定されており、バレットの種類にかかわらず最大レベルは3までと制限されている（濃縮バレットを4つ以上受け取った場合は制限時間が延長されるのみ）他、受け取った濃縮バレットそのものをさらに送ることはできない。また、バースト中に異なるアラガミバレットを受け取るとレベルを維持したままバレットの種類が上書きされる。

血の力
『2』から追加された新要素。後述する「感応現象」の応用であり、「人々の思いが増幅し、遠隔に伝わり、限界を超える力」、すなわち「強化」と「伝達」の能力、また、その仕組み。
一部の例外を除く第三世代神機使いはそれぞれ固有の「伝達」能力を持っており、戦闘中に自分またはパーティー全員に上昇効果を付与することができる。たとえばジュリウスがブラッドアーツを発動すると、同時に血の力「統制」によってパーティー全員を一度だけバースト状態にさせることができる。反面、ナナの「誘引」やロミオの「対話」はアラガミに干渉することでアラガミの目標を強制的に変更したり感覚器官を鈍らせたりすることができる。
「強化」発現・行使は一般のゴッドイーターも可能である模様だが、ある機会がなければ極めて困難である。だが『2』の主人公が持つ血の力「喚起」は例外的に、共闘者の「強化」能力発現の敷居を『ある機会』＝「アラガミとの交戦中などにおける極限状態」から大きく引き下げることになるため、『2』の主人公と共闘したゴッドイーターならば、「強化」能力を比較的容易に得ることができる。
この「強化」能力については次の種類がある。これらはNPC毎のストーリー「キャラクターエピソード」を攻略していくことで、そのNPCにも会得させることができる。
ブラッドアーツ
『2』で追加された、剣形態の各種攻撃を必殺技のように進化させることができるシステム、また、その技の総称。プレイヤーが習得するには対応する技を繰り返しアラガミに命中させて覚醒率を蓄積させる必要があり、そうして会得したブラッドアーツは装備と同様にセットすることで初めて使用可能となる。
ブラッドアーツで付与される追加アクションは既存の攻撃に置き換わり、一人一つしか装備できないが、攻撃の威力を単に向上させる以外にも、攻撃の動作を変更し、空中コンボの継続や立ち回り方の変更などといった武器種の性格に大きな影響を及ぼすものもある。それぞれの剣カテゴリー毎に異なるブラッドアーツが存在し、その数は作中に登場するもので合計で300を越える。
ブラッドバレット
『2』で追加された、オラクルバレットに特殊機能を施すシステム、また、その技の総称。ブラッドアーツの銃形態版ともいえるもので、血の力によってオラクルバレットが感化されたもの。
対応する銃身を使用し何らかのバレットをアラガミに命中させてレベルを上げると、ブラッドバレットを入手していく。また特定のキャラクターエピソードを攻略することで、バレットエディットにて対応するチップにオプションとして搭載することができるようになる。スナイパー・アサルトのものは初弾に固定される狙撃弾・連射弾専用のものを、ブラスト・ショットガンは全チップに配置可能なものを多く入手する。他にも全砲身向けに用意されたものや、回復弾にのみ付与できるものも存在する。
ブラッドレイジ
『レイジバースト』で初登場。
主人公が有する血の力「喚起」を用いて、自身の内に宿るアラガミの力を解放することで強大な力を得ることができるシステム。
発動するにはまず喚起率が100%を超えている必要があり、最高400%(ブラッドレイジ4回分)まで高めることができる。次に誓約対象となる中型以上のアラガミを選択し、直後に現れる複数の誓約から選ぶ。誓約による対象のアラガミに対する与ダメージが高いほど解放率が高くなる。選べる誓約は基本、与ダメージが増加する「追撃の誓い」、結合崩壊すべき箇所を1つ増やす「破壊への衝動」、捕食を一回行う「解き放つ本能」の3つ。その他にブラッドアーツに備え付けられている誓約や時々現れる遂行困難な誓約があり、遂行する誓約が難しければ難しいほどに解放率の上昇率が高くなる。
なお、誓約対象と誓約の選択時間は30秒。決定した後は選択した誓約を30秒以内に全て遂行することで神機に自分の力を認めさせてアラガミの力を解放させ、ブラッドレイジを発動する。
ブラッドレイジの持続時間は30秒と短いが、発動するとステップがスタミナ消費0かつ高速で行えるようになり、ダメージもほとんど受け付けなくなる。攻撃力は解放率の高さに比例して強くなり、またOPの消費量も解放率の高さに比例して減っていきブラストの強力なバレットも解放率によっては消費0で撃てるようになる。
また誓約の選択中は「防御装置」が発動して無敵状態となるため（ただし、攻撃行動は一切不可となる）、ピンチになった時の緊急回避としても扱うことができる。
リンクサポートシステム
『2』で初登場。戦闘中の神機使いを支援するシステム。
戦闘に参加していない神機使いの神機を機械に接続することで、特定の時間帯におけるアラガミの視覚・聴覚範囲の縮小や、神機使いの強化（防御力・移動速度、結合崩壊能力の強化向上や、一度だけ発動する強力な効果の発生）をもたらす。ただし、主人公の神機はリンクサポートデバイスと呼ばれる装置を用いることにより、戦闘に参加しながらでも効果を発動させることが可能となっている。

## アラガミ
アラガミ（荒神）とは、地球に突如発生した謎の生命集合体である。オラクル細胞が北欧で初めて発見され、まもなく一斉に南極で増殖し、まもなく各都市を壊滅させた。身体はオラクル細胞と呼ばれる特殊な細胞で構成されているため、同じくオラクル細胞を持った兵器である神機でしか倒すことはできない。体内にオラクル細胞のコアを持ち、それが体全体の指揮・統制を行っているため、正確にはカツオノエボシのような単細胞生物群体といえる。オラクル細胞そのものが捕喰を行うため、消化器官などは存在しない。
捕食対象の性質を得る場合があり、発見から半年程度でアメーバ状のものから獣のような形態のものまで進化する。その外見は単細胞生物群体だてらに多岐に渡り、攻撃方法も多彩なバリエーションを持つ。アラガミの進化には複数のベクトルが存在し、外見的進化を一段落終えて内面的な進化を開始するため、同じアラガミでも時代を経るにつれて強化される。雌雄の区別はなく、無性生殖に近い繁殖形態を取っているが、ある程度の段階に到達した種のみ雌雄の区別がついたりする場合もあり、必ずしも性別の概念が無いわけではない。
以下のような大まかな分類がある。
基本種
堕天種や接触禁忌種と比較する場合に呼称される普通のアラガミ。シリーズを通して出現する。
堕天種
姿形を変えず、超高温や極寒など、局地に適応した個体。基本種とは違った属性の攻撃を繰り出す。一般の種より高い能力を持つ種が多いが、局地に適応したが故に弱点を強めてしまったケースも多い。シリーズを通して出現する。
希少種
グボロ・グボロ黄金などの珍しい種。シリーズを通して出現する。
第二種接触禁忌種・接触禁忌種
かつて人間が崇めていた神に似た容姿をしたアラガミ。凄腕の神機使いでなければ、遭遇することすら禁忌とされる強力な個体。シリーズを通して出現する。
第一種接触禁忌種・指定接触禁忌種
通常の接触禁忌種とは違い、神そのものに等しい存在とされているほど強大なアラガミのため、かつて崇拝されていた神の名前がそのまま使われている。『禁忌を破る者』では、オラクル細胞や偏食因子を不安定にさせる「捕喰場（パルス）」を持っている。シリーズを通して出現する。
感応種
周囲のオラクルの流れを支配し、アラガミを統率、強化する能力を持ったアラガミ。神機の制御を奪い従来のゴッドイーターを無力化するため、ブラッド以外には一切対処することができない（例外的に偏食因子が異なるソーマのみ、わずかながら対処が可能）。『GOD EATER 2』、『GOD EATER 2 RAGE BURST』、『GOD EATER 3』で出現する。『GOD EATER 3』の時代では灰域の影響で大きく弱体化しており、基本種より少し強い程度の能力しか無くなっている。
神速種
変異種のひとつ。超速度で行動するため、非常に競り合った戦いになることは必至である。ゴッドイーターのウリでもある「神速・連撃」の極限を体験できる仕様になっている。『GOD EATER 2』、『GOD EATER 2 RAGE BURST』、『GOD EATER RESURRECTION』で出現する。
神融種
髑髏のような仮面を被り、体の一部に神機が癒着しているアラガミ。癒着した神機はフライアの保管庫に保存されていたもので、中には血の力やブラッドアーツに類似する能力を備えている個体も存在する。癒着した部位を破壊することでその能力を抑えることができることがある。『GOD EATER 2 RAGE BURST』で出現する。
特異種
シオ、ノヴァのような上記のカテゴリーに分類されないアラガミ。大きさに応じて、小型種、中型種、大型種に区別される。
灰域種（かいいきしゅ）
灰域の発生後に誕生した新種のアラガミ。ゴッドイーターを「捕喰」することでバーストするという特性を持つ。このためAEGであっても勝つのは不可能に近く、今まで人類は手も足も出ない状態だった。『GOD EATER 3』に登場した。
対抗適応型アラガミ
灰域種の上位存在。『GOD EATER 3』に登場。強襲ミッションでのみ戦える。
灰嵐種（かいらんしゅ）
周囲の灰域を活性化させ、灰嵐に匹敵する濃度にする能力を持つ。このため「歩く灰嵐」とも呼ばれており、灰域に対する高い耐性を持った者でなければ討伐は不可能。『GOD EATER 3』に登場。
中型以上のアラガミは頭や足、尻尾などといった複数の部位を持っており、ある程度ダメージを与えると怒って活性化するが、特定の部位に一定のダメージを与えると結合崩壊（いわゆる部位破壊）する。シリーズを通して出現する。
小型種
中型種
大型種
その他・分類不明のアラガミ
小型種
オウガテイル神属
ザイゴート神属
コクーンメイデン神属
ナイトホロウ
ドレッドパイク
アバドン神属
シルキー
中型種
コンゴウ神属
グボロ・グボロ神属
シユウ神属
サリエル神属
ヤクシャ神属
ウコンバサラ神属
神機兵
チェルノボグ
アルレッキーノ
大型種
ボルグ・カムラン神属
クアドリガ神属
ヴァジュラ神属
ウロヴォロス神属
アルダノーヴァ神属
ガルム神属
デミウルゴス
キュウビ神属
ハンニバル神属
ヴィーナス
零號神機兵
世界を拓く者神属
クロムガウィン神属
世界を閉ざす者神属

### 小型種
活性化や結合崩壊を起こさないアラガミ。

#### オウガテイル神属
オウガテイル
基本種。弱点属性は火、氷、雷。素材名は鬼。シリーズを通して登場する。
発生地はアメリカ大陸だが、現在では世界で最も個体数の多いアラガミとされている。
鬼の頭のような巨大な尾を持つ、白色で二足歩行の小型アラガミ。獣脚類の恐竜のような体型だが、前肢に当たる部位は存在しない。主に他のアラガミの死骸などを捕喰し、様々な地域でその数を増やし続けている。アラガミ大発生の2050年当初から存在が確認されているアラガミの原型でありながら、近距離・遠距離・全方位への攻撃手段をすべて持ち合わせているため、ペイラーからは「原型にして完成体」と評されている。ゴッドイーターに成り立ての者は初陣でまず必ずこのアラガミの討伐任務を与えられ、見事討伐することができて初めて正式なゴッドイーターとして認められるが、油断したことで命を絶たれてしまう新人神機使いが後を絶たない。また極少数ではあるが驚異的に能力が向上した固体も確認されている。
『GOD EATER』、『GOD EATER BURST』、『GOD EATER RESURRECTION』の序盤ではエリックを即死させるなど、経験を積んだ神機使いでさえ油断が死に繋がる過酷な環境を物語っている。
『GOD EATER 3』では、灰嵐の影響でアックスレイダーに個体数を追い抜かれている。
また、テレビアニメ版においては神機使いはともかく一般人はなすすべもないという一面を強調されており、劇中で最も多くの一般人を喰い殺したアラガミとして視聴者にアラガミの脅威を再認識させた。さらに、テレビアニメ版主人公の空木レンカの回想シーンでは、フェンリル極東支部にたどり着く前に直接または間接的に家族全員を殺されたことが発覚。こうしてゲームで最弱のアラガミは、アニメでは雑魚でありながら主人公の家族の仇という非常に稀有なポジションを獲得することになる。
プロモーションアニメでもその姿を確認できる。アニメの設定資料では、オーガテイルと表記されていた。初期デザインでは様々なものが考えられていたが、いずれも尻尾が強調されており、早い段階で名前が決まっていた模様。
オウガテイル堕天
堕天種。攻撃属性は氷。弱点属性は火。素材名は氷鬼。『GOD EATER』、『GOD EATER BURST』、『GOD EATER 2』、『GOD EATER 2 RAGE BURST』、『GOD EATER RESURRECTION』に登場する。
寒冷地に適応したと考えられている黒色のオウガテイルの堕天種。そのため通常のオウガテイルと比較して皮膚が厚く、全体的に身体能力の向上が見られる。発生地はアメリカ大陸北部。
ヴァジュラテイル（火）
禁忌種。攻撃属性は火。弱点属性は氷。素材名は炎鬼。『GOD EATER』、『GOD EATER BURST』、『GOD EATER 2』、『GOD EATER 2 RAGE BURST』、『GOD EATER RESURRECTION』に登場する。
全身が炎のように赤く、ヴァジュラに非常に良く似た性質を持つオウガテイル神属のアラガミ。高熱を発するコアを体内に作り出すことが確認されており、その高いエネルギーを制御できないからかオウガテイルよりも凶暴である。発生地はアメリカ大陸南東部。
ヴァジュラテイル（雷）
攻撃属性は雷。弱点属性は神。素材名は雷鬼。『GOD EATER』、『GOD EATER BURST』、『GOD EATER 2』、『GOD EATER 2 RAGE BURST』、『GOD EATER RESURRECTION』に登場する。
ヴァジュラ（正確には後述のディアウス・ピター）に非常に良く似た性質を持つアラガミ。ヴァジュラのコアを捕喰することで現在の姿になったと言われており、放電能力を有している。ヴァジュラには無い落雷を発生させる能力もあることから、発生後に独自の進化を遂げた種と言える。
初期デザインでは、頭部にある角が前方に向けられていた。
チョウワン
オウガテイル神属感応種。弱点属性は火、氷、雷。『GOD EATER 2』、『GOD EATER 2 RAGE BURST』に登場する。
イェン・ツィーの感応現象で発生した、オウガテイルにイェン・ツィーの鮮やかな体毛が生えたような姿のアラガミ。感応種による統率で、戦闘能力は高い。オウガテイル神属の感応種であるが、前述の通りイェン・ツィーの能力により形成されるアラガミであるため、この種特有の能力は持たない。
即興で形成された不完全なアラガミであり、倒すと即座に分散するため素材は回収できない。

#### ザイゴート神属
ザイゴート
基本種。攻撃属性は無い。弱点属性は火、氷、雷。素材名は天使。シリーズを通して登場する。
女体と卵殻が融合したような奇怪な形状の飛行アラガミ。移動能力が高く、アメリカ大陸で発生後、瞬く間に世界中に分布した。体内には人体に有害な毒ガスが充満している。また天敵を見つけると同種他種構わず周辺の他のアラガミを呼び寄せる特性を持っている。オラクル細胞で進化した、空気より軽いガスを体内に充満させていることで浮いているらしく、発見当初はその姿で飛行能力を持っていることから、数々の学者を驚かせた。基本的に単体や同種系のみの群れで目撃される例は少なく、主にサリエル神属や他のアラガミにコバンザメのように追従し補助的に攻撃を行う。
プロモーションアニメでもその姿は確認できる。アニメの設定資料では、エンジェルエッグと呼称されていた。初期デザインでは、女性の下半身が球体型のアラガミに食われた、より女体が強調された外観をしている。
ザイゴート堕天（火）
堕天種。攻撃属性は火。弱点属性は氷、雷。素材名は堕天使。『GOD EATER』、『GOD EATER BURST』、『GOD EATER 2』、『GOD EATER 2 RAGE BURST』、『GOD EATER RESURRECTION』に登場する。
燃焼性の高い毒ガスを体内に充満させた赤色のザイゴートの堕天種。この毒は人体に取り込まれたオラクル細胞の結合力を弱める働きがあるため、吸い込むと神機使いにある程度備わる耐久力が一時的に低化してしまう。
ザイゴート堕天（雷）
堕天種。攻撃属性は雷。弱点属性は氷。素材名は堕天使。『GOD EATER』、『GOD EATER BURST』、『GOD EATER 2』、『GOD EATER 2 RAGE BURST』、『GOD EATER RESURRECTION』に登場する。
体内で高圧電流を発生させることのできる黄色のザイゴートの堕天種。発生させるガスは攻撃力の低下を誘発させる。ユーラシア大陸東部の、プラントが多く密集する工業地帯で発生したと見られている。
ザイゴート堕天（氷）
堕天種。攻撃属性は氷。弱点属性は火。素材名は堕天使。『GOD EATER』、『GOD EATER BURST』、『GOD EATER 2』、『GOD EATER 2 RAGE BURST』、『GOD EATER RESURRECTION』に登場する。
アメリカ大陸北西部で発生したとされる青色のザイゴートの堕天種。熱を吸収する毒ガスを体内に持ち、存在するだけで周囲の温度が一気に低下することが知られている。このガスを吸い込むとリーク状態に陥ってしまう。

#### コクーンメイデン神属
コクーンメイデン
基本種。攻撃属性は無い。弱点属性は火、氷、雷。素材名は妖精。シリーズを通して登場する。
地面に張り付いて移動しない、特殊な固定砲台型のアラガミ。デザインはさなぎ（コクーン自体は英語で繭を意味する）とアイアン・メイデンがモチーフとなっている。光弾による遠距離攻撃に加え接近戦でも体内に仕込まれたジャミングを誘発させる毒針で攻撃してくる、リンドウ曰く「遠距離でも近距離でも嫌な相手」。移動を目撃したという報告は皆無に等しいが、アメリカ大陸で発見されて以降、世界中で生息が確認されていることから、夜間に地中を移動しているという説が現在最も有力視されている。急速な進化を遂げるアラガミとしては不完全な部分が多く、ペイラーによればさらに進化する可能性があると見られている。
プロモーションアニメでもその姿を確認できる。初期設定では、さなぎに近い外観で、包皮がめくれるようなギミックも考えられていた。
コクーンメイデン堕天（火）
堕天種。攻撃属性は火。弱点属性は氷、雷素材名は炎妖。『GOD EATER』、『GOD EATER BURST』、『GOD EATER 2』、『GOD EATER 2 RAGE BURST』、『GOD EATER RESURRECTION』に登場する。
マグマが溢れる地下街で観測されることが多いコクーンメイデンの堕天種。通常のコクーンメイデンと比較して内部の器官が熱に対して非常に強く、マグマを吸い上げ、敵に対して発射してくる。毒針による状態異常は防御力低下。
コクーンメイデン堕天（雷）
堕天種。攻撃属性は雷。弱点属性は氷。素材名は雷妖。『GOD EATER』、『GOD EATER BURST』、『GOD EATER 2』、『GOD EATER 2 RAGE BURST』、『GOD EATER RESURRECTION』に登場する。
アメリカ大陸西部の山岳地帯で発見されたコクーンメイデンの堕天種。山岳地帯に出没したコクーンメイデンが落雷を受けることによって変異したと見られているが、詳細は不明である。毒針による状態異常はスタン。
コクーンメイデン堕天（氷）
堕天種。攻撃属性は氷。弱点属性は火。素材名は氷妖。『GOD EATER』、『GOD EATER BURST』、『GOD EATER 2』、『GOD EATER 2 RAGE BURST』、『GOD EATER RESURRECTION』に登場する。
氷上で見られることの多いコクーンメイデンの堕天種。目撃例は少ないが、解剖によって判明した内部構造から、水中をジェット噴射で移動している可能性が高い。発生地はアメリカ大陸北東部。毒針による状態異常は猛毒。

#### ナイトホロウ
ナイトホロウ
ナイトホロウ神属基本種。弱点属性は火、氷、雷、神。素材名は木霊。『GOD EATER 2』、『GOD EATER 2 RAGE BURST』に登場する。
発生起源は不明。世界各地で出現が確認されているが、コクーンメイデンと違い単独で移動する術を持たない種であるため、どのように世界各地へと広まっているかは調査中である。
黒く汚れた包帯のような物質に身を包んだ単眼の砲台型アラガミ。コクーンメイデンとは違い、ジャベリンは直接敵めがけて降下するのではなく、一度敵の足元に付着し、時間差で炸裂する。攻撃手段が極めて少ないため、苦戦することはないとされる。

#### ドレッドパイク
ドレッドパイク
ドレッドパイク神属基本種。弱点属性は火、氷、雷、神。素材名は鎧蟲。『GOD EATER 2』、『GOD EATER 2 RAGE BURST』、『GOD EATER ONLINE』、『GOD EATER 3』に登場する。
発生起源は南アメリカ大陸。世界各地で出現が確認されている。
昆虫のような外見をした緑色の小型アラガミ。頭部の角を構えて飛び掛かるという極めてシンプルな攻撃方法しか持たない。ナイトホロウ同様、特に集団戦法をかけてくる訳でもなく、攻撃手段も少ないため、苦戦することはないと言われている。

#### アバドン神属
アバドン
アバドン神属基本種。弱点属性は火、氷、雷、神。『GOD EATER 2』、『GOD EATER 2 RAGE BURST』に登場する。
神機の捕喰形態（プレデターフォーム）がミニチュア化したような容姿をしているアラガミ。非常に小さなアラガミで、その大きさはコクーンメイデンの半分もない。ミッション中に突如出現し、その時は必ず主人公の近くに地面から現れる。攻撃手段は一つとして持っておらず、主人公から逃げるように浮遊しながら動き、しばらくするといなくなる。またどのアラガミ神属なのか・発生地域はどこかなど不明な部分が多数あるが、わかっていることは「きまぐれに出現し、ゴッドイーターの元から高速で逃げ続ける」ことと「捕食によりチケット（素材と交換できる切符）を入手できる」ということ。
目撃情報が非常に少ないが、神機使いに危害を及ぼしたという事例は今のところ報告されていない。
アモル
アモル神属基本種。弱点属性は火、氷、雷、神。『GOD EATER RESURRECTION』に登場する。
ノヴァの残滓の影響から生まれた白いアバドンのようなアラガミ。戦闘力は無く、役割もアバドンと同じである。

#### シルキー
シルキー
シルキー神属基本種 。弱点属性は火、氷、雷。素材名は纏幽。『GOD EATER 2 RAGE BURST』に登場する。
螺旋の樹内部で発生したとされる幽霊のような姿をしたアラガミ。元々は螺旋の樹内部へと侵入した異物を排除する役割を果たしていたとされる。戦闘能力は高くなく行動も単純であるが、特殊に発達した器官を使い、フィールド上の残留オラクルを利用し炎を発生させることができる。この炎は長時間持続するため乱戦時には特に厄介な障害と化す。

### 中型種

#### コンゴウ神属
コンゴウ
コンゴウ神属基本種。弱点属性は火、雷。結合崩壊する部位は顔、胴体、尻尾。素材名は猿神。シリーズを通して登場する。
巨大な猿人のような体躯を持つアラガミ。俊敏な動きと力任せの打撃が特徴であり、人間を発見すると群れを成して襲ってくる。背中のパイプ状の器官からは真空波を飛ばしてくる。発生地はユーラシア大陸極東。集団で行動することが多く、家族のような単位で活動することもある。それ故に仲間とそうでないアラガミの判別ができるコミュニケーション能力を持っていると思われる。
プロモーションアニメでもその姿を確認できる。アニメの設定資料では、ゴリラと呼称されていた。
コンゴウ堕天
コンゴウ神属堕天種。攻撃属性は氷。弱点属性は火。結合崩壊する部位は顔、パイプ、尻尾。素材名は堕猿、氷猿。『GOD EATER』、『GOD EATER BURST』、『GOD EATER 2』、『GOD EATER 2 RAGE BURST』、『GOD EATER RESURRECTION』に登場する。
寒冷地で群れを成すコンゴウの堕天種。背中のパイプ上の器官の内部構造が通常のコンゴウと異なり、大気中の水分を瞬時に氷結させて放出する力を有している。発生地はユーラシア大陸北東部。
ハガンコンゴウ
コンゴウ神属。攻撃属性は雷。弱点属性は神。結合崩壊する部位は両腕、背中、羽衣。素材名は禁猿、雷猿。『GOD EATER』、『GOD EATER BURST』、『GOD EATER 2』、『GOD EATER 2 RAGE BURST』、『GOD EATER RESURRECTION』に登場する。
面が割れたような顔を持つ、コンゴウに似た第二種接触禁忌種アラガミ。全身が電気を帯びており、放電や落雷などの能力を有している。面を割られたコンゴウが独自の進化を遂げたものだと思われている。発生地は不明。
ラセツコンゴウ
コンゴウ神属神融種。攻撃属性は火。弱点属性は神。結合崩壊する部位は頭、肩槌、尻尾素材名は飾猿神。『GOD EATER 2 RAGE BURST』に登場する。
コンゴウの身体にブーストハンマー型神機を左右に融合させた神融種。ブーストドライブによる高速攻撃に加え、ナナのブラッドアーツに似た衝撃波を操る能力を持ち、これを利用してダウン時などに防御行動を取る性質を持つ。

#### グボロ・グボロ神属
グボロ・グボロ
グボロ・グボロ神属基本種。攻撃属性は氷。弱点属性は火、雷。結合崩壊する部位は背ビレ、胴体、歯。素材名は龍種。シリーズを通して登場する。
腕部に大きなヒレと、肥大化した頭部と口を持つ魚型アラガミ。砲塔のような突起物から水球を複数発射してくる。見た目に反して移動が速く、水中を移動経路として利用することも。発生地はユーラシア大陸南東部沿岸。水中を移動するが、人が水中に引きずり込まれたという例が無い。後述する堕天種も含めると、グボロ・グボロ神属は世界で最も行動範囲の広いアラガミといえる。『GOD EATER 2』でのみ、サリエルの10倍近くはあろうかという視力を持って戦闘エリア外からの超長距離砲撃でプレイヤーを攻撃する。
グボロ・グボロ堕天（火）
グボロ・グボロ神属堕天種。攻撃属性は火。弱点属性は氷。結合崩壊する部位は背ビレ、砲塔、尾ビレ。素材名は堕龍、炎龍。『GOD EATER』、『GOD EATER BURST』、『GOD EATER 2』、『GOD EATER 2 RAGE BURST』、『GOD EATER RESURRECTION』に登場する。
灼熱地帯に棲息するグボロ・グボロの堕天種。体内に溜め込んだマグマを火球に変化させ、砲塔から射出する。通常のグボロ・グボロとは異なり、マグマの中を遊泳する。発生地はユーラシア大陸中央部。
グボロ・グボロ堕天（氷）
グボロ・グボロ神属堕天種。攻撃属性は氷。弱点属性は火。結合崩壊する部位は背ビレ、砲塔、尾ビレ。素材名は禁龍、氷龍。『GOD EATER』、『GOD EATER BURST』、『GOD EATER 2』、『GOD EATER 2 RAGE BURST』、『GOD EATER RESURRECTION』に登場する。
ユーラシア大陸最北端で発見されたグボロ・グボロの堕天種。体内で氷塊を造りだし、砲塔から射出してくるが、通常のよりも攻撃範囲が圧倒的に広い。個体数は少ないが、棲息地域を急激に拡大させている。
グボロ・グボロ黄金
グボロ・グボロ神属希少種。弱点属性は火、氷、雷、神。結合崩壊する部位は背ビレ、砲塔、尾ビレ。『GOD EATER』、『GOD EATER』、『GOD EATER BURST』、『GOD EATER 2』、『GOD EATER 2 RAGE BURST』、『GOD EATER RESURRECTION』に登場する。
ゴッドイーターたちの間では遭遇すると幸せが訪れると言われているアラガミ。資料はほぼ存在せず、グボロ・グボロが飽食の結果、変異したものという仮説がある。小型のアラガミ以上に耐久力や攻撃力が劣っている他、コアからは多数の金属類が採取できる。
カバラ・カバラ
グボロ・グボロ神属感応種。攻撃属性は雷。弱点属性は火、氷、神。結合崩壊する部位は鼻、ヒレ、尾ビレ。素材名は祭祀。『GOD EATER 2』、『GOD EATER 2 RAGE BURST』に登場する。
グボロ・グボロ神属の感応種。非常に派手な色と、アフリカ民族を彷彿とする飾りが特徴。グボロ・グボロに備わっていた砲塔は、鼻と一体になっている。非戦闘時に真価を発揮し、神機使いもアラガミも関係なく周囲にいるものまとめて活性化させる能力を持つため、カバラ・カバラより先に他アラガミを討伐する戦略もとられている。雷を操り、そのエネルギー量は非常に強大。

#### シユウ神属
シユウ
シユウ神属基本種。攻撃属性は火。弱点属性は火、氷。結合崩壊する部位は頭、両腕羽、下半身。素材名は鳥神。シリーズを通して登場する。
硬い翼手を持つ人型のアラガミ。人型らしく翼手を用いた武人のような肉弾戦を繰り広げるのかと思えば、掌にエネルギーを集中させて放出するといった攻撃手法もとる。本来の腕は胸元で腕組みしており、これを戦闘に使ったという報告は無い。発生地がかつて武術が盛んであったユーラシア大陸中央部ということもあり、ペイラーにとっては興味深い事例だった。
初期デザインでは、胸元で組んでいる腕がぐるぐる巻きにされていた。
シユウ堕天
シユウ神属堕天種。攻撃属性は雷。弱点属性は火。結合崩壊する部位は頭、翼、下半身。素材名は堕鳥、雷鳥。『GOD EATER』、『GOD EATER BURST』、『GOD EATER 2』、『GOD EATER 2 RAGE BURST』、『GOD EATER RESURRECTION』に登場する。
雷撃を放つようになったシユウの堕天種。掌から発生させる攻撃が通常の通常種よりも強力で、攻撃範囲がかなり広くなっている。発生地はユーラシア大陸北東部の山岳地帯と見られている。
セクメト
シユウ神属禁忌種。攻撃属性は火。弱点属性は氷。結合崩壊する部位は頭、両腕羽、拳。素材名は禁鳥、炎鳥。『GOD EATER』、『GOD EATER BURST』、『GOD EATER 2』、『GOD EATER 2 RAGE BURST』、『GOD EATER RESURRECTION』に登場する。
翼手に灼熱の炎を纏う人型のアラガミ。姿形は基本的にシユウに似ているが、女性のような身体付きをしている。掌から放出される火球は着弾すると爆発するなど、非常に攻撃的な戦闘を繰り広げる。ノヴァが月へ渡って以降、目撃・発生数が増加している。
ヘラ
シユウ神属禁忌種。攻撃属性は火。弱点属性は氷。結合崩壊する部位は頭、両腕羽、拳。素材名は地蝕神。『GOD EATER』、『GOD EATER BURST』に登場する。
シユウ神属のアラガミが共食いの果てに到達したとみられる第二種接触禁忌アラガミ。特殊なオラクル細胞の影響なのか、両腕羽の関節や脚は常に妖しげな光を放っており、金属さえあっさり粉砕する力を持つ。
イェン・ツィー
シユウ神属感応種。攻撃属性は氷。弱点属性は火。結合崩壊する部位は頭、翼、下半身。素材名は妖婦。『GOD EATER 2』、『GOD EATER 2 RAGE BURST』、『GOD EATER ONLINE』に登場する。
オウムのような鮮やかな青緑の極彩色の体毛に覆われていながら、怪しげな雰囲気を醸し出すシユウ神属の感応種。氷を操り、巨大なつららを飛ばして来たり、空中から奇襲もかける。チョウワンを従えており、オラクルを操りチョウワンを召喚することも可能。偏食場パルスを繰り、周囲の全アラガミに標的を絞らせ単体に集中攻撃をかけさせることもできる。
真壁ハルオミによると、足元はハイヒールを模しているとのこと。

#### サリエル神属
サリエル
サリエル神属基本種。攻撃属性は神。弱点属性は火、氷、雷。結合崩壊する部位は頭部、スカート、両足。素材名は女神。シリーズを通して登場する。
女性の体と蝶が融合したような美しくも不気味な外観を持つアラガミ。額の邪眼から様々な光線を放ち、空中を妖しく舞って神機使いたちを翻弄する。発生地は地中海沿岸と見られている。ペイラーの進化論では、ザイゴートが共食いした果てに生まれたアラガミとされており、実際に、サリエルの頭部の眼とザイゴートの眼が99%一致している。基本的に単体での目撃は珍しく、ザイゴートを従えて目撃されることが多い。
プロモーションアニメでもその姿を確認できる。アニメの設定資料では、クイーンパピラムと呼称されていた。
サリエル堕天
サリエル神属堕天種。攻撃属性は神。弱点属性は火、氷、雷。結合崩壊する部位は頭部、スカート、両足。素材名は魔女。『GOD EATER』、『GOD EATER BURST』、『GOD EATER 2』、『GOD EATER 2 RAGE BURST』、『GOD EATER RESURRECTION』に登場する。
美しさに禍々しさが加わったサリエルの堕天種。敵を惑わす動きに磨きがかかり、全体的に隙が小さい。実際その姿に幻惑され見失う者も度々いる。発生地はアフリカ大陸北東部と言われているが、移動距離が大きいため正確には分っていない。
アイテール
サリエル神属。攻撃属性は神。弱点属性は神。結合崩壊する部位は頭部、スカート、尾状器官。素材名は魔神。『GOD EATER』、『GOD EATER BURST』、『GOD EATER 2』、『GOD EATER 2 RAGE BURST』、『GOD EATER RESURRECTION』に登場する。
神々しさと禍々しさが漂う第二種接触禁忌種アラガミ。形状は基本的にサリエルに似ているが男性型であり、さながら女装した男のような異様な姿となっている。空中から様々な遠距離攻撃、状態異常攻撃を駆使して神機使いたちを追い詰めたのち、天空から光の束を呼び寄せてとどめを刺す。発生地は不明。フェンリル広報用の記録写真集がこのアラガミの神々しさ故に好評という皮肉な事態も発生していたらしい。
ゼウス
サリエル神属第二種接触禁忌種、また、希少種。攻撃属性は神。弱点属性は神。結合崩壊する部位は頭部、スカート、尾状器官。素材名は天蝕神。『GOD EATER』、『GOD EATER BURST』に登場する。
サリエル神属のアラガミが共喰いをした結果、頑強な形質を獲得した希少な第二種接触禁忌アラガミ。アイテールと同じく男性型。状態異常を引き起こす攻撃を複数有するため、討伐に向かう際には状態異常への対策を入念にする必要がある。
ニュクス・アルヴァ
サリエル神属感応種、変異種。攻撃属性は神。弱点属性は火、氷、雷、神。結合崩壊する部位は天球、スカート、両足。素材名は聖母。『GOD EATER 2』、『GOD EATER 2 RAGE BURST』に登場する。
サリエル神属の感応種。ローブの中は銀河が、頭には恒星が輝いてるなど、宇宙を纏ったような聖母の姿を持つアラガミ。傷ついたアラガミを回復させたり状態異常を治す能力を持ち、ブラッドアーツを含めた近接攻撃がヒットしない特性がある。ただしその特性から、討伐対象に指定されることはない。またアラガミを回復する際に発射されるオラクルは、ゴッドイーターが触れても回復する。当初はインパルスエッジも無効化していたが、後のアップデートにより通用するようになった。

#### ヤクシャ神属
ヤクシャ
ヤクシャ神属基本種。攻撃属性は神。弱点属性は火、氷、雷。結合崩壊する部位は頭、肩鎧。素材名は夜叉。
右腕から銃砲を生やした巨人型アラガミ。基本的に群れで活動し、軍隊のようにチームを組んで攻撃を仕掛ける。用心深く、前述のラーヴァナと同じく戦闘音を聞き取ると音の発生源に集まる習性を持つ。
ヤクシャ・ラージャ
ヤクシャ神属。攻撃属性は神。弱点属性は火、氷、雷。結合崩壊する部位は頭、肩鎧、剛爪。素材名は百鬼。
ヤクシャより一回り大きく、肩からは巨大な爪を持ったもう一対の腕が生えているアラガミ。名前は「ヤクシャの王」を意味し、ヤクシャの群れのリーダーとしてヤクシャを付き従えている。戦闘力もヤクシャより格段に上がっているうえ、攻撃手段も多彩。
ヤクシャ・ティーヴラ
ヤクシャ神属神融種。攻撃属性は火。弱点属性は氷。結合崩壊する部位は頭、肩鎧、鋸腕素材名は飾百鬼。『GOD EATER 2 RAGE BURST』に登場する。
ヤクシャ・ラージャの剛爪部分を切り落とし、代わりとしてバスターブレード型神機を接合した神融種。自らを構成するオラクル細胞を燃焼させ、神機部分を振り回すことで広範囲に渡り炎を放出する。そのため、攻撃範囲は通常のヤクシャ種以上。

#### ウコンバサラ神属
ウコンバサラ
ウコンバサラ神属基本種。攻撃属性は雷。弱点属性は火、氷。結合崩壊する部位は頭、タービン、尻尾。素材名は餓爬。『GOD EATER 2』、『GOD EATER 2 RAGE BURST』、『GOD EATER ONLINE』、に登場する。
紫色をしたワニのようなアラガミで、背中に埋め込まれたタービンで発電し、それを放射したり纏ったりして攻撃するアラガミ。足は短いが、腹で滑るように高速移動し、錨状になった尾でブレーキをかけるなど肢体に似合わず器用な動きをする。
オントバサラ
ウコンバサラ神属神融種。攻撃属性は神。弱点属性は氷、雷。結合崩壊する部位は砲塔、タービン、尻尾。素材名は飾餓爬。『GOD EATER 2 RAGE BURST』に登場する。
ウコンバサラの頭部にブラスト型神機が融合した神融種。性質や行動は通常のウコンバサラとは異なり、頭部の神機には常時高出力オラクルが充満しており、攻撃などによって怯むと余剰出力を利用し反撃してくる特性を持つ。

#### 神機兵
神機兵（長刀型・大剣型）
神機兵基本種。弱点属性は火、氷、雷、神。結合崩壊する部位は頭、左腕、背中。素材名は虚兵。
フライアで研究開発された対アラガミ無人兵器。ジュリウスの教導によって体躯スペックの限界まで性能が引き出されており、並の神機使いは凌駕しうる。二種類存在するが両者ともに射撃兵装への換装が可能。フライア内部には失敗作や壊れた神機兵が破棄されており、ジュリウスがそれらを取り込んだことで特異点化に拍車が掛かっている。
暴走神機兵（長刀型・大剣型）
神機兵基本種。弱点属性は火、氷、雷、神。結合崩壊する部位は頭、左腕、背中。素材名は虚兵。
戦場で破棄された神機兵が赤い雨に打たれたことでアラガミ化した神機兵。暴走したオラクル細胞によって背中の装甲は剥がれ、全身が赤く変色している。捕喰行動時には獣のように物資を貪っており、ある意味滑稽な姿をさらしている。オペレーターはどの神機兵も「アラガミ」として処理する。
白鉄の神機兵（長刀型・大剣型）
神機兵変異種。弱点属性は火、氷、雷、神。結合崩壊する部位は頭、左腕、背中。素材名は気狐。
つい最近になって確認された、異常進化した神機兵。全身の装甲はその名の通り白くなっており、また背部から露出している生体部分は紫色に発光している。普通の神機兵よりも巨大で、それに伴い攻撃範囲もかなり広くなっている。

#### チェルノボグ
チェルノボグ
カマキリのようなアラガミ。

#### アルレッキーノ
アルレッキーノ
道化師のような見た目の人形のアラガミ。

### 大型種

#### ボルグ・カムラン神属
ボルグ・カムラン
ボルグ・カムラン神属基本種。弱点属性は氷、雷。結合崩壊する部位は盾、尾、前足、口。素材名は騎士、騎面。シリーズを通して登場する。
巨大な尾針と盾を持つサソリ型のアラガミ。敵の体勢を崩してから攻撃するという、独特の攻撃方法をとる。騎士のような風貌で、外皮が金属のような性質を持っている。発生地はグレートブリテン島南部。両腕の盾を合わせると巨大な顔になり、この状態で突進しても相手を追いかけるように軌道修正するため、盾を合わせた顔の眼にも視力があるのではないかと言われている。
プロモーションアニメでもその姿を確認できる。アニメの設定資料では、サソリと呼称されていた。
ボルグ・カムラン堕天（火）
ボルグ・カムラン神属堕天種。攻撃属性は火。弱点属性は氷。結合崩壊する部位は盾、尾、針。素材名は炎騎。シリーズを通して登場する。
熱を帯びて赤く光るボルグ・カムランの堕天種。金属を溶かすほどの高熱を発するコアを持ち、頭部付近の突起物や尾針の先端から炎を発する。発生地は不明だが、マグマの中に棲んでいると言われている。
ボルグ・カムラン堕天（雷）
ボルグ・カムラン神属堕天種。攻撃属性は雷。弱点属性は火。結合崩壊する部位は盾、尾、針。素材名は雷騎。シリーズを通して登場する。
黄金に輝くボルグ・カムランの堕天種。体内に荷電粒子を発生させる器官を持つことが確認されており、電撃を用いた攻撃を繰り出してくる。個体数はかなり少なく、発生地は不明である。
スサノオ
ボルグ・カムラン神属禁忌種。攻撃属性は神。弱点属性は神。結合崩壊する部位は神機、剣、口。素材名は神蝕皇。シリーズを通して登場する。
神機を好んで捕喰することから「ゴッドイーターキラー」という仇名を持つ、第一種接触禁忌アラガミ。形状はボルグ・カムランに似ているが、表面は黒く、不気味な光を発している他鳴き声も微妙に異なる。盾に当たる部分は捕喰形態の神機のような形状をしており、針に当たる部分も剣と化している。専門家の中には元神機使いが「アラガミ化」した姿ではないかと考える者もいる。実際、神機使いのアラガミ化の傾向として、両腕が神機の捕喰形態のような形へと変化するものがある。
『GOD EATER 2 RAGE BURST』にて実際にアラガミ化した神機使いがこのアラガミに変化した。『禁忌を破る者』では、スサノオが進化した上位種の「黄金のスサノオ」が登場する。『GOD EATER BURST』のアペンド版のパッケージにも登場している。
初期デザインは、アルダノーヴァ女神型のような天輪が付いたり、シユウのように胸で腕を組んでいたりしていた。デザインイメージはケンタウロスだった様子。

#### クアドリガ神属
クアドリガ
クアドリガ神属基本種。攻撃属性は火。弱点属性は氷、神。結合崩壊する部位は前面装甲、排熱器官、ミサイルポッド。素材名は戦王、戦神。シリーズを通して登場する。
骨のような形骸と戦車のような装甲を持つ巨大なアラガミ。人間の兵器を模倣した大火力の砲撃を行う一方で、その巨体に似合わない高い機動力を見せる。また、前面装甲には顔のような模様がある。発生地は地中海沿岸だと考えられている。明らかに人類の兵器を模したその姿から、「アラガミは無機物の性質も取り込む」という説を実証した例となり、数々の学者を驚かせた。人間の兵器を再現するメカニズムについては、いまだ解明されていない。GOD EATER 2では攻撃手段に超長距離砲撃も加わり、戦闘エリア外から砲撃してプレイヤーたちを攻撃する。
プロモーションアニメでも姿を確認できる。初期設定では、上半身が伸びるギミックがあり、採用されたものよりも機械的なデザインだった。
クアドリガ堕天
クアドリガ神属堕天種。攻撃属性は氷。弱点属性は火。結合崩壊する部位は前面装甲、後足、ミサイルポッド。素材名は堕王、氷王。シリーズを通して登場する。
北海沿岸で発見されたクアドリガの堕天種。その冷たい外見とは裏腹に性格は荒々しく、範囲の広い攻撃を連続で繰り出してくる。寒冷地に適応した結果、本来持っていた高熱への耐性を失った「とりあえずの進化」の例である。
テスカトリポカ
クアドリガ神属。攻撃属性は神。弱点属性は神。結合崩壊する部位は前面装甲、兜、ミサイルポッド。素材名は禁王、覇王。シリーズを通して登場する。
猛々しい神と殺戮機械が融合したような外観を持つ第二種接触禁忌種アラガミ。形状は基本的にクアドリガに近いが、兜を被っており前面装甲の顔のような模様のデザインも異なる。想像を絶する火力を誇り、一つの街を一瞬にして廃墟にするほどの力を有する。発生地は地中海南部沖と見られているが詳細は不明。なお、このアラガミを神として奉るカルト教団がフェンリルの社員を捕喰させるという事件が発生しており、後にフェンリルの手でこのカルト教団本部の強制捜査が行われた。
ポセイドン
クアドリガ神属禁忌種。攻撃属性は神。弱点属性は神。結合崩壊する部位は前面装甲、兜、ミサイルポッド。素材名は海蝕神。『GOD EATER』、『GOD EATER BURST』に登場する。
クアドリガ神属のアラガミが種内捕喰を繰り返した結果、変異した希少種だと思われる第二種接触禁忌アラガミ。非情なまでの火力を誇り、ひとたび力を解放すれば、周囲は瞬く間に焦土と化すと言われている。

#### ヴァジュラ神属
ヴァジュラ
ヴァジュラ神属基本種。攻撃属性は雷。弱点属性は火、氷、神。結合崩壊する部位は頭、前足、尻尾。素材名は獣神、神獣。シリーズを通して登場する。
トラやライオンに似た容姿を持つ大型のアラガミ。その巨体からは想像できない俊敏な動きで敵を翻弄し、背中から生えたマント状の器官からは強力な雷撃を放つ。発生地はユーラシア大陸南東部だが、移動距離が長いため、現在ではユーラシア大陸全土で確認されている。
アラガミとしては珍しく堕天種が存在せず、この形態の時点であらゆる環境に対応できる状態となった強靭なアラガミである。それ故、このアラガミを一人で難なく討伐できるようになった時点で、ゴッドイーターとしても一流の技量をもつとみなせる。ゲンの話では、出現当初はピストル系神機でも充分に対抗できたが、その後の進化で全く歯が立たなくなったと語っており、このアラガミの進化が神機の改良に繋がっていったことがうかがえる。
パッケージやゲームのオープニングで姿を確認できる。初期デザインは、オウガテイルに近い、オオカミをモチーフとしたデザインだった。
プリティヴィ・マータ
ヴァジュラ神属。攻撃属性は氷。弱点属性は火、神。結合崩壊する部位は頭、肩、胴体。素材名は女王、女帝。シリーズを通して登場する。
冷酷な女神像の顔を持つ大型のアラガミ。地中から氷塊を隆起させ、自らの身を守りつつ敵を攻撃する。発生地はユーラシア大陸北東部と言われているが、詳細は不明。ヴァジュラの堕天またはメスという説がある、第二種接触禁忌種。ミッション「蒼穹の月」以降、目撃報告が数倍に増えたという。後述するディアウス・ピターと同様に人間の顔を模した姿については様々な説があるが、アラガミの人類に対する恐れの表れが有力視されている。
ディアウス・ピター
ヴァジュラ神属禁忌種。攻撃属性は雷、神。弱点属性は神。結合崩壊する部位は頭、前足、マント。素材名は帝王、神帝。シリーズを通して登場する。
ミッション「蒼穹の月」で初めて確認された新種のアラガミ。漆黒の身体と、邪悪な顔を持つ。雷撃による猛攻と活性化時の鉄壁の守りを誇り、正に帝王の名を冠するに相応しいアラガミと言える。発生地は不明。第一種接触禁忌種。ただしそれまでは攻撃が接触すると完全にダメージを無効化されていたマント状の器官が結合崩壊可能になっている。アリサの両親やリンドウを捕喰したと思われるアラガミであり、アリサとは浅からぬ因縁のあるアラガミと言える。
ラーヴァナ
ヴァジュラ神属。攻撃属性は火。弱点属性は氷。結合崩壊する部位は頭、前足、胴体。素材名は焔獣。
張り出した両肩と背中にある特徴的な大砲のような器官が目を引く第二種接触禁忌アラガミ。複数個体での行動や他アラガミとの同時での目撃例が多く、強い光を浴びると活性化しやすい。砲撃体勢に入ると、ラーヴァナのエネルギーの源である太陽核以外のオラクル細胞結合が極端に上昇し、固くなる。後述のヤクシャと同じく聴覚が良く、戦闘音を察知すると音の発生源へと向かう性質を持つ。
金色のヴァジュラ
ヴァジュラ神属変異種。攻撃属性は雷。弱点属性は火、氷、神。結合崩壊する部位は頭、前足、尻尾。素材名は金虎
ディアウス・ピター(GOD EATER RESURRECTION)
ヴァジュラ神属禁忌種。攻撃属性は雷、神。弱点属性は神。結合崩壊する部位は頭、前足、尻尾。素材名は帝王、神帝。
リファインされたディアウス・ピター。主な違いは、白色部分が灰色になり、肩や足に鎧のような装飾が増え、角の本数が8本になって顔正面に伸びている。体力が一定値まで下がると背中のマントが小さくなり、代わりに「刃翼」と呼ばれる部位が展開する（これ自体がカリギュラのような広い攻撃範囲を持つだけでなく、「腕」として差し支えないほどの機能を持つ）。刃翼展開前は雷撃を主体とした遠距離戦を展開するが、展開後は雷撃に加えて刃翼による高速戦闘が主体となる。
天なる父祖
ヴァジュラ神属禁忌種。攻撃属性は雷、神。弱点属性は神。結合崩壊する部位は頭、前足、マント。素材名は古王、帝王、神帝。
以前のデザインのディアウス・ピター。
ノヴァ幼成体
ヴァジュラ神属特異種。攻撃属性は神。弱点属性は氷、雷。結合崩壊する部位は頭、前足、尻尾。
エイジスに集積されたノヴァの残滓がアラガミとして誕生した第二のノヴァ。外見はリデザインされたディアウス・ピターの骨格と同じで、頭部はアルダノーヴァと同じ女性の顔をしている。アラガミ全体においても異常なレベルの成長性（最初はオウガテイル程度の大きさだったが、ヴァジュラ捕食後は同程度の体格に成長している）を有しており、誕生の際にアラガミ防壁を捕食したことでその性質を獲得し、極東の無数のアラガミを捕食したことでアラガミ防壁と同じ理論によって神機への耐性を有している（初戦闘の段階でまともなダメージが与えられないレベルに達しており、二戦目では完全に無効化している）。
アリウスノーヴァ
ヴァジュラ神属特異種。攻撃属性は神。弱点属性は氷、雷。結合崩壊する部位は頭、前足、尻尾。素材名は冥王。
超弩級アラガミのコアを捕食したことで成体へと成長した第二のノヴァ。アルダノーヴァと同じ天輪が追加され、常時刃翼が展開されている。神機への耐性もそのまま有していたが、他種のコアを取り込んだ際にオラクル細胞の制御が不安定になる性質を利用され、羽化直後に極東支部で集められた人工コアバレットを受けたことで一時的に耐性が消滅した。討伐後は、同種の形質を受け継いだ個体が誕生しているが、神機への耐性は消滅している。
バルファ・マータ
ヴァジュラ神属禁忌種。攻撃属性は氷。弱点属性は火、神。結合崩壊する部位は頭、肩、胴体。素材名は女王、女帝。
プリティヴィ・マータに似たアラガミ。

#### ウロヴォロス神属
ウロヴォロス
ウロヴォロス神属基本種。攻撃属性は雷、神。弱点属性は神。結合崩壊する部位は複眼、角、足。素材名は混沌。シリーズを通して登場する。
無数の触手と眼を持つ異形の超弩級アラガミ。平原の覇者と呼ばれ、山のように巨大な体を持つ。身体を白く光らせた後、触手を地面に突き刺して地中から突き上げたり、大口径のビームを放ったりする。発生地をはじめとして不明な点が多いため、強敵の代名詞的存在だったが日に日に個体数が増加している。触手や背中に生えた翼など、様々な形質が表れているアラガミであり、一説では2050年代のアラガミ発生以前から存在していたと言われている。
初期デザインは、背中に6枚の翼を持っており、背中・腕・尻尾・顔などの部分に触手が付いており、眼の数が少なかった。
ウロヴォロス堕天
ウロヴォロス神属堕天種。攻撃属性は雷、神。弱点属性は神。結合崩壊する部位は複眼、角、背骨。素材名は堕天。シリーズを通して登場する。
表面組織が形質変化を遂げたウロヴォロスの堕天種。ノヴァが月へ渡って以降に出現が確認されたが因果関係は不明。基本種のウロヴォロスが怒り活性時にしか使用できない攻撃手法を通常時でもとることができる。個体数は非常に少なく、その生態は謎に包まれている。
アマテラス
ウロヴォロス属種禁忌種。攻撃属性は火。弱点属性は雷。結合崩壊する部位は女神像、角、腕触手。素材名は神蝕妃、神煌妃。シリーズを通して登場する。
触手が朱色に変化し、頭部に女神像を持つウロヴォロスに似た第一種接触禁忌アラガミ。ビームの他に触手から炎を撃ち出したり、炎を纏った触手を連続で叩きつけたりする。『禁忌を破る者』では、イクスの解析により射撃よりも斬撃の方が効果があると判明した。
初期デザインでは、ヴァジュラのように腕の付け根にマント状の器官があった。

#### アルダノーヴァ神属
アルダノーヴァ
アルダノーヴァ神属基本種。攻撃属性は神。弱点属性は火、氷、雷、神。結合崩壊する部位は男神、天輪、髪、脚部装甲。素材名は日天、月天。
ヨハネスが極秘裏に製造していた巨大な人型アラガミ。女神型の本体と男神型の防御兵器の2体に分離することができる。男神は部位扱いであるため、女神よりも先に討伐すると部位破壊報酬を得ることができる。また男神の状態は女神の状態に連動し、女神が状態異常になったり倒されたりすると男神も同じ状態になる。偏食因子の制御に使用されている技術は神機の流用であり、人型神機とも呼ぶことができる。ストーリー上ではシックザール支部長自身が乗り込んで扱っていた。以降も度々出現するが、支部長の意識が残っているかは不明。
『the spiral fate』では、母体になっているのはアラガミに取り込まれて死亡したアイーシャで、ヨハネスが融合したことでアルダノーヴァというアラガミが誕生したと説明されている。また、ノヴァの触手には休眠状態になっている多数のアルダノーヴァが存在しており、その中の一体にソーマが乗り込んでフェンリルと戦う場面がある。
アルダノーヴァ堕天
アルダノーヴァ神属堕天種。攻撃属性は神。弱点属性は火、氷、雷、神。結合崩壊する部位は男神、天輪、髪、脚部装甲。素材名は陰陽、計斗。
アルダノーヴァのプロトタイプが廃棄された際に、残留した一部のコアが独自の進化を遂げたと思われるアラガミ。
ツクヨミ
アルダノーヴァ神属禁忌種。攻撃属性は神。弱点属性は雷。結合崩壊する部位は月輪、髪、腕部装甲。素材名は神蝕翁。
アルダノーヴァ女神型に似た形状で表面は青く、頭部に大きな一つ目を持つ第一種接触禁忌アラガミ。
『禁忌を破る者』では、エイジス島から脱走したアルダノーヴァのプロトタイプの一体であるとされている。GOD EATER 2からは「休眠」を行うようになり、こちらが何も仕掛けてこなければ危害を加えない特性を持つようになる。もちろん一回でも攻撃した場合、全力で迎撃しにあたる。休眠に入るのは戦闘開始から一定時間後なのですぐ接近してしまうと見つかる。
デザイン段階ではアルダノーヴァ男神型にあたる個体も設定されていたが、未登場となった。

#### ガルム神属
ガルム
ガルム神属基本種。攻撃属性は火。弱点属性は氷。結合崩壊する部位は頭、ガントレット、後足。素材名は魔狼。
苔石のような緑の石の装甲が四肢を覆い、腕はガントレットのように変形している狼のようなアラガミ。高い身体能力からの格闘や、ガントレットによる爆熱の放射・起爆を組み合わせた攻撃を行う。
マルドゥーク
ガルム神属感応種。攻撃属性は火。弱点属性は氷。結合崩壊する部位は頭、ガントレット、後足。素材名は赤蝕狼。
ガルムとは違い、石の装甲は白く腕にしかないが、雪山の白狼を象徴するかのような白い毛並みと体に描かれたような模様、尻尾や背中のヴァジュラのマントに似た器官の赤色とのコントラストが特徴的。また、マントの部位は公式には「触手」である。ガルム同様爆熱を操ることに加え、その咆哮でヴァジュラでさえも統制する能力を持つ。この「赤い咆哮」と呼ばれる能力はフィールド全域の小型・大型アラガミを引き寄せるだけでなく、特殊な偏食場パルスを展開して、マルドゥークの怒り活性と同時にフィールドの全ての中・大型アラガミを活性化させる。
GOD EATER 2のパッケージデザインに飾られている。ストーリーの序盤から登場し、主人公の覚醒したブラッドアーツによって片目を潰されたが、その個体が後にガルムを引き連れて民間人の誘導を行っていたロミオとジュリウスの前に現れ、ロミオに致命傷を与えた。

#### デミウルゴス
デミウルゴス
デミウルゴス神属基本種。攻撃属性は氷。弱点属性は火、神。結合崩壊する部位は頭、右足肉、左足肉。素材名は闇神。
四足歩行で長い首とクアドリガほどの巨体を持つアラガミ。発生起源は地中海沿岸とされ、建造物を好んで捕喰する傾向がある。体のところどころにある白い装甲は石膏像のような丹精さを醸し出してはいるが、その毒々しい顔付きは西洋の悪魔を彷彿とさせる。この顔は実は仮面であり、顔を部位破壊するとその下に隠された山羊のような顔を見ることができる。
伸縮する前足や後足のゴム部分に該当する部位と頭以外はすべて固く、攻撃予備動作中に伸縮する腕や脚が伸びたときに如何に攻め込めるかがカギとなる。氷を操る眼差し、何よりその巨体から放たれる体当たりは見た目と動作の重さ相応の威力を持つ。攻撃力が異常な個体も登場し、神機使いを苦しめる。

#### キュウビ神属
キュウビ
キュウビ神属基本種。攻撃属性は神。弱点属性は火、神。結合崩壊する部位は頭、胸板、吸引尻尾。素材名は天狐。
巨大な狐のような姿を持つアラガミ。3本の大きな尻尾と、腰の部分に灯された6つのオラクルの炎からその名が付けられた。アラガミが生まれた初期から存在していたにもかかわらず、他の物質やオラクルを捕喰せず長期間生きてきたため、極めて初期の状態に近い「レトロオラクル細胞」を持つ。この細胞が無限の可能性を秘めているとされ、フェンリルはその存在を追い続けていた。3本の尾からは無数の光弾を放つことができる。またオラクル細胞による黒い軌道を描く隙のない突進やスピンによる黒い竜巻などといった物理攻撃面も豊富。
マガツキュウビ
キュウビ神属変異種。攻撃属性は神。弱点属性は火、神。結合崩壊する部位は頭、胸板、吸引尻尾。素材名は空狐。
キュウビと同神属に該当するアラガミ。キュウビと同じ骨格・行動だが、キュウビの持っていた動物的な繊細さは消え、顔や胴は黒く染まり、禍々しいただの一体のアラガミとして君臨する。
「殺生石」なる物質を生成する能力が備わっており、マガツキュウビが活性化すると、本体を含めた全アラガミの頭上に形成されその場に留まる。殺生石を中心とする半径数メートルの広範囲にいるゴッドイーターはたちまち体力上限が急速に減少し、最終的にはHP上限1ポイント（回避またはタワーシールドの防御以外ではどのような状況でも一撃死する状態）に追いやられてしまう。
殺生石は時間経過でしか消えることがなく、それに要する時間も長いため、複数回に渡って設置されるとマップ全域を殺生石のエリアが及ぶ領域が埋め尽くす、などという状態になりかねない。マガツキュウビとの戦いでは活性化を起こさせない対策もある程度必要になってくる。体力上限はアイテムで復元可能ではあるが、それでも何の制限もなく殺生石を設置してくる上に、なにより単体で出現するミッションが存在しない。キュウビとしての戦闘性能も失われていないため、回避の技能など、確実にダメージを受けない戦いを超高レベルで要求されることになる。
『GOD EATER 2』では、本編クリア後に描かれた後日談のラストボスとして登場した。
ムクロキュウビ
キュウビ神属神融種。攻撃属性は氷、神。弱点属性は雷。結合崩壊する部位は頭角、胸板、吸引尻尾。素材名は飾天狐。
キュウビの頭部に2本のショートブレード型神機を融合させた神融種。キュウビ本来の戦闘力に加え、神機が融合したことにより一部の攻撃が大幅に強化されている。また、シエルの血の力「直覚」を真似た能力により、最も体力の低い神機使いを検知したうえで他のアラガミと共に集中攻撃することができる。

#### ハンニバル神属
ハンニバル
ハンニバル神属基本種。攻撃属性は火。弱点属性は氷、雷。結合崩壊する部位は逆鱗、頭、籠手。素材名は真竜。
極東支部にて初めて発見された新種のアラガミ。『GOD EATER BURST』の通常版のパッケージに採用されている。竜のような体躯をしており、コアを摘出されても新たな代替コアを形成、復活する特性を持っている。そのため、「不死のアラガミ」として極東支部の神機使いたちを震撼させた。スサノオと同じく元神機使いが「アラガミ化」した姿ではないかと考えられている。
素早くしなやかな体術や、炎を剣や槍のように扱ったりと、人間的な動きを多数使用する。また背中の突起部（逆鱗）には膨大なエネルギーを蓄えており、結合崩壊すると広範囲に及ぶ危険な炎熱攻撃を繰り出してくる。基本ステータスが異常なほど高いものが目撃されており、同種が生き残りを賭け戦い、その生き残りが異常進化したものではないかと推測される。その異常個体が大量のヤクシャと同時に出現したりする事例もあった。
ハンニバル侵喰種
ハンニバル神属侵喰種。攻撃属性は神。弱点属性は氷、雷、神。結合崩壊する部位は逆鱗、頭、籠手。素材名は幻影竜、幻影。
通称「黒いハンニバル」。体色や操る炎の色、龍手を装着した腕などの大半が通常の白いハンニバルと対照的になっているアラガミ。アラガミ化した神機使いの細胞が分岐したことで誕生したという説がある。最初の一体が出現して以降、同種と思われる個体が極東支部周辺を始め各地で発生しているが、因果関係は通常の白いハンニバルとの関連性も含めて不明。また、黒いハンニバルに関する情報は極東支部外秘となっている。
カリギュラ
ハンニバル神属禁忌種。攻撃属性は氷。弱点属性は火、雷。結合崩壊する部位は頭、右腕、左腕、ブースター。素材名は竜帝。
氷の皇帝と呼ばれており、その名に相応しい圧倒的な攻撃力とスピードを誇るアラガミ。攻撃範囲を拡張する両腕の仕込み刀や背中にブースターを装備しており、ブースターから大量の冷気を放出することで加速力を付ける。また、ゴッドイーターたちを確実にスタンさせる黄色のオラクルを放出する能力をもっており、スタンした相手に対する仕込み刀の一閃は一撃で死に至る脅威を備えている。ハンニバル同様、ステータスが異常に高い個体が発生する。
ルフス・カリギュラ
ハンニバル神属禁忌種。攻撃属性は氷。弱点属性は火、雷。結合崩壊する部位は頭、右腕、左腕、ブースター。素材名は熾帝。
赤い装甲を持つカリギュラ。特殊能力は持たず、外見以外の差異はない。ギルバートの過去に深く関わるアラガミであり、彼の上官であるケイトとの戦いで右腕のブレードがすでに潰れ、右肩にはその神機が刺さっている。
マガツキュウビの討伐後、幾多のアラガミを捕喰した別の個体が確認された。この個体は通常のカリギュラを凌ぐスピードで攻め込んでくる上、一部の攻撃の時にスタン効果のある弾丸を撃ち出したりと、独自の進化を遂げている。
スパルタカス
ハンニバル神属感応種。攻撃属性は雷。弱点属性は火。結合崩壊する部位は右腕、左腕、両足。素材名は戦鬼。
ハンニバル神属の感応種。全身のほとんどが爬虫類を思わせる金色の皮膚に覆われていて、ところどころに鎧のような装備、顔は骸骨、角が二本と戦闘種族を思わせる風貌をしている。;他のアラガミのオラクルを吸収することで自らを強化させ、自分以外を弱体化させる。その際には背中に羽のような器官が現れる。
一度オラクルを吸収するごとに羽が左右1本ずつ、最大6本生える。最大強化時のスパルタカスの一撃は、どの装甲をもってしても致命的なダメージを負うが、オラクル吸収動作を行っている間に頭部に攻撃を加え怯ませることで、パワーアップを防げる。
ハンニバル神速種
ハンニバル神属神速種・変異種。攻撃属性は神。弱点属性は氷、雷、神。結合崩壊する部位は逆鱗、頭、籠手。素材名は亡竜。
3年前、アラガミ化し流浪の生活を送っていたリンドウが出くわしたハンニバル変異種。
「神速種」なる定型突然変異タイプの進化を遂げており、その最大の特徴は何といってもその;異常なまでに俊敏な行動スピードと、ハンニバルが本来持つ火力が合わさった両刀型という、まさに究極の戦闘スタイルを持っている。;ただし、スピードが速いのは攻撃動作中だけであり、威嚇や怯み後の隙、ダウン時などは定速スピードで行動する。迂闊に張り付けば、尻尾旋回攻撃でも痛手を負いかねない。
カリギュラ・ゼノ
ハンニバル神属神融種。攻撃属性は雷。弱点属性は火。結合崩壊する部位は槍角、右腕、左腕、ブースター。素材名は飾竜帝。
ルフス・カリギュラの頭部にチャージスピア型神機を融合させた神融種。スピア特有のチャージグライドを使用してくるだけでなく、ギルの血の力「鼓吹」と同様に周囲のアラガミの攻撃力を底上げする能力を持つ。

#### ヴィーナス
ヴィーナス
ヴィーナス神属基本種。攻撃属性は火、氷、雷、神。弱点属性は火。結合崩壊する部位は右足ゼリー体、左足ゼリー体、背部ゼリー体、臀部ゼリー体。素材名は美神。
サリエル神属のアラガミがより美しさを求めて捕喰を繰り返した結果、原形を留めないくらいに醜い姿へと変貌したアラガミ。
雷を使った攻撃を行うほか、右足にサリエルの眼、左足にボルグ・カムランの尾針、背中にクアドリガのミサイルポッド、臀部にグボロ・グボロの砲塔と顔が出てくるゼリー状器官があり、これらを用いて多彩な攻撃を仕掛ける。

#### 零號神機兵
零號神機兵
零號神機兵基本種。攻撃属性は雷、神。弱点属性は火、氷。結合崩壊する部位は頭、胸、右腕。素材名は虚神。
レア・クラウディウスによって作られた最初の神機兵。見上げるほどの巨体を持ち、人間よりもアラガミに近い姿をしている。レアを言いなりにさせていたラケルはこれのことを「人形」と呼び、使役していた。ラケル博士の零號神機兵の破壊後、予備パーツや廃棄パーツがアラガミの捕喰によって零號神機兵に変貌したという事例もある。
一般の神機兵とは違い人型でなく、大型アラガミに近い風貌で体の一部一部が渾沌としている。攻撃性能は神機兵の比ではなく、胸部にあるレーザー砲からの電撃放射や、眼からの5本のビーム、機械じかけの右腕から発生したオラクルの刃を使った突進攻撃など、神機兵にはない装備や攻撃方法が多数ある。

#### 世界を拓く者神属
世界を拓く者
世界を拓く者基本種。弱点属性は火、氷、雷、神。結合崩壊する部位はコア。
『GOD EATER 2』におけるラストボス。シオに次ぐ特異点。その正体は極致化技術開発局ブラッド元隊長、ジュリウスが黒蛛病を発症した際、特異点として世界に選ばれた姿である。その姿は霊長類の頂点といった神々しいものを彷彿とさせる。
胴体はマントで覆われており、攻撃を受け付けない。武器は俗に言うファンネルやビットの機能をもった物体であり、剣と同じ要領で使役される。頭部には変わり果てたジュリウスが腕を頭の上で拘束されたようなポーズをしている。攻撃が弾かれないのは強固な例のマントがはだけている胸部および脚部前側で、胸部にあるコアが唯一の弱点、結合崩壊箇所になっている。
回収できる素材は存在せず、登場するミッションもストーリーミッションただ一つだけである。一度倒すと二度と戦うことはできない。
コミカライズ版でも登場こそするが戦闘にはならない。
エインヘリアル
世界を拓く者神融種。弱点属性は火、氷、雷、神。結合崩壊する部位は骸面、六剣、コア。素材名は飾虚抱。
世界を拓く者を模して作り上げられた神融種。ファンネルやビットのような武器はロングブレード型神機と化しており、特異点であるジュリウスを「守る」役割を持ったオリジナルとは異なり、より戦闘に特化した個体とされる。

#### クロムガウェイン神属
クロムガウェイン
クロムガウェイン神属基本種。攻撃属性は氷。弱点属性は雷。結合崩壊する部位は頭、翼腕、後足。素材名は黒獣。
背に巨大な双腕を生やした黒豹の姿をしたアラガミ。瞬発力に優れ、変則的な攻撃を次々と繰り出すだけでなく、双腕に仕込んだ刃により凄まじいほどの広範囲に渡り攻撃を放つことができる。非常に攻撃的な性格でもあるが、反面耐久力は低め。『GOD EATER 2 RAGE BURST』のパッケージにも登場している。
マグナガウェイン
クロムガウェイン神属神融種。攻撃属性は神。弱点属性は氷。結合崩壊する部位は頭、翼腕、腕甲、後足。素材名は飾黒獣。
クロムガウェインの双腕にシールド型神機が融合した神融種。クロムガウェインが持つ本来の戦闘力に加え、融合した神機が体内のオラクル細胞を制御し、衝撃波のような形で双腕と後ろ足から断続的に噴出させているため、無暗に近づきにくくなっている。この衝撃波は双腕についているシールドを破壊することで止めることができる。
オロチ
クロムガウェイン神属禁忌種。攻撃属性は雷。弱点属性は氷。結合崩壊する部位は主頭、双頭、後足。素材名は天降蛇。
クロムガウェインと同種のアラガミ。背の双腕が頭部のような形状をしている。『GOD EATER 2 RAGE BURST』の予約特典限定ミッションに登場する。攻撃パターンはクロムガウェインと概ね同じだが、遠距離攻撃のバリエーションが増加している。また、耐久力は落ちている。
紅蓮のオロチ
クロムガウェイン神属禁忌種。攻撃属性は雷。弱点属性は氷。結合崩壊する部位は主頭、双頭、後足。素材名は天降蛇。
アップデートVer.1.20以降の新ミッションに登場するアラガミ。その名の通り紅い体を持ち、他のクロムガウェイン神属とは異なる攻撃パターンを持つだけでなく、耐久力・攻撃力ともに通常のオロチとは比較にならないほど強化されており、ブラッドレイジの誓約を完遂するために必要とされるダメージ量も高い。

#### 世界を閉ざす者神属
世界を閉ざす者
世界を閉ざす者基本種。攻撃属性は神。弱点属性は火、氷、雷。結合崩壊する部位は頭部、前脚、後脚。
ラケル・クラウディウスが変貌したアラガミ。体格が数倍の大きさになって両足と背中から生やした腹足で4足歩行を行い、頭上にはリング状に形成したオラクル細胞を浮かべている。動きは遅いが、歩くだけで猛毒状態にする攻撃になる他、多数の射撃系攻撃を繰り出してくる。
世界を拓く者同様、最終話のみの登場で素材も回収できない。
終焉の残滓
世界を閉ざす者基本種。攻撃属性は神。弱点属性は火、氷、雷。結合崩壊する部位は頭部、前脚、後脚。素材名は飾慈后。
世界を閉ざす者の体を構成していたオラクル細胞がその形状だけを再現したアラガミ。世界を閉ざす者と同様に言葉を発することができるが、あくまでもオラクル細胞によるかつての動きの再現に過ぎない。
元となった世界を閉ざす者とは異なり、素材を回収することができる。

### その他・分類不明のアラガミ
シオ
登場人物節におけるシオの項を参照。
人型のアラガミ。白髪ショートで少女のような容姿を持つ。肌は白く子柄。白いドレスを着ている。
アラガミのため、ヒトの性質を持っていないものもあり、爪、歯、体毛などはない。
初めはフェンリルのマークがあしらわれている破れた白と赤の旗を衣服にしていた。ドレスはペイラー・榊、楠リッカ、神薙ユウの協力の下、橘サクヤ、アリサ・イリーニチナ・アミエーラによって製作された。
ノヴァ
支部長が「エイジス島」で育成していた、「地球を喰らう」とされるアラガミ。形状が「偏食因子転写実験」の際にアラガミに取り込まれて死亡したアイーシャに類似しており、関連が指摘されているが、詳細は不明。その触手は地球全土を覆っていたが、コアを転写されたシオの意思によって月へと飛び立った。
各地に残る残留触手による被害も多く報告されており、早急な対応が望まれている。
クベーラ
大型の岩石でできた獣のようなアラガミ。あらゆる物体を捕食し続けて巨大な体躯となった。弱点が無いため、現時点では消滅させる方法は無く討伐に成功しても撃退扱いである。
ネブカドネザル
白毛のアラガミ。人格を持つ特殊な神機でしか存在を探知できないアラガミ反応を発しない個体。現時点での生態・攻撃手段は明かされていない。
虫の形態を取るアラガミ
アラガミ糸を吐き出すとされるアラガミ。
アラガミ糸は一部の衣類の材料にされており、高価で取引される。コクーンメイデンの死骸にも含まれる。
ミミズ状のアラガミ
ミミズ状のアラガミ。種の進化の過程でとった姿。
ヴォルトゥムナ
『GOD EATER RESONANT OPS』に登場するアラガミ。足は4本。体は青い。
翼状の部位を持っており、飛行が可能。また、とても強いレーザーを放つことができる。特に活性化したときのその威力は、周囲一帯を一瞬で廃墟と変え、熟練した神器使いたちすらも一掃できるほど。
フィム
登場人物節におけるフィムの項を参照。
オーディン
『GOD EATER 3』におけるラストボス。元々はフェンリルが生み出した「対アラガミ決戦兵器」であり、グレイプニルによって改修されたことで「対灰域決戦兵器」となった。ラストボスとして登場するのは、大灰嵐を捕喰したことで変異・暴走した個体である。見た目は漆黒の巨人で、周囲に結界を展開することで灰域を捕食する。また変異した影響かゴッドイーターを「捕喰」してバーストするという灰域種と同等の能力を持つ。名前に違わず「槍状のエネルギーを生み出し周囲を破壊する」という技を持つ。クリアすると二度と戦うことができない。
メギド・オーディン
上記のオーディンの亜種。強襲ミッションでのみ戦える。

## 用語
神機節、アラガミ節も参照。
オラクル細胞
アラガミや神機を構成する未知の細胞。細胞そのものが一つの単細胞生物（作中ではカツオノエボシに喩えられている）であり、あらゆる物体を「捕喰」し、「捕喰」した物体の性質を取り込みながら増殖する能力を持つ。細胞一つ一つの生命活動が自己完結しており、通常兵器で攻撃しても殺すことができない。殺害する方法は同じオラクル細胞を用いて細胞の結合を「喰い破る」、すなわち神機を使用する以外にない。フェンリルでは武器に内蔵して利用しているが、細胞自体は研究途中で安定性や安全性は立証されていない。
なお、オラクル細胞およびアラガミには人間で言う「嗜好」が存在し、細胞それぞれに捕喰し辛い物質が存在するが、アラガミに共通する傾向として、自身と似た形質のものは捕喰しない（極度の空腹状態にある場合は例外）。また、捕喰対象が莫大なエネルギーを持っている場合（マグマなど）、オラクル細胞がそれに耐え切れず霧散してケロイド状の物質となるが、2071年現在のオラクル細胞はそういった高エネルギーへの耐性も持っており、マグマの上を平然と走り回るアラガミの姿が確認できる。
コア
複数のオラクル細胞の結合を司る指令細胞群。文字通りアラガミの「中核」となる細胞で、どのアラガミにも必ず一つは核が存在し、これを排除することによってそのアラガミを完全に「死なせる」ことができる。
本来、核の摘出は神機をもってしても決定打のない困難な作業であるが、強いダメージを受けて活動を停止したアラガミからであれば容易に摘出が可能であり、この際、核と同時にアラガミの生体素材を入手することができる。核は非常に貴重な実験材料であり、傷が付いていたとしても価値は高く、無傷であれば神機へと加工される。リッカによるとアラガミの種類に応じて大きさが違うらしく、ウロヴォロスなどのコアは特に巨大。
アラガミの身体は核が消滅することにより霧散するが、細胞が再集合し新たなアラガミを形成するため、事実上地球上からアラガミを完全に駆逐することは不可能であると言われている。
捕喰
オラクル細胞またはアラガミが体外の物質などを喰いとること。各アラガミには捕喰対象に傾向があり、アラガミの持つ偏食因子に基づき偏食される。アラガミなどは捕喰したものの形質などを取り込む場合がある。
ノヴァ
アラガミ同士が互いを捕喰し続けた末、最終的に現れる巨大なアラガミ。終末捕喰を起こすとされる。
終末捕喰
オラクル細胞ないしアラガミが地球を捕喰するという風説、またその現象。
アラガミたちが捕喰を何度も繰り返した末にノヴァが現れ行われる現象とされる。終末捕喰が生じるには、大量のオラクル細胞と特異点と呼ばれるアラガミとが合わさることで行われるとされる。
単なる都市伝説の一種ともされているが、信じている者も少なくない。この思想に感化されたカルト教団が大量集団自殺事件を起こしたことから有名になった。
『GOD EATER』『GOD EATER BURST』では全容はわからずじまいだったが、『GOD EATER 2』ではペイラー・榊により「地球が何らかの外的要因（外宇宙の生物の侵攻、地球に生息する生物による資源の食い潰しなど）で危機的状況に陥った時の再生プログラムではないか」と推測された。
シックザール支部長の終末捕喰
極東支部支部長ヨハネス氏によって引き起こされた終末捕喰。作中では初めての終末捕喰にあたるが、これまでに終末捕喰が行われ、世界が再生している可能性があるため、最初の終末捕喰ではなく、いわば「人類最初の終末捕喰」である。
特異点、いわば終末捕喰の引き金であるシオの存在を確認したヨハネスとサカキ博士だったが、ロマン派で人類の明日を夢見てきたサカキ博士はヨハネスの出張をチャンスにいち早くシオを保護する。同時にシオは人に近いアラガミだったため、人間とアラガミの共存を夢見てシオを育成するが叶わず、シオは特異点としてノヴァに呼び寄せられサカキの元を去ってしまう。しかしシオはノヴァの精神内に残存しており、ノヴァを月に送り出す。ヨハネスのアーク計画の要であるこの終末捕喰は失敗とされた。
今もシオが月にいるかどうかは不明だが、それを匂わせる描写が数多くあり、ソーマらもそれを願っている。
ラケル博士の終末捕喰
人類第二の終末捕喰。発案者はラケル=クラウディウス。特異点はジュリウス・ヴィスコンティ。
アーク計画とは違い、こちらは完全に人類を抹消する計画であり、人間の存亡を微塵にも考えていなかった。ラケル博士は幼少の頃にP73偏食因子を投与され、アラガミとして精神を支配されつつあったので、それがラケルの中のアラガミによるものなのか・ラケルの本意だったのかは不明。
どの種の偏食因子をも受け付ける奇跡の子・ジュリウスを発見し、ジュリウスを特異点として作り出す。特異点となるまでラケルに騙されていたジュリウスだったが世界の終末は彼の本意ではなく、ラケルが自分を道具として扱っていたことに絶望し、多数の断末魔（感応現象によるヴィジュアル？）を垣間見、自分が特異点になることを本能的に理解し特異点となったことによる一種の意志放棄によるものである。
特異点として完成した時には既にジュリウスの意識はなかったが、世界を拓く者として倒された際に、感応波の意識の中でジュリウスは仲間と対話することに成功し、再び希望を取り戻した。特異点である彼は、サカキ博士が対抗的に起こした終末捕喰とラケルの終末捕喰を相殺し、バランサーとして二つの中立に立ち、終末捕喰を食い止めることで終焉した。
偏食
オラクル細胞またはアラガミの捕喰に認められる傾向。自身の持つ偏食因子に基づき盛んに捕喰するものと捕喰を避けるものとがある。
偏食因子
オラクル細胞内に含まれる偏食を司る物質。オラクル細胞の「嗜好」を決定づけている。基本的にオラクル細胞が「嫌う」ように偏食因子が使用されており、これが捕喰に対する耐性であるが、その逆であるオラクル細胞が「好む」偏食因子も存在する。ゴッドイーターたちはこの偏食因子をハーネスから定期的に投与されることで、自らの神機に「捕喰」されることを防いでいる。安全性はそれなりに保障されているが、発見当初の投与実験で大惨事が起こっている。なお人体に投与可能な偏食因子は複数発見されているが現在実際に使用されているのは神機使いたちがハーネスから定期的に投与されているP53（ハーネスの正式名称はこれに由来する）とソーマおよびラケルに投与されたP73、ブラッドに投与されているP66の三種である。
P53偏食因子
第一、第二世代神機使いに投与されている偏食因子。低強度ではあるが、安全性が比較的高く基本的に適合率の高さがゴッドイーターの能力に比例する。ただし、過剰に投与すればアラガミ化する危険性があるので投与される量と間隔は厳重に管理されているが、腕輪の故障などにより暴走し使用者を侵食することもある。ペイラーによって発見された。
P73偏食因子
生体への偏食因子転写実験「マーナガルム計画」において、当時は胎児だったソーマに埋め込まれた偏食因子。非常に強靭な肉体を形成し、細胞の構造もオラクル細胞に近いものとなるため、腕輪が無くても自ら偏食因子が生成でき、驚異的な自己回復能力を得られる。それゆえに自身の体内にアラガミを飼育すると同等の状態に置かれるため、適合者は非常に苦悩することになっていた。
ソーマの場合は神機がアラガミを捕喰している際に、体内のアラガミ自体も食欲を解放しようとし、ソーマは度々それを抑えようと必死だったといい、シオにそれを指摘された時はその苦悩を露わにした。
またラケルはこの因子により植物状態から意識を回復したが性格が一変し、明るい一面を持つようになるが同時にサディズムを持つようになり、人間の貧弱さに絶望している節も見られるようになった。
強力であるが、かなり危険なものであり、計画自体は失敗に終わったため、現在P73偏食因子を持っている人間はソーマとラケルのみとなっている。
P66偏食因子
第三世代神機使いとして、つまり「血の力」を覚醒させる偏食因子。その性質から「偏食因子ブラッド」とも呼ばれている。ラケル・クラウディウスが開発し始め、適合に成功した初例がジュリウス・ヴィスコンティである。マグノリア・コンパスではこの偏食因子を孤児に投与し反応を調べるという実験が行われていた。P66偏食因子を投与されたゴッドイーターは「血の力」の覚醒を控え、過去の悲劇を乗り越えたり、絆が芽生えるなどの予備事象によって「血の力」が覚醒する。
P38偏食因子
ディバイダー用の偏食因子。『GOD EATER RESONANT OPS』に登場した。
効果はディバイダーシステムを使用する上で必要な偏食場の発生に特化しており、肉体強化などの面ではゴッドイーター用の偏食因子に及ばない。しかし適合のハードルが低く、ゴッドイーターの適合試験にパスできなかった者でも適合できる可能性が高い。
感応現象
新型神機使い同士、適合外神機への接続、アラガミ化侵喰途上にある神機使いなどに触れることによって起こる、いわゆる共鳴に近い現象。原因はさまざま噂されてはいるが、詳しいことは不明。
起こりうる現象で現在判明しているのは以下のようなものがある。
- 新型神機使いが触れ合った際、記憶の一部を垣間見る（ぼやけた顔などは曖昧な記憶に添った形で伝わる）
- 適合外神機に侵喰された新型神機使いが当該神機に触れた際、本来の適合者・持ち主の記憶を垣間見る
- アラガミ化侵喰途上にある神機使いとの神機を介しての物理的接触により、当該神機使いの短期記憶にあたる数10秒前からの映像・思考が再生される
- アラガミ化した神機使いの体内に存在するコア（指令細胞群）への物理的接触により、当該神機使いの精神へ直接介入する

以上の複雑な他者の情報が、客観的な時間では数秒で処理されている。また、P66偏食因子の投与によって感応現象が応用され、「血の力」として戦闘に利用される。
ゴッドイーター
対アラガミ部隊の通称。神機の使い手を指す呼び名。通称神機使い。人類がアラガミに対して唯一対抗できる存在である。神機の接続のために肉体に偏食因子を投与されており、それに伴って非常に高い身体能力を持つ。各地に出没するアラガミを討伐し、捕喰によりその生体素材を採取することを至上任務とする。死と隣り合わせの危険な仕事のため、給料は高く、家族の生活も保障される。それだけに一般市民からは逆に特権階級として目の敵にされることもある。また、神機を扱うためにP53アームドインプラント（腕輪）を装着、偏食因子を投与されている。また、腕輪を通してターミナルを使用できる。
ゴッドイーターになるには、自分の身体に適合した偏食因子が発見されない限り、本人がどれほど希望してもなることはできない。逆に偏食因子が発見された者は、フェンリルからの配給を受けている限りゴッドイーターになることを拒むこともできない。また、適合候補者は12〜18歳程度が多い。
一定以上の成果を上げる、一定の年齢に達するなどすることで引退が認められるが、それに達することなく生涯を終える者がほとんどである。
プロモーションアニメから、実用化当初は軍からも「餓鬼」扱いされ、毛嫌いされていたことがわかる。
作中で階級は新兵、強襲兵、狙撃兵、衛生兵、偵察兵、上等兵、上等強襲兵、上等狙撃兵、上等衛生兵、上等偵察兵、曹長、強襲兵曹長、狙撃兵曹長、衛生兵曹長、偵察兵曹長、少尉、強襲少尉、狙撃少尉、衛生少尉、偵察少尉、中尉、強襲中尉、狙撃中尉、衛生中尉、偵察中尉、特務少尉、 大尉が出ている。
適合検査(適性試験)
入隊志願者が神機に適合するかを確かめる検査。神機を載せたプレス機に似た機械でハーネスを右手首に嵌め込むことで行われ、かなりの苦痛を伴う。表向きはパッチ検査の一種とされているが、神機に適合しなかった場合は神機に「捕喰」され肉片になってしまう。現在はコンピュータによる精密な遺伝子検査を経て候補者を絞っているため、適合失敗による捕喰はほとんど無くなった。
リラックスした方がいい結果がでる。
メディカルチェック
ゴッドイーターの検診。定期的に行われる。
リンクエイド
戦闘不能になったミッションメンバーに対して、自身の体力の半分を分け与えて蘇生させる行為。スキルなどによって、体力の譲渡量は変化する。
プレイヤー、ミッションメンバーはHPが0になると戦闘不能になる。戦闘不能になったプレイヤー、ミッションメンバーはリンクエイドされると復活できる状態になる。プレイヤーは復活できる状態で◯ボタンを押すか、復活できる状態になってから15秒経つと復活する。ミッションメンバーはリンクエイドされると復活する。GOD EATER、GOD EATER BURSTでは、NPCが倒れた場合には30秒という制限はない。
プレイヤーが復活できなかった場合リスポーンとなり、3つある任務報酬のアイテムが一つずつ消滅していく。3つすべての報酬がすべて無くなるとミッション失敗となる。
アラガミ化
人体に「偏食因子」をなんらかの形で過剰投与した結果体細胞が「オラクル細胞」に変異、または「偏食因子」を長期間投与されなかったか適合していない神機を用いることで拒絶反応を起こしたことによってゴッドイーターが神機のオラクル細胞に侵喰されてアラガミとなる現象のを指す。特にゴッドイーターがアラガミに変異した場合は、人為的に改造されたオラクル細胞が様々な特性を持って変質するために通常のアラガミ以上の脅威となる。
アラガミ化した神機使いの処理方法として最も効果が高いのは「アラガミ化した神機使いが使用していた神機を使って殺すこと」とされているが、その行為自体が他人の神機を使用した場合のアラガミ化という大きな矛盾を孕んでいる。
現在のところ決定的な治療法は見つかっておらず、発見次第、直ちに処分するのが通例となっている他、万が一隊員がアラガミ化した場合その部隊の隊長には守秘義務が課せられる。
ディバイダー
ディバイダーシステムによるゴッドイーターとのリンクなどで、作戦を支援する者のこと。シリーズにおいては『GOD EATER RESONANT OPS』から登場した。
ゴッドイーター同様に偏食因子の投与による強化が行われているが、肉体面の強化では劣り、神機の使用も不可能と単独でアラガミに対抗できるほどの力は持たない。
ゴッドイーターの腕輪に相当するアイテムは「P38ペイサルインプラント」、通称「アンカー」。完全な腕輪型ではなく腕輪部分の「アンカー」と地肌に装着される「スロット」に分けられ、「アンカー」部分は取り外しが可能となっている。また装着箇所も右手首限定ではなくある程度自由に決めることができる。
基本的に適合率がゴッドイーターの基準に届かなかった者がディバイダーに選ばれるが、ディバイダーとして活動する中で適合率が上昇するとも言われている。『GOD EATER RESONANT OPS』第1章の時点では「そういう説もある」程度の話だったが、イベントシナリオ（後に第1章22話に編入）「神に抗い握る希望」において第十四部隊のティオナがゴッドイーターとなったことを皮切りに第2章では元ディバイダーのゴッドイーターが多数登場した。
リンク
ディバイダーシステムなどにおいてディバイダーとゴッドイーターなどを接続すること。
ディバイダーシステム
『GOD EATER RESONANT OPS』に登場したゴッドイーター支援システム。
大型のポッドのような装置に入った者の偏食場を一時的にデータ化してリンク役のゴッドイーターに送信し、腕輪を経由して神機が発する偏食場に融合させることでゴッドイーターの能力の底上げや防御、回復、アラガミへの攻撃や状態異常付与などの様々な効果を発揮する。またこれらの効果はリンク役だけでなく周囲のゴッドイーターたちも受け取ることが可能であり、部隊一つを丸ごと強化することができる。効果はリンク強度を上げることで高めることができるが、ディバイダーとリンク役のゴッドイーターは感覚を共有しており、リンク強度を上げることは感覚共有も強めることになる。肉体強化がゴッドイーターに劣るディバイダーがゴッドイーターの受ける衝撃をそのまま感じるとショック死する可能性もあるため、リンク強度については厳重に管理されている。装置は基本的に専用の能力者であるディバイダーが使用するが、理論上は偏食場を発することができれば誰でも使用できるため、ゴッドイーターがディバイダー役を務めることも可能である。
ゲームシステムとしては1つの部隊に対して手持ちの4名＋他プレイヤーから借りる1名の最大5名を設定可能。ディバイダーのステータスが同じ部隊に編制したゴッドイーター全員のステータスに上乗せされ、戦闘中はディバイダーアビリティを使用可能となる。上記の設定に沿う形でゴッドイーターにはリンク役が設定されており、部隊内に主人公が編成されている場合は主人公が、いない場合は編成の一番左に配置されたゴッドイーターがリンク役となり、リンク役が行動不能になった場合はディバイダーアビリティも使用不能になるというデメリットがある。
ノア1
ディバイダーシステムの基幹装置の一つ。『GOD EATER RESONANT OPS』開始当初に使用されていたが、真のディバイダーシステムとなることはできず、ノア0へと移行し次第にノア1の機能は停止するものとされている。
ノア0
ディバイダーシステムの基幹装置の一つ。2075年頃ディバイダーシステムに関する事故が起き、要塞フリードの中に残置されていたものを大規模作戦にて第十四部隊が回収した。
感応技術開発局長フォルカー・ヘイデンスタムはノア0の普及が真のディバイダーシステムには不可欠とし、採用を推奨しており、多くの支部が採用している。
性能はノア1を大きく上回り、さらにゴッドイーターのポテンシャルを最大限まで引き出す『ストラグルリンク』の使用も可能となる。
しかし使用したディバイダーの脳に強い負荷がかかるという欠陥があり、長期間リンクしたディバイダーには記憶保持と言語機能に障害が生じるともされている。
ドゥーエ
フェンリルイタリア支部にて採用されているディバイダーシステムの基幹装置。ノア0の使用者の脳機能障害の虞れから、イタリア支部にて独自に開発された。ノア1よりも通信精度や通信距離が劣る。

アラガミ総合研究所
アラガミの研究を行っていた組織。フェンリルの前身。所長はアイーシャ・ゴーシュ。
2053年、マーナガルム計画におけるP73偏食因子転写実験後、解散している。
フェンリル
ゴッドイーターによるアラガミ討伐を実行する組織。2012年創業。人類最後の砦ともされる。
オラクル細胞を研究していた生化学企業であり、神機を発明したのも彼らである。また討伐部隊の指揮だけでなく、各地にアラガミ防壁に囲まれた都市「ハイヴ」を建造し、それらの統治機構としても働いている。オラクル細胞が発見される以前は遺伝子工学を主とする穀物メジャーであった。フェンリル内に局、隊、班などの組織を持つ。作中では局、部、部隊、隊、班、チームなどが登場している。フィンランドに存在する本部の他に、世界各地に支部を持つ。
フェンリル理事会
フェンリル内にあるとされる組織。
情報管理局
フェンリル理事会直属の部門。局長はアイザック・フェルドマン。
保守局
フェンリル内にあるとされる部門。
文部科学局
学術・科学・文化の研究および活動を行う部門。ゴッドイーターの指揮官研修の主催をしている。
フェンリル本部
フェンリルの本部。事実上世界を支配しているのはこのフェンリル本部であるが、情報の隠蔽や錯綜の他、各支部から送られた応答への遅延などによってフェンリル支部のゴッドイーターから反感を買うことも少なくない。
第五部隊
フェンリル本部にて大規模作戦に伴い編成された部隊。隊長はクロウ・ランチェスター。ほか数名の隊員がいる。大規模作戦中第十四部隊を陥れ、フォルカー・ヘイデンスタムは背後にフェンリル高官の保守派閥と癒着があるとみた。
第八部隊
フェンリル本部にて大規模作戦に伴い編成された部隊。緋衣クレハが所属する。
第十四部隊
フェンリル本部にて大規模作戦に伴い編成された部隊。隊長はエリナ・デア=フォーゲルヴァイデ。GOD EATER RESONANT OPS主人公、セラ・キサラギ、アレク・マーティン、ユミナ・ラパスが所属する。発足してまもなくヴォルトゥムナと遭遇した。
エクリプス
フェンリル本部の精鋭部隊。隊長はフィリーネ。副隊長はキルス。
グレイプニル
フェンリル本部の師団。師団長はエイブラハム・ガドリン。
感応技術開発局
フェンリル本部の研究所。所長はフォルカー・ヘイデンスタム。ヌマエラ・ディ・ロッタ、ユミナ・ラパスが所属する。
極東支部
主人公の所属するフェンリルの支部。通称「アナグラ」。かつて日本があった土地に建設された。ミッションを受注するエントランスを中心とし、新人区画、ベテラン区画、役員区画、ラボラトリなどから構成され、それぞれエレベーターで往来する。公式設定資料集で、神奈川県藤沢市であることが発覚し、主人公らがアラガミの討伐に赴くフィールドもエイジス島を除き神奈川県内に所在している。
極東地域にアラガミが集結し、激戦地となっていることから、対アラガミ戦線の花形であり、さらにはエイジス計画の要的役割も勤める関係上ほかの支部よりあらゆる面で優遇されており、名を上げるために極東支部に赴任を希望する神機使いや物資を求める移住者たちがあとを絶たない。
学校、喫茶店、レストランがある。
内部居住区
フェンリル極東支部の地下にある市民が住む区域。
外部居住区
フェンリル極東支部アラガミ防壁内で同支部建物外に市民が住む区域。
工場区
支部で必要な食料や諸資源の生産をしている区域。
兵站部
フェンリルにあるとされる、作中でアラガミによって水道管および空調管工事が遅れていると弁明した部門。
戦略指導部
作中で新種のアラガミの命名や種の推定を行った部門。
広報部
フェンリルにあるとされる部門。作中でゴッドイーターとアラガミの戦闘の記録写真集の販売も行った。
参謀部
フェンリルにあるとされる部門。
第五開発室
ウロヴォロスのコア剥離の際に使用されたとされる開発室。
討伐隊・討伐班
居住区装甲外のアラガミの討伐を行っている部隊。
調査隊・調査班
居住区装甲外の調査を行っている部隊。
防衛隊
アラガミからの襲撃の防衛を行っている部隊。
防衛班
アラガミからの襲撃の防衛を行っている部隊。第二部隊が担当する。
救護班
戦地にて受傷するなどして戦闘不能となった者などを救護していると思われる部隊。
回収部隊
居住区装甲外の地域にて物資を回収している部隊。
輸送部隊・輸送隊
物資などの輸送を行っている部隊。
護衛班
輸送部隊の護衛を行っている部隊。
偵察隊
居住区装甲外の偵察を行っている部隊。
第一部隊
討伐班。隊長は雨宮リンドウ、主人公、藤木コウタの順に務めた。人々の脅威となりうる大型のアラガミの討伐などに従事している。また、居住区の防壁開発などに必要不可欠な「コア」の回収も重要な任務とされている。
第二部隊
2071年は防衛班、外部居住区の防衛を主任務とする。2074年はサテライト防衛班。防衛班の班長は大森タツミ。
『GOD EATER』、『GOD EATER BURST』、『GOD EATER RESURRECTION』では、大森タツミを班長とする部隊。七部隊まであるが、第二部隊、第三部隊以外の詳細は不明。第二部隊は支部および外部居住区の防衛を、第三部隊はエイジスの防衛を主任務としている。ただしゴッドイーターの人員は常に不足しているため、部隊間での人員の貸し借りは日常的に行われており、彼らを討伐ミッションのNPCとして起用することも可能である。
『GOD EATER BURST』、『GOD EATER RESURRECTION』では彼らの方から共闘を依頼されるミッションも存在する。アーク計画阻止後は、第三部隊は第一、第二部隊の支援が主任務となった。『GOD EATER 2』ではカノンは極東支部第四部隊に、それ以外の面々はサテライト拠点防衛班として再配属された（なお、アネット、フェデリコに関しては『GOD EATER 2 RAGE BURST』にてそれぞれの支部へ帰還し活躍していることが明かされた）。
『GOD EATER RESONANT OPS』では、新型神機に更新した台場カノンを第二部隊隊長として再配属している。その他確認できる隊員は、小松菜アスナのみ。
グラフィックデザインと戦闘中の声はプレイヤーのキャラエディットを流用したものであったが、『GOD EATER BURST』では全員がリデザインされ、声優も新たに起用（声優が変わらない場合でも新規収録が行われた）されている。なお、『GOD EATER BURST』のストーリー冒頭のムービーおよび、コミック化の際に書き直しの加えられた『the spiral fate』の一部分にも旧デザインの彼らが確認できる。そのため『GOD EATER BURST』に登場する旧デザインの彼らはそれぞれ別の人物ということになっている。
第三部隊
2071年は防衛班、エイジス島の防衛を主任務とする。他の部隊の応援も勤める。2074年はサテライト防衛班。防衛班の隊長は大森タツミ。
第四部隊
他の部隊の応援を勤める。
第七部隊
雨宮リンドウが単独でウロヴォロスのコアを剥離したとされる部隊。
フェンリル極東支部独立支援部隊「クレイドル」
ゴッドイーターとしての職務の傍らサテライト拠点の支援新設を行う部隊。旧極東支部第一部隊の面々が中心となって構成されている。『the 2nd break』で設立された。
ロシア支部
モスクワにあるフェンリルの支部。2069年設立。周辺地域は2071年時点で異常気象で寒くなくなっているともされる。極東支部に並ぶ設備と戦力を持っているが、シックザール支部長の傀儡となっている。
2070年アリサ・イリーニチナ・アミエーラが入隊。2071年アリサ、極東支部第一部隊へ転属。また、2075年頃まで第三部隊にクロエ・グレースが所属していた。
グラスゴー支部
ギルバートがブラッドに配属される前に所属していた、グラスゴーに存在する支部。
グラスゴーのアラガミ被害が少ないことから、ギルやハルオミがいた頃は神機使いが3人でも大丈夫だった小規模な支部となっている。
極致化技術開発局「フライア」
移動要塞を拠点としたフェンリルの直轄支部。通称「フライア」（FRIAR/Fenrir Research Institute for Apotheosis Reinstatement）。「極致化計画」の遂行を目的として設立された支部。主に「神機兵」と「血の力」の開発と研究をしている。他にも「ブラッド」によるアラガミの討伐も実行している。
ブラッド隊
『GOD EATER 2』の主人公の所属するラケル博士によって設立された「フライア」直属の特殊部隊。隊員は第三世代神機使いによって構成されており、部隊名の由来にもなっている「血の力」を宿している。
極東狼谷学園・極東狼谷学院
フェンリルに人材を提供している学校。技術職や事務職を輩出していたが、三年前から特殊選抜科を設立しゴッドイーターを育成している。学科は作中で確認できる限り特殊選抜科と管理育成科がある。
ヒマラヤ支部
『GOD EATER ONLINE』の舞台となる支部。
イタリア支部
イタリアにあるフェンリルの支部。支部長はイザベラ・ディ・ロッサ。フェデリコ・カルーゾ、ジーノ・ケルビーニなどが所属している。
ドイツ支部
ドイツにあるフェンリルの支部。2078年時点で支部長はロルフ・アイゼンシュタットだが、リベレイターの研究開発中の事故により、本支部所属のゴッドイーターヴィルマ・クーネンフェルスが副支部長となり、代理している。
アメリカ支部
シンガポール支部
『GOD EATER 2 RAGE BURST』で登場。
マルセイユ支部
『GOD EATER 2 RAGE BURST』で登場。
リオ・デ・ジャネイロ支部
『GOD EATER 2 RAGE BURST』で登場。
中国支部
中国にあるとされる支部。『GOD EATER ONLINE』で登場。
ストックホルム支部
ストックホルムにあるフェンリルの支部。
『GOD EATER RESONANT OPS』にて登場した。
他の支部と比べて支部施設は小さく、のどかな様子とされる。温泉やサウナなどの保養施設が豊富であり、傷や疲れを癒す湯治場でもある。サウナは特に人気が高く様々な支部から人が来訪している。スパ施設は支部が事業を推進している。フェンリルの保養所ともいわれる。周辺地域のアラガミの出現は他の地域と比べ少ない。
オーストリア支部
オーストリアにあるフェンリルの支部。
『GOD EATER RESONANT OPS』にて登場した。
周辺地域は傾斜が多い。神源種であるボウショクが観測された。

メディカルチェック
特務
支部長から極秘に発注される任務。
軍法会議
脱走兵などの処分を決めていると思われる会議。神機剥奪などの処分を決定できる。
食料会議
職員の食料を決めていると思われる会議。
ハイヴ
アラガミにより壊滅した地球の各地に建造されたコロニーの総称。直訳すると「巣」。周囲をアラガミ防壁で囲まれている。
生産と消費が自己完結しているアーコロジーとなっており、仮に特定の支部以外のフェンリルの施設が壊滅しても、生き残ることができる。
アラガミ防壁
ハイヴを防衛する城壁。オラクル細胞の「嗜好」を分析し、捕喰され辛い物質で構成されている。
これにより防壁内部はアラガミの被害を免れているが、日々新種のアラガミが発生しているために構成物質は常に更新しなければならず、ゴッドイーターによる素材採取が極めて重要となる。
第8ハイブ
極東支部を中心にアラガミ防壁で囲われた半径1500mの円形のハイブ。内部居住区に約1万人、外部居住区に約13万人が居住している。
ターミナル
フェンリル施設内などに設置されている情報機器。更衣用の幕を出し着替えることもできる。
ノルン
フェンリルが提供する情報の閲覧や手続きができる機能。
エイジス計画
海上にドーム型のアラガミ防壁を張り巡らせた人工島であるエイジス島を建設し、生き残った人類を移住させる計画である。極東支部が中心となって進められていた。
しかし、その実態はシックザール支部長のアーク計画の隠れ蓑であり、エイジス島に侵入したサクヤらにそれが暴露された後にアーク計画を発表した。
エイジス島
エイジス計画で建設されている人工島。フェンリル極東支部から50キロ離れた太平洋上にある。「鎮魂の廃寺」や「愚者の空母」のフィールドにおいては遠景の中にエイジス島が確認できる。
完成の暁にはこの荒廃した世界での安息地になると思われていたが、正体はシックザール支部長がアーク計画の目的である終末捕喰を起こすための「ノヴァ」を、誰にも露見せず培養するための場所であった。ノヴァの終末捕喰が発動しかけた時に伸びた触手によって崩壊し、終末捕喰が防がれた後は危険なアラガミが集まる場所と化してしまっている。『GOD EATER 2』ではその性質を逆利用し、危険なアラガミを誘き寄せて倒すための場所にしている。エンディング後に上記のフィールドから見えるエイジス島の景色が変わる（崩壊した姿になっている）。
フェンリル本部大規模作戦
2078年フェンリル本部にて各支部の優秀な人員を結集させ、禁忌領域に残置されたノア0を回収することを目的とした作戦。感応技術開発局長フォルカー・ヘイデンスタムが主導していった。
神機兵（DEMAS/Deus ex Machina Artificial Soldier）
アラガミに対抗するために神機技術の粋を使ったパワードスーツ。適性さえあれば民間人でも搭乗可能という凡庸性と神機使い以上の攻撃力を有する。有人型と無人型で運用することもできる。使用する武器は可変式であり、ブレードの形状で長刀型と大剣型に分類できる。
有人型を推奨するレア・クラウディウス博士は有人型神機兵の開発に成功し多大な成果を収めたが、搭乗者に負荷が強いことや無人型を推す科学者の波によって撤退。
マグノリア＝コンパス
ラケル博士によって設立された児童養護施設。児童たちには各々の特性や長所に合わせたエリート教育が施されるため、施設の出身者は例外なく独り立ちできる人材になっているとされている。しかし、その教育には過酷なものも少なくないとされている。主人公とギルバートを除くブラッド隊員は、この施設の出身者である。
その実態は未認可の偏食因子を児童に投与する実験場で、ほとんどの児童は投与された偏食因子による急激な体組織の変化に耐えきれずショック死、あるいはアラガミ化したため人知れず処理されていった。ラケルがこの実験に用いた児童の数はのべ数千人から数万人とされ、この非道を知った父・ジェフサはフェンリルの査問会に報告しようとしたが、直後にラケルの操る零號神機兵により殺害される。結果、この施設に関する事実が明るみに出ることは長らくなかった。これらの実験で得られた知見に基づいて選抜されたのがジュリウスら「ブラッド」メンバーである。
エイジス
太平洋上にある人工島。
訓練場
極東支部内にある訓練場。
愚者の空母
船が座礁している地域。現在の神奈川県横須賀地区の位置に相当する。
月影の霊峰
岩山でできた地域。
贖罪の街
アラガミに破壊されたビルが並ぶ地域。現在の神奈川県川崎地区の位置に相当する。
神機兵保管庫
フェンリル極致化技術開発局フライア内にある神機兵保管庫。
蒼氷の渓谷
巨大ダムがある地域。現在の神奈川県宮ヶ瀬地区の位置に相当する。
創痕の防壁
フェンリル極東支部の対アラガミ防壁の外側の地域。
鎮魂の廃寺
寺がある地域。現在の神奈川県鎌倉地区の位置に相当する。
鉄塔の森
廃工場がある地域。現在の神奈川県小田原地区の位置に相当する。
嘆きの平原
大きな竜巻がある地域。現在の神奈川県秦野地区の位置に相当する。
魔狼の要害
ガルム神属の巣窟となっている山間部地域。
黎明の亡都
図書館と植物園がある地域。現在の神奈川県横浜地区の位置に相当する。
煉獄の地下街
地下鉄がある地域。現在の神奈川県川崎地区の位置に相当する。
終末の神林
螺旋の樹の第一区画。
変容の神門
螺旋の樹の第二区画。
淘汰の神梯
螺旋の樹の第三区画。
再生と破壊の天頂
螺旋の樹の頂上。
萌芽の神域
螺旋の樹の最深部。
常闇のラボ
深緑の廃棟
灰暮の市街
ヒマラヤ支部近郊の市街地。
朧の路
ヒマラヤ支部近くを通る高速道路跡地。
因縁の廃墟
対アラガミ用防壁が使われていない、旧時代の軍用施設。
無常の軍艦
深緑の廃棟
窮者の残滓
死戦の跡地
深淵の坑窟
ヒマラヤ山脈にある旧坑道跡地。
斜陽の漠景
蒼玉珪の市街
湿底の堰堤
絶険の峰山
竜獣棲厶灼熱地
遺棄されし大市街

## 年表
- 20XX年　キグルミ、フェンリル✕✕支部入隊。
- 2009年　百田ゲン出生。
- 2012年　フィンランドでフェンリルが就業[159]。
- 2018年　ジェフサ・クラウディウス出生。
- 2021年　大車ダイゴ出生。
- 2024年　ペイラー・榊出生。
- 2026年　ヨハネス・フォン・シックザール、パトリック・ポルトロン（早くとも）出生。
- 2027年　アイーシャ・ゴーシュ出生。
- 2029年　グレゴリー・ド・グレムスロワ出生。
- 2031年　葦原総統、エイブラハム・ガドリン出生。
- 2032年　ジェイデン・ジミー・ジャクソン出生。
- 2034年　ダミアン・ロドリゴ出生。
- 2035年　パトリック・ポルトロン（遅くとも）出生。
- 2036年　九条博士出生。
- 2038年　香月ヨシノ出生。
- 2042年　雨宮ツバキ、棟方クニオ、犬飼フユヒコ出生。
- 2045年　アイザック・フェルドマン、雨宮リンドウ出生。
- 2046年　オラクル細胞を北欧で発見[159]。レア・クラウディウス、ラケル・クラウディウス（早くとも）、ケイト・ロウリー、真壁ハルオミ、イネス・アルメイダ出生。
- 2048年　大森タツミ、カミーユ・ランブラン出生。
- 2049年　ブレンダン・バーデル、ジーナ・ディキンソン、ゴドー・ヴァレンタイン出生。
- 2050年　アラガミ大量発生、都市壊滅[159]。土地の奪い合いにより争いさらに人口は減少し、最盛期の一〇〇分の一となる[159]。高橋サツキ、橘サクヤ、キャリー・ユー出生。
- 2052年　P73偏食因子発見[159]。ギルバート・マクレイン、台場カノン、カレル・シュナイダー出生。
- 2053年　マーナガルム計画における偏食因子転写実験。ソーマ・シックザール、小川シュン、楠リッカ、カリーナ・アリ・ラーイ、ドロシー出生。アイーシャ・ゴーシュ（26）死亡。
- 2054年　ジュリウス・ヴィスコンティ、エリック・デア＝フォーゲルヴァイデ、エミール・フォン=シュトラスブルク、竹田ヒバリ、真壁テルオミ、フェデリコ・カルーゾ出生。
- 2055年　ロミオ・レオーニ、アネット・ケーニッヒ出生。P53偏食因子発見、人工的な偏食因子調整の実現[159]。
- 2056年　神機の実用試験開始、ゴッドイーター登用開始[159]。リヴィ・コレット、神薙ユウ（遅くとも）[注釈 33]、藤木コウタ、アリサ・イリーニチナ・アミエーラ、藤木ノゾミ（早くとも）、八神マリア出生。香月ヨシノ（18）フェンリル極東支部入隊。ダミアン・ロドリゴ（22）フェンリルマドリード支部入隊（設定資料集）。当時のゴッドイーターの婚姻出産などへのサポート体制には不十分な点が多数あった。
- 2057年　神威ヒロ（推定）[注釈 34]、香月ナナ、葦原ユノ、土屋ショウゴ、鳴子ユイ、リュウ・フェンファン、ヴェルナー・ガドリン出生。
- 2058年　シエル・アランソン、フラン＝フランソワ＝フランチェスカ・ド・ブルゴーニュ、片桐ヤエ出生。
- 2059年　星野ウララ、レイラ・テレジア、イルダ・エンリケス出生。雨宮ツバキ（17）フェンリル極東支部入隊。ダミアン・ロドリゴ（25）フェンリルマドリード支部入隊（GOD EATER 2 RAGE BURSTデータベース）。
- 2060年　フェンリル各支部の再編。ヨハネス・フォン・シックザール（34）フェンリル極東支部長就任。エリナ・デア=フォーゲルヴァイデ、リカルド・スフォルツァ出生。
- 2061年　雨宮リンドウ（16）フェンリル極東支部入隊。
- 2062年　ケイト・ロウリー（16）フェンリルグラスゴー支部入隊。
- 2063年　大森タツミ（15）フェンリル極東支部入隊。真壁ハルオミ（17）フェンリル極東支部入隊。香月ヨシノ（25）MIA認定。
- 2074年から10年以上前　ペイラー・榊（40〈大きくとも〉）終末捕喰に関する研究を発表。
- 2064年　ソーマ・シックザール（11）フェンリル極東支部入隊。
- 2065年　旧連合軍アラガミ掃討作戦実施。千倉ムツミ出生。アリサ・イリーニチナ・アミエーラの両親死亡。イネス・アルメイダ（19）フェンリルロシア支部入隊。橘サクヤ（15）フェンリル極東支部入隊、オペレーターを務める。真壁ハルオミ（19）フェンリルグラスゴー支部転属。ソーマ・シックザール（12）初陣。
- 2071年から5年以上前、楠リッカ（13〈大きくとも〉）整備士を務める。
- 2066年　極東地域にてアラガミの出現率が上昇。アーク計画およびエイジス計画開始。小川シュン（13）、カレル・シュナイダー（14）、ジーナ・ディキンソン（17）フェンリル極東支部入隊。竹田ヒバリ（12）フェンリル極東支部入隊、オペレーターを務める（設定資料集）。橘サクヤ（16）ゴッドイーターを務める（設定資料集）。
- 2067年　ユウゴ・ペニーウォート出生。ジュリウス・ヴィスコンティ（13）フェンリル極致化技術開発局入隊。ブレンダン・バーデル（18）フェンリル極東支部入隊。竹田ヒバリ（13）フェンリル極東支部入隊、オペレーターを務める（GOD EATER BURSTデータベース、GOD EATER 2 RAGE BURSTデータベース、GOD EATER RESURRECTIONデータベース）。カミーユ・ランブラン（19）フェンリルマルセイユ支部入隊。橘サクヤ（17）この年までオペレーターを務める（GOD EATER BURSTデータベース、GOD EATER RESURRECTIONデータベース）。ダミアン・ロドリゴ（33）ゴッドイーターを退役。香月ヨシノ（29）KIA認定。
- 2068年　ルル・バラン出生。楠リッカ（15）フェンリル極東支部入隊、神機整備士を務める。エリック・デア＝フォーゲルヴァイデ（14）フェンリル極東支部入隊。キャリー・ユー（18）フェンリルシンガポール支部入隊。
- 2069年　クレア・ヴィクトリアス出生。リヴィ・コレット（13）フェンリル本部入隊。エリック・デア＝フォーゲルヴァイデ（15）フェンリル極東支部入隊。楠リッカ（16）フェンリル極東支部入隊、神機整備士を務める。ギルバート・マクレイン（17）フェンリルグラスゴー支部入隊。雨宮ツバキ（27）ゴッドイーターを退役。
- 2070年　ジーク・ペニーウォート、エイミー・クリサンセマム出生。アリサ・イリーニチナ・アミエーラ（14）フェンリルロシア支部入隊。台場カノン（18）フェンリル極東支部入隊。
- 2071年　神薙ユウ、藤木コウタ（15）フェンリル極東支部第一部隊入隊。フェデリコ・カルーゾ（17）フェンリルイタリア支部入隊。アネット・ケーニッヒ（16）フェンリルドイツ支部入隊。エリック・デア＝フォーゲルヴァイデ（17）KIA認定。アリサ・イリーニチナ・アミエーラ（15）フェンリルロシア支部から極東支部第一部隊に転属。雨宮リンドウMIA認定。アリサ・イリーニチナ・アミエーラ原隊復帰。神薙ユウ、フェンリル極東支部第一部隊隊長就任。シオ、フェンリル極東支部ラボラトリにて匿われる。橘サクヤ（21）アリサ・イリーニチナ・アミエーラ（15）エイジス島無断侵入および指名手配。アーク計画発覚および失敗。シオ、月へ行く。エイジス島崩落事故。月にて終末捕喰。ヨハネス・フォン・シックザール（45）死亡。月緑化。オオグルマ　ダイゴ（50）失踪。ペイラー・榊（47）フェンリル極東支部支部長代理となる。フェデリコ・カルーゾ（17）アネット・ケーニッヒ（16）フェンリル極東支部転属。雨宮リンドウ（26）原隊復帰およびペイラー・榊支部長代理直轄遊撃隊所属。雨宮リンドウ（26）橘サクヤ（21）入籍。第二のノヴァの発生。ギルバート・マクレイン（19）によるケイト・ロウリー（25）介錯。ジェフサ・クラウディウス（53）死亡。
- 2072年　ニール・ペニーウォート出生。フラン＝フランソワ＝フランチェスカ・ド・ブルゴーニュ（14）フェンリル極致化技術開発局入隊、オペレーターを務める。真壁テルオミ（18）フェンリル極東支部入隊。
- 2073年　キース・ペニーウォート出生。シプレ、デビュー。ロミオ・レオーニ（18）フェンリル極致化技術開発局入隊。片桐ヤエ（15）フェンリル極東支部入隊。エミール・フォン・シュトラスブルク（19）フェンリルドイツ支部入隊。真壁ハルオミ（27）フェンリル極東支部転属。イネス・アルメイダ（27）フェンリルリオ・デ・ジャネイロ支部転属。
- 2074年から半年前高峰サツキ（23）公共放送FBSの電波をジャックしユノの歌唱をフェンリル各支部流していた。
- 2074年　神威ヒロ、シエル・アランソン（16）香月ナナ（17）フェンリル極致化技術開発局特殊部隊ブラッド隊入隊。星野ウララ（15）フェンリル極東支部入隊。エミール・フォン・シュトラスブルク（20）フェンリル極東支部入隊。エリナ・デア=フォーゲルヴァイデ（14）フェンリル極東支部入隊。カルビ、フェンリル極東支部にて飼育。ギルバート・マクレイン（22）フェンリル極致化技術開発局特殊部隊ブラッド隊転属。神機兵停止事故。ロミオ・レオーニ（19）KIA認定。フラン＝フランソワ＝フランチェスカ・ド・ブルゴーニュ（16）フェンリル極東支部転属。ジュリウス・ヴィスコンティ（20）フェンリル極致化技術開発局特殊部隊ブラッド隊隊長辞任。フライアにてクーデター。葦原ユノ（17）黒蛛病感染。フライヤ神機保管庫にて終末捕喰。フェンリル極東支部周辺地域にて螺旋の樹出現。フェンリル極東支部にて緊急対策本部が設置。螺旋の樹にて開闢作戦実行。九条ソウヘイ（38）MIA認定。フェンリル極東支部周辺地域にて螺旋の樹消失。ジュリウス・ヴィスコンティ（20）ロミオ・レオーニ（19）原隊復帰。リヴィ・コレット（18）フェンリル極致化技術開発局特殊部隊ブラッド隊転属。
- 2078年　ショウ・ペニーウォート出生。フェンリル本部にて大規模作戦。
- 2079年　マール・ペニーウォート、リル・ペニーウォート出生。
- 2080年代初頭　世界各地において厄災と呼ばれる事象が発生。

## テーマソング
GOD EATER
オープニング「Over the clouds」
歌 - alan / 作詞 - 山本成美 / 作曲 - 菊池一仁 / 編曲 - 中野雄太
エンディング「my life」
歌 - alan / 作詞 - 古内東子 / 作曲 - 菊池一仁 / 編曲 - 中野雄太

GOD EATER BURST
オープニング「Over the clouds -BURSTmix-」
歌 - alan / 作詞 - 山本成美 / 作曲 - 菊池一仁 / 編曲 - 遠山明孝
難易度6終了後エンディング「my life」
歌 - alan / 作詞 - 古内東子 / 作曲 - 菊池一仁 / 編曲 - 中野雄太
エンディング/挿入歌「神と人と （Vocal Ver.）」
歌 - ドナ・バーク / 作詞 - マーガレット・ルーシー / 作曲・編曲 - 椎名豪

GOD EATER 2
オープニング「F.A.T.E.」
歌 - AKIHIRO NAMBA(Hi-STANDARD / NAMBA69)×TAKESHI UEDA(AA=) / 作詞 - 難波章浩・大野俊也 / 作曲 - 難波章浩 / 編曲 - 上田剛士
挿入歌「光のアリア」
歌 - yu-yu / 作詞 - 森由里子 / 作曲・編曲 - 椎名豪
エンディング「光のアリア 〜orchestra version〜」
歌 - yu-yu / 作詞 - 森由里子 / 作曲 - 椎名豪 / 編曲 - 宮野幸子

GOD EATER 2 RAGE BURST
オープニング「F.A.T.E. -intense remix-」
歌 - AKIHIRO NAMBA(Hi-STANDARD / NAMBA69)×TAKESHI UEDA(AA=) / 作詞 - 難波章浩・大野俊也 / 作曲 - 難波章浩 / 編曲 - 上田剛士 remixed by ゆよゆっぺ
エンディング「Faith」
作詞・歌 - May J. / 作曲 - 杉山勝彦 / 編曲 - 大島こうすけ

GOD EATER 3
オープニング「stereo future」
歌 - BiSH / 作詞 - 松隈ケンタ ・JxSxK / 作曲 - 松隈ケンタ / 編曲 - SCRAMBLES

## 関連商品

### 書籍
GOD EATER ギャラリーコレクション
講談社、2010年5月25日発売、ISBN 978-4-06-367249-7
バンダイナムコゲームス完全監修による設定資料集。
GOD EATER コミックアンソロジー
一迅社、2010年5月25日発売、ISBN 978-4-7580-0552-4
GOD EATER コミックアンソロジー 2
一迅社、2010年10月25日発売、ISBN 978-4-7580-0598-2
GOD EATER BURST コミックアンソロジー
一迅社、2011年1月25日発売、ISBN 978-4-7580-0608-8
GOD EATER BURST コミックアンソロジー VOL.2
一迅社、2011年3月28日発売、ISBN 978-4-7580-0617-0
GOD EATER BURST 4コマKINGS
一迅社、2011年5月25日発売、ISBN 978-4-7580-0630-9
GOD EATER マガジン
アスキーメディアワークス、2013年11月より3号連続
『2』発売に合わせて刊行されるムック。表紙は毎号ufotableによる描き下ろしで、斉藤ロクロによる漫画も掲載される。

### CD
GOD EATER オリジナルサウンドトラック
avex trax、2010年3月3日発売
ゲーム未使用のアレンジBGMを含む全55曲を収録した2枚組アルバム。声優陣によるドラマパートも収録されている。
初回限定特典として曽我部修司による、描き下ろしのステッカーが付属。
GOD EATER BURST ドラマ&オリジナルサウンドトラック
avex trax、2010年12月22日発売
『バースト』新規追加分のBGM5曲とドラマパートを収録。
初回限定盤はキャストコメントが入ったボーナストラックを収録。

### その他
モンスターコレクションTCG 「ゴッドイーターバースト」 スターターデック
ブシロード、2011年9月17日発売
『モンスターコレクション』とのコラボ企画。ゴッドイーターデックとアラガミデックの2種類が同時発売。
PROJECT X ZONE
バンダイナムコゲームス（現・バンダイナムコエンターテインメント）、2012年10月11日発売
バンダイナムコゲームス・カプコン・セガによるクロスオーバー作品。ソーマとアリサがペアユニット、リンドウがソロユニットとして登場。
PROJECT X ZONE 2:BRAVE NEW WORLD
バンダイナムコエンターテインメント、2015年11月12日発売
上記作品の続編。本作では『2』の時代設定となっており、シエルとナナがペアユニット、アリサがソロユニットとして登場。